# Rooms-Katholieke Kerk

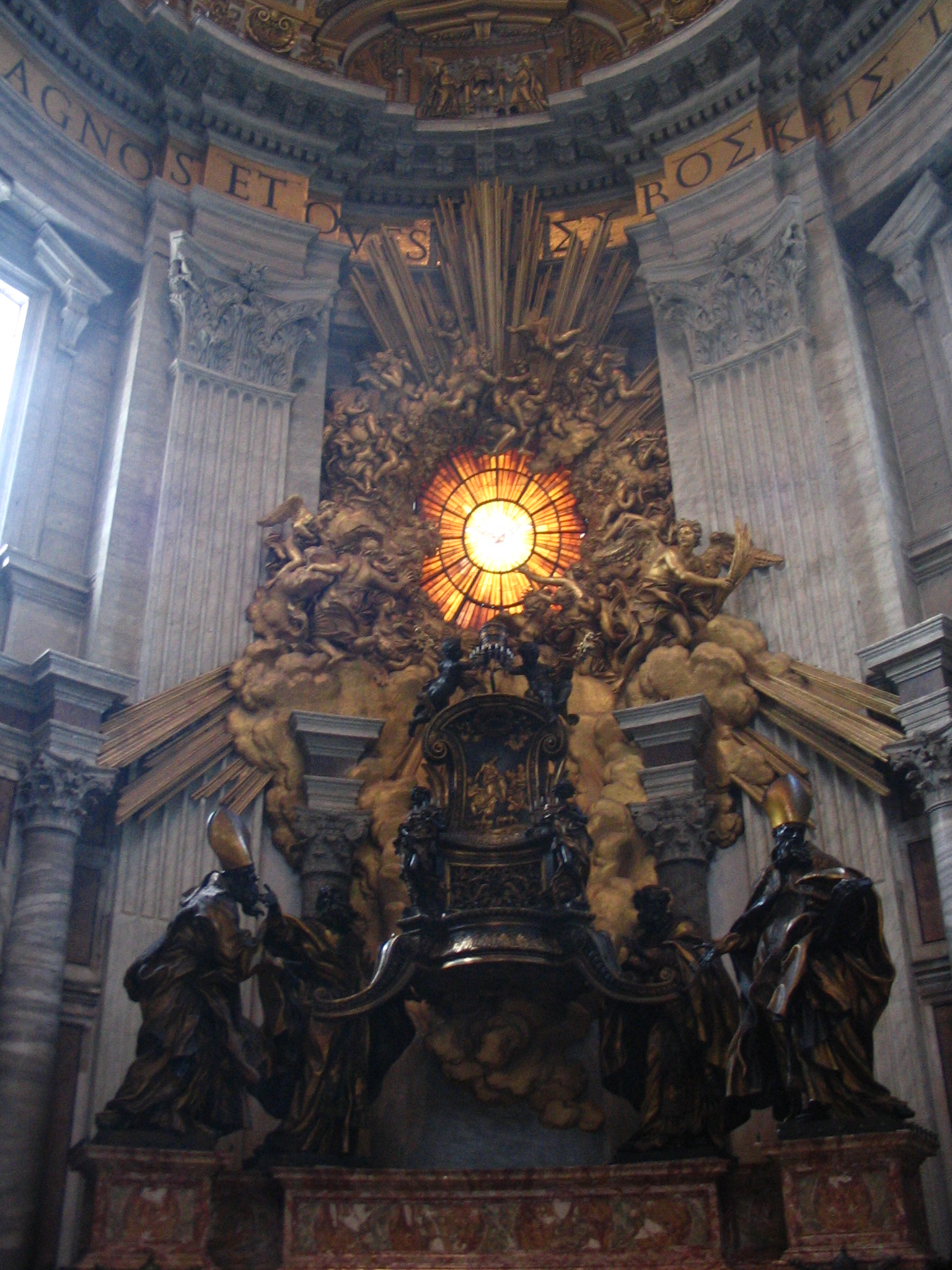
Cathedra Petri, oftewel Heilige Stoel van Petrus (875)

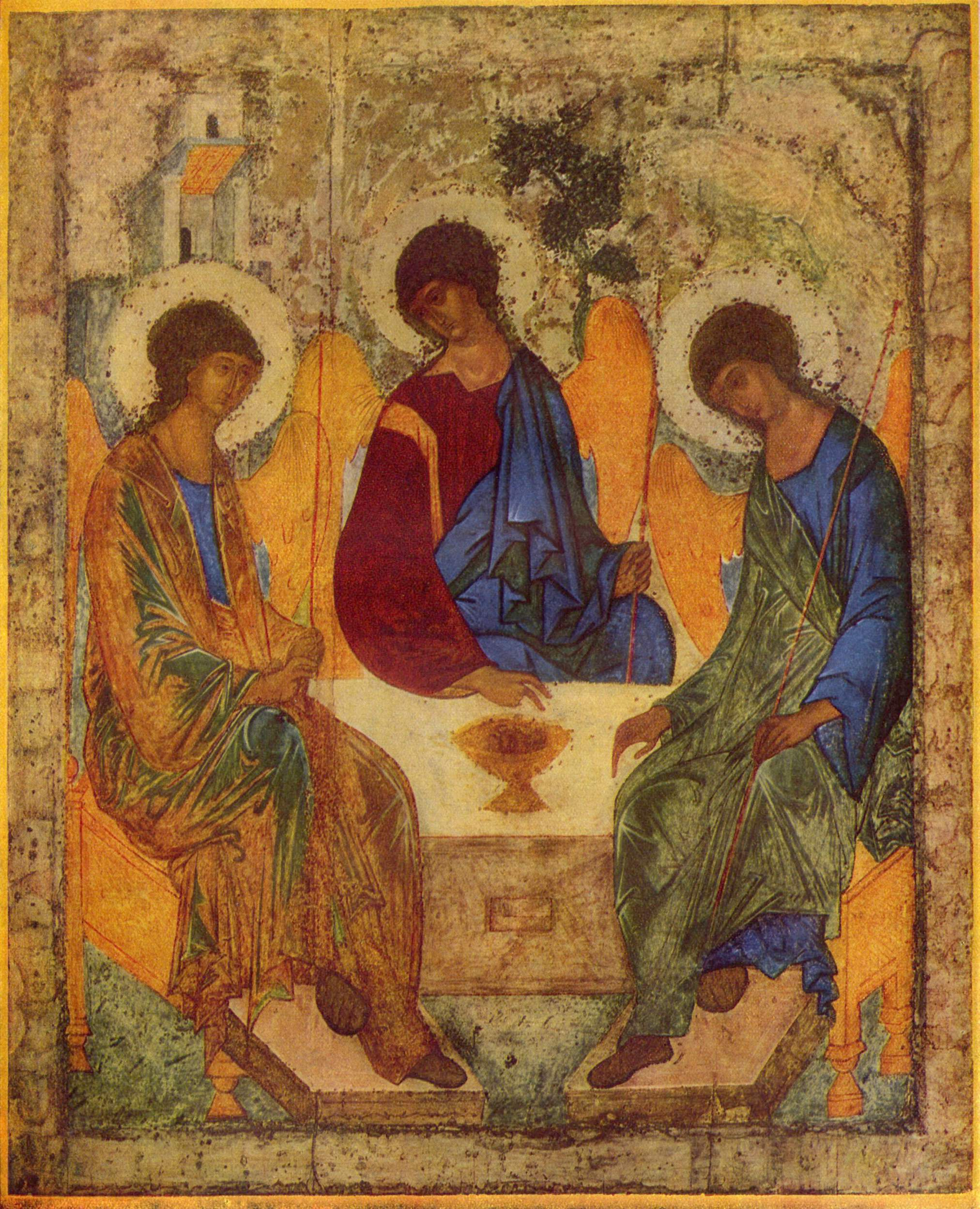
De Heilige Drievuldigheid, icoon van Andrej Roebljov (ca. 1400)

De Rooms-Katholieke Kerk is met meer dan 1,2 miljard volgelingen het grootste kerkgenootschap ter wereld. Het hoofd van de Rooms-Katholieke Kerk is de paus. Sinds 8 mei 2025 is dat paus Leo XIV. De kerk beroept zich op het Oude Testament (inclusief de deuterocanonieke boeken) en het Nieuwe Testament van de Bijbel, op de katholieke traditie en op het leergezag van Rome.
De Kerk heeft het verloop van de geschiedenis van de mensheid, met name in de westerse wereld, in belangrijke mate mede bepaald. Vanaf de invoering van het leenstelsel in de vroege middeleeuwen tot aan de Napoleontische tijd belichaamde ze in West-Europa behalve religieuze soms ook politieke macht. De paus, de bisschop van Rome, is ook soeverein staatshoofd van Vaticaanstad, maar zijn wereldlijke macht is beperkt.
Kenmerkend voor de Rooms-Katholieke Kerk is een fundamenteel verschillende benadering van de rol van mannen en vrouwen. Alleen mannen kunnen geroepen en gewijd worden tot het ambt van diaken, priester en bisschop. Vrouwen mogen religieuze functies vervullen, maar zijn uitgesloten van de geestelijke kernfuncties en de bediening van de sacramenten. Het uitgangspunt hiervan is dat de apostelen van Christus allen mannen waren. Onder paus Franciscus is het aantal bestuurlijke functies voor vrouwen toegenomen, ook binnen de Romeinse Curie.

## Naam
De Rooms-Katholieke Kerk gebruikte sinds het Eerste Concilie van Nicea (325) in haar officiële documenten de term 'Katholieke Kerk', ook in de documenten van de laatste twee oecumenische concilies.

### Etymologie
Het Oudgriekse woord καθολικός (katholikos) betekent 'algemeen' of 'universeel'. Men zou de benaming Katholieke Kerk dus letterlijk kunnen vertalen als de Algemene Kerk of Universele Kerk. De term "katholiek" werd in het kader van de kerk voor het eerst gebruikt door Ignatius van Antiochië. In een brief aan de christenen van Smyrna uit 107 schreef hij: "Waar Jezus Christus is, daar is de katholieke Kerk."
Het begrip 'rooms-katholiek' is ontstaan aan het begin van de 16e eeuw, ten tijde van de Reformatie, om onderscheid te maken tussen hen die de paus trouw bleven en de protestanten. Het woord rooms duidde oorspronkelijk op de stad Rome. Met Rooms-Katholieke Kerk wordt de organisatie aangeduid: de katholieke kerken die verenigd zijn rond de bisschop van Rome. Het begrip 'katholiek' gaat echter terug op het zelf verstaan en de belijdenis van de vroege Kerk, en drukt de universaliteit en ondeelbaarheid van de Rooms-Katholieke Kerk uit. Voor rooms-katholieken is het onderscheid tussen rooms-katholiek en katholiek vrijwel nihil, omdat de universaliteit en de ambtelijke structuur met elkaar verbonden zijn. Er zijn echter ook enkele andere, kleinere gezindten die eveneens de naam 'katholiek' voor zichzelf gebruiken, zoals de Oudkatholieke Kerk en de oosters-orthodoxe kerken.

### Schrijfwijze
Als de rooms-katholieke stroming bedoeld wordt die de Kerk vertegenwoordigt, wordt ook wel rooms-katholieke kerk geschreven.

## Omvang
In 2020 waren 1,34 miljard mensen of ongeveer 17,7% van de wereldbevolking rooms-katholiek gedoopt. Het aantal katholieken is tussen 2005 en 2014 met 14% gestegen, iets meer dan de aangroei van de wereldbevolking met 11%. De Rooms-Katholieke Kerk groeit het sterkst in Afrika en Azië. Bijna de helft van alle rooms-katholieken woont in Amerika. In Azië, waar bijna 60% van de wereldbevolking woont, is 3,3% van de bevolking rooms-katholiek. Het aantal rooms-katholieken in Azië is met 20% gestegen, 100% meer dan de bevolkingsgroei van tien procent. In Oceanië nam het aantal rooms-katholieken met 16% toe, 2% lager dan de toename van de bevolking met 18%. Het aantal priesters groeit in Afrika en Azië. In Europa en Oceanië daalt het aantal. Wereldwijd steeg het aantal priesters van 405.178 in 2000 naar 414.336 in 2020. Het aantal vrouwelijke religieuzen daalde wel van 694.000 in 2013 naar 642.000 in 2020.
Daarnaast is de kerk met een bezit van enkele tientallen miljarden ook een van de rijkste religieuze organisaties.

## Geschiedenis

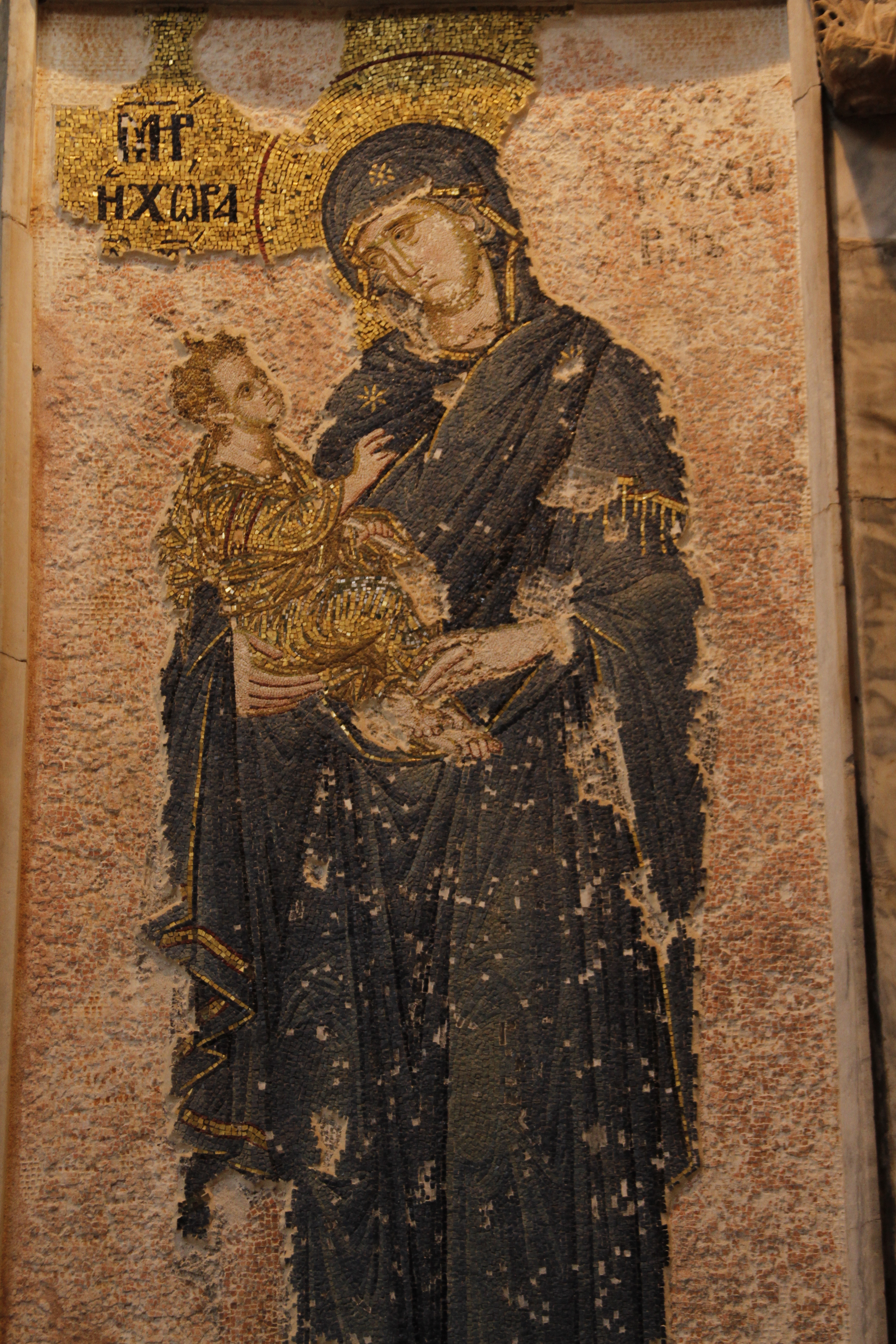
Mozaïek van Maria als moeder van God in de Chora-kerk in Istanboel

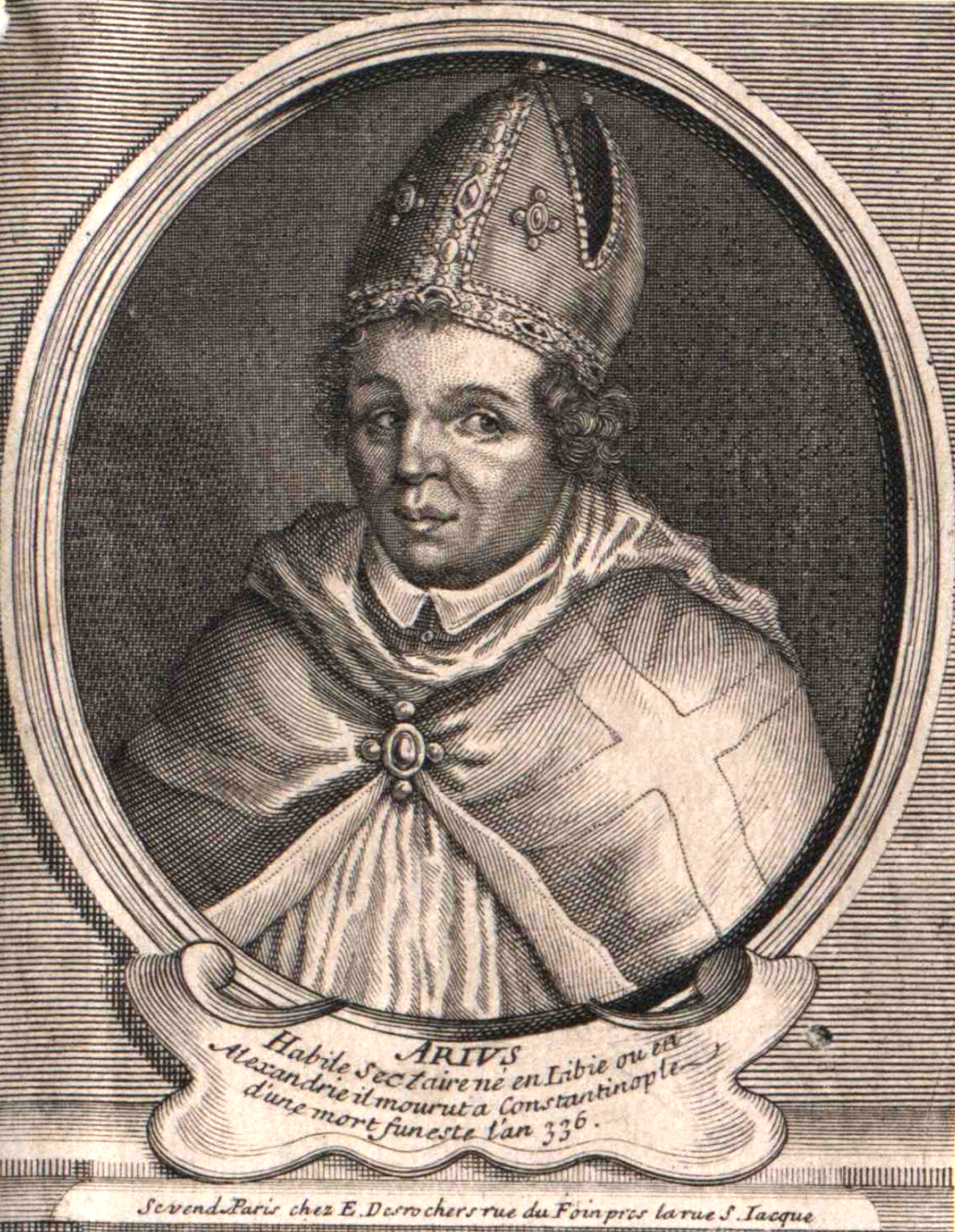
Arius

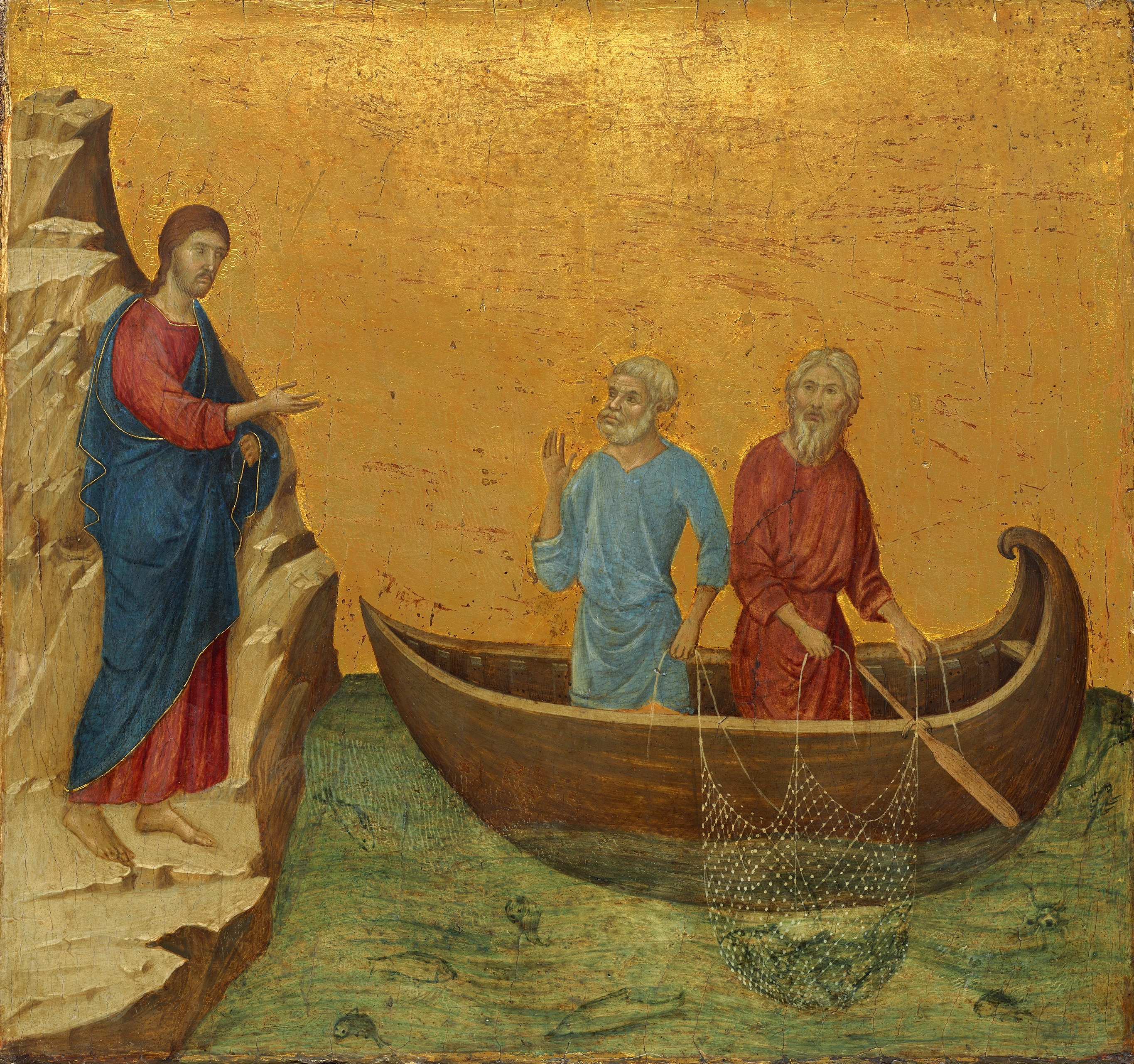
Jezus roept Simon en Andreas

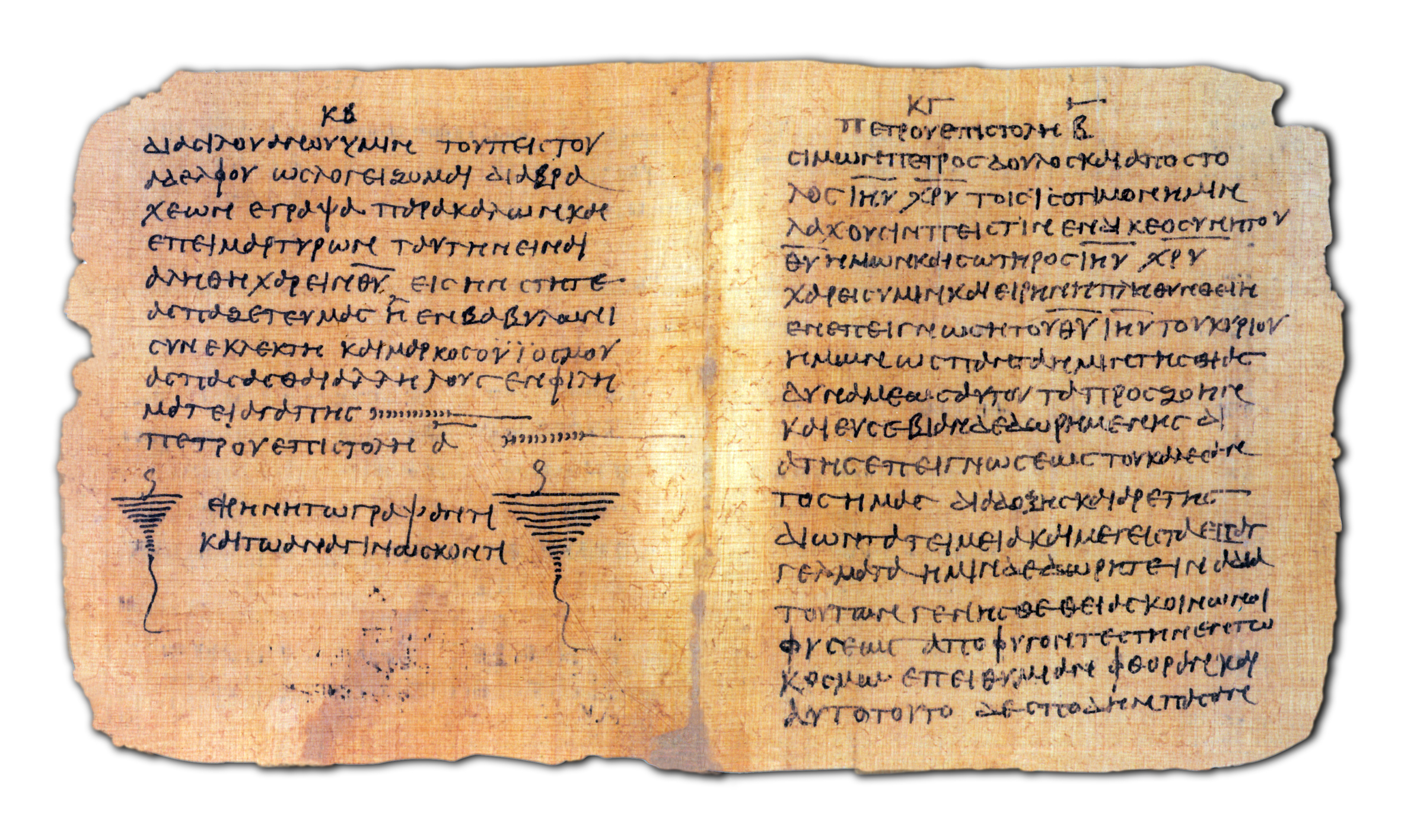
Petrusbrief uit de derde eeuw na Christus

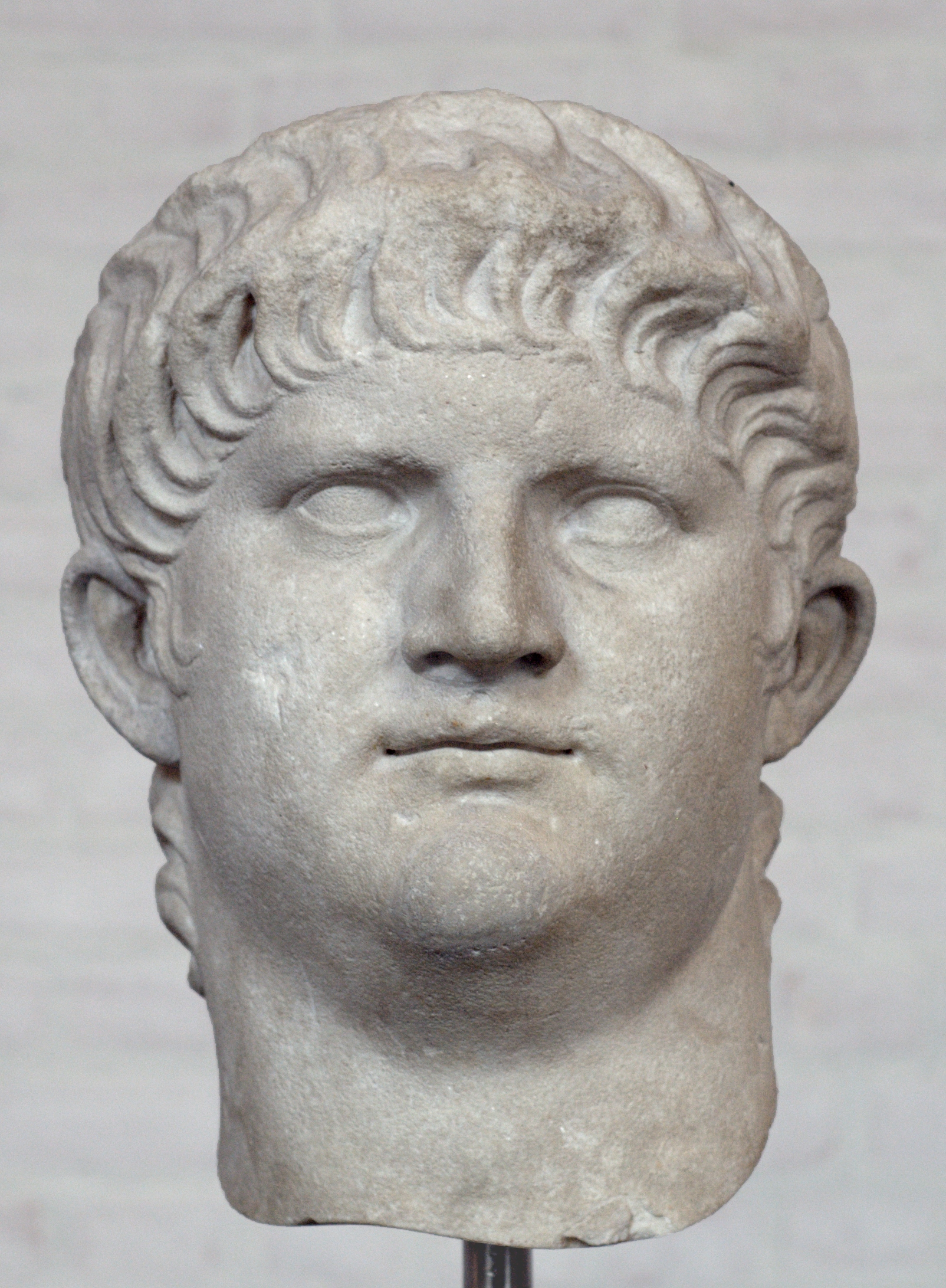
Keizer Nero

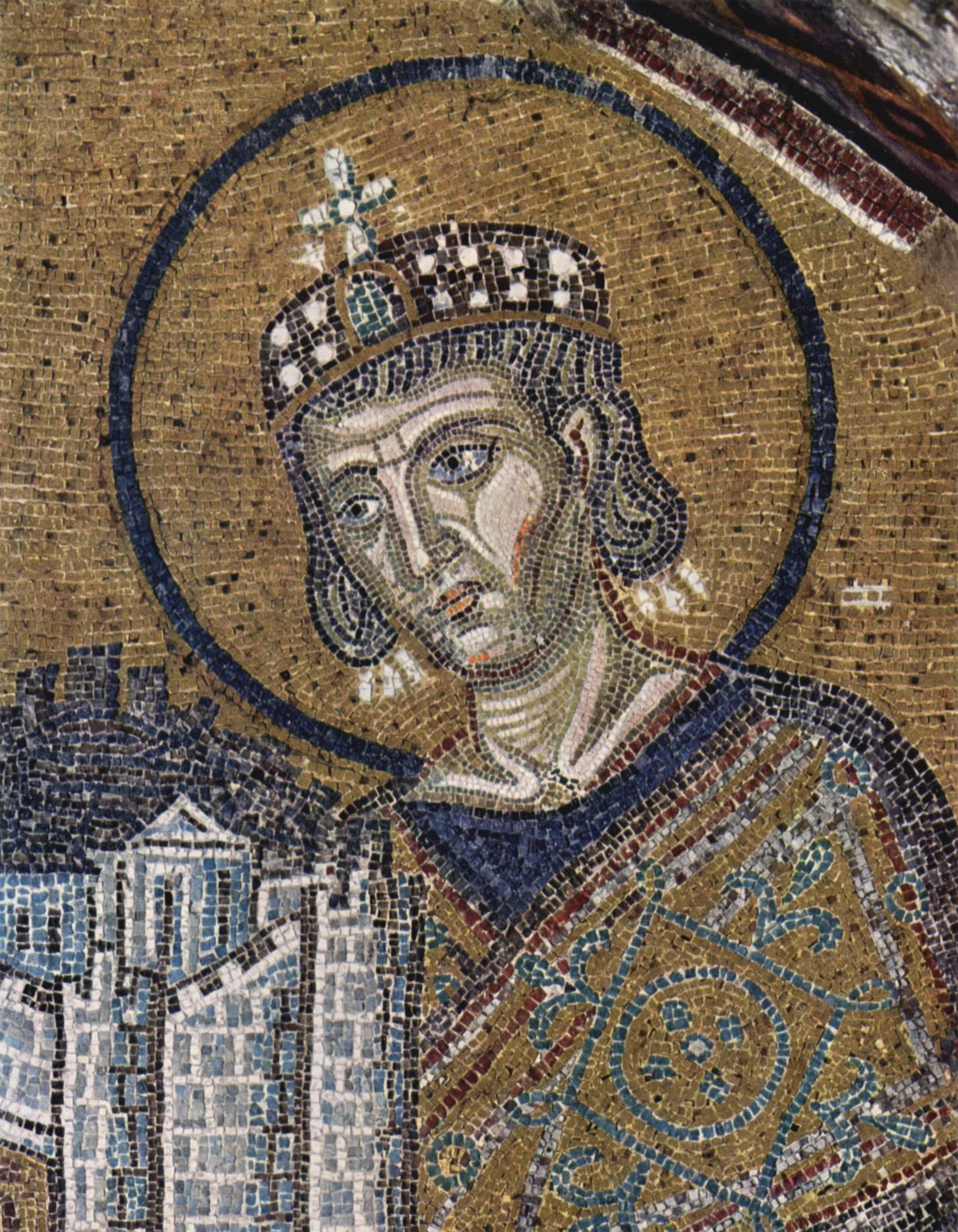
Constantijn met een stadsmodel van Constantinopel

### Oudheid
In de Handelingen van de Apostelen beschrijft de evangelist Lucas hoe Jezus na zijn terechtstelling op Golgotha zou zijn opgestaan uit de dood en verschenen aan zijn leerlingen. Hij zou hen hebben bemoedigd en enige tijd onderricht gegeven hebben over de doeleinden van zijn aardse missie en over wat de leerlingen verder te doen zou staan. Bij zijn hemelvaart zou Jezus hen de laatste aanwijzingen hebben gegeven en geboden te wachten in Jeruzalem op de 'Heilige Geest', die hun kracht zou geven om zijn boodschap van het "goede nieuws" (= evangelie) te verspreiden over de wereld. Op Pinksteren zou dit zijn gebeurd, en na een toespraak van Petrus onder de mensen in Jeruzalem werd de eerste christelijke gemeente gesticht. Op initiatief van Petrus en de andere apostelen wordt de vacante plaats in hun college, die door het verraad van Judas was ontstaan, opgevuld door Mattias aan te wijzen als zijn vervanger. Daarnaast ontstonden de eerste christelijke gemeenschappen rond het breken van het brood dat het cultisch centrum vormde van de samenkomst (= ekklèsia). Deze eredienst of liturgie (van "leitourgia": dienst van het volk) werd vaak op de "dag van de verrijzenis" gevierd, die ook wel de "dag des Heren" (= "dies dominica") werd genoemd, en bestond doorgaans uit een lezing, een vermaning of preek (= homilie), de voorbedes van de gelovigen, een plechtig dankgebed dat uitmondde in het breken en delen van het brood. Meestal vonden deze vieringen 's ochtends of 's avonds plaats omdat de zondag toen nog geen heilige rustdag was.

#### Hiërarchie
Tegelijkertijd werden met de opkomst van deze gemeenschappen de eerste contouren van de kerkelijke hiërarchie (letterlijk: "heilige ordening") zichtbaar: er werden bisschoppen (van "episkopos": opzichter), presbyters (= priesters) en diakens aangesteld die een voorname taak kregen aangewezen binnen de gemeenschappen. Zo waren het de bisschoppen of bij hun afwezigheid de presbyters die doorgaans het grote dankgebed uitspraken over de gaven van brood en wijn en de diakens die deze gaven vervolgens uitdeelden aan de gelovigen. De belangrijkste bisschoppen en theologen uit de eerste eeuwen staan bekend als kerkvaders omdat ze bepalend waren bij het vastleggen van de christelijke leer in, ook nu nog door de meeste christenen onderschreven, dogma's.
Tegen het einde van de 1e eeuw kenden vrijwel alle christelijke gemeenschappen een duidelijk eenhoofdige leiding onder een bisschop (soms ook een groep bisschoppen), die in zijn herderlijke taken werd bijgestaan door een college van priesters en diakens, later ook door subdiakens, lectoren (= lezers) en acolieten (= misdienaars). Zijn voornaamste verantwoordelijkheden waren: de wijdingen van lagere ambten, het voorgaan in de goddelijke eredienst, het dagelijks bestuur van de gemeente, de zorg voor de armen en zieken (= diaconie) en het geloofsonderricht (= catechese). De bisschoppen of het episcopaat droeg(en) het gezag door gebed en handoplegging (= wijding) over aan hun opvolgers zodat er een ononderbroken keten van opvolging ontstond die tot op de dag van vandaag voortduurt: de apostolische successie. De verbondenheid van de bisschoppen en de gemeenten was zo innig en vanzelfsprekend dat bisschop Ignatius van Antiochië in 107 reeds schreef: 'Waar de bisschop is, daar is de Katholieke Kerk.'
Een centrale rol in de vroege Kerk werd ingenomen door de apostel Petrus, die de eerste der apostelen werd genoemd en de woordvoerder was van de groep van twaalf, een positie die volgens de katholieke leer teruggaat op Jezus' toezegging bij Caesarea dat op hem, de steenrots, de Kerk gegrondvest zou worden en dat de poorten van het dodenrijk haar niet zullen overweldigen. Uiteindelijk zou Petrus, volgens de katholieke leer de sleutelbewaarder, naar Rome trekken, waar hij volgens de vroegste apostolische overleveringen onder keizer Nero met het hoofd naar beneden gekruisigd werd. De gemeente van Rome groeide uit tot voornaamste der gemeenten, de 'voorzittende van de liefde' (Ignatius van Antiochië) en de 'Hoofdkerk' (Cyprianus), die een bijzonder aanzien genoot bij de andere gemeenschappen.

#### Verhouding met de overheid

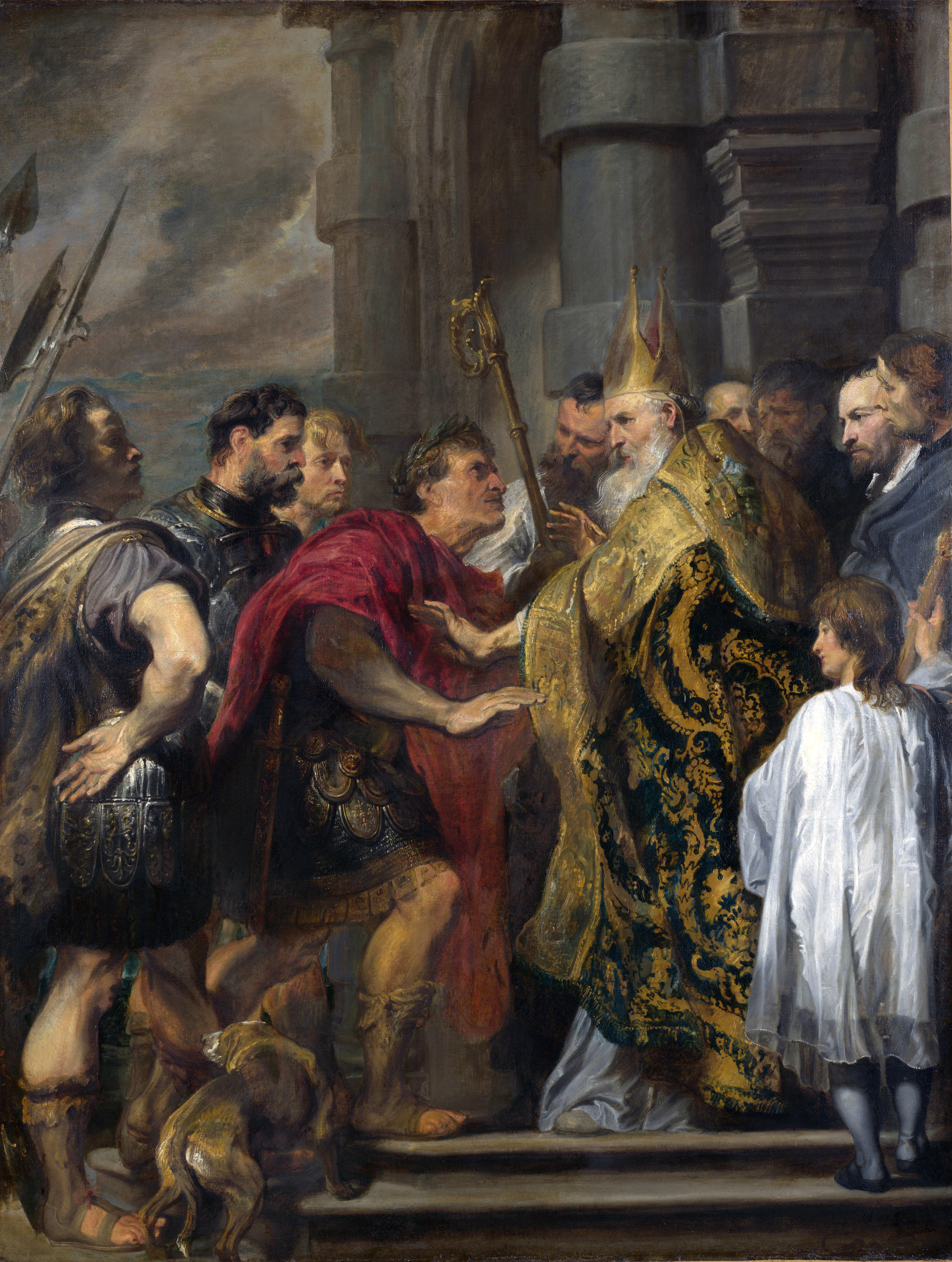
Sint-Ambrosius en keizer Theodosius, door Anthony van Dyck

In het Romeinse Rijk heerste in die tijd religieuze tolerantie. De onderdanen genoten de vrijheid hun eigen godsdienstige tradities in ere te houden, zolang er maar eer aan de Romeinse goden werd bewezen en de goddelijke status van de keizer werd erkend. Vreemde religies en mysteriegodsdiensten werden vaak ingepast in de heersende polytheïstische cultus zodat er een vorm van religieuze vermenging ontstond, die aangeduid wordt met de term syncretisme. In de praktijk gold het gebod om de keizer te vereren voor de meeste inwoners van het rijk als een zuivere formaliteit zonder veel betekenis voor hun innerlijk geloofsleven: bij enkele gelegenheden per jaar werd er wat geofferd aan de Romeinse goden en de keizer. De monotheïstische christenen vormden echter een zichtbare uitzondering omdat zij geen andere god wilden aanbidden dan Jezus de Zoon en God de Vader. Ze aanvaardden de keizer wel als staatshoofd, als wereldlijke macht, maar weigerden hem als een godheid te erkennen. Verder onderscheidden ze zich door hun eenvoudige levenswandel van de Romeinen die verzot waren op wereldlijk vertoon en vermaak.
Toen het rijk in verval raakte en er hongersnoden en natuurrampen over het rijk kwamen, werden de christelijke gemeenschappen omgeven met vreemde verdachtmakingen (christenen zouden aan kannibalisme doen, omdat ze het lichaam van hun eigen God opaten en diens bloed dronken, hetgeen de Romeinen met weerzin vervulde). De christenen werden aangewezen als zondebok en er ontstonden vervolgingen. De gelovigen die daarbij hun leven verloren en zo hun gelijkvormigheid met de Gekruisigde toonden, werden al spoedig gezien als martelaren. Ze werden met gepaste verering omgeven: de dag van hun sterven werd jaarlijks herdacht als de dag dat zij gelouterd en geheiligd de hemel binnen waren gegaan en verenigd waren met de verrezen Heer.
Deze situatie veranderde in het begin van de 4e eeuw, toen de Romeinse keizer Constantijn zich bekeerde tot het christendom, en het tot dan nog steeds sektarische christendom tot een katholieke (algemeen heersende) en literalistische (niet op mystieke geheimen, maar op bekende teksten gebaseerde) godsdienst uitriep. Tegen het einde van dezelfde eeuw, onder keizer Theodosius, werd in 380 het door Constantijn de Grote hervormde christendom de staatsgodsdienst van het gehele Romeinse Rijk. In 395 splitste het Romeinse Rijk zich echter in een westelijk Latijnssprekend deel en een oostelijk deel waar Grieks de voertaal was. Deze delen groeiden uit elkaar en tegelijk groeiden ook de christelijke kerken in oost en west langzaam uit elkaar.

#### Ketterijen, credo en concilies
Toen de vroege Kerk zich door de missionering van de apostelen en hun opvolgers verspreidde binnen het Romeinse Rijk en zodoende haar joodse wortels achter zich liet, werd zij met nieuwe problemen en vragen geconfronteerd. De joodse cultuur had altijd een sterk verhalende, literaire traditie gekend, ze was gewoon haar overtuigingen en geloofsmysteries in gelijkenissen, analogieën, verwijzingen naar historische gebeurtenissen, kortom in dynamische vormen tot uitdrukking te brengen. De Romeinen echter hadden van de Grieken een filosofische traditie geërfd: zij dachten statisch, in definities, gestolde formules en leringen die de boven-historische essentie van een gebeuren moesten vatten. Om zich verstaanbaar te maken in deze nieuwe omgeving voelde de Kerk zich genoodzaakt haar geloof op een wijze uit te leggen die paste bij de veranderende omstandigheden. Tegelijkertijd ontstonden er door deze culturele en linguïstische vertaalslag binnen het rijk vele misvattingen en dwalingen die de kern van het christelijk geloof dreigden aan te tasten: ketterij. Dit alles leidde tot het ontstaan van bindende leeruitspraken: dogma's.

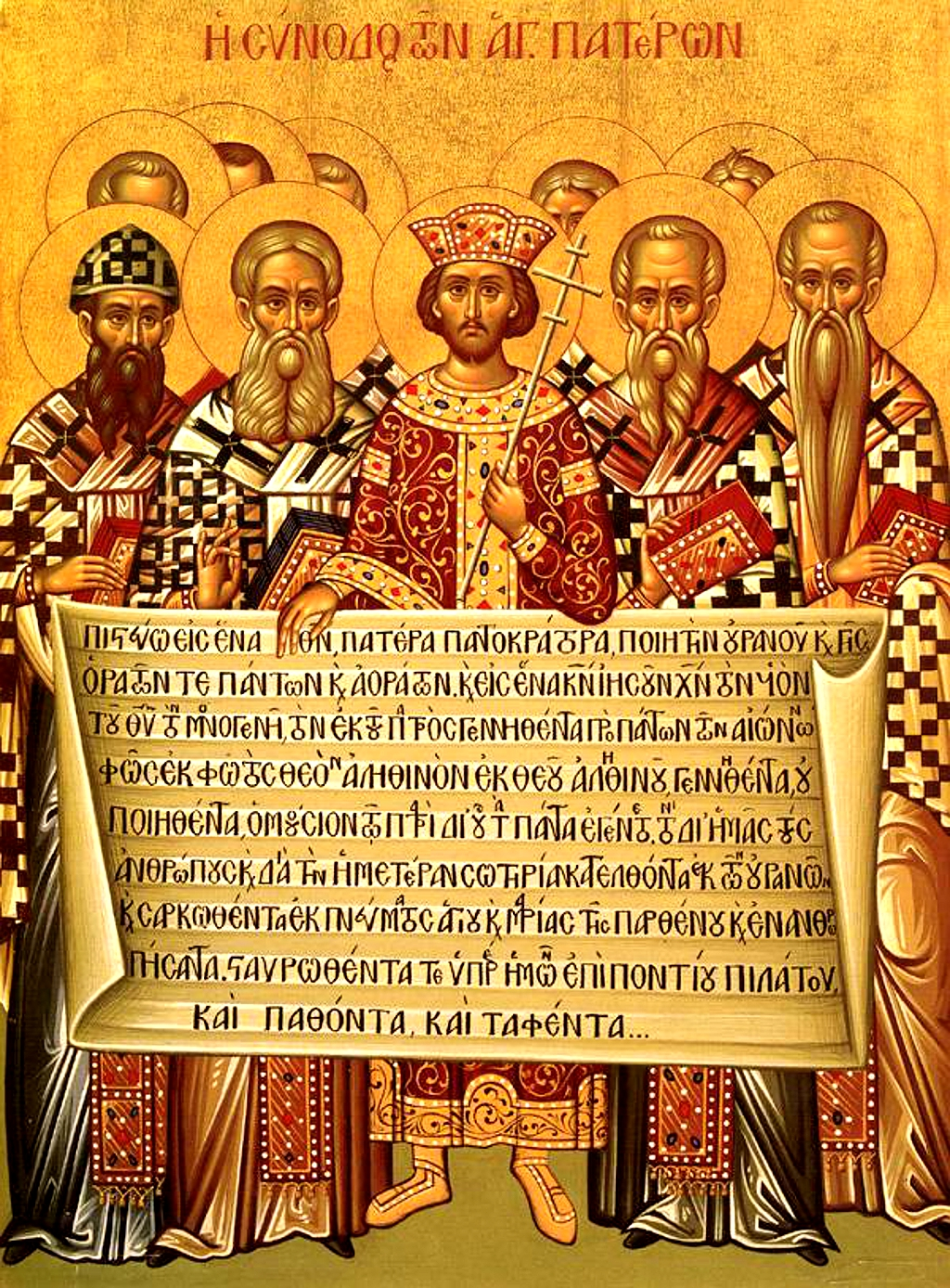
Icoon met de voorstelling van Constantijn de Grote en de bisschoppen van het Eerste Concilie van Nicea (325) met de tekst van de geloofsbelijdenis versie anno 381, zoals later aangepast voor gebruik in de liturgie (πιστεύω plaats van πιστεύομεν)

Vanaf het begin was de jonge Kerk regelmatig het toneel van felle onderlinge discussies geweest die soms uitmondden in scheuringen. Stromingen zoals het arianisme, dat ontkende dat Christus God was, het gnosticisme dat de verlossing verbond met een bevinding, een innerlijke, bovennatuurlijke 'kennis van het hart' en daarmee de kruisdood en verrijzenis als objectief gebeuren relativeerde, en het dualistische marcionisme, leidden er uiteindelijk toe dat de Kerk zich genoodzaakt zag de grenzen van de rechtzinnigheid steeds scherper af te bakenen.
Allereerst werd tijdens het concilie van Nicea (325) het arianisme verworpen. Er werd verklaard dat Christus één in wezen met de Vader was (= "homo-oesios"), en niet zoals de Alexandrijn Arius had gemeend als eerste der schepselen op de Vader geleek (= "homoi-oesios"), doch wezenlijk ondergeschikt bleef aan hem. Tijdens het Eerste Concilie van Constantinopel (381) werd door de verzamelde bisschoppen de plaats van de Heilige Geest in de triniteit nader bepaald. De Geest kwam volgens de concilievaders voort uit God de Vader en moest samen met Christus de Zoon als (een van de personen van) God worden aanbeden en verheerlijkt. Verder werd het credo van Nicea vastgelegd en uitgebreid: de geloofsbelijdenis van Nicea-Constantinopel, die tot op de dag van vandaag door zowel katholieke, alsook orthodoxe en reformatorische christenen onderschreven wordt. Daarnaast werd de innerlijke structuur van de Kerk versterkt en ontstond er een Bijbelse canon: geschriften en overleveringen die op authentieke wijze zouden getuigen van het geloof van de Kerk en haar liturgische traditie werden als betrouwbaar canoniek aangemerkt, terwijl andere, vaak overleveringen met een sterk gnostische inslag, als apocrief terzijde werden geschoven.
Andere belangrijke concilies waren: het Concilie van Efeze (431), waar de nestoriaanse leer als ketterij werd veroordeeld en werd vastgelegd dat Maria de moeder van God (= Theotokos) is en niet slechts de moeder van de menselijke Jezus (= Christotokos), en het Concilie van Chalcedon (451), dat het monofysitisme veroordeelde (van de Griekse woorden 'monos', wat '(all)één' betekent, en 'physis', wat 'natuur' betekent), de christologische opvatting die Christus slechts één ongescheiden godmenselijke natuur (= monos physis, Grieks: μόνος φύσις) toekende, maar daarmee ontkende dat hij de wereld als mens 'van binnenuit' had verlost. Daartegenover werd het dogma bevestigd dat Christus waarlijk God en waarlijk mens was geweest.
Stilaan werd de bisschop van Rome in het westen de "primus inter pares" (= "de eerste onder de gelijken"), die meer en meer gezag won als hoofd van de Kerk, hoewel de gelovigen in het Griekstalige Oosten zich meer oriënteerden op de patriarch van Constantinopel en de patriarchen van Antiochië en Alexandrië, die ook veel invloed bleven houden. De bisschop van Rome was ook de patriarch van Rome, en zijn collega-patriarchen beschouwden hem als een gelijke zonder speciale bevoegdheden over henzelf. Getuigenissen van zowel de oostelijke als de westelijke kerkvaders zijn echter duidelijk over het primaatschap van de zetel van Petrus (= de Heilige Stoel) aangaande de beslissingsbevoegdheid inzake geloofstwisten.

#### Augustinus
|  |
|  |

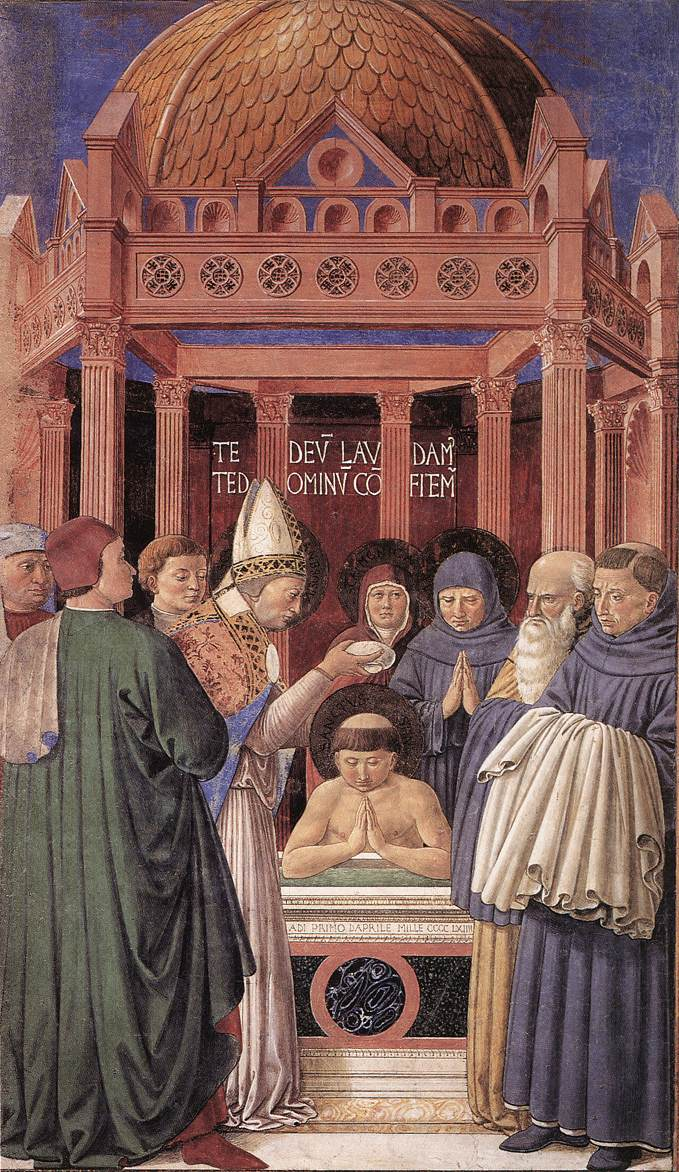
Ambrosius doopt Augustinus, door Benozzo Gozzoli (15e eeuw)

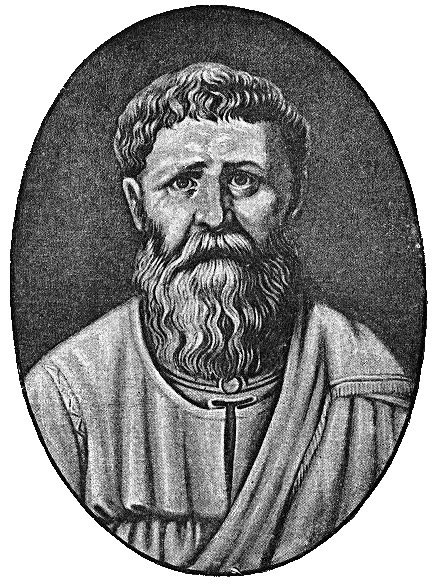
Kerkvader Augustinus

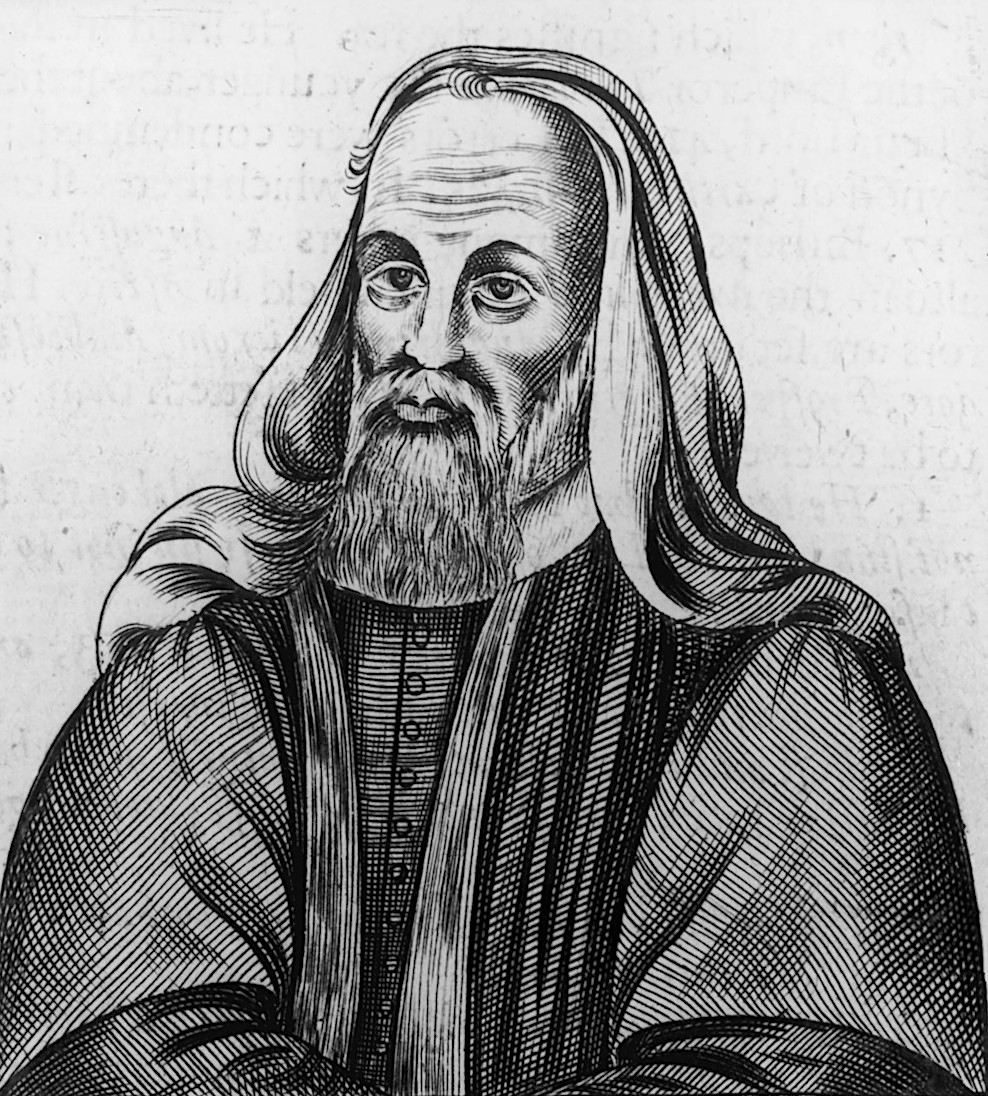
Pelagius

Een van de belangrijkste figuren uit de eerste eeuwen van het christendom was Augustinus (354–430), die zich – nadat hij in zijn jonge jaren een nogal losbandig leven had geleid en zich enige tijd bijzonder aangetrokken had gevoeld tot het manicheïsme, een stroming die een dualistische visie op goed en kwaad had – bekeerde tot het christendom. Hij werd met Pasen in 387 gedoopt door Ambrosius (339–397), de bisschop van Milaan, waarna hij terugkeerde naar zijn geboorteplaats in Thagaste (Afrika). Vanaf 396 tot zijn dood in 430 was hij bisschop van de Kerk van Hippo Regius.
Augustinus was filosofisch geschoold en had de invloed ondergaan van Plato en de neoplatonist Plotinus. Hij heeft veel geschriften nagelaten, zoals de autobiografische Confessiones (= Belijdenissen), waarin hij zijn zondige jeugd en zijn bekering tot het christendom beschrijft, De Civitate Dei (= Over de Stad van God), zijn meest omvangrijke werk, De Trinitate (= Over de Drie-eenheid), De Spiritu et littera (= Over de Geest en de letter), De catechizandis rudibus (= Over het goede (geloofs)onderricht of de goede catechese) en De Doctrina christiana (= Over de christelijke Leer). Deze werken en zijn kloosterregel hebben een diepgaande invloed uitgeoefend op het christelijke denken en op de menselijke geschiedenis. Van hem zijn bovendien bijna 600 preken bewaard gebleven, vaak indringende commentaren op de Heilige Schrift (Augustinus was geschoold in de klassieke retorica en moet een indrukwekkend prediker zijn geweest).
Zijn latere leer van de Massa damnata (= de verdoemde Massa) en zijn denken over zonde, verwerping en uitverkiezing zou later een grote indruk achterlaten bij reformatoren en calvinisten, die in hem een geestelijk voorvader en een protestant 'avant la lettre' zagen. Augustinus verwierf verder bekendheid door zijn strijd tegen de pelagianen, vernoemd naar de Britse monnik Pelagius (circa 360–435), die het bestaan van de erfzonde had ontkend en meende dat de mens door eigen inspanningen en voortreffelijke voorbeelden (waarvan Jezus het meest voortreffelijke was) de heiligheid kon verwerven. Augustinus ontving daarbij de steun van paus Innocentius I, die de opvattingen van Pelagius uiteindelijk zou veroordelen.

### Middeleeuwen
Na de val van het West-Romeinse Rijk in 476 werd West-Europa opgedeeld onder de binnengevallen Germanen. Hun nieuwe koninkrijken die ontstonden op het oude Romeinse grondgebied vormden de blauwdrukken van de huidige Europese staten. In dit versplinterde West-Europa breidde het gezag van de bisschop van Rome zich gestaag uit; behalve op geestelijk gebied won hij ook op wereldlijk vlak aan aanzien en invloed. Dat kon vanzelfsprekend pas nadat West-Europa gekerstend was; vooral Ierse monniken en missionarissen, zoals Columbanus (540-615), hebben daarin een belangrijke rol gespeeld. Langzamerhand kwam men ook tot meer eensgezindheid op het vlak van de theologie, mede dankzij de platonische inzichten van Augustinus, hoewel dat niet zonder slag of stoot ging. Er waren geregeld belangrijke scheuringen, bijvoorbeeld die van de eerder genoemde Pelagius en de albigenzen of katharen. De opmars van de islam kon in de middeleeuwen voorlopig worden gestopt.

#### Paus Gregorius I en het gregoriaans

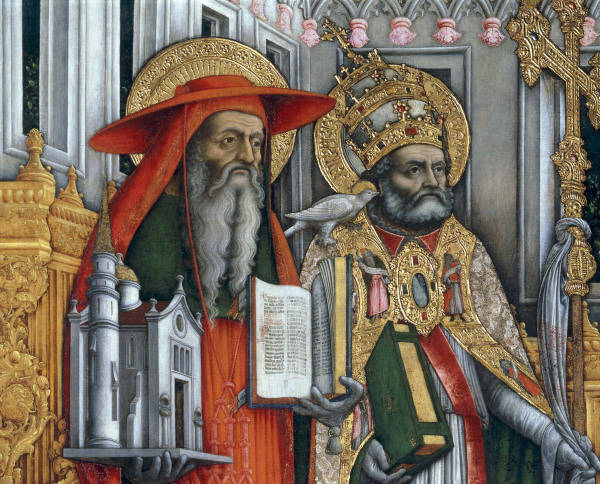
Hiëronymus en 'Gregorius de Grote'

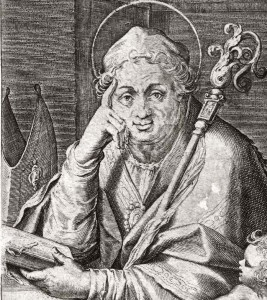
Augustinus van Canterbury

Een van de belangrijkste figuren uit de vroege middeleeuwen was paus Gregorius I, bijgenaamd 'Gregorius de Grote' (540-604). Naast Augustinus, Hiëronymus en Ambrosius geldt hij als een van de vier grote westerse kerkvaders. Daarnaast is hij verheven tot kerkleraar. Hij werd geboren in een rijke senaatsfamilie en was als dertiger al Romeins stadsprefect. Na zijn bekering liet hij zijn familiepaleis ombouwen tot klooster en op zijn latifundium in Sicilië liet hij eveneens een aantal kloosters bouwen. Hij zou zijn leven lang een voorliefde blijven houden voor het monnikendom en schreef een populaire hagiografie over Benedictus van Nursia als tweede boek van zijn Dialogen, waardoor het benedictijnse kloosterleven een grote aantrekkingskracht verwierf. Ook zijn commentaar op het boek Job werd in die tijd veel gelezen, getuige de vele kopieën die zijn teruggevonden. Ook een groot aantal brieven en preken van hem zijn bewaard gebleven. Een origineel theoloog was hij niet. Zijn geschriften zijn vaak vooral praktisch en devoot van aard.
In 590 volgde Gregorius Pelagius II op als paus. In zijn geschriften uit die tijd blijkt dat hij het Petrusambt als een zware last ervoer en verlangde naar een eenvoudig kloosterleven van gebed en contemplatie. Niettemin bleek hij een zeer voortvarend kerkleider en een bewogen herder te zijn. Hij liet een gedetailleerd register opstellen van alle arme mensen in de stad Rome en wees hun een wekelijks rantsoen toe. Dagelijks liet hij twaalf arme mensen aan zijn tafel eten. Hij bond de strijd aan met Byzantijnse functionarissen wanneer dezen de minderbedeelden onderdrukten, hetgeen hem in conflict bracht met de keizer. Corruptie werd streng aangepakt. Hij reorganiseerde het beheer van kerkelijke goederen en verving beheerders die misbruik maakten van hun positie. Hij creëerde een theologische basis voor het gezag in de Kerk. Hij breidde de macht van de paus en de bisschoppen uit, beperkte de plaats van de diakens in de liturgie.
De naam van Gregorius leeft verder voort in het gregoriaans. Hij richtte vermoedelijk een eigen muziekinstituut op, dat later schola cantorum zou heten. Volgens de overlevering zou hij een sacramentarium geschreven hebben. Tegenwoordig wordt de invloed die hij op de kerkmuziek heeft uitgeoefend gerelativeerd. Het gregoriaans werd door Gregorius weliswaar vastgelegd en in codices aan de kerken van de Latijnse ritus opgelegd, maar de teksten en melodieën van de zangwijze waren ook in de 6e eeuw reeds eeuwenoud. Zeker lijkt dat Gregorius zich intensief met de liturgie heeft beziggehouden en dat hij een belangrijke rol heeft gespeeld bij de standaardisering ervan.
Paus Gregorius I staat ook bekend als pleitbezorger van de kunst. Hij zag de functie van afbeeldingen in om de ongeletterde bevolking het evangelie te verkondigen. Een bekende uitspraak van hem is: Schilderingen kunnen wat de Schrift doet voor hen, die kunnen lezen voor ongeletterden hetzelfde uitrichten wat de Schrift doet voor hen, die kunnen lezen. Deze opvatting zou van een onschatbare betekenis zijn voor de kunstgeschiedenis.
Hij heeft verder een belangrijke rol gespeeld bij de missionering van Noordwest-Europa. Men spreekt in dit verband vaak over de Gregoriaanse missie. Zo was hij verantwoordelijk voor de zending van Augustinus van Canterbury (een benedictijn), die als de apostel van de Angelsaksen en als de stichter van de Kerk van Engeland beschouwd wordt. Vanuit Engeland zouden later belangrijke missiereizen ondernomen worden naar Nederland en Duitsland door onder meer Bonifatius (675-754) en Willibrordus (658-739).

#### Het grote schisma

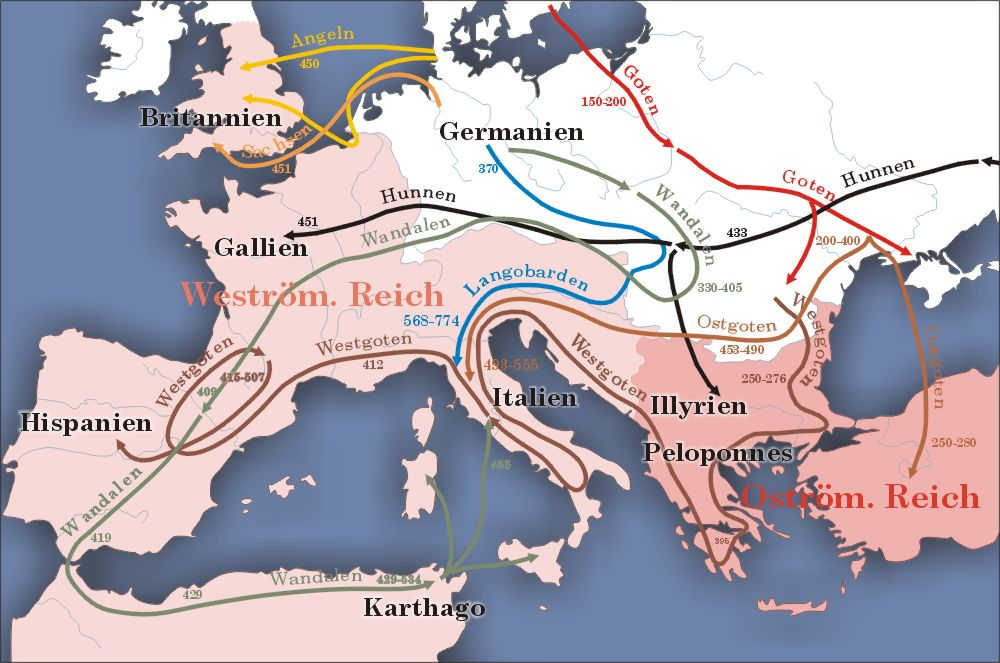
De Grote Volksverhuizing tussen de 2e en 5e eeuw

In de 3e eeuw had de hervormingsgezinde keizer Diocletianus, die de toenmalige Romeinse overheid niet opgewassen achtte tegen de vele interne conflicten en de nieuwe militaire dreigingen, het Romeinse Rijk in bestuurlijk opzicht gesplitst, waardoor het politieke fundament onder de eenheid was weggenomen. Later, na de dood van keizer Theodosius I in 395, werd het Romeinse Rijk definitief opgedeeld in een westelijk en een oostelijk deel, elk met een eigen keizer aan het hoofd.
Tussen de kerk van Rome en de kerk van het Oosten - met als middelpunt Constantinopel - ontstond een verwijdering die geleidelijk aan de scherpte van een scheiding kreeg. Allereerst was er de taalkwestie: het Westen gebruikte het Latijn als lingua franca, terwijl in het Oosten het Grieks de spreektaal bleef. Na de val van het West-Romeinse Rijk en de Grote Volksverhuizing die daarop volgde, was er van een politieke eenheid binnen het voormalige Imperium Romanum geen sprake meer. Daarnaast waren er tussen Oost en West verschillen in liturgische beleving en vormgeving ontstaan die, hoewel zij aanvankelijk niet kerkscheidend waren, toch voor een zekere vervreemding zorgden. De scheiding in een oosterse en westerse Kerk in het jaar 1054, het Grote Schisma, was in feite de formele bevestiging van een reeds lang bestaande werkelijkheid.
Allereerst was er een complex theologisch meningsverschil gerezen over het wezen van de Drie-eenheid, in het bijzonder over herkomst en werking van de Heilige Geest. Volgens de Latijnse Kerk ging de Heilige Geest uit van de Vader (= God de Vader) én de Zoon (= Jezus Christus), een stelling die werd samengevat in het woord "Filioque", Latijn voor en de Zoon. De oosterse kerken daarentegen geloofden echter dat de Geest slechts uitging van God de Vader, dóór (via) de Zoon, en konden de aanvulling 'en de Zoon' bij de tekst over de oorsprong van de Heilige Geest in de geloofsbelijdenis van Nicea-Constantinopel (325 en 381) niet aanvaarden daar deze toevoeging in 1014 aan het credo was toegevoegd door paus Benedictus VIII (wiens autoriteit ze niet erkenden), zonder te zijn goedgekeurd door een algemeen concilie. (De protestantse kerken zouden deze toevoeging later handhaven.)
Daarnaast bestond er diepe onderlinge verdeeldheid over het gezag binnen de Kerk. In de Latijnse Kerk gold de paus als de rechtmatige opvolger van Petrus, de eerste der apostelen, en moest daarom als de voornaamste van de vijf patriarchen worden erkend, terwijl de Kerk van het Oosten de vijf als evenwaardig beschouwde.

Vervolgens wilde de Latijnse Kerk blijven vasthouden aan het verplichte celibaat voor gewijde dienaren, terwijl de oosterse Kerk dit alleen wilde handhaven voor bisschoppen. En ten slotte bestonden er ernstige geschillen over de verdeling van de invloedssferen op de Balkan.
Het conflict leidde er toen toe dat paus Leo IX (1002-1054) en patriarch Michaëlis Caerularius van Constantinopel elkaar in 1054 excommuniceerden, waarmee feitelijk sprake was van een schisma, waardoor de Kerk uiteenviel in de westerse Kerk van Rome en de oosters-orthodoxe kerken. Pas in 1965, als gevolg van het Tweede Vaticaans Concilie werden onder paus Paulus VI de wederzijdse conflicten officieel opgelost en trokken de kerkvorsten de excommunicaties in, waarmee een belangrijke stap werd gezet in het proces van hereniging. De cultuurverschillen tussen de universele rooms-katholieke leer en de in naties verdeelde orthodoxe kerken zijn sindsdien echter blijven bestaan.

#### Investituurstrijd

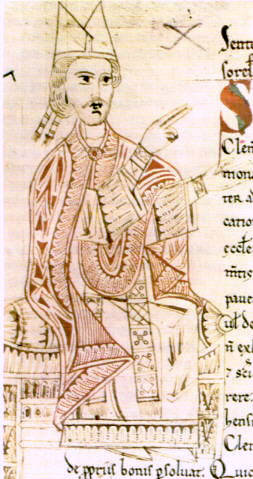
Paus Gregorius VII in een 11e-eeuws manuscript

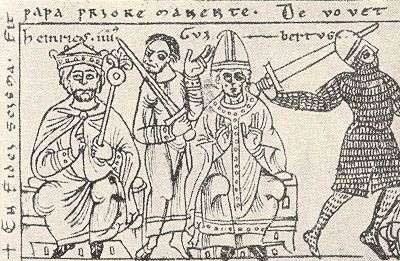
Tegenpaus Clemens III (midden) met Hendrik IV (links)

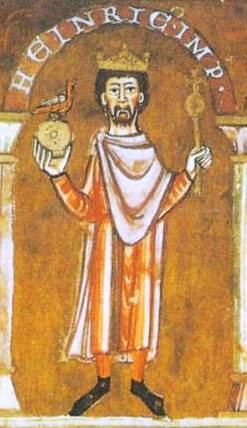
Keizer Hendrik IV

In de loop van de 10e eeuw ontstond een ernstig conflict tussen de geestelijkheid en de wereldlijke overheid, bekend geworden als de Investituurstrijd. De keizer van het Duitse Rijk had gaandeweg de verregaande bevoegdheid verworven om bisschoppen te benoemen. Dit werd symbolisch tot uitdrukking gebracht bij de ambtsaanvaarding, waar de bisschop uit handen van de vorst de investituur (= bekleding) ontving, die bestond uit een ring voor zijn geestelijke taak en een staf voor zijn wereldlijke arbeid.
Voor veel geestelijken was dit een buitengewoon onverkwikkelijke zaak. Tijdens de 11e eeuw kwam een hervormingsbeweging op gang, de zogenaamde Gregoriaanse hervorming, onder meer in de abdijen van Gorze en Cluny, die de invloed van de wereldlijke macht op de benoeming van de bisschoppen wilde uitbannen. In 1073 veroordeelde paus Gregorius VII (ca. 1020/1025-1085), voornemens het kerkelijk gezag aan de wereldlijke macht te ontnemen en het primaat van de Kerk te verstevigen, de investituur op straffe van excommunicatie, waarmee hij het voornaamste fundament onder de keizerlijke machtspositie wegsloeg.
Het conflict kwam uiteindelijk tot een uitbarsting toen Hendrik IV (1050-1106), koning van Duitsland, in 1075 eigenmachtig een bisschoppenconferentie in Worms belegde, waar hij de paus onwaardig verklaarde, mede uit onvrede over diens bemoeienissen met het Saksische conflict. Als reactie daarop handelde de paus overeenkomstig zijn verklaring van 1075: hij excommuniceerde de koning. Dit bracht Hendrik IV in een uiterst benarde positie, omdat vervolgens een aantal Duitse bisschoppen zich tegen hem keerde en het merendeel van de landvorsten hetzelfde dreigde te doen. Hierop ondernam Hendrik, in dit opzicht een pragmaticus, een barre boetetocht naar Canossa (1077) (volgens de overlevering op blote voeten), waar de paus op dat ogenblik verblijf hield. De paus wilde hem aanvankelijk niet ontvangen en liet hem drie dagen in de kou wachten alvorens zijn onderwerping te aanvaarden.
De Investituurstrijd, zoals het conflict later werd genoemd, was echter nog niet gestreden. Het conflict vlamde opnieuw op, waarbij verschillende pausen Duitse tegenkoningen begonnen te benoemen (achtereenvolgens Rudolf van Zwaben (?-1080), Herman van Salm (?-1088) en Koenraad, zoon van Hendrik IV). Hendrik IV van zijn kant wees een tegenpaus aan, namelijk de aartsbisschop van Ravenna Clemens III (1080-1100), die hem in 1084 tot keizer Hendrik IV zou kronen. Pas in 1122 sloten paus Calixtus II (1060-1124) en keizer Hendrik V (1081-1125) een overeenkomst, het Concordaat van Worms, en werd de scheiding tussen de kerkelijke en wereldlijke bevoegdheid vastgelegd: de keizer verloor zijn directe beslissingsrecht over de bisschopsbenoemingen hoewel hij het privilege behield om bij de verkiezing aanwezig te zijn. Hiermee was de Investituurstrijd voorlopig in het voordeel van de Kerk beslist.
Vanaf het eind van de 12e eeuw kwam het echter opnieuw tot een conflict tussen de wereldlijke en geestelijke macht. Nu waren het paus Alexander III (1159-1181) en keizer Frederik I Barbarossa (1122-1190), een telg uit het huis Hohenstaufen, die tegenover elkaar stonden, maar wederom was het de paus die uiteindelijk zijn autoriteit behield en de wereldlijke macht zijn plaats wees.

#### De triomferende Kerk

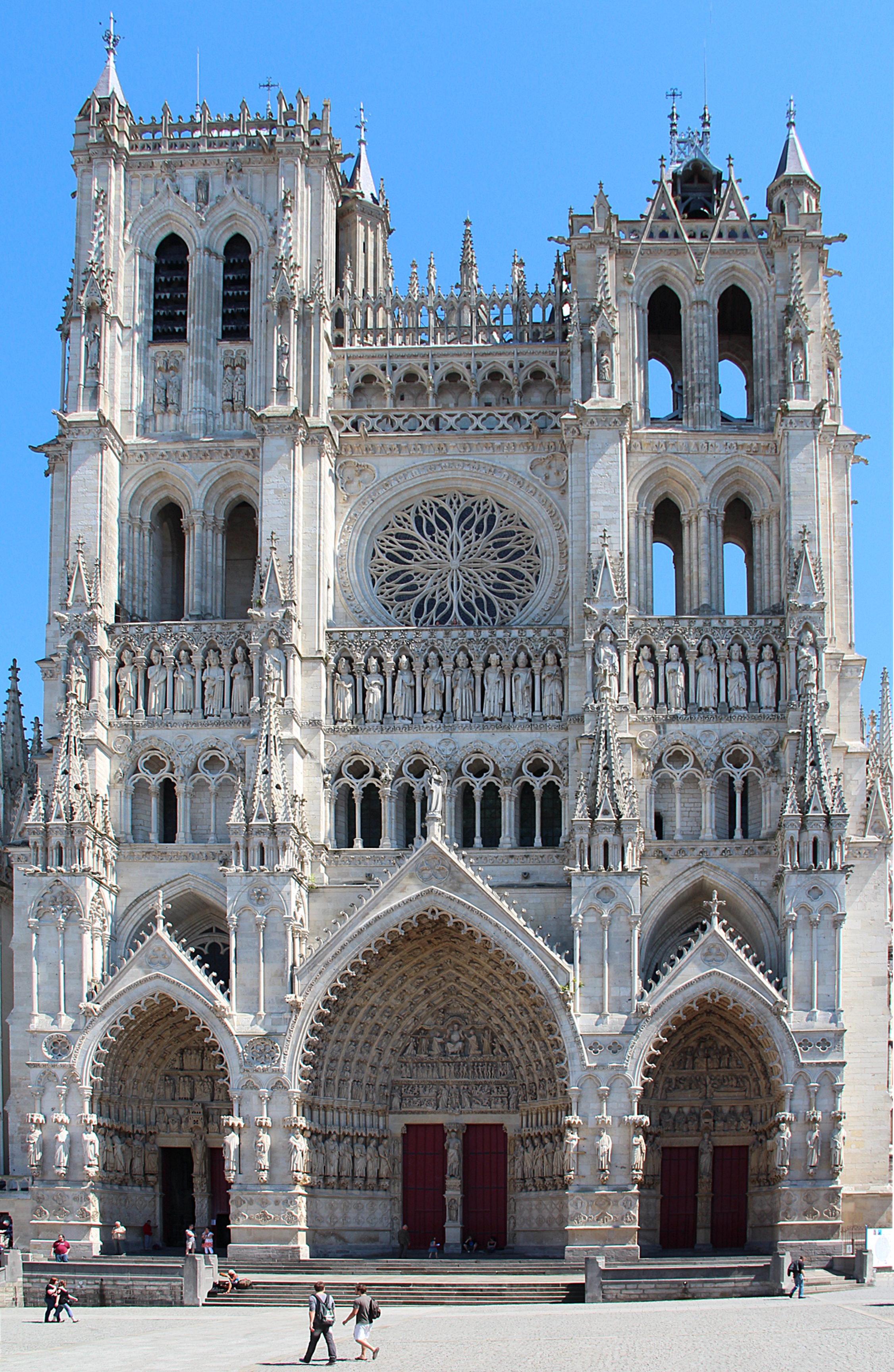
De kathedraal van de Notre-Dame van Amiens

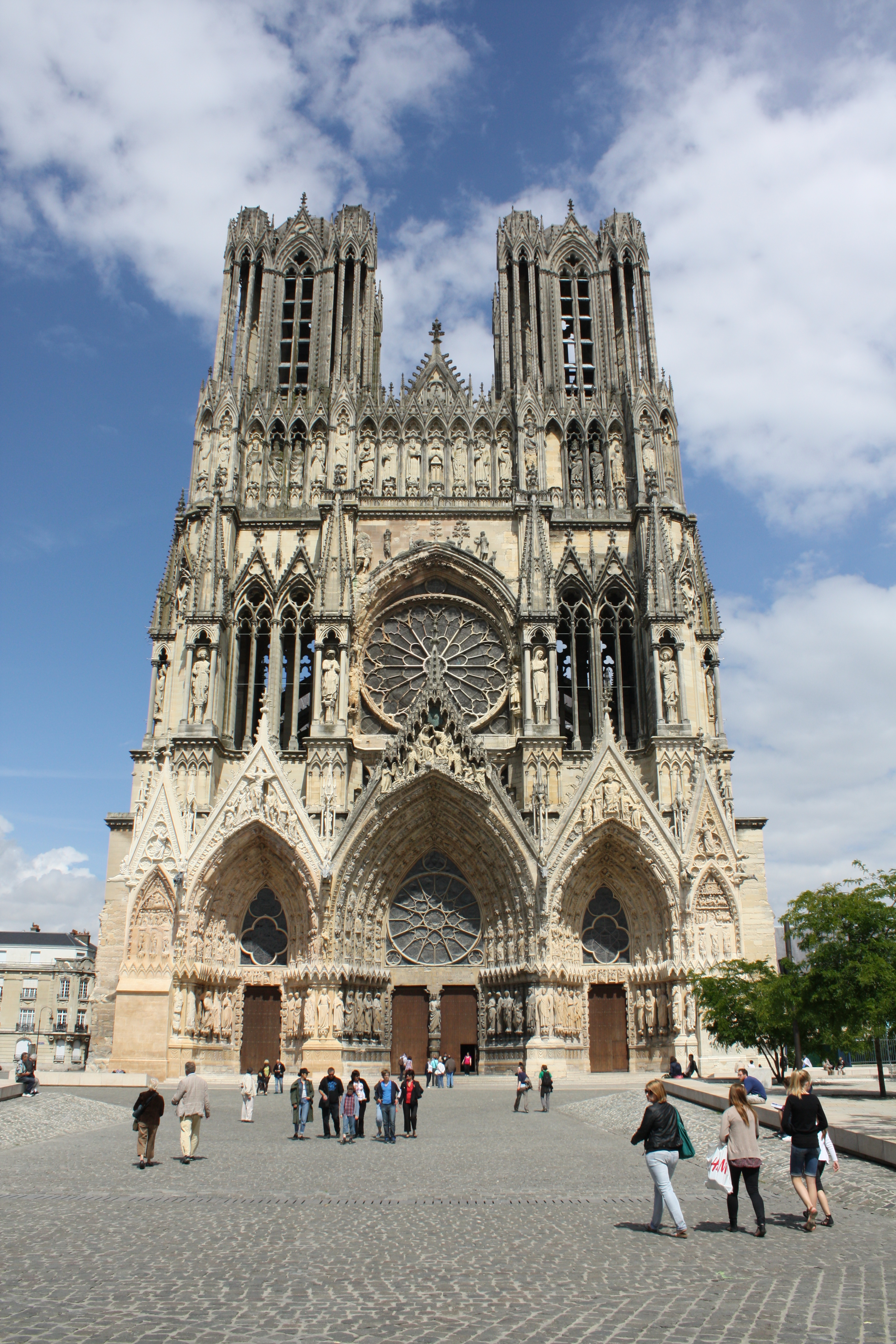
De kathedraal van Reims

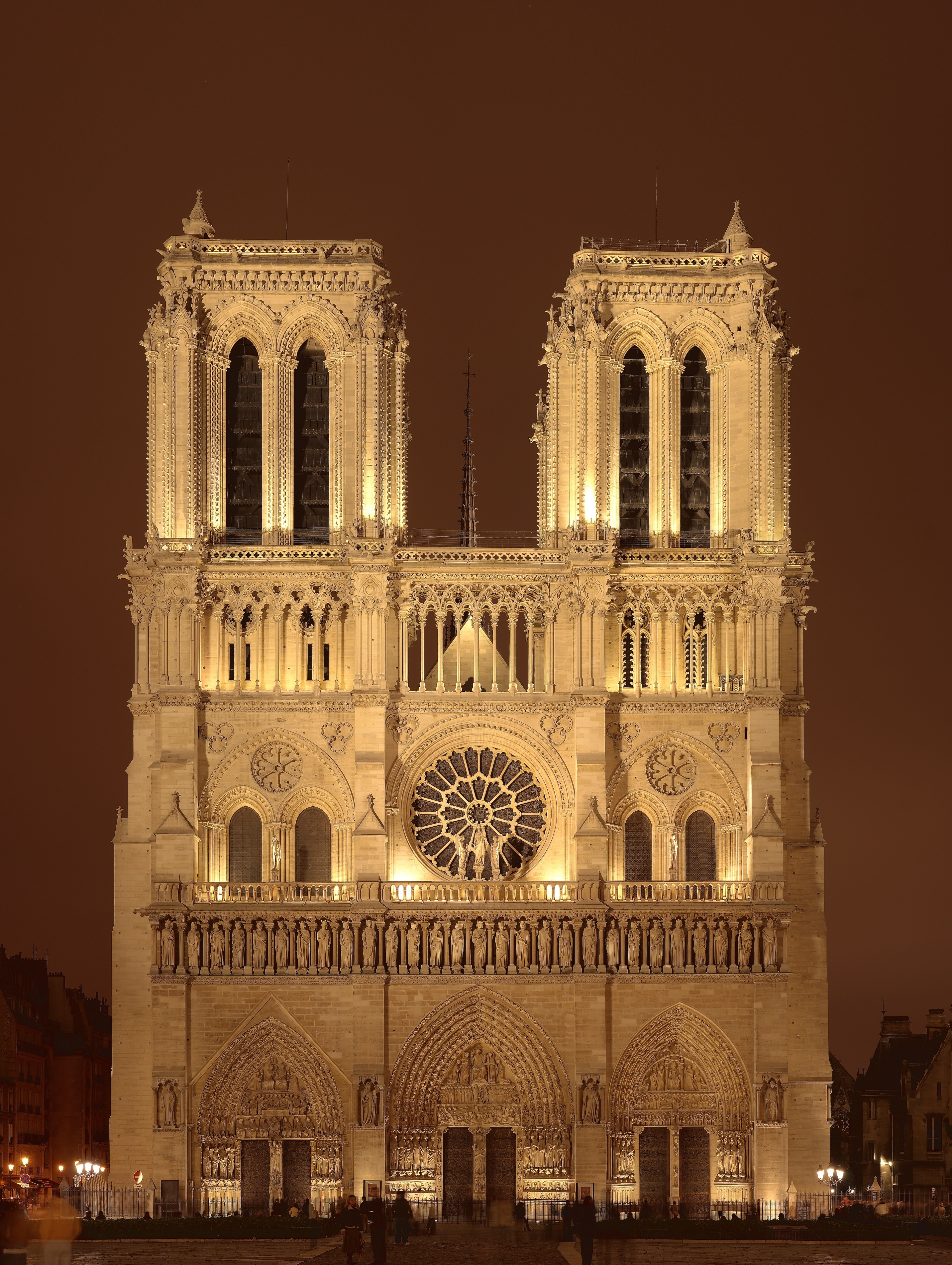
De kathedraal van de Notre-Dame van Parijs

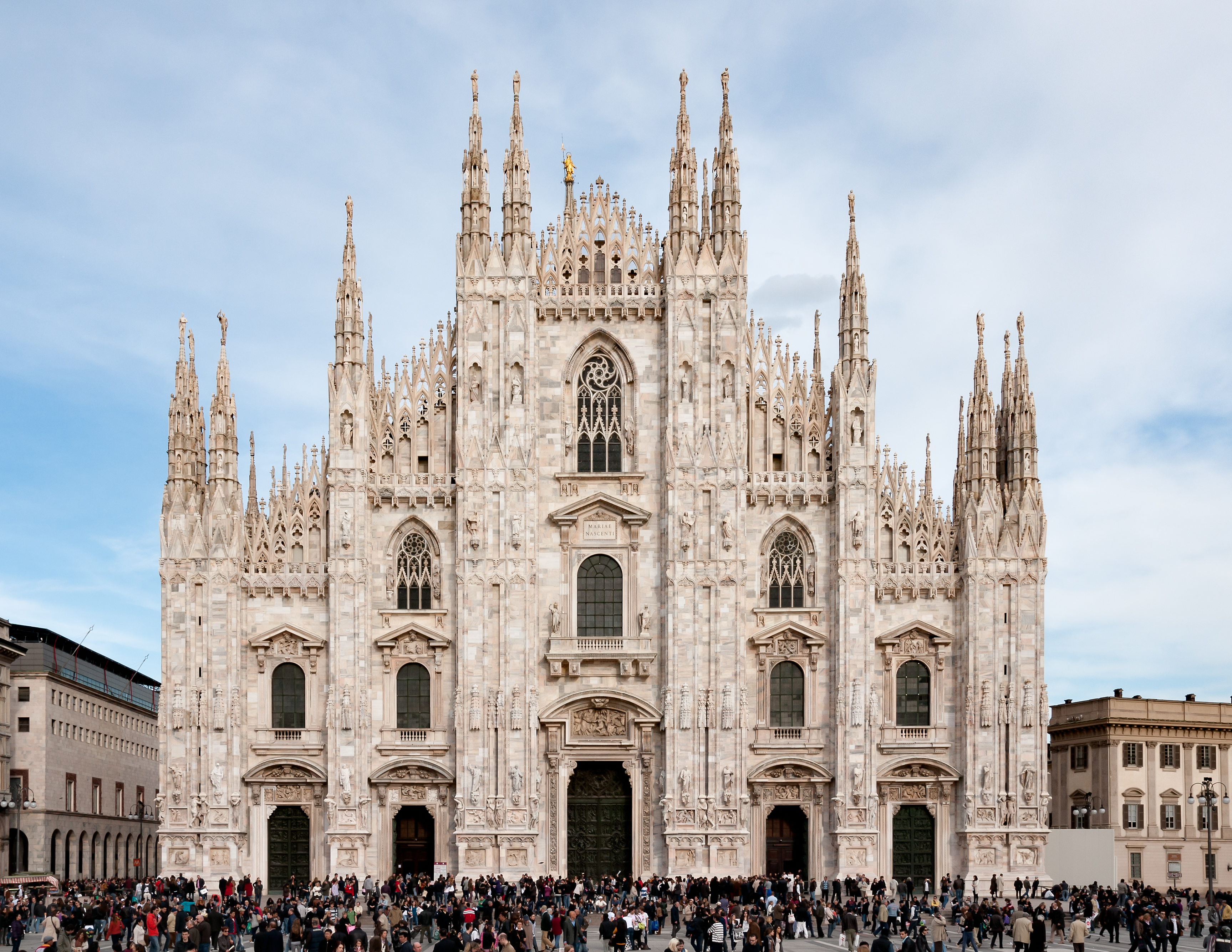
De voorgevel van de dom van Milaan

Nadat het kerkelijk gezag gesterkt uit de Investituurstrijd was gekomen, ontstond er een nieuw zelfbewustzijn binnen de Kerk. Dit kwam onder meer tot uitdrukking in een nieuwe bouwstijl, de gotiek, aanvankelijk een architectonische doorbraak (vermoedelijk is onder invloed van de kruistochten de noodzakelijke kennis van de meetkunde van de Arabieren overgenomen), maar uiteindelijk meer dan dat. Waar de romaanse kerken met hun dikke muren de beschutting van de Strijdende Kerk vertegenwoordigden, werden de nieuwe kerken en kathedralen, met hun complexe boogconstructies, hun suggestie van gewichtloosheid en hun hoge glasramen een uitdrukking van de Triomferende Kerk. De nieuwe bouwstijl onderstreepte ook de toenemende betekenis van de bisschoppen (cathedra = bisschopszetel). Daarnaast kwamen de nieuwe kathedralen tegemoet aan de behoefte van het volk. Kathedralen waren immers niet alleen het centrum van de liturgie, maar vormden bovendien het toneel van verschillende soorten godsdienstige activiteiten. Zo werden er regelmatig relieken van heiligen vertoond en vonden er rond de grote feesten als Kerstmis en Pasen mysteriespelen plaats. Ook konden mensen een zegen of aflaat van de bisschop ontvangen.
Met name in Noord-Frankrijk, waar rond 1122 de gotiek was ontstaan (de kathedraal van Saint-Denis, verbouwd naar de ideeën van de benedictijnerabt Suger van St. Denis (1081-1151) en toegewijd aan de heilige Dionysius de Areopagiet, wordt gezien als een van de eerste belangrijke gotische bouwwerken), verrezen veel imposante kathedralen, zoals die van Chartres, Reims, Amiens (Notre-Dame van Amiens), Straatsburg, Bourges, Rouen, Beauvais, en de Notre-Dame van Parijs, die - uitgezonderd die van Bourges (Saint-Étienne) - alle de naam dragen van de Heilige Maagd (Notre-Dame). Vanuit Frankrijk verspreidde de gotiek zich door Europa. In Nederland gelden de Sint-Jan van 's-Hertogenbosch, de Basiliek van het H. Sacrament in Meerssen, de Sint-Gertrudiskerk in Bergen op Zoom, de Grote of Onze-Lieve-Vrouwekerk in Breda en de Dom van Utrecht als voorbeelden van de gotiek. In Duitsland zijn onder meer de Dom van Regensburg, de Dom van Frankfurt en de Dom van Keulen in de nieuwe stijl gebouwd. In Engeland werden de Kathedraal van Canterbury, de Kathedraal van York (= York Minster) en de kathedraal van Exeter in gotische stijl herbouwd. De Dom van Milaan, nog steeds een van de grootste kathedralen ter wereld, geldt als een hoogtepunt van de Italiaanse gotiek. Andere beroemde Italiaanse gotische kathedralen zijn de Kathedraal van Siena en de Dom van Florence.
Ook de gotiek in de schilder- en beeldhouwkunst stond vrijwel volledig in dienst van het geloof en de Kerk. Daarbij werd langzamerhand het gehele kerkgebouw het domein van de beeldhouwers en schilders, waarbij moet worden opgemerkt dat kunst als autonoom gebied nauwelijks nog bestond. Vrijwel alle grote kunst uit die dagen was religieuze en daarmee kerkelijke kunst: de kunstenaars waren vaak geestelijken die een theologische vorming hadden ontvangen en wier artistieke uitingen een weerslag waren van hun boekenkennis. De schilderingen, ramen en beelden hadden, ondanks hun rijkdom en verfijning, niet enkel een esthetische functie, maar vooral een lerende betekenis: zij moesten de gelovigen (die vaak niet konden lezen) bekend maken met de Bijbelse verhalen, de heiligenlevens en de levens van de christelijke vorsten en moesten de ziel verheffen en het volk aanzetten tot nederigheid en ontzag. De rijkelijk versierde portalen van de kerken moesten de indruk versterken dat men het hemelse Jeruzalem betrad en dat ook de mens hier op aarde deel kon uitmaken van de communio sanctorum, de gemeenschap van de heiligen. Zo is uitgerekend dat in de ramen en portalen van de Kathedraal van Chartres ongeveer zesduizend personen zijn afgebeeld.
Bekende schilders en beeldhouwers die tijdens de gotiek werkzaam waren, waren Donatello (1386-1466), verantwoordelijk voor de bronzen David in Bargello-museum in Florence, de decoratie van de oude sacristie van de San Lorenzo en het beeld van Maria Magdalena in het Museo dell'Opera del Duomo, Nicola Pisano (1220-1284), Andrea Pisano (1295-1348), Giottino (1320-1369), schilder van de fresco's in de Santa Croce te Florence, Bartolo di Fredi (1330-1410), Jacopo Bellini (1400-1470), de Florentijnse schilder Lorenzo Monaco (1370-1425), Taddeo di Bartolo (1362-1422) en Jan Van Eyck (1390-1441), schilder (samen met zijn broer Hubertus) van onder meer het beroemde altaarstuk Het Lam Gods in de Sint-Baafskathedraal te Gent.

#### Innocentius III

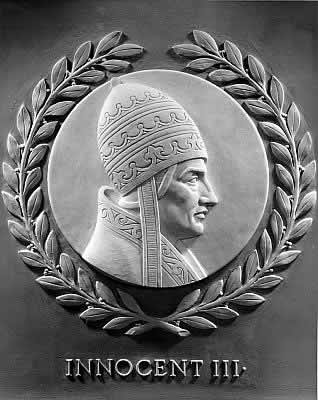
Paus Innocentius III

Innocentius III (1160/1161-1216) wordt vrij algemeen gezien als een van de invloedrijkste pausen in de geschiedenis van de kerk. Met name zijn strijd met de wereldlijke machten heeft hem deze kwalificatie opgeleverd. Zo maakte hij veelvuldig gebruik van interdicten en andere censuur om wereldlijke heersers te dwingen om zijn beslissingen te aanvaarden. Hij excommuniceerde de Engelse koning Jan zonder Land (1167-1216), dwong de Franse koning Filips II Augustus (1165-1223) zijn vrouw Ingeborg, van wie hij gescheiden was, weer terug te nemen en slaagde hij er in om keizer Otto IV (1175-1218) afgezet te krijgen. Ook hervormde hij het kerkelijk recht. Verder steunde hij onder andere de opkomende bedelorden, met name Franciscus van Assisi en de minderbroeders, maar ook Dominicus Guzman bij diens stichting van de dominicanen. Ook de Vierde en Vijfde Kruistocht, die overigens weinig succesvol waren, en de kruistocht tegen de ketters in het zuiden van Frankrijk (Albigenzische Kruistochten) werden door hem uitgeroepen.
In 1215 opende hij het Vierde Concilie van Lateranen dat beschouwd wordt als een van de belangrijkste concilies uit de middeleeuwen. Het verenigde bijna 1500 bisschoppen en abten vanuit de gehele wereld. Daarnaast waren er ook verschillende wereldlijke leiders aanwezig. In de decreten werd voor het eerst het woord transsubstantiatie – als omschrijving van de verandering van brood en wijn tijdens de eucharistie – in een conciliedocument gebruikt, hoewel het begrip naar een werkelijkheid verwees die binnen de kerk al werd aanvaard. Verder werd tijdens dit concilie de rechtspraak door middel van godsoordelen veroordeeld, werd het manicheïsme afgewezen en werd de verplichte paasbiecht en -communie ingevoerd.

#### Westers schisma

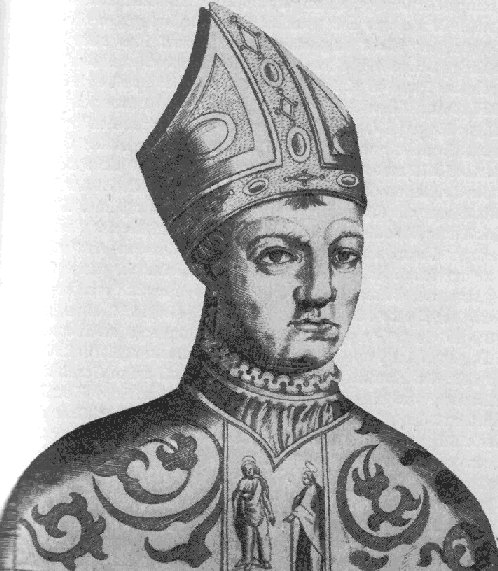
Tegenpaus Johannes XXIII

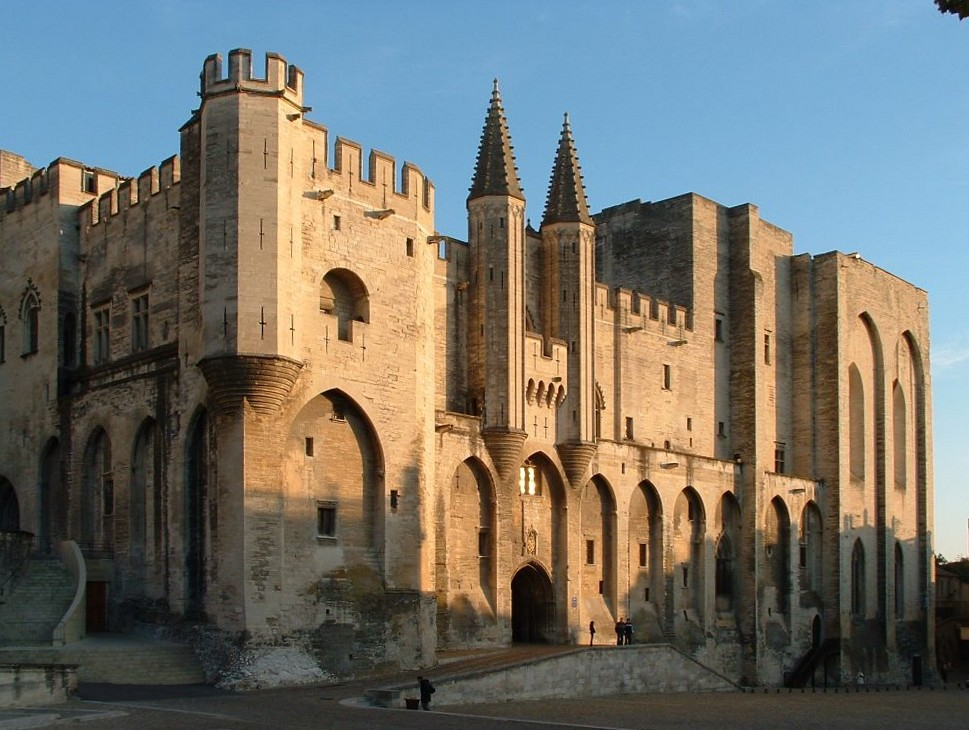
Het Palais des Papes

De machtsstrijd tussen de kerk en de aristocratie bleef echter woeden. In de tweede helft van de 13e eeuw waren conflicten met invloedrijke Romeinse families aanleiding voor de pausen om uit te wijken naar verscheidene andere Italiaanse steden, onder andere Viterbo, Orvieto, en Perugia. Paus Bonifatius VIII (1294-1303) raakte door zijn bemoeienissen met wereldse zaken en door zijn claim op de hoogste positie binnen Europa in een ernstig conflict met Filips de Schone van Frankrijk. Zijn opvolger overleed na acht maanden en een uiterst verdeeld conclaaf, waar de Franse kardinalen ongeveer evenveel invloed hadden als de Italiaanse, koos de Franse paus Clemens V (1305-1314). Laatstgenoemde weigerde naar het politiek instabiele Rome te komen en in 1309 verhuisde hij de Romeinse Curie naar het Franse Avignon. Daar genoot hij de protectie van de Franse vorst. In de periode van 1309 tot 1377 zetelden zeven opeenvolgende Franse pausen in Avignon in het luxueuze Pausenpaleis. Deze periode wordt de Babylonische ballingschap der pausen of ook wel Babylonische gevangenschap genoemd.
De invloed van de Franse koning op de kerk nam in deze periode aanzienlijk toe. Tegelijkertijd ontstond er een machtsvacuüm in Italië en de strijd tussen rivaliserende steden en machtige families bedreigde de macht van de paus over de Kerkelijke Staat en de stad Rome zelf. Om de pauselijke macht te versterken en de pauselijke gebieden te behouden, verbleef paus Urbanus V (1362-1370) tijdelijk van 1367 tot 1370 in Rome maar keerde zonder veel succes weer naar Avignon terug. Paus Gregorius XI (1370-1378) verplaatste de pauselijke zetel in 1377 definitief naar Rome. Na zijn dood in 1378 kozen de kardinalen onder druk van oproer (de Romeinse burgers drongen zelfs in de vergaderzaal door) een Italiaan, de aartsbisschop van Bari, Bartolomeo Prignano (ca. 1318-1389) tot nieuwe paus, Urbanus VI. Opmerkelijk was dat de nieuwe paus beheerder was geweest in de pauselijke kanselarij in Avignon en dat de Romeinen niet blij waren met deze Napolitaan. Na enkele impopulaire maatregelen van de nieuwe paus betwistten de Franse kardinalen de geldigheid van de keuze die onder druk van oproer had plaatsgevonden. Ze verkozen daarop de Fransman Robert van Genève (1342-1394), de bisschop van Kamerijk, tot tegenpaus Clemens VII die zich opnieuw in Avignon vestigde. Het Westers Schisma was een feit.
De twee pausen begonnen nu driftig elkaars besluiten nietig te verklaren en elkaars volgelingen te excommuniceren. Om de ontstane impasse te doorbreken en een nieuwe kerkelijke scheuring te voorkomen werden tijdens het Concilie van Pisa (1409) de twee rivaliserende pausen afgezet en werd de aartsbisschop van Milaan Petrus van Candia (1340-1410) tot de nieuwe paus, en bijgevolg het hoofd van de Katholieke Kerk, gekozen. Deze laatste verplaatste zijn residentie naar Bologna. De afgezette pausen weigerden echter, in overeenstemming met hun hoge ambtsopvatting, deze nieuwe pontifex maximus te erkennen en claimden het pontificaat met als droevig gevolg dat de christelijke wereld nu de beschikking had over drie pausen. Het Concilie van Konstanz (1414-1418) maakte aan deze delicate situatie echter een einde: de eerste paus trad af, de tweede paus werd gedwongen zijn aanspraak op de zetel van Petru's in te trekken en de derde paus, de voortvluchtige tegenpaus Johannes XXIII (ca. 1370-1419) (niet te verwarren met de latere paus Johannes XXIII), de opvolger van Alexander V (die na een kort pontificaat van slechts tien maanden was overleden), werd opgepakt en gevangengezet en pas na het concilie weer vrijgelaten, zodat er nu tot vreugde van de Kerk een nieuwe paus gekozen kon worden, de kardinaal-diaken van de San Giorgio in Velabro Oddone Colonna, paus Martinus V (1417-1431).

#### Kruistochten

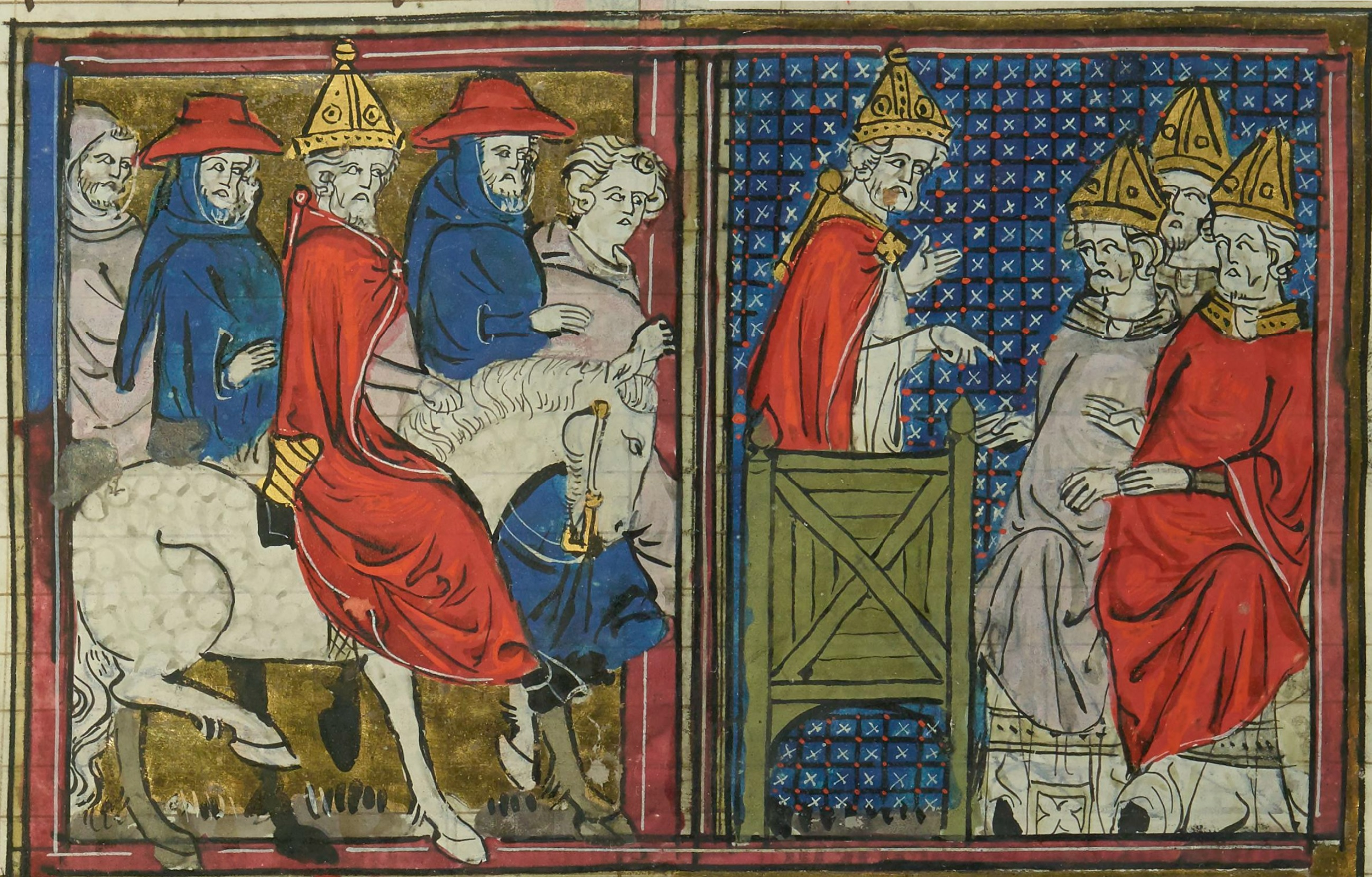
Urbanus II op de Synode van Clermont

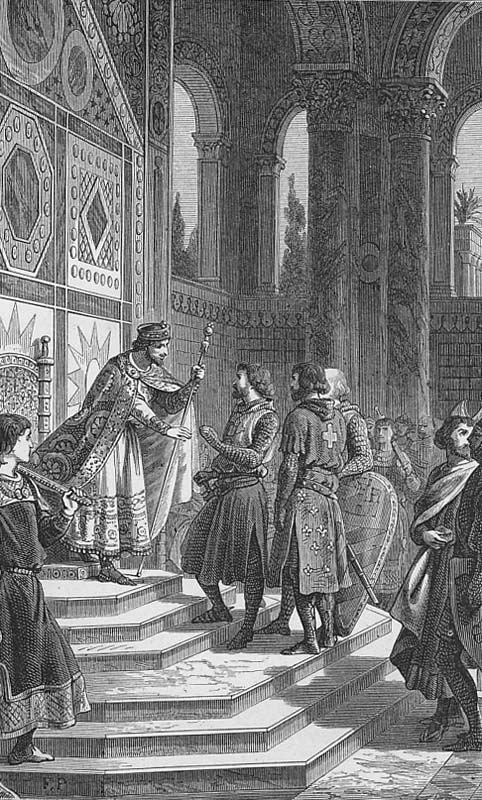
Godfried van Bouillon legt de eed af bij Alexis Komnenos

Met de bloedige verovering van Sicilië in 902 was een voorlopig einde gekomen aan de expansiedrift van de islam. Vanaf de 11e eeuw ontstond er in Europa een nieuw zelfbewustzijn dat leidde tot enkele korte veroveringsoorlogen die aanvankelijk geen godsdienstige motieven hadden. Jeruzalem, de heilige stad, was weliswaar nog steeds in islamitische handen, doch aanvankelijk kon men zich daar niet om bekommeren omdat het Arabische bestuur relatief tolerant was. Islamieten respecteerden vanuit hun godsdienstige traditie het verschijnsel pelgrimage.
Dat veranderde echter toen de Turkse Seltsjoeken Syrië veroverden. Tijdens de Synode van Clermont (1095) in een vroegere priorij van Cluny riep paus Urbanus II (ca. 1042-1099) in een bewogen preek op tot een gezamenlijke kruistocht met als doel de heilige plaatsen te veroveren. Vóór de synode had hij een onderhoud gehad met een gezant van de Byzantijnse keizer Alexius I (1048-1118), die om huurlingen had gevraagd bij het verdedigen van Constantinopel tegen de Turken uit Anatolië. Volgens de overlevering zou de paus zijn preek hebben besloten met de woorden: Deus lo Volt! (= God wil het!).
Urbanus II hoopte onder meer dat deze godsdienstige krijgstocht de verbroken eenheid tussen de Latijnse en Griekse kerk zou herstellen en zond geestelijken rond om mensen te werven. Vooral in Frankrijk reageerde men geestdriftig en sloten mannen zich in groten getale aan. In Duitsland was er wegens de Investituurstrijd weinig of geen belangstelling. Spoedig verzamelden de eerste kruisvaarders zich in 1096 in Constantinopel en trokken onder leiding van Adhémar van Le Puy (10??-1098), bisschop van Le Puy-en-Velay en pauselijk legaat, op naar Jeruzalem. Na de verovering in 1099 van de heilige stad onder leiding van Tancred van Normandië ontstonden er her en der christelijke koninkrijkjes in de Levant waarvan het belangrijkste vanzelfsprekend het koninkrijk Jeruzalem was dat geregeerd werd door Godfried van Bouillon (1060-1100), de hertog van Neder-Lotharingen. Lang konden deze rijkjes niet standhouden, zodat nieuwe kruistochten werden ondernomen die gepaard gingen met veel geplunder en slachtpartijen.

#### Inquisitie
|  |
|  |

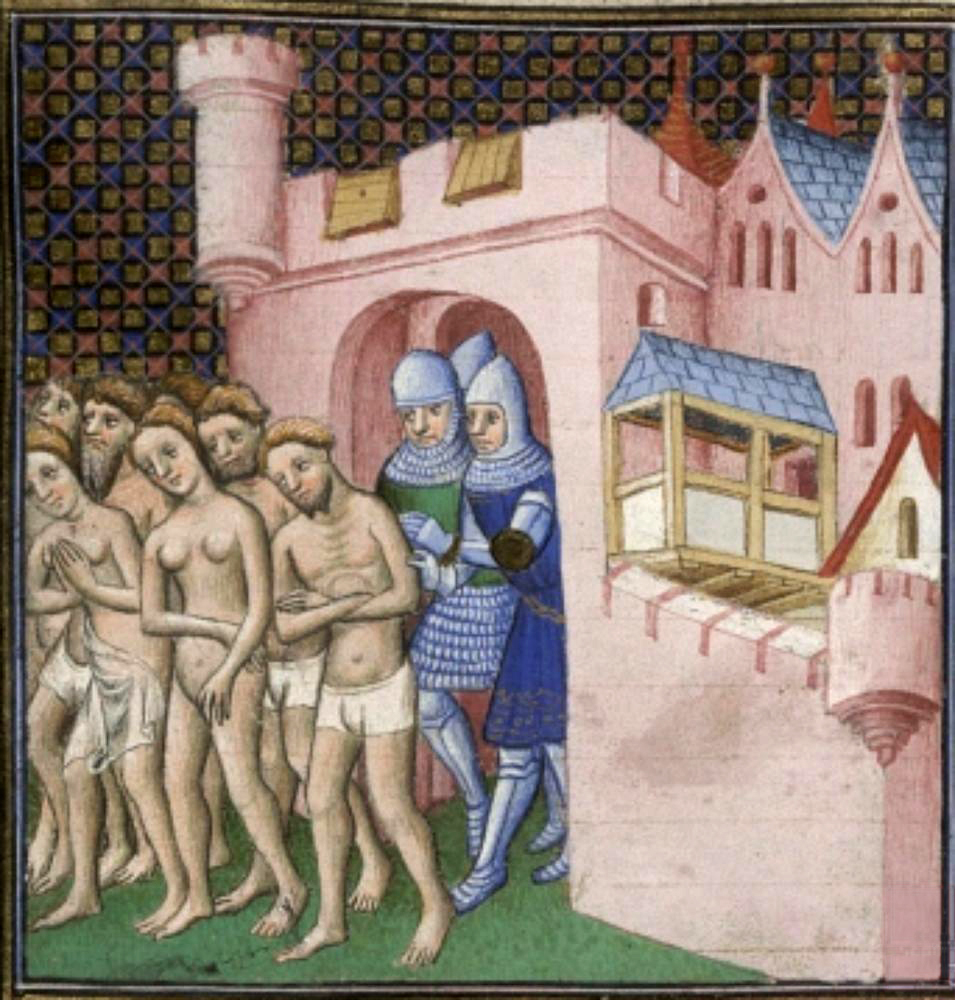
De katharen worden verbannen uit Carcassonne

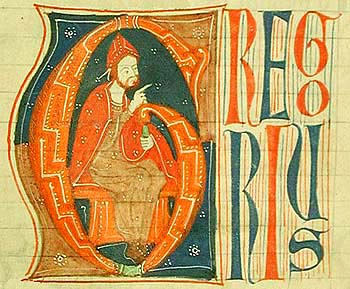
Paus Gregorius IX in een handschrift uit ca. 1270

Het bewaken van de orthodoxie bleef een terugkerend thema in de geschiedenis van de Kerk. Deze strijd werd vanaf de 13e eeuw geleverd door de Inquisitie, die, zoals overeengekomen bij de Regels van Pamiers (1211), als kerkelijke rechtbank zelf geen vonnissen uitvoerde, maar slechts een onderzoek instelde en een oordeel uitsprak over de rechtzinnigheid van de beklaagde en de schuldig bevonden en uiteindelijk overdroeg aan de wereldlijke rechtbanken waarna er in ernstige gevallen verbranding of onthoofding volgde.
Het doel van de Inquisitie was niet in eerste instantie om de ketter ter dood te veroordelen, maar om hem tot berouw en bekering te brengen en hem terug te leiden naar het geloof van de ware Kerk. Ook wilde de Inquisitie de volkswoede tegen de vermeende ketters reguleren en een juridisch kader bieden, want veel aanklachten tegen ketters kwamen vanuit het volk. De pauselijke Inquisitie werd aanvankelijk opgericht om de katharen te bestrijden, een gnostische groepering in Occitanië, het zuidelijk deel van Frankrijk, die zich als de ware christelijke Kerk beschouwde en een streng ascetisch leven voorstond. Het centrale idee van hun geloof was de door het manicheïsme beïnvloede opvatting dat er twee tegengestelde scheppingen waren geweest, door twee rivaliserende goden, aan de ene kant een heilige en liefdevolle God die het geestelijke had geschapen en aan de andere kant de God van het Oude Testament, JHWH, de schepper van het eindige. Beide goden streden met elkaar om de heerschappij over de wereld.
Op basis van deze dualistische opvatting wezen de katharen de boeken van het Oude Testament af. De jaloerse, wrekende God die daar wordt beschreven was volgens hen de schepper van de (slechte) stoffelijke wereld. Hij was de Demiurg, de veroorzaker van al het lijden op de wereld.
De goede god was de God die Jezus, zijn boodschapper, had verkondigd. De katharen wezen daarmee de incarnatie (menswording) van God en de verlossing aan het kruis af. Voor de katharen was het blasfemisch om te geloven dat God zijn eigen zoon naar de aarde zou zenden om deze ter verzoening aan het kruishout te laten sterven. Het kruis was voor hen het gruwelijke werktuig waarmee de Demiurg gepoogd had de zending van Christus te doen mislukken. Hun dualisme en afkeer van de stoffelijke wereld maakten dat ze eveneens de transsubstantiatieleer afwezen, daar het voor hen volstrekt ondenkbaar was dat God zich in zoiets profaans en stoffelijks als een stuk brood zou manifesteren. Daarnaast geloofden de katharen in een vorm van reïncarnatie.

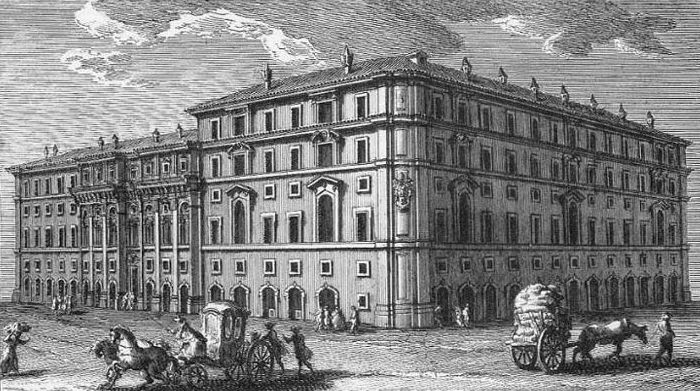
Het gebouw van het Heilig Officie (thans Congregatie voor de Geloofsleer)

De Katholieke Kerk reageerde in 1157 met het Concilie van Reims, de eerste georganiseerde bijeenkomst van de Kerk waar de bestrijding van ketterijen een methodisch karakter zou krijgen. In 1184 volgde het beruchte decreet van Verona (Ad Abolendam), waarbij paus Lucius III (1097–1185) de wereldlijke macht opriep ingrijpende maatregelen te nemen tegen de toen wijdverbreide dwalingen, aanvankelijk met weinig gevolg. Gregorius IX (1170-1241) gaf in 1232 bevel aan de nieuwe orde van de dominicanen, die door hun grondige theologische scholing bij uitstek geschikt leken voor hun taak, om de Inquisitie op zich te nemen, waarmee die nu formeel bevestigd en geïnstalleerd was. Later in 1237 belastte de paus ook de franciscanen en vanaf de 16e eeuw jezuïeten met de voorbereiding en procesvoering. In 1252 verklaarde paus Innocentius IV (1170-1254) in zijn bul Ad Extirpanda dat bij de verhoren van verdachten ook martelmethoden waren toegestaan.
Door de verrichtingen van de Inquisitie zou de groepering van de katharen ophouden te bestaan. Sommigen zwoeren hun dwaling af en keerden terug tot de Katholieke Kerk, tegen anderen werd de hoogste straf uitgesproken. De pauselijke Inquisitie mag niet verward worden met de latere Spaanse Inquisitie (1478-1834) die in veel gevallen een matigende invloed had, met name als het gaat om de vervolging van heksen. Veel (anonieme) aanklachten uit het volk werden door de Inquisitie niet gesteund. Tijdens de Reformatie speelde ze een zeer actieve rol bij de bestrijding van de hervormers, hoewel haar macht aanzienlijk was afgenomen omdat veel plaatselijke vorsten niet langer bereid waren de kerkelijke vonnissen te voltrekken. In de 16e eeuw werd de Inquisitie onder de verantwoordelijkheid geplaatst van het Heilig Officie. In 1965 zou deze instelling worden omgedoopt tot de Congregatie voor de Geloofsleer, die zich met name bezig zou gaan houden met de bestudering en toetsing van het werk van katholieke theologen die van heterodoxie verdacht worden.

#### Kloosterleven
|  |
|  |
|  |

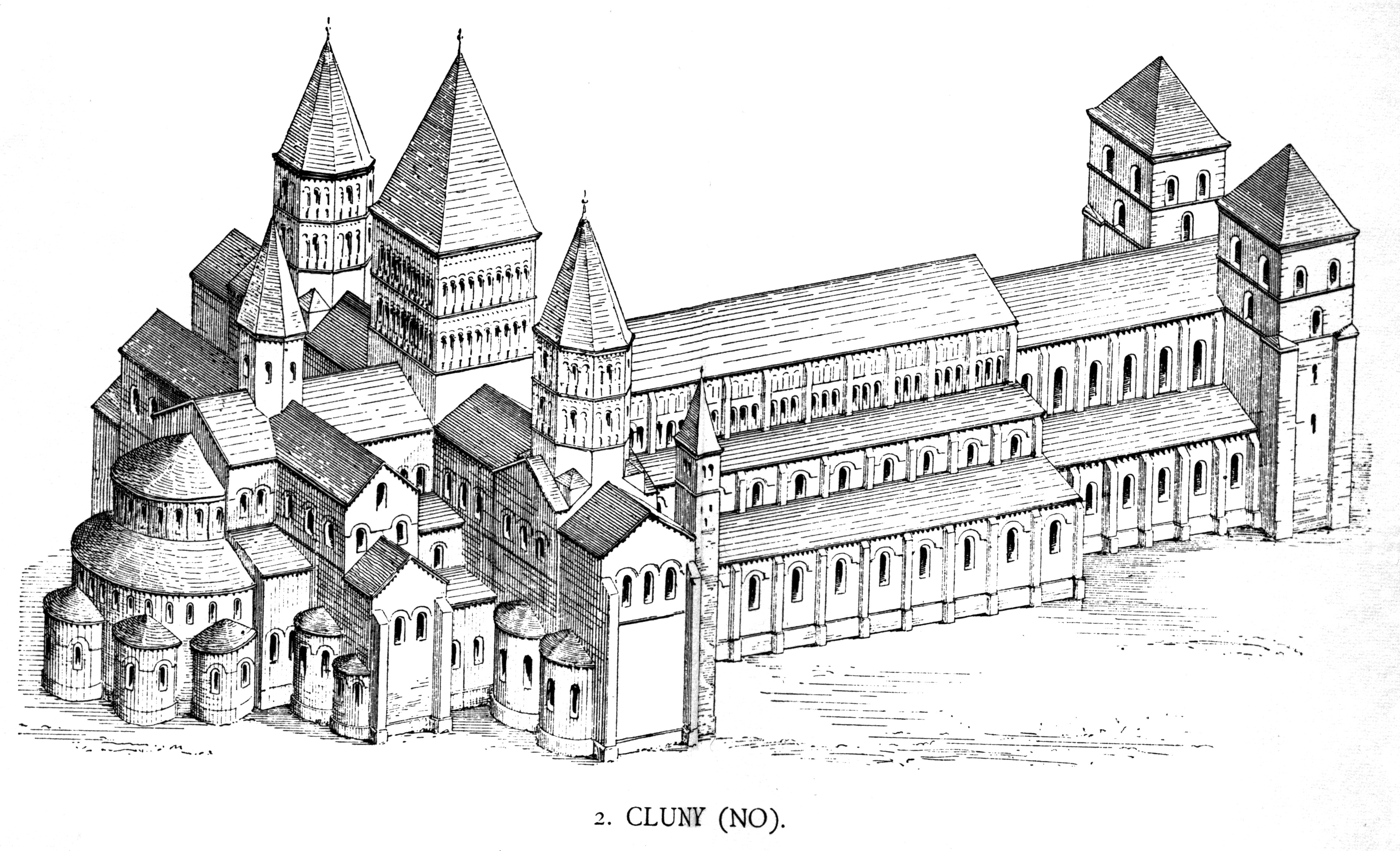
Reconstructie van de abdijkerk van de Cluny

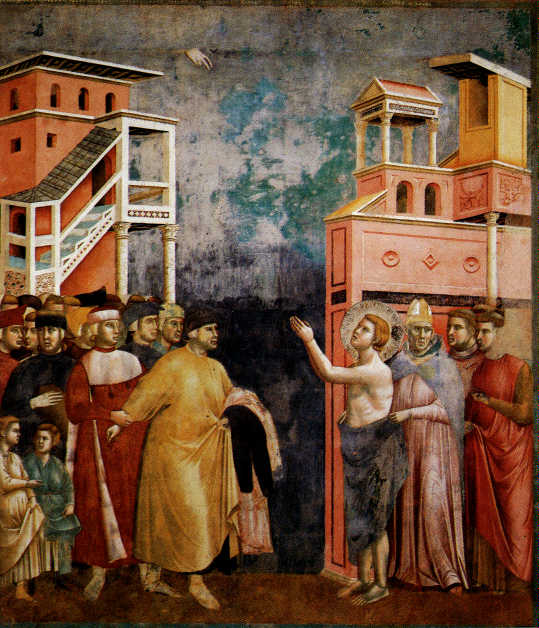
Franciscus voor de bisschop, door Giotto

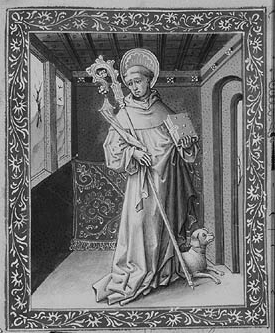
Bernard van Clairvaux

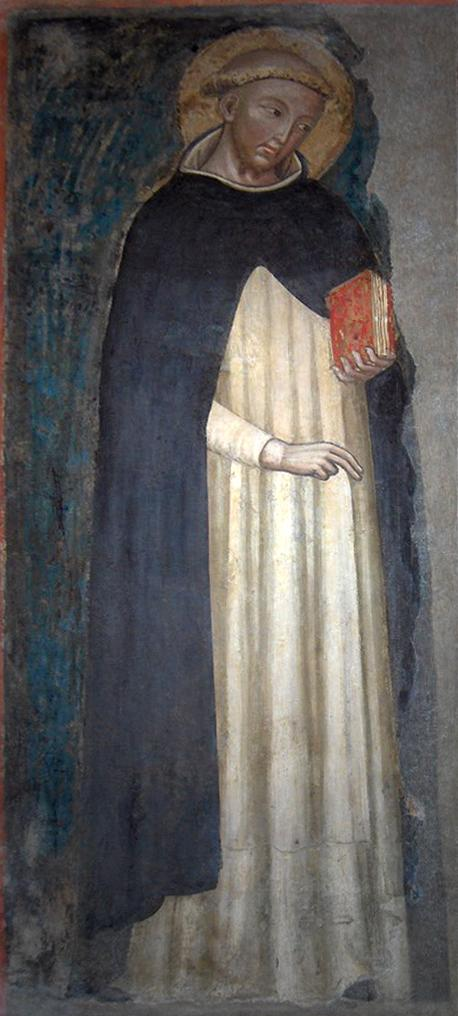
Fresco met de oudst bekende afbeelding van Dominicus, 14e eeuw, San Domenico, Bologna

Een voorname rol in de geschiedenis van de middeleeuwse Kerk was weggelegd voor de kloosterorden. Over geheel West-Europa werden in twee golven abdijen en kloosters gesticht die een bijzondere uitstraling hadden op het leven van die tijd. Benedictus van Nursia (480-547), de latere patroonheilige van Europa, wiens wonderlijke leven wordt beschreven in de hagiografie van paus Gregorius de Grote (540-604), wordt algemeen beschouwd als de vader van het kloosterleven in de Latijnse Kerk. Hij stichtte zijn eigen gemeenschap, de benedictijnen, op de berg de Monte Cassino in Italië, waar de monniken een streng leven van gebed en arbeid (= ora et labora) leidden en bij intreden de drie geloften van armoede, zuiverheid en gehoorzaamheid aflegden. Het bidden was geordend doordat de monniken achtmaal per dag deelnamen aan het gezamenlijk koorgebed. Daarnaast slotte moesten de monniken zich bezighouden met de lectio divina, het mediterend lezen van de Bijbel en de Kerkvaders. De regel van Benedictus is een afgewogen ritme van acht uur bidden, acht uur werken en acht uur rusten (soortgelijke regels waren geen volstrekte noviteit, zoals blijkt uit de anonieme Regula Magistri, maar deze werden als te rigide beschouwd). Benedictus legde de orde van het kloosterleven vast in zijn beroemde kloosterregel, de Regel van Benedictus, die aanzienlijke invloed zou uitoefenen op het latere klooster- en gemeenschapsleven. Langzamerhand werden de benedictijnerkloosters verzamelplaatsen van cultuur, scholing, gezondheidszorg en wetenschappen, hoewel er ook veel kennis verloren ging, die pas vanaf de 12e eeuw door de kruistochten (via de Arabische cultuur en het Byzantijnse, Oost-Romeinse Rijk) geleidelijk terugkeerde naar Europa.
Een andere invloedrijke ordestichter was de Spanjaard Dominicus Guzman (1170-1221), voormalig kanunnik van de kathedraal van Osma (tegenwoordig Burgo de Osma) en stichter van de orde der dominicanen, ook wel de orde van Predikheren (= Ordo Praedicatorum) genoemd, die zich toelegden op de prediking van het Woord, het gezamenlijk koorgebed, de theologische en filosofische studie (met name aan de universiteiten van Parijs en Bologna) en de zielzorg. Van paus Honorius III kreeg hij in 1216 goedkeuring voor zijn orde. De orde verspreidde zich snel en kon in 1220 voor het eerst in Bologna een generaal kapittel houden. In 1206 stichtte hij te Prouille (hedendaags Fanjeaux) een vrouwenklooster, het eerste klooster van de latere dominicanessen.
De derde centrale figuur was de Italiaan Franciscus van Assisi (1181-1226), stichter van de Orde der Minderbroeders, die zich als rijke, verwende en enigszins dweepzieke zoon van een welgesteld lakenkoopman aanvankelijk volledig bezighield met de verrukkingen van de wereldse liefde, de minnezang en heimelijk verlangde naar het ontvangen van de ridderslag. Nadat hij zich het erbarmelijke leven van de melaatsen had aangetrokken, maakte hij een radicale bekering door en ging een vroom leven van armoede, gebed en dienstbaarheid leiden. Een belangrijk uitgangspunt van Franciscus in de omgang met andersdenkenden en andersgelovigen was zijn afwijzing van woordenstrijd, polemiek en geweld. Zo ondernam hij in 1219 tijdens de kruistocht zijn persoonlijke vredesmissie naar de sultan van Damiate, waar hij zeer hoffelijk werd ontvangen en spirituele gesprekken voerde. Een bekend geschrift van Franciscus is het Zonnelied, waarin hij de schoonheid van de natuur bezong. Volgens de overlevering bezat Franciscus de gave om met dieren te spreken, zodat zijn feestdag kon uitgroeien tot de huidige dierendag. Tot de franciscaanse familie behoren niet enkel de franciscanen, maar ook de capucijnen.
Een andere kloosterorde vormden de Cisterciënzers, gesticht in 1098 in het Franse Cîteaux door Robert van Molesme (1028-1111). De voornaamste aanleiding was de slechte naleving van de Regel van Benedictus in sommige Franse kloosters, vooral in de befaamde abdij van Cluny, die in 909 of 910 gesticht was door Willem I van Aquitanië, bijgenaamd "Willem de Vrome". De Cisterciënzers hadden in de middeleeuwen een zeer grote invloed op het religieuze, politieke en artistieke leven in West-Europa. Een van de dochterkloosters van Cîteaux was de Abdij van Clairvaux, waar de monniken onder hun abt Bernard van Clairvaux (1090-1153) terugkeerden naar de oorspronkelijke zuiverheid van het benedictijnerideaal: het ora et labora. De cisterciënzers worden dan ook soms bernardijnen genoemd en de cisterciënzerinnen bernardinnen. Veel later afgescheiden van de cisterciënzers zijn de trappisten (= Ordo Cisterciensis Strictioris Observantiae), afgeleid van de Abdij Notre-Dame de la Grande Trappe in La Trappe, waar de toenmalige commanditaire abt Armand Jean le Bouthillier de Rancé (1626-1700) in 1664 een strenge naleving van de regel voorstond. Zij vormen een zelfstandige orde binnen de benedictijnerfamilie. De terugkeer naar een strenge naleving van de Regel van Benedictus wordt vaak aangeduid met de term strikte 'observantie', vandaar dat zij ook wel observanten worden genoemd.

#### Scholastiek en thomisme

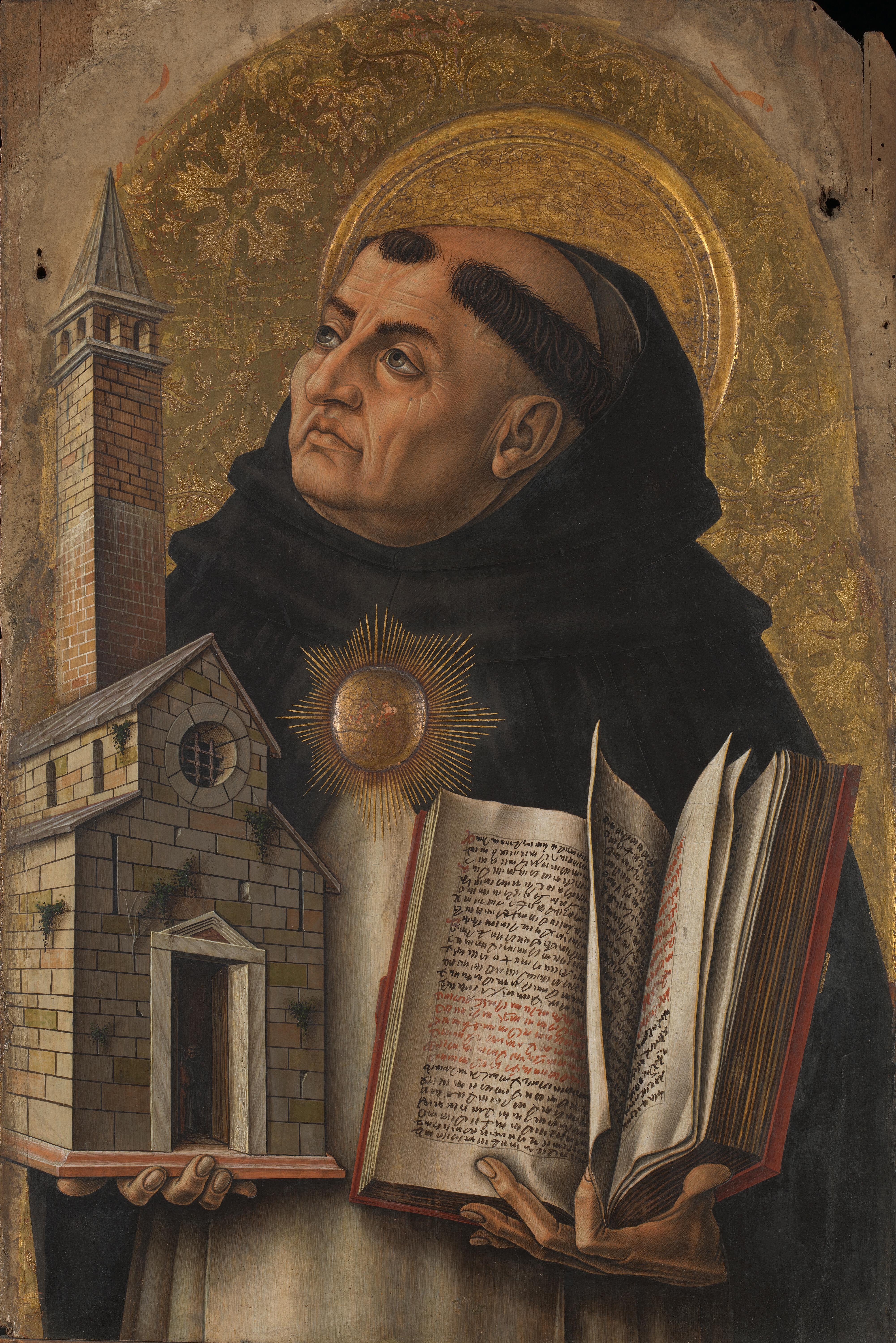
Thomas van Aquino

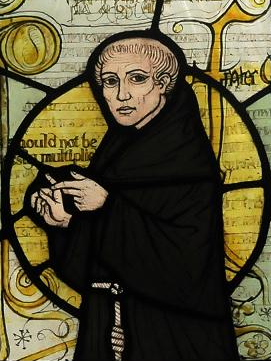
Willem van Ockham op een kerkraam in Surrey

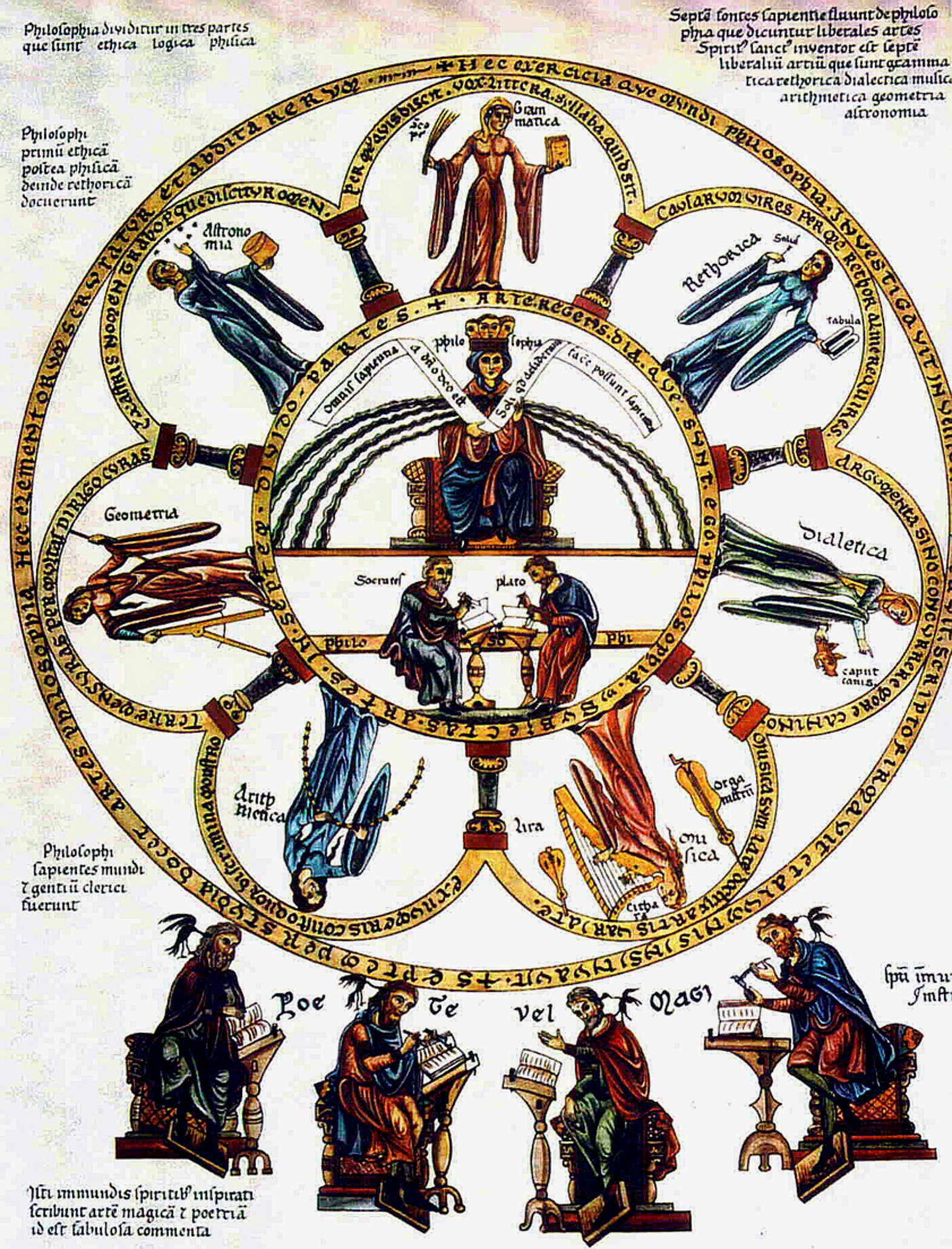
De zeven vrije kunsten, gezien aan het einde van de 12e eeuw (Herrad von Landsberg, Hortus deliciarum)

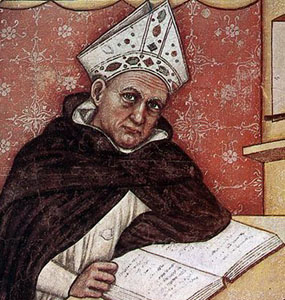
Albertus Magnus (fresco)

Belangrijk ook is de opkomst van de scholastiek in West-Europa. De oorsprong van de hiervan ligt vermoedelijk in de Karolingische renaissance, een opleving van de cultuur en wetenschap in West-Europa tussen circa 750 en 950. Byzantijnse invloeden, culminerend in het afbeelden van de menselijke figuur, werden versmolten met de Germaanse, grotendeels abstracte ornamentiek en er ontstond een nieuwe belangstelling voor de klassieken. Aan de hofschool van Karel de Grote (742-814), de gevierde koning der Franken, bracht in de 9e eeuw de Angelsaksische geleerde, bibliothecaris en schrijver, Alcuinus (circa 735-804), ook wel Alcuinus van Tours of van York genoemd, auteur van De fide sanctae et individuae Trinitatis, een theologisch werk dat in de lijn van Augustinus handelt over het mysterie van de Heilige Drievuldigheid, de Franken weer in contact met de oude Latijnse geschriften en zorgde voor de organisatie van nieuwe scholen. De filosofie, de klassieke Alma Mater (= moeder aller wetenschappen), werd nu de Ancilla theologiae (= nederige dienstmaagd van de theologie), die zich geleidelijk aan verder ontwikkelde binnen de muren van de kloosters en domscholen. Het scholastieke systeem werd in de middeleeuwen toegepast op de zeven vrije kunsten, de artes liberales (grammatica, retorica, dialectiek (of logica), arithmetiek (= rekenkunde), astronomie (= sterrenkunde), muziek en geometrie) en de overige wetenschappen.
In de theologie leidde de nieuwe ontwikkelingen ertoe dat men de rede en het geloof met elkaar in overeenstemming probeerde te brengen en het christelijke geloof op een verstandelijke en systematische manier trachtte te verantwoorden. De scholastici baseerden zich hierbij minder op de filosofie van de Griekse wijsgeer Plato, die tot dan toe, mede dankzij de onvermoeibare verrichtingen van Augustinus, vrijwel het gehele theologisch en wijsgerig denken had doortrokken, maar grepen terug op de systematische geschriften van Aristoteles die enigszins in de vergetelheid waren geraakt. Het gevolg was dat de theologie een streng wetenschappelijke karakter kreeg, het werd een 'schoolvak' (vandaar de term scholastiek). Dit leidde onder meer tot de stichting van bekende universiteiten zoals die van Parijs (= de 'Sorbonne'), gesticht door Robert van Sorbon, en de universiteiten van Oxford, Cambridge, Bologna, Padua, Napels, Praag, Wenen, Keulen en Heidelberg, en ook die van Tommaso da Modena in Treviso (gesticht in 1352) levendige ontmoetingscentra werden voor filosofen, theologen en geleerden.
Belangrijke representanten van de middeleeuwse scholastiek waren figuren als de benedictijn en aartsbisschop Anselmus van Canterbury (1033-1109), de geestelijk vader van de satisfactieleer die als eerste theoloog een logisch godsbewijs formuleerde (het zogeheten ontologisch godsbewijs), Petrus Lombardus (?-1160), schrijver van de Sententiarum IV en Johannes van Salisbury (ca. 1115-1180), auteur van de Policraticus en Metalogicon en verder bisschop van Chartres, diplomaat en secretaris van de later vermoorde aartsbisschop van Canterbury Thomas Becket (1118-1170) over wie hij na diens dood een biografie schreef. Andere bekende scholastici waren Robert Grosseteste (ca. 1175-1253), Stephen Langton (ca. 1150-1228), Siger van Brabant (1240-1284), een van de belangrijkste vertegenwoordigers van het averroïsme, de wijsgerige stroming die voortbouwde op de inzichten van de islamitische arts en geleerde Averroes (1126-1198), Willem van Ockham (ca. 1285-1349), die onder meer betoogde dat de Kerk zich niet met wereldlijke zaken diende in te laten, en Albertus Magnus, O.P. (ook Albertus de Grote of Albert von Lauingen genoemd) (ca. 1200-1280).
De belangrijkste theoloog uit deze tijd was Thomas van Aquino, O.P. (1225-1274), die in zijn omvangrijke hoofdwerk Summa Theologiae een systematische uitzetting gaf van de theologie, waarin hij zich baseerde op zijn kennis van de metafysica, ethiek, logica en natuurfilosofie van Aristoteles en zijn studie van de Heilige Schrift. Het werk is tot op de dag van vandaag een van de duurzame fundamenten onder het katholiek theologisch en wijsgerig denken gebleven. In de encycliek Aeterni Patris huldigde paus Leo XIII, die een grote genegenheid voor het christelijk denken van de middeleeuwen koesterde, Thomas als de 'vorst van de filosofen' en beval hij ten sterkste de studie van zijn werk aan als dat van een christelijke filosoof die ver boven de andere scholastici uitsteekt. In zijn motu proprio Doctoris Angelici wees Pius X erop dat de leer van de Kerk niet wetenschappelijk doordacht kan worden zonder een grondige kennis van Aquino's filosofische werk, en het Tweede Vaticaans Concilie beschreef Aquino's systeem zelfs als "Eeuwigdurende Filosofie". Het thomisme zou later in de 19e en 20e eeuw een heropleving beleven in het neothomisme.

#### Mystiek en moderne devotie
|  |
|  |

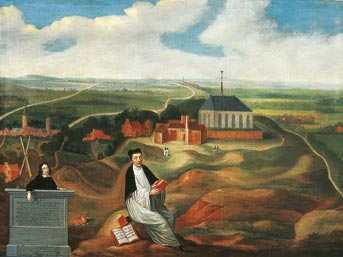
Thomas van Kempen op de Agnietenberg (1569)

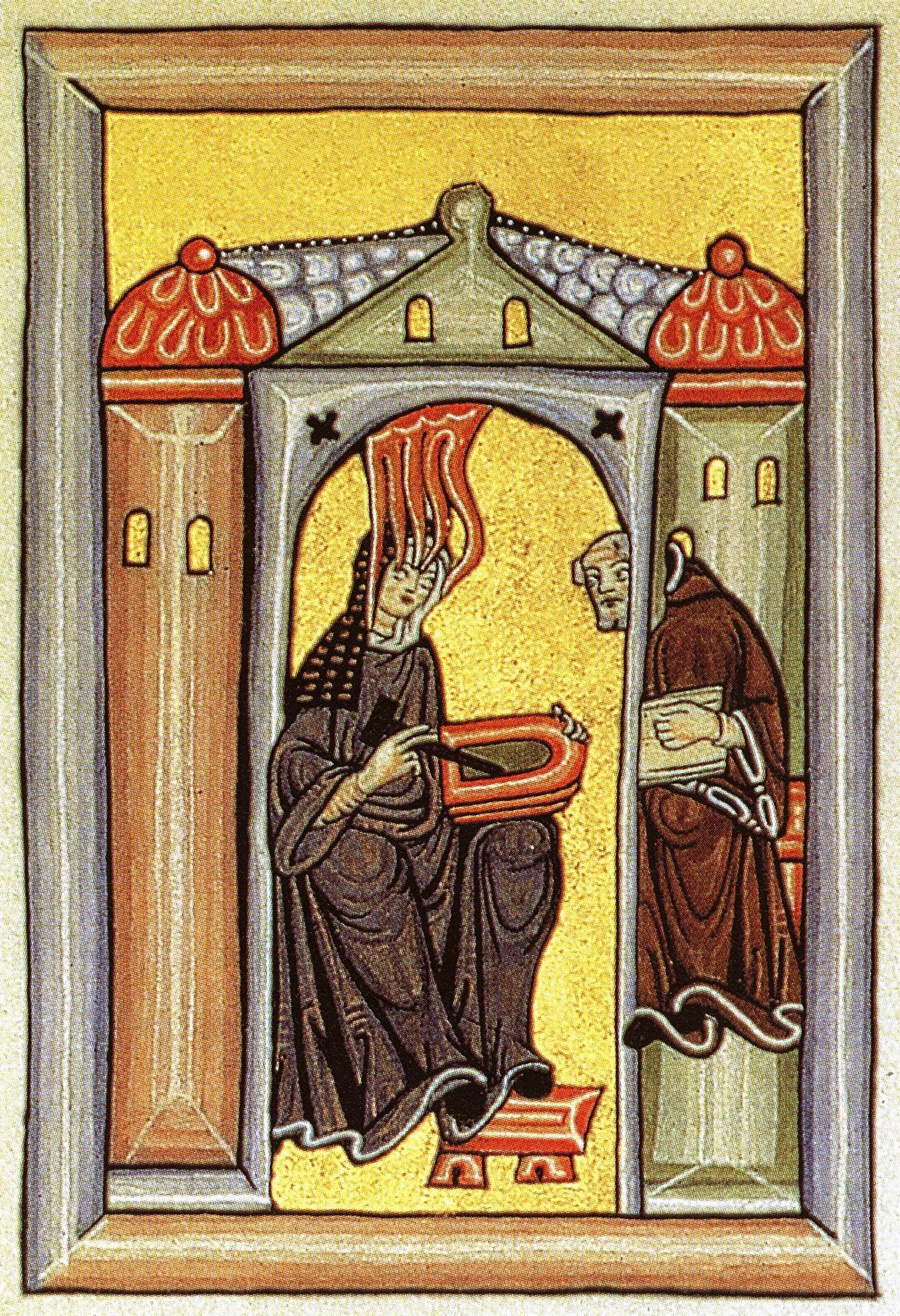
Hildegard van Bingen

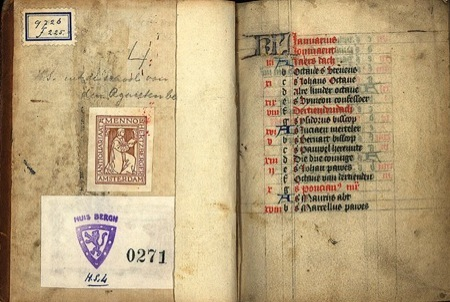
Getijdenboek met teksten van Geert Grote

De late middeleeuwen kenmerkten zich door een opvallende opleving van de mystiek, die voortvloeide uit een behoefte aan verinnerlijking en versobering. De nieuwe mystici legden anders dan de thomisten de nadruk op de godsdienstige ervaring in plaats van op de rede. Zij streefden naar een persoonlijke 'mystieke' vereniging van de menselijke ziel met de goddelijke natuur, zonder dat zij hierbij de noodzaak van de bestaande kerkstructuren in twijfel trokken. In tegenstelling tot de strenge scholastici kozen zij er vaak voor om in plaats van het Latijn in de volkstaal te publiceren, waardoor hun geschriften een belangrijke invloed konden uitoefenden op de ontwikkeling van de plaatselijke taal en letterkunde.
Allereerst was er de Rijnlandse mystiek met als bekendste vertegenwoordiger de Duitse dominicaan meester Eckhart, O.P. (circa 1260-1328) - de naam meester is afgeleid van magister, een wetenschappelijke titel -, een vurig en eigenzinnig prediker en schrijver van diverse quaestiones (= vraagstukken) en het bekende traktaat Liber benedictus (dat ook bekendstaat onder de titel Het boek van de goddelijke troost), dat het Middelhoogduits ongekende glans verleende.
Andere bekende vertegenwoordigers van de mystieke opleving waren Hildegard van Bingen (1098-1179), een uiterst begaafde en veelzijdige Duitse benedictijnse abdis, die zich toelegde op de studie van religie, kosmologie, filosofie, muziekcompositie, poëzie, plantkunde en linguïstiek, en verder de dominicanen Johannes Tauler, O.P. (ca. 1300-1361) en Henricus Seuse, O.P. (1295-1366), die zijn drukkende zondebesef vertaalde naar een strenge praxis van Vasten, versterving en zelfgeseling, onder de naam Amandus verscheidene belangwekkende spirituele werken publiceerde en later op afbeeldingen bij voorkeur verschijnt met de Heilige Naam op zijn borst. Ook in de Nederlanden is een opmerkelijke bloei te zien van de mystiek die hier vaak een wat nuchterder en praktischer karakter droeg. Deze mystici vormden kleine leefgemeenschappen waar een spiritualiteit ontstond die dikwijls wordt aangeduid met de moderne devotie. Met name de lezing en overdenking van de Heilige Schrift speelde hier een voorname rol en in deze kringen van de "broeders en zusters van het gemene (= gemeenschappelijke) leven" ontstond een Nederlandse Bijbelvertaling.
Belangrijke representanten van de moderne devotie waren de Brusselse geestelijke Jan van Ruusbroec (1293-1381), die door zijn tijdgenoten 'de Wonderbare' werd genoemd en in het Middelnederlands schreef, de ernstige, ascetische boeteprediker Geert Grote (1340-1384), die in zijn vlammende traktaat Contra turrim Traiectensem protesteerde tegen de bouw van de 'ijdele' domtoren van Utrecht en de augustijnerkanunnik Thomas a Kempis (ca. 1379/1380-1471), schrijver van de "Navolging van Christus", die behoort tot de geestelijke werken uit de kerkgeschiedenis die nog altijd gelezen en opnieuw uitgegeven worden – het is een verzamelnaam voor vier traktaten, waarvan het oudste dateert uit 1424. Ook de humanist Erasmus van Rotterdam en de latere hervormer Luther hebben enige tijd in zo'n gemeenschap doorgebracht. Ten slotte moet ook de Vlaamse mystica Hadewijch (13e eeuw) worden genoemd, wier brieven, strofische poëzie, mengeldichten en visioenen, evenals de werken van Ruusbroec, gerekend worden tot de Brabantse mystiek, en een onbetwist hoogtepunt vormen in de middeleeuwse literatuur (een theoloog uit Ruusbroecs omgeving noemde haar dat 'heylich glorieus wijf').

### Renaissance

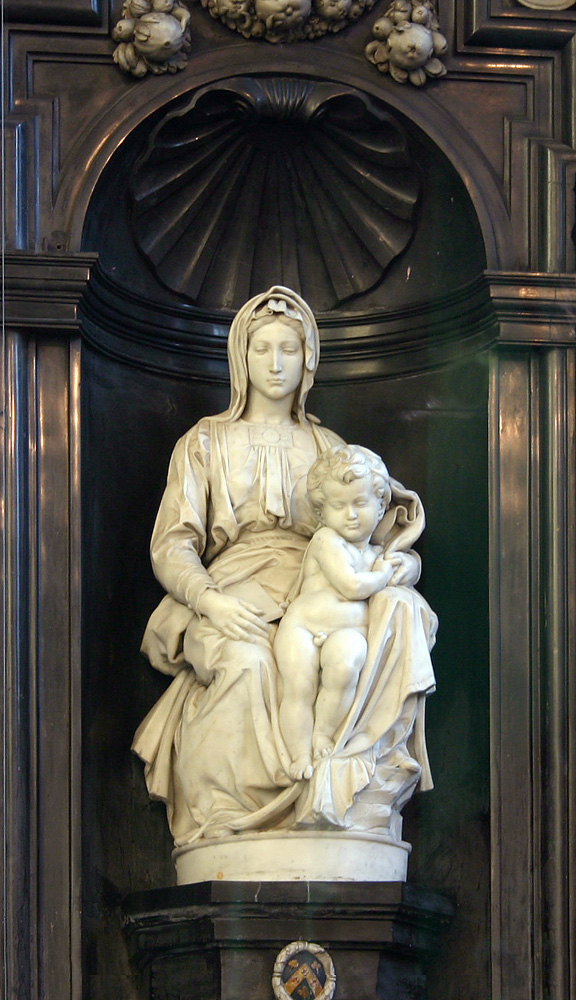
Beeldhouwwerk van Madonna met Kind in de Onze-Lieve-Vrouwekerk te Brugge door Michelangelo

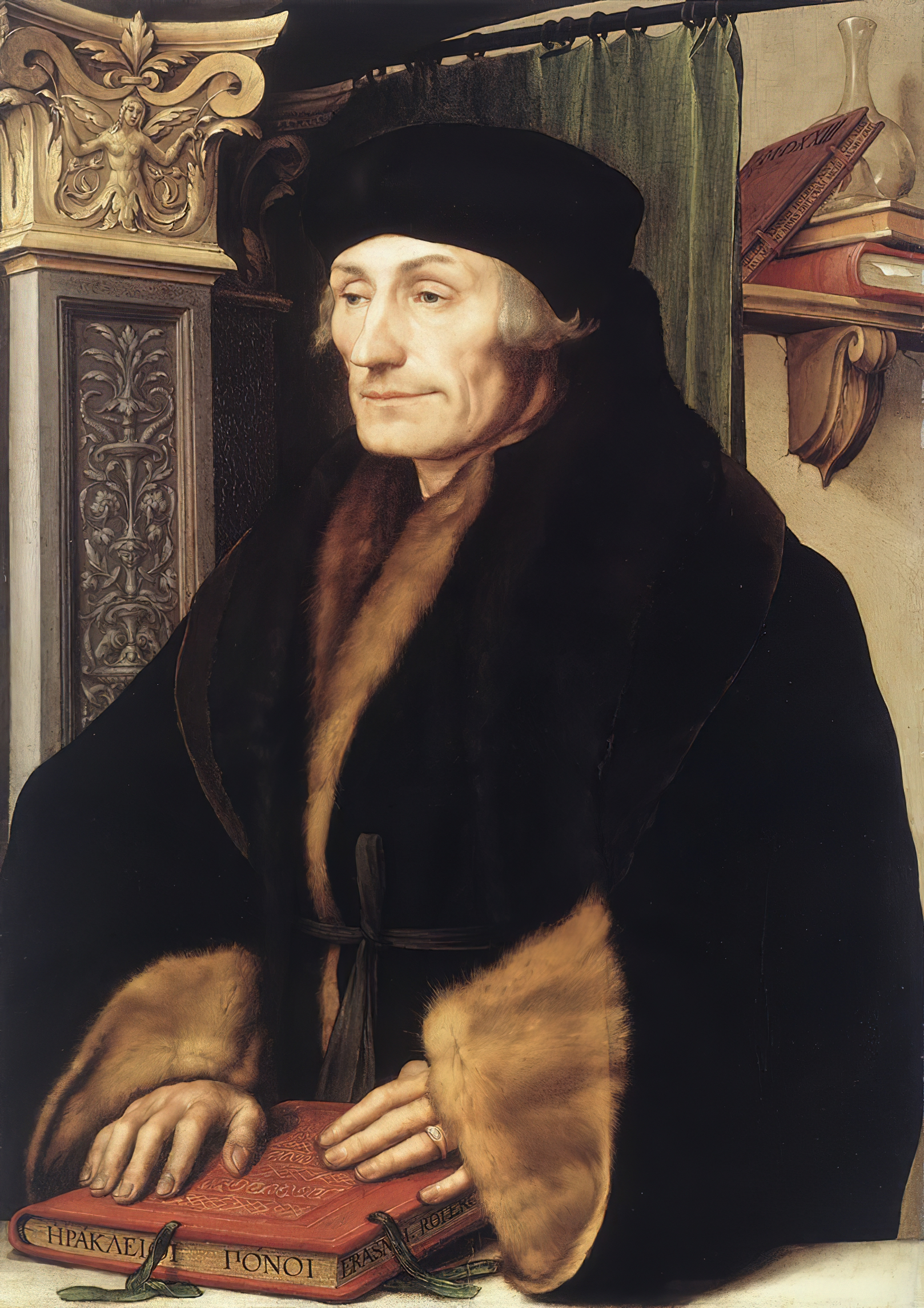
Erasmus

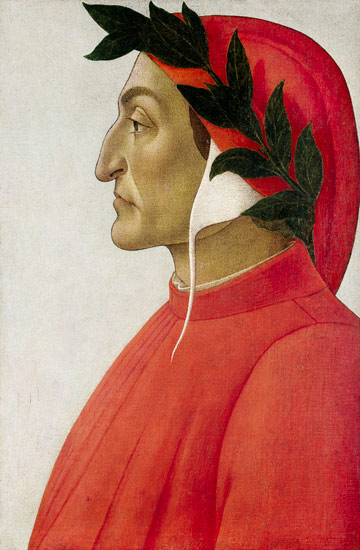
Portret van Dante Alighieri door Alessandro Botticelli

Sir Thomas More

De renaissance (letterlijk: "wedergeboorte") kenmerkte zich met name in het zuiden van Europa, waar zij volgde op een periode van economische groei met name in de steden, door ongekende opbloei van de letteren en schone kunsten, de muziek, een verhevigde belangstelling voor de antieke cultuur en de kerkvaders en het ontstaan van een nieuw, antropocentrisch wereldbeeld waarin de mens in het middelpunt van de schepping werd geplaatst (= humanisme). De strenge middeleeuwse ascese maakte plaats voor een uitzinnige, maar geordende, classicistische esthetiek die zich uitte in de architectuur, schilder- en beeldhouwkunst. Belangrijke kunstenaars waren Rafaël (1483-1520), bekend van zijn verstilde portretten van Madonna's), Albrecht Dürer (1471-1528), Pietro Lombardo] (1435-1515), Leonardo da Vinci (1452-1519), Lorenzo Ghiberti (1378-1455) en Michelangelo (1475-1564), maker van de Pietà in de Sint-Pieter, David in de Galleria dell'Accademia te Florence en de schilderingen in de Sixtijnse Kapel.
Ook op het gebied van het onderwijs vond er veranderingen plaats. De conventionele kerkelijke leergangen maakten plaats voor nieuwe, vooruitstrevende scholen en colleges, zoals het vermaarde Collège de France (opgericht in 1530 op initiatief van de humanist Guillaume Budé) en het Drietalige College, waar de jeugd werd opgevoed in het Renaissance-ideaal: de jongeren moesten wellevende en onafhankelijke persoonlijkheden worden die uitmuntten in zin en smaak voor de kunsten en klassieken en in de verfijnde beoefening van de deugd (= "virtù").
De gecultiveerde, maar wrede en pragmatische vorst van Il Principe van de politieke filosoof Niccolò Machiavelli (1469-1527) werd de verpersoonlijking van dit nieuwe ideaal. Model voor deze vorst heeft gestaan de meedogenloze kardinaal en militair Cesare Borgia (1475-1507), zoon van de infame paus Alexander VI (1431-1503). De Romeinse dichter Vergilius (70 v.Chr.-19 v.Chr.), schepper van de Aeneis, het grote heldendicht waarin de grootheid van het oude Rome werd bezongen, stond eveneens in hoog aanzien en werd in La divina commedia (= De goddelijke komedie) de gids die de Florence banneling Dante (1265–1321) door de verschrikkingen van de hel en het vagevuur leidde. Daarnaast ontstond er een nieuw wetenschappelijk elan vooral in het noorden van Europa, waar de renaissance aan de wieg stond van een periode van ongekende welvaart en zelfbewustzijn.

#### Het christelijk humanisme
Grote persoonlijkheden domineerden het geestesleven van die tijd. Allereerst was daar Giovanni Pico della Mirandola (1463-1494) de belezen Italiaanse humanist, dichter en filosoof, schrijver van Oratie over de waardigheid van de mens, die met zijn Venitiaanse tijdgenoot, de bisschop van Verona Ermalao Barbaro (1410-1471) een beroemd geworden briefwisseling voerde over de essentie van de literatuur waarin hij het belang van een wijsgerige en wetenschappelijke verantwoorde inhoud benadrukte.
In het noorden van Europa was het Erasmus van Rotterdam (1469-1536), de zoon van een geestelijke uit Gouda (een onwettig kind dus, een defectus natalis, een geboortedefect) en een voormalig kanunnik die in zijn Lof der Zotheid (1509) de toenmalige godsdienstige hang naar uiterlijkheid en de exuberante devotionele gebruiken van zijn tijd parodieerde. Daarnaast was hij verantwoordelijk voor twee belangwekkende filologische werken, de tweetalige uitgave van het Nieuwe Testament en zijn editie van de brieven van de kerkvader Hiëronymus. Hoewel hij aanvankelijk enige sympathieën voor de ideeën van Luther voelde, had de irenische humanist van het begin af aan bezwaren tegen diens militante optreden, zeker toen duidelijk werd dat in Luthers genadeleer geen ruimte was voor vrije wil. Zijn bezwaren zette hij uiteen in de libero arbitrio diatribe sive collatio (Collatie over de vrije wil). Ook was hij van mening dat hervormingen binnen de kerk tot stand moesten worden gebracht, daar een nieuw schisma de christenheid zou verscheuren. Verder was hij auteur van Adagia, een opvoedkundig werk dat een enorme invloed uitoefende op het onderwijs.
Erasmus onderhield nauwe contacten met de Engelse humanist en politicus Sir Thomas More, wiens boek De Optimo Rei publicae Statu deque Nova Insula Utopia (1516) een verfijnde kritiek bevatte op de toenmalige samenleving. Na scherpe kritiek op de scheiding en het schisma van Hendrik VIII en zijn principiële weigering de Act of Supremacy (1534) te erkennen, werd hij wegens hoogverraad ter dood veroordeeld en onthoofd op Tower Hill. Andere bekende katholieke humanisten waren Rudolf Agricola (ook Rodolphus Agricola Phrisius) (1444-1485), Guillaume Budé (1468-1540), Isaac La Peyrère (1596-1676) en Jacques Lefèvre d'Étaples (1455-1536)
Op het gebied van de natuurwetenschappen plaatsten de revolutionaire ontdekkingen van de Poolse kanunnik Mikołaj Kopernik, beter bekend als Nicolaas Copernicus (1473-1543), die een heliocentrische theorie over het zonnestelsel ontwikkelde, de Italiaanse natuurkundige, wiskundige en astronoom Galileo Galilei (1564-1642), en later de Duitse lutheraan Johannes Kepler (1571-1630) de toenmalige kerkleiders voor ernstige problemen daar ze deze nieuwe inzichten in strijd achtten met de scheppingsleer van de Bijbel. Galilei werd in 1633, hoewel hij bevriend was met toenmalig paus Urbanus VIII, voor de Inquisitie gedaagd, en moest zijn ontdekking uiteindelijk herroepen.

### Reformatie, scheuring en hervormingen
|  |
|  |
|  |

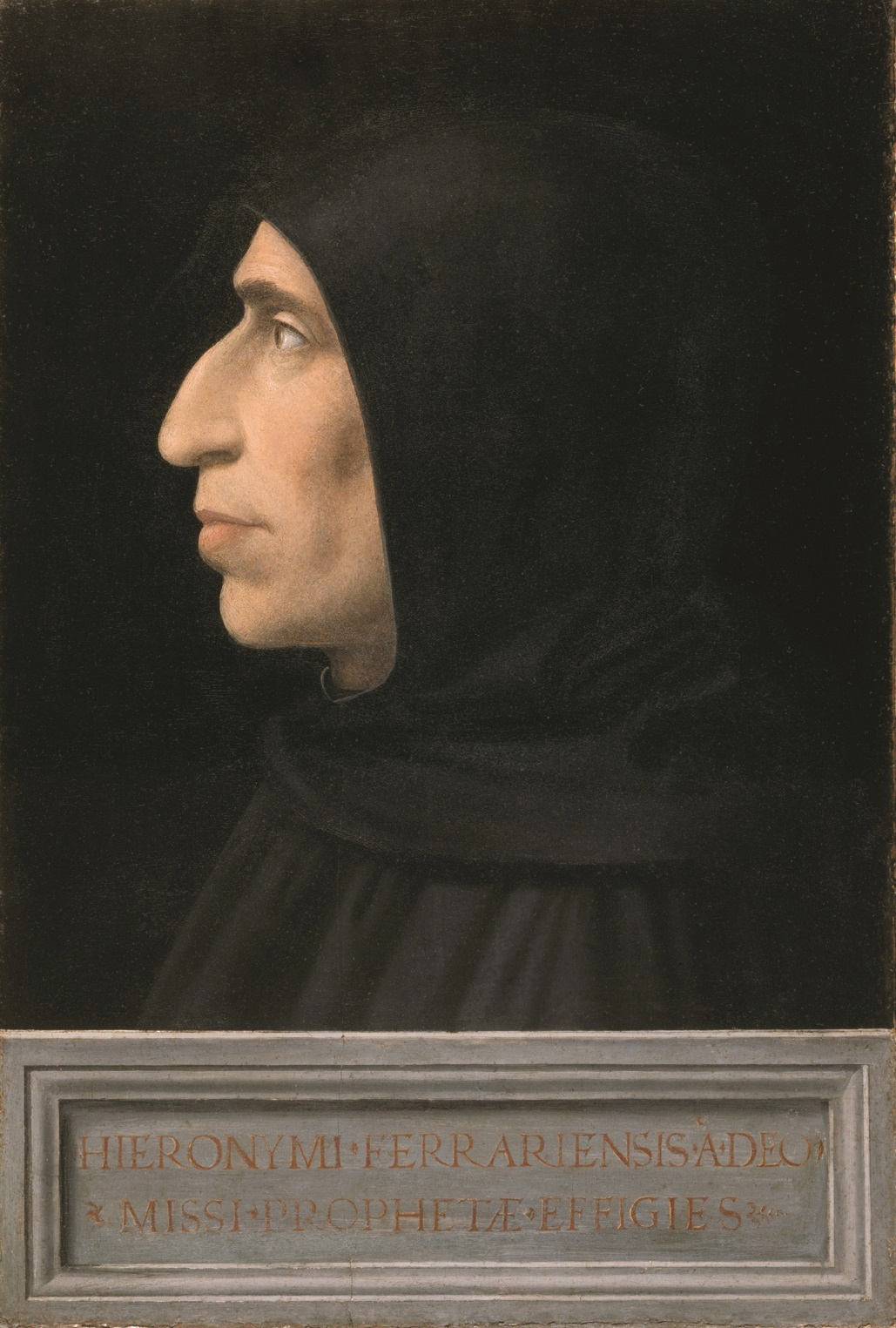
Savonarola

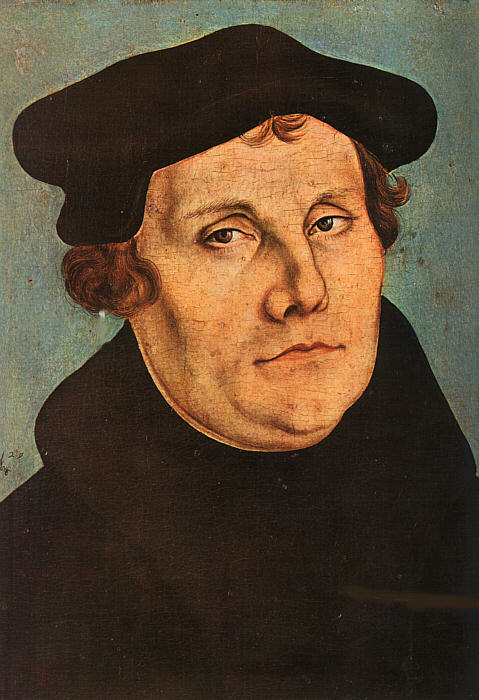
Luther

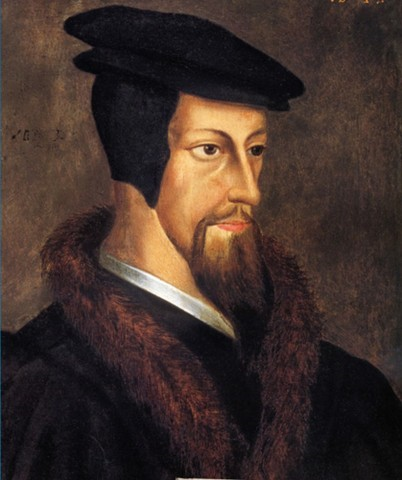
Calvijn

Tijdens de Renaissance was Europa een welvarend continent geworden; door de toenemende handel en voortschrijdende techniek waren de Europeanen steeds rijker en zelfverzekerder geworden. De nieuwe, stormachtige ontwikkelingen op cultureel, wetenschappelijk en economisch gebied lieten ook de katholieke kerk niet onberoerd. De strenge ascese en verinnerlijking van de kloostermoraal verloor langzamerhand de greep op het godsdienstige leven. Onder de elite: de aristocratie, de bestuursambtenaren, de rijke handelaren, vroege kapitalisten, maar ook onder een deel van de geestelijkheid groeide een mondaine, seculiere ethiek en een voorliefde voor het geschapene, de verfijning, de wellevendheid en de verrukkingen van de kunsten. De godsdienst was voor velen niet langer meer een eschatologie die het leven overschaduwde of het aardse tranendal haar laatste perspectief en betekenis moest verlenen, maar werd een philosophica evangelica om reeds in het maatschappelijk leven een fatsoenlijk en aangenaam leven te leiden (Carpe diem).
Veel kerkelijke gezagsdragers wierpen zich op als mecenassen, beschermheren van de cultuur (de bouw van de huidige Sint Pieterskerk en grote opdrachten voor onder anderen Michelangelo, Bernini, da Vinci en andere grote kunstenaars stammen uit deze tijd). Anderen verstonden hun herderlijke taak vooral in politieke zin en verkozen de weelde van de hoven boven hun diocees. Op geestelijk en moreel gebied begon de Kerk onmiskenbaar tekenen van verval en verharding te vertonen. Bisschoppen en pausen, zoals die afkomstig van de familie Borgia, stonden elkaar soms naar het leven om de hoogste kerkelijke ambten te bemachtigen. Veel van deze wantoestanden werden veroorzaakt door een gebrekkig geloofsbewustzijn en een overdreven hang naar het wereldse.
Corruptie, decadentie, nepotisme en simonie binnen bepaalde kerkelijke kringen zorgden in delen van Europa voor een groeiende ontevredenheid, die in sommige gevallen leidde tot een opstand tegen het gezag van Rome. Voorlopers in de late middeleeuwen waren al de uitvinder van het Tsjechische alfabet Jan Hus uit Bohemen (circa 1369/1370-1415), de Florentijnse boeteprediker Savonarola, O.P. (1452-1498) de prior van een dominicanenklooster, die bekendstond om zijn boekverbrandingen en vernietiging van kunstwerken en zijn pijlen vooral richtte op de Medici-familie, en John Wyclif uit Engeland. Toen kon de Kerk deze 'dissidenten' nog de mond snoeren. Later echter vonden Luther (Heilige Roomse Rijk), Calvijn (1509-1564) (Frankrijk/Zwitserland), de priester John Knox (1514-1572) (Schotland), Huldrych Zwingli (1484-1531) (Zwitserland) en Menno Simons (ca. 1496-1561) (de Nederlanden) in de toestand van de Kerk aanleiding tot permanente afscheidingen. Erkend moet worden dat een groot deel van de bevolking weinig interesse had voor theologische scherpslijperij en kerkelijke twisten, maar dat religieuze thema's een diepere ontevredenheid over de leefomstandigheden (voedselcrises) verborg.

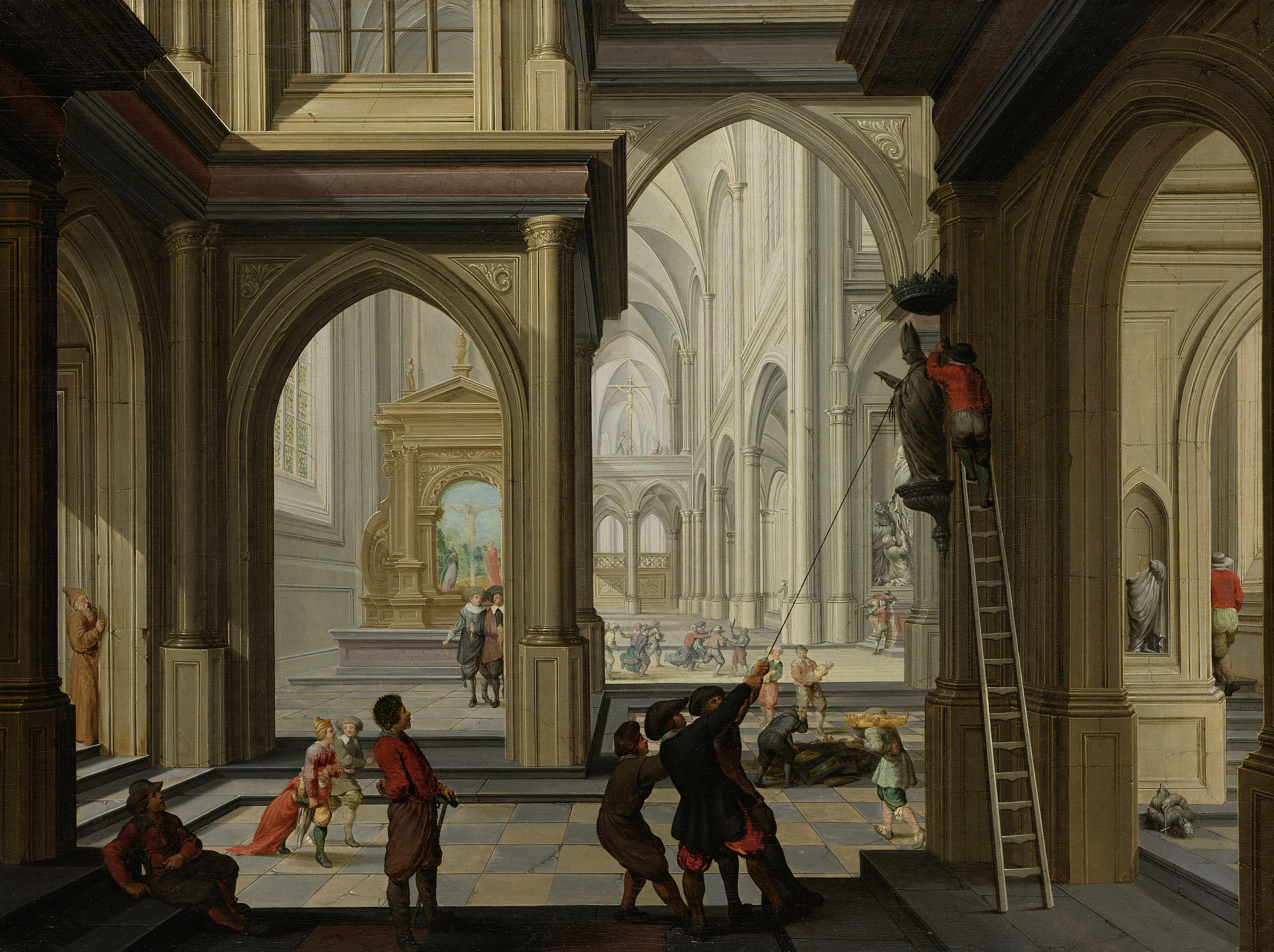
Beeldenstorm in een kerk, Dirck van Delen (1630)

Aanvankelijk wilden de meeste van deze protestanten (zoals ze al snel werden genoemd) de Katholieke Kerk niet verlaten, maar haar van binnenuit hervormen en pleitten zij voor afschaffing van kerkelijke gebruiken die volgens hen in strijd met het evangelie waren, hoewel ze zich daarbij steeds meer van de traditionele katholieke leer verwijderden. Zo formuleerde de augustijnermonnik Maarten Luther (1483–1546) in 1517 zijn 95 stellingen (Disputatio pro declaratione virtutis indulgentiarum) in een brief aan zijn bisschop en aartsbisschop als protest tegen de aflaathandel van de dominicaanse prediker Johann Tetzel, O.P. (circa 1465-1519). De hervormer Philipp Melanchthon (1497-1560) zou trouwens pas later in het voorwoord van Luthers verzamelde werken schrijven dat Luther de stellingen aan de slotkerk te Wittenberg had geplakt. Het beeld van Luther die de stellingen aan de deur van de slotkerk te Wittenberg vastspijkert heeft een grote rol gespeeld in de Lutherverering in de 19e eeuw, doch berust vermoedelijk niet op historische feiten.
Het steeds radicalere optreden van Luther, mede het gevolg van zijn opvliegende natuur, zijn pacteren met Duitse wereldlijke vorsten die, om hun eigen machtspositie te versterken, politieke onafhankelijkheid nastreefden van de keizer van het Heilige Roomse Rijk, de aanvankelijk terughoudende reactie van de Kerk inzake de oproep van de protestanten tot een algemeen concilie dat tot deze interne hervormingen zou moeten leiden en de opkomst van een zelfbewuste rijke burgerij die haar financiële positie bevestigd wilde zien in een grotere religieuze en politieke invloed, leidden ten slotte tot (vaak gewelddadige) afscheiding van de protestanten.

#### De Beeldenstorm

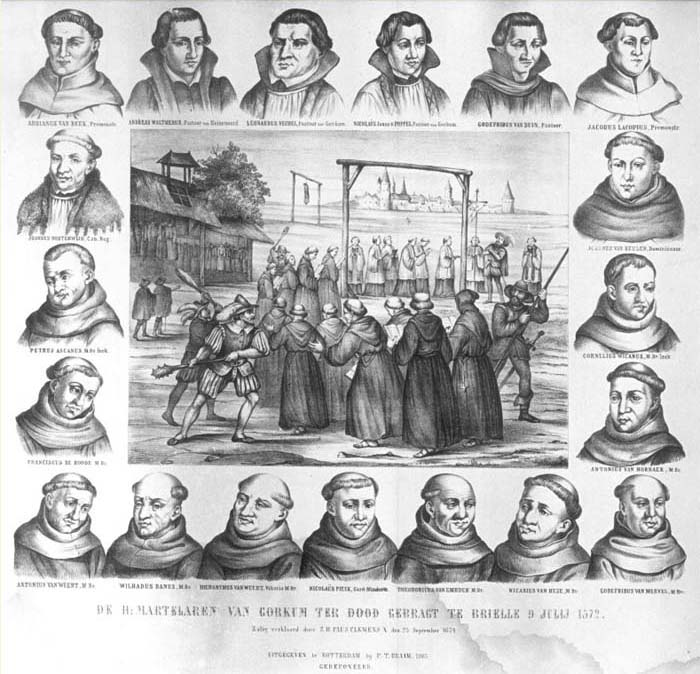
De 19 martelaren van Gorcum, die in Den Briel werden vermoord

In Nederland viel de opkomst van de Reformatie samen met een opstand tegen het gezag van koning Filips II van Spanje, hoewel de religieuze motivaties van de opstand door veel historici worden betwist. Ze wijzen erop dat ook veel katholieken zich tegen het gezag verzet hebben en dat, evenals in Duitsland, politieke en sociale oorzaken mede het karakter van de opstand bepaald hebben. Ook de opkomst van een middenklasse wordt in verband gebracht met de Beeldenstorm. Die zou een symbolische daad zijn geweest van een opkomende groep die in het protestantisme een grond vonden om zich tegen het heersende gezag te verzetten. In elk geval richtte een deel van het geweld zich tegen de katholieke kerken en kloosters. Op 10 augustus 1566 leidde een hagenpreek bij Steenvoorde, ten zuiden van de huidige Belgisch-Franse grens, tot de plundering van een nabijgelegen klooster. Daarna volgden vernielingen van andere kloosters.
De Beeldenstorm verspreidde zich vervolgens over de Nederlanden. Altaren, beelden, doopvonten, reliekhouders, koorgestoelten, kansels, orgels, miskelken, schilderijen, missalen en gewaden moesten het ontgelden. Hosties werden vertrapt of aan de vogels gevoerd, miswijn werd opgedronken. Priesters werden onder geweld gedwongen hun geloof af te zweren. Zij die trouw wilden blijven aan Rome werden in sommige gevallen verjaagd en vervolgd, of zelfs vermoord. Zo werden in Den Briel 19 katholieke geestelijken, die later bekend zouden worden als de heilige martelaren van Gorcum, met vleeshaken gemarteld en opgehangen door de watergeuzen onder Willem van Lumey en Diederik Sonoy, nadat zij geweigerd hadden hun geloof in de transsubstantiatie en de paus op te geven. Ook de Nederlandse priester, mecenas en humanist Cornelis Musius (1500-1572), de laatste rector van het Agathaklooster in Delft, werd in opdracht van Lumey vermoord. In Alkmaar werd een groep katholieke geestelijken die, na de verovering van Alkmaar door Diederik Sonoy in 1572, naar Enkhuizen waren overgebracht, door de geuzen gemarteld en opgehangen. Ook op andere plaatsen maakte de opstand slachtoffers onder de geestelijkheid en gewone katholieken. De Beeldenstorm was in zekere zin een Noord-Europees verschijnsel: ook in Duitsland, Denemarken en Zwitserland werden vele kerken geplunderd.

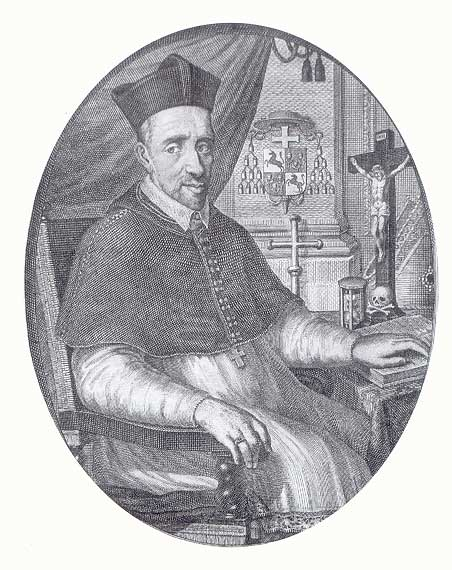
Sasbout Vosmeer

De uitgebroken Nederlandse opstand zou grote gevolgen hebben voor het katholicisme in de Noordelijke Nederlanden (moderne historici vermijden de term oorlog, omdat de Nederlanders in opstand kwamen tegen een juridisch legitiem gezag). In de nieuwe Republiek was bisschoppelijk bestuur op den duur niet meer mogelijk. Frederik Schenck van Toutenburg (1503-1580) werd de voorlopig laatste aartsbisschop van Utrecht. In 1592 verklaarde Rome de Utrechtse kerkprovincie tot missiegebied, de zogenaamde Hollandse Zending, die onder leiding kwam te staan van een apostolisch vicaris. Sasbout Vosmeer (1548-1614) bekleedde als eerste die functie. Katholieken werden, na aanvankelijke vervolgingen, uiteindelijk wel getolereerd, vooral in de grotere steden, zolang men maar niet openlijk met katholicisme te koop liep. In veel steden kwamen katholieken samen voor de mis in zogenaamde schuilkerken die aan de buitenkant niet herkenbaar mochten zijn als kerk. Ook processies werden verboden. Pas in 1853 kon, dankzij de Grondwetsherziening van 1848 van Thorbecke, worden besloten tot het herstel van de bisschoppelijke hiërarchie in Nederland met de pauselijke bul Ex Qua Die (= vanaf die dag) van paus Pius IX (4 maart 1853).

#### De Anglicaanse Kerk
Zoals vaker in de geschiedenis kwamen deze schisma's als gevolg van zowel religieuze als politieke redenen tot stand. Onder Hendrik VIII maakte ook het Engelse katholicisme zich los van het gezag van Rome, terwijl de vorst enkele jaren geleden nog de titel 'Fidei Defensor' gekregen had van paus Leo X. Hendrik VIII had niet zozeer bezwaren tegen de kerkelijke leer; zo bleef hij immers, ook na het schisma, de zeven sacramenten erkennen. Hij verlangde echter een scheiding van zijn vrouw, Catharina van Aragon, daar zij hem niet de gewenste mannelijke troonopvolger kon schenken. De scheiding werd hem door paus Clemens VII niet toegestaan. Ten einde zijn vrouw te scheiden en opvolging te verzekeren, stelde Hendrik zichzelf met de Act of Supremacy van 1534 aan het hoofd van de Anglicaanse Kerk. Door de zogenaamde 'Ontbinding van de kloosters' wist de vorst de staatskas te spijzen en de macht van de monastieke ordes in Engeland te breken. Prominente tegenstanders van de Act of Supremacy werden blootgesteld aan vervolging. De katholieke humanist Thomas More, aanvankelijk een vertrouweling van Hendrik, werd berecht wegens hoogverraad en in 1535 terechtgesteld. Ook John Fisher, bisschop van Rochester, eindigde op het schavot. Beiden werden later heilig verklaard.
Onder Elizabeth I zou de Anglicaanse Kerk een duidelijker theologisch profiel krijgen. Waar haar vader katholieken en protestanten met evenveel enthousiasme vervolgde, haar half-broer Eduard I voor calvinistische hervormingen opteerde en haar half-zus Maria een katholieke restauratie beoogde, besloot Elizabeth de 'via media' te bewandelen. Ze balanceerde immers tussen katholicisme en radicaal (puriteins) calvinisme, waarbij de liturgie een veeleer calvinistische vorm verkreeg, maar de kerkstructuur van de 'Church of England' een katholieke, episcopale gedaante behield. Terwijl grote landstreken in Europa verloren gingen voor de Kerk van Rome tijdens eeuwenlange godsdienstoorlogen die leidden tot een wijdverbreide papenhaat (het antipapisme (papa is Latijn voor paus; een katholiek is dus een paap)) breidde ze evenwel haar invloed elders uit tijdens de periode van de Europese kolonisatie. Dichter bij huis trachtte Elizabeth het anglicanisme te consolideren in Ierland, waar het door haar vader geïntroduceerd werd.

#### Katholieke hervorming

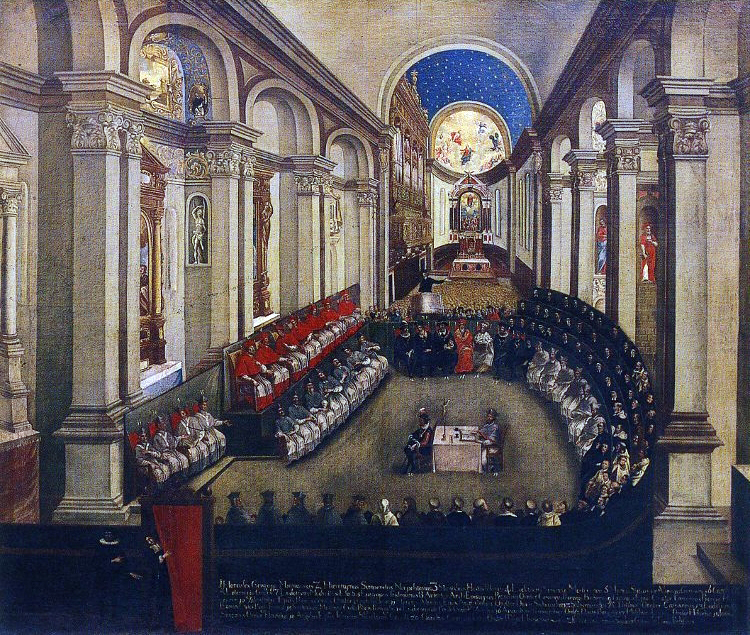
Het Concilie van Trente in de Basiliek van Maria de Meerdere

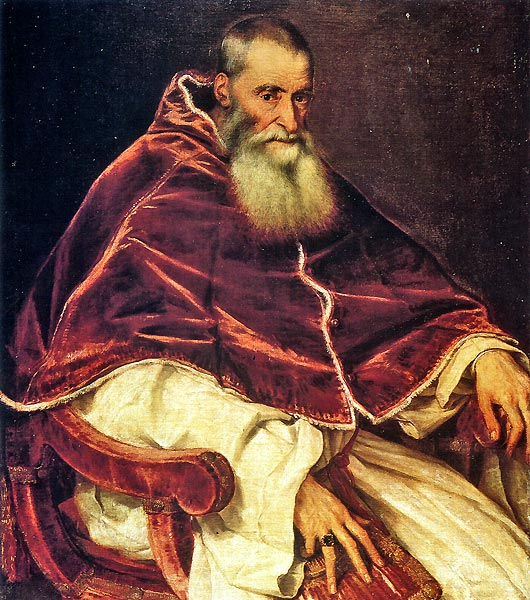
Paulus III, schilderij van Titiaan

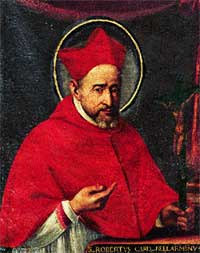
Robertus kardinaal Bellarminus, S.J.

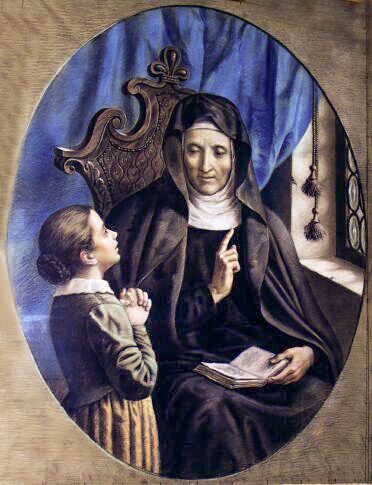
Angela Merici

Ook binnen de grenzen van de katholieke orthodoxie was er in de loop van de 16e eeuw een diep verlangen naar hervorming en bezinning gegroeid: de Katholieke Hervorming, die later overging in de Contrareformatie, hoewel dit begrip suggereert dat de hervorming enkel een strijd zou zijn geweest tegen het protestantisme. Evenals de reformatoren pleitten de katholieke hervormers voor een radicaal herstel van een authentiek christelijk leven door terug te keren naar de christelijke bronnen, de Heilige Schrift en de geschriften van de kerkvaders (= patristiek).
Allereerst was daar de Nederlandse timmermanszoon Adriaan Florenszoon Boeyens (1459-1523), die in 1522 als paus Adrianus VI plechtig schuld beleed voor de vele tekortkomingen en wantoestanden binnen de Kerk en ingrijpende hervormingen probeerde door te voeren, met name in de Curie en de hiërarchie in het algemeen, hoewel zijn pontificaat niet lang genoeg heeft geduurd en de weerstanden vanuit de Romeinse Curie en het volk te krachtig waren om hierin bijzonder succesvol te zijn. Hij verbaasde bovendien zijn omgeving door de dagelijks de heilige mis op te dragen, hetgeen veel pausen voor hem niet meer hadden gedaan. Ook liet hij zijn ongenoegen blijken over alle pracht en praal in Rome. Hij onderschatte echter de kracht van Luthers optreden en had gehoopt hem weer als een verloren zoon in de Kerk op te kunnen nemen. Adrianus stierf als een teleurgesteld man.
Andere vernieuwende elementen zijn te vinden in het optreden van het Spaanse koningspaar Ferdinand van Aragon en (1452-1516) Isabella van Castilië (1451-1504), het energieke optreden van Isabella's biechtvader, de aartsbisschop van Toledo, kardinaal Francisco Jiménez de Cisneros (1436-1517), primaat van de Kerk in Spanje. Deze prelaat veroordeelde de verkoop van aflaten voor de bouw van de Sint Pieter. Daarnaast stichtte hij uit eigen middelen de universiteit van Alcala, met als doel de clerus een betere opleiding te geven. Hij stond verder positief tegenover de komst van buitenlandse geleerden en het Bijbels humanisme. Ook moeten worden genoemd de Spaanse dominicaan Melchior Cano, die de grondlegger was van de katholieke positieve theologie (1509-1560), de Italiaan Thomas de Vio, beter bekend als Thomas Cajetanus (1468-1534), van 1508 tot 1518 magister-generaal van de dominicanen, die een uitgebreid standaardwerk schreef over de Summa van Thomas van Aquino, Gian Matteo Gilberti (1495-1543), bisschop van Verona, die verschillende wees- en armenhuizen stichtte, de boerenstand ondersteunde, pauselijke misbruiken bekritiseerde en een leven van soberheid en contemplatie nastreefde en de Nijmeegse theoloog en de eerste Nederlandse jezuïet Petrus Canisius (1521-1597), die verscheidene catechismussen opstelde, waaronder de Summa Doctrinae Christianae (1555), en ten slotte Robertus Bellarminus (1542-1621), eveneens een jezuïet en auteur van de Disputationes de Controversiis, waarin hij de katholieke leer tegenover de reformatorische doctrines verdedigt.

#### Concilie van Trente
Het was uiteindelijk Alessandro Farnese, paus Paulus III (1534-1549), een humanist, die een kerkvergadering bijeen zou roepen, het Concilie van Trente (1545-1563), dat bestond uit drie zittingsperioden: 1545-1547, 1551-1552 en 1562-1563. In 1536 reeds had hij een kerkelijke commissie in het leven geroepen ter bestudering van de kerkhervorming, die in 1537 met een rapport kwam Consilium delectorum Cardinalium... de Emendanda Ecclesio, waarin scherpe kritiek werd geuit op de misstanden binnen de Kerk. Zo werd het despotisme van sommige vroegere pausen aan de kaak gesteld. Pausen moesten zich       de wetten van de Kerk houden. Interne twisten tussen katholieken zouden door paus en kardinalen verzoend moeten worden. Bisschoppen hebben een bijzondere verantwoordelijkheid naar de gelovigen en moeten daarom in het bisdom zelf wonen. Armenhuizen en charitatieve instellingen zouden beter beheerd moeten worden. Priesterkandidaten zouden strenger geselecteerd moeten worden en zouden een betere theologische en zedelijke vorming moeten ontvangen. Het rapport sluit af met de woorden aan de paus: 'Ge hebt de naam van Paulus aangenomen: we hopen dat ge de menslievendheid van Paulus wilt navolgen'. Hoewel het rapport voor intern gebruik was bedoeld, kreeg Luther een exemplaar in handen dat hij meteen in het Duits vertaalde en gebruikte om zijn eigen positie te ondersteunen.
Na de dood van Paulus III in 1549 werd de vergadering voortgezet door paus Julius III (1487-1555) en door paus Pius IV (1499-1565) bekrachtigd) De besluiten van het concilie vallen grofweg uiteen in twee delen. Enerzijds werden bestaande katholieke geloofswaarheden verduidelijkt en verdedigd tegenover de opvattingen van de reformatoren: de leer over de erfzonde, de zaligmaking (de noodzaak van de genade én de goede werken), de tweebronnenleer (= de Heilige Schrift én de Traditie), de volheid van de zeven sacramenten, de transsubstantiatieleer, de (ware) aflaten, de heiligenverering en het bestaan van het vagevuur werden bevestigd.
Verder werd de Bijbelse Canon vastgesteld, de Vulgaat, de Latijnse Bijbelvertaling, uitgeroepen tot de standaardtekst voor de gelovigen en werd het Latijn gekenmerkt als de liturgische taal bij uitstek. Anderzijds werden er belangrijke vernieuwingen binnen de Kerk tot stand gebracht die in sommige gevallen veel parallellen vertoonden met het protestantisme: wantoestanden rond de aflatenhandel werden veroordeeld, het College van Kardinalen en het kloosterleven werd hervormd, priesters werden opnieuw gewezen op hun heiligende en herderlijke taak, de opleidingen van de priesters werden verbeterd (seminaries), de noodzaak van een deugdelijke prediking en catechese werd onderstreept, geestelijken kregen een verbod op cumulatie van kerkelijke ambten, de bisschoppen kregen een visitatie- en residentieplicht en moesten regelmatig vergaderingen beleggen (provinciale en diocesane concilies) om de uitkomsten van het algemeen concilie in hun diocees door te voeren en er werd besloten tot de uitgave van een uniform Romeins missaal en een nieuwe catechismus die een getrouwvolle geloofsoverdracht mogelijk moest maken. Bekend zijn de zogenaamde Anathema's van het concilie (van "Anathema sit", ofwel "in de ban is hij", of "hij is uitgesloten, geëxcommuniceerd") die mensen die van de katholieke leer afweken zichzelf mochten toe-eigenen. De Kerk slaagde erin dankzij het concilie haar geestelijke, morele en intellectuele invloed te behouden in de landen die tijdens de Reformatie overwegend katholiek waren gebleven.

#### Kloosterhervormingen

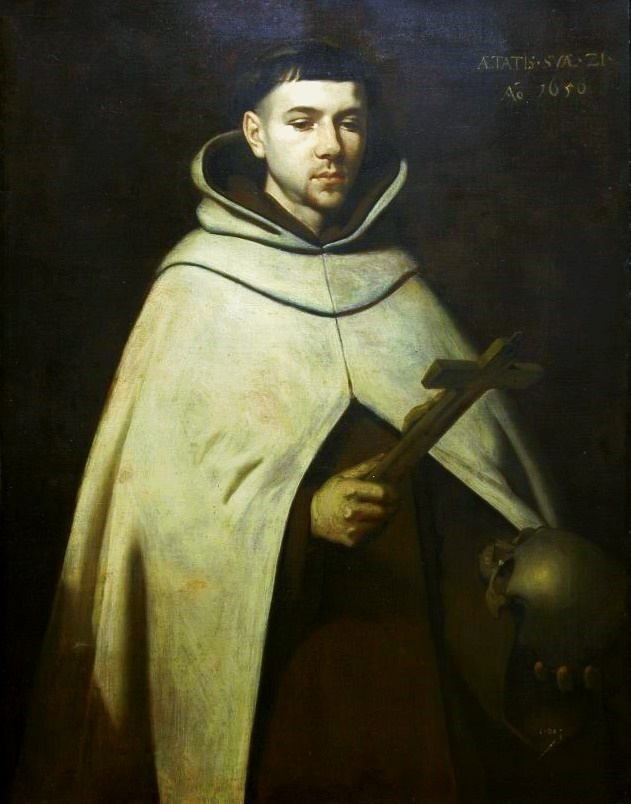
Johannes van het Kruis

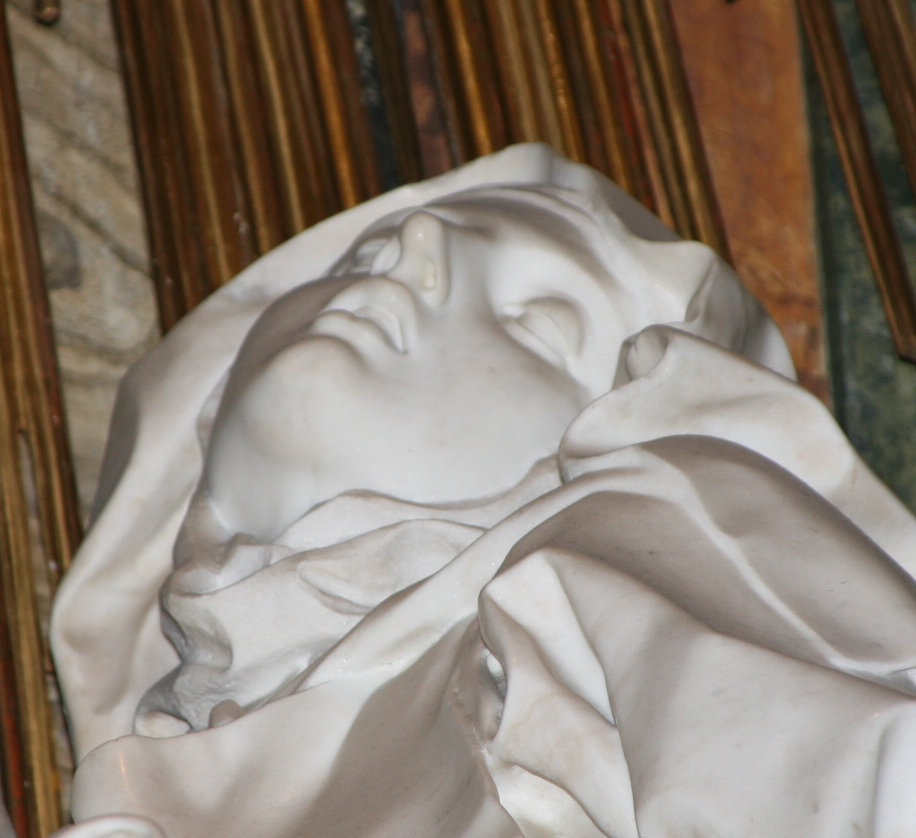
Extase van Theresia van Ávila, door Gian Lorenzo Bernini

De 16e eeuw is ook de tijd van de kloosterhervormingen en mystieke geschriften van 'ongeschoeide karmelieten' als Johannes van het Kruis (1542-1591), schrijver van Donkere nacht van de ziel en het Geestelijk Hooglied, en van de patroonheiligen van de dichters, waarin hij de godsverlatenheid beschrijft die voorafgaat aan de vereniging van de ziel met God. Daarnaast moeten de werken van de karmelietes Theresia van Ávila (1515-1582) genoemd worden als Innerlijke Burcht en haar Hooglied, evenals de werken van Johannes van het Kruis tot de zeldzame hoogtepunten van de Spaanse literatuur worden gerekend. Zij zou later vereeuwigd worden in de Extase van Theresia van Bernini, een van de hoogtepunten van barokke beeldhouwkunst, in de basiliek van Santa Maria della Vittoria te Rome. In 1568 ontstaat het eerste klooster van de ongeschoeide karmelieten (Ordo Carmelitarum Discalceatorum, OCD). Vanaf dit ogenblik bestaat er dus een scheiding tussen de geschoeide en de ongeschoeide karmelieten.
Ook andere orden zagen in deze tijd het licht. Allereerst waren daar de capucijnen, een democratisch gerichte orde van franciscanen, die in 1528 te Caminero was gesticht. Zij werkten en preekten onder het volk. Daarnaast moet de orde der Theatijnen (Ordo Clericorum Regularium, CR) worden genoemd. Deze was gesticht door de toenmalige bisschop van Brindisi, Giovanni Pietro Carafa, en Gaetano van Thiene, die een lucratieve functie bij de Romeinse Curie opgaf om een leven van armoede te gaan leiden. Een belangrijke vrouwenorde was de orde der ursulinen, gesticht door Angela Merici (1474-1540), die zich inzette voor onderwijs aan meisjes. In 1595 werd hun eerste school in Parma gesticht.

#### Hervorming van de kerkmuziek

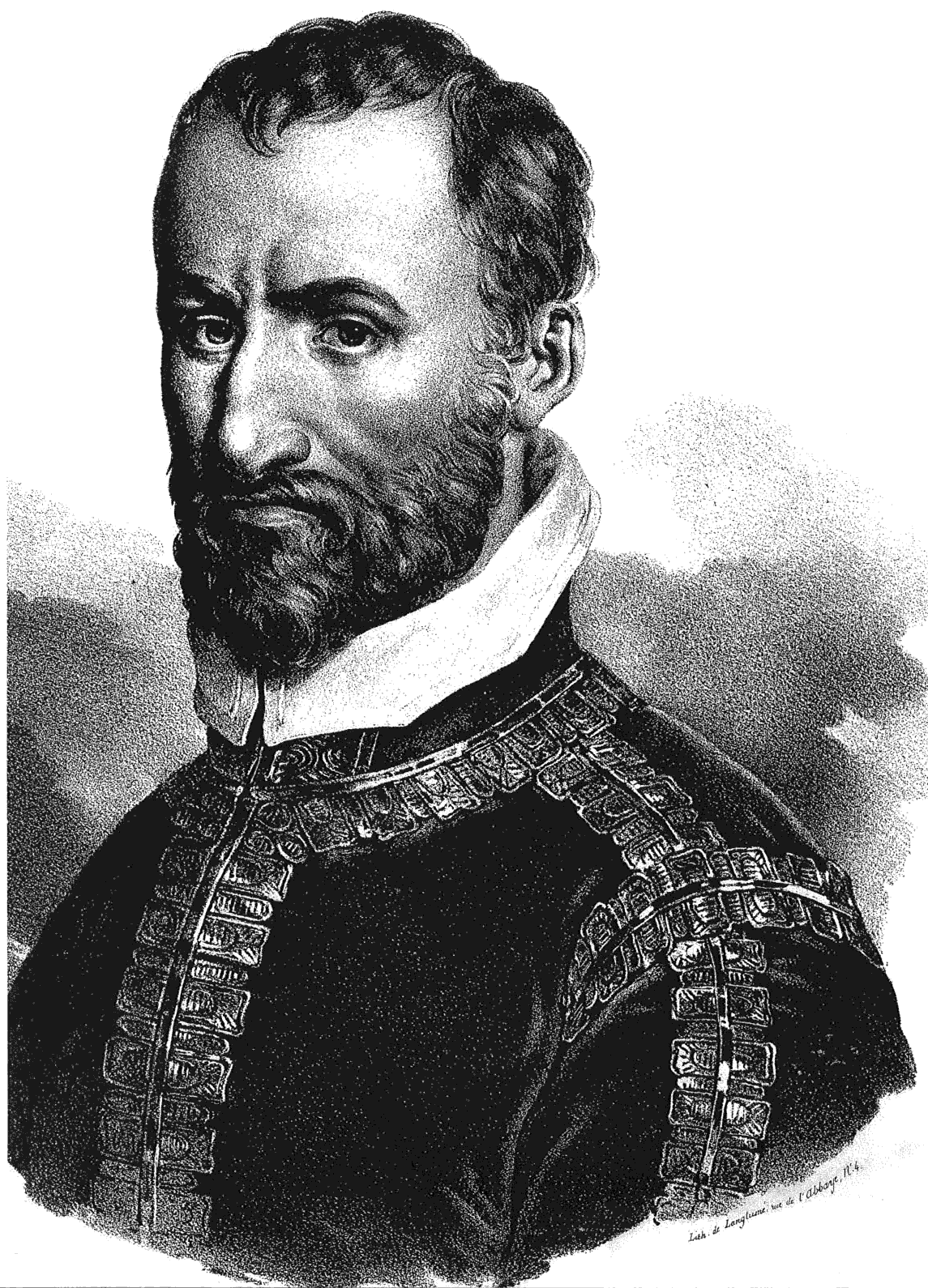
Giovanni Pierluigi da Palestrina

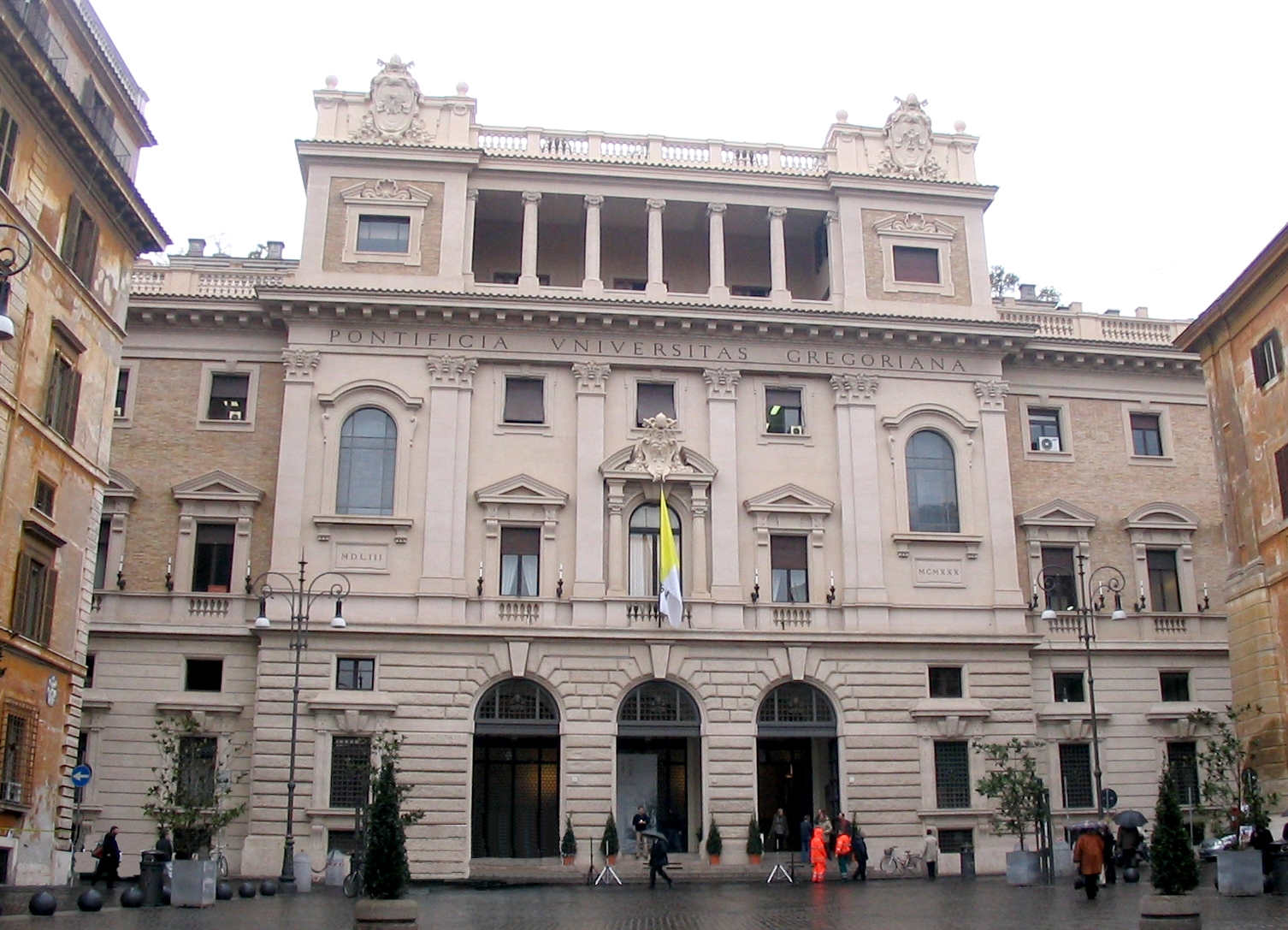
De voorgevel van de Pontificia Università Gregoriana

De Contrareformatie betekende ook een hervorming van de kerkmuziek. De belangrijkste figuur was de Italiaanse componist Giovanni Pierluigi da Palestrina (1525–1594), kapelmeester van de Sint-Jan van Lateranen in Rome en de Santa Maria Maggiore, die 105 missen, 400 motetten, 200 liederen, psalmen, Magnificats, litanieën schreef. De muzikale hervorming binnen de Katholieke Kerk waartoe het Concilie van Trente besloot, orïënteerde zich sterk op de stijl van Palestrina. De legende wil dat Palestrina zijn beroemde Missa Papae Marcelli (Mis voor paus Marcellus) speciaal componeerde om de deelnemers aan dit concilie te overtuigen van de noodzaak tot hervorming van de kerkmuziek zonder de verworvenheden van de polyfonie op te geven.
Andere belangrijke katholieke componisten waren de Spaanse priester Tomás Luis de Victoria, de Habsburgse Nederlander Orlandus Lassus (1532-1594), de Franco-Vlaamse componist Nicolas Gombert (1495–1560) en de Engelsman William Byrd (1543-1623), die als katholiek herhaaldelijk werd vervolgd voor het afwijzen van het anglicanisme en wiens missen voor vier en vijf stemmen worden gerekend tot de hoogtepunten van de renaissancemuziek. Ten slotte verdienen de componisten van de Venetiaanse school een vermelding. Belangrijke representanten waren de Italianen Giovanni Gabrieli (ca. 1554/1557-1612), Claudio Monteverdi (1567–1643), Baldassare Donato (1525–1603), Annibale Padovano (1527–1575), Girolamo Diruta (ca. 1554-na 1610) en Gioseffo Guami (ca. 1540–1611), de Henegouwenaar Josquin des Prez (omstreeks 1450-1521) en de Franco-Vlaamse Adriaan Willaert (ca. 1490–1562). De Venetiaanse school moet worden onderscheiden van de meer conservatieve Romeinse school waartoe componisten als Gregorio Allegri (1582–1652), Ruggiero Giovannelli (ca. 1560–1625), Virgilio Mazzocchi (1597–1646), Giovanni Animuccia (ca. 1520–1571) en de eerder genoemde da Palestrina moeten worden gerekend.

#### De jezuïeten

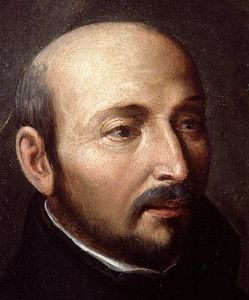
Ignatius van Loyola

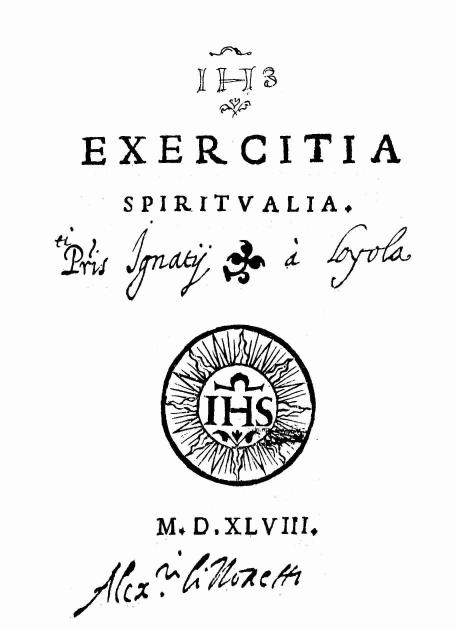
De eerste uitgave van de Exercitia Spiritualia

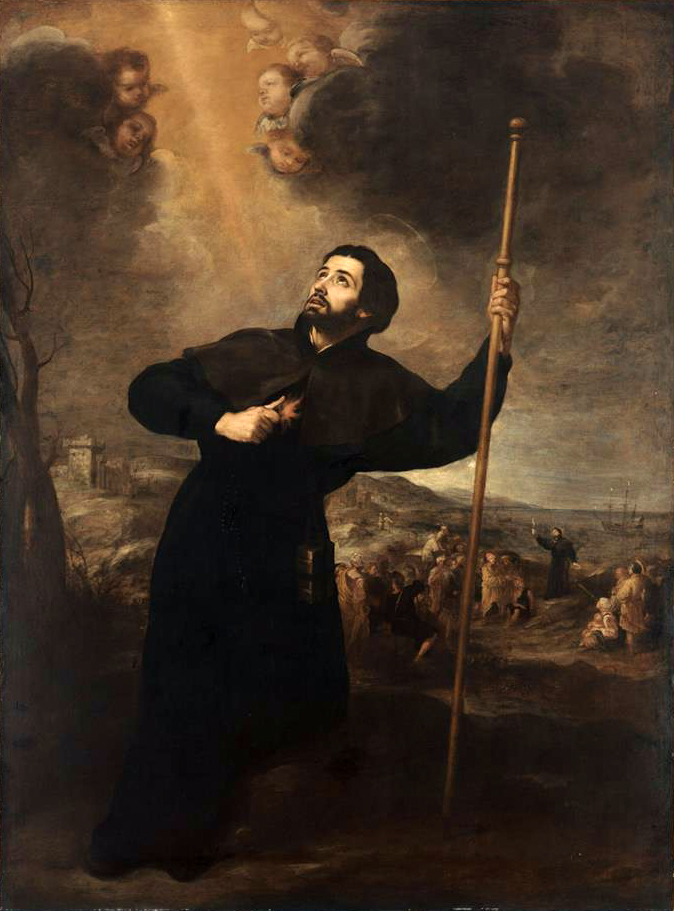
Franciscus Xaverius

Binnen de katholieke hervorming zou Ignatius van Loyola (1491-1556) een bijzondere plaats innemen. Deze Baskische edelman maakte, nadat hij als militair gewond was geraakt bij de verdediging van de citadel van Pamplona, op zijn ziektebed onder invloed van vrome lectuur een bijzondere bekering door. Na omzwervingen door Italië, Spanje, Frankrijk, Vlaanderen en Engeland stichtte hij samen met negen vrienden, onder wie de latere missionaris Franciscus Xaverius (1506-1552), in 1534 te Parijs een eigen religieuze orde, de Societas Jesu (= het Gezelschap van Jezus, oftewel de orde van de jezuïeten). Ignatius wilde geen kloosterorde oprichten, maar een internationaal gezelschap dat sterk naar buiten was gericht (aanvankelijk wilde hij dat de orde zich zou toeleggen op de ziekenzorg van Christenen in Jeruzalem). Hij wilde bovendien dat de leden van een orde een goede opleiding en vorming zouden genieten, met name in de klassieke talen en theologie. Verder brak de orde met bepaalde kloostertradities. Zo kent de orde geen gezamenlijk koorgebed of eigen herkenbare religieuze kleding. Ook rekende zij af met bepaalde boetepraktijken. De sociëteit werd in 1540 goedgekeurd door paus Paulus III in de bul Regimini militantis Ecclesiae, waarin het aantal leden beperkt werd tot 60. Deze beperking werd echter al in de bul Injunctum nobis (14 maart 1543) opgeheven. Ignatius werd aangewezen als de eerste generaal-overste. In de constituties van 1554 legde hij de doelstellingen en innerlijke structuur van de orde vast.
Zijn bekeringservaringen zou Ignatius verwerken in de Exercitia Spritualia (= Geestelijke Oefeningen), meditaties over het leven en sterven van Christus, die de invloed van de moderne devotie, met name van Imitatio Christi verraadde, en waarin sterke nadruk wordt gelegd op de persoonlijke godsrelatie, gewetensvorming, de uitwerkingen en het onderscheiden van verschillende invloeden (= de "onderscheiding der geesten"), het maken van keuzes, en, hierin onderscheidt het werk zich van veel andere mystieke geschriften, de verbeelding. Het werk zou tot op de dag van de dag een belangrijke blauwdruk vormen voor retraites en geestelijke begeleiding. De Exercitia zijn praktisch, geordend, christocentrisch en ascetisch. Zij dienen niet enkel te worden gelezen (zij bezitten geen bijzondere literaire waarde), maar onder begeleiding van een ervaren retraitevader te worden ondergaan. Doel van de 'oefeningen' is de persoonlijke wil van de gelovige in overeenstemming te brengen met de wil van God, waarbij de talenten en de eigenheid van de mens tot hun recht moeten komen. De oefeningen duren in hun lange vorm vier weken die in stilte worden doorgebracht. Daarnaast bestaat er een kortere vorm die acht tot tien dagen duurt.
De jezuïeten zijn in sommige kringen bekend geworden om hun kadaverdiscipline ten opzichte van hun religieus overste. Dit ideaal van gehoorzaamheid was echter geen noviteit, maar een gegeven dat in de middeleeuwse, monastieke literatuur al veel voorkwam. De orde zou een belangrijke rol spelen binnen de katholieke hervorming, waarbij haar succes deels te verklaren is uit het feit dat zij geen uniforme leden kweekte, maar gebruik maakte van mensen die een hoge mate van individualiteit, intellect en soepelheid bezaten die op verscheidene plaatsen konden worden ingezet. Daarnaast boden de Exercitia door de nadruk die hierin wordt gelegd op het individualiteit en dagelijks leven, voor velen een goed uitgangspunt om God in het dagelijks leven te ontmoeten.
De jezuïeten zouden later een belangrijke rol gaan vervullen binnen het katholiek onderwijs en de missionering. Ook heeft de orde veel vooraanstaande theologen, filosofen en wetenschappers voortgebracht. De pauselijke universiteit Gregoriana, die in 1555 door Ignatius te Rome werd gesticht en waar ook nu nog voornamelijk jezuïeten hoogleraar zijn, geldt als een van de voornaamste katholieke theologische opleidingen ter wereld. Daarnaast werden de jezuïeten veelgevraagde biechtvaders en retraiteleiders.
De orde zou, vooral binnen protestantse en later evangelische kringen, een gewild doelwit worden van allerlei speculaties en complottheorieën. Studies van A.G. Dickens, hoogleraar geschiedenis aan de Universiteit van Londen, en van Jonathan Wright, lector aan de Universiteit van Oxford, hebben deze theorieën echter ontkracht. Ook de gehoorzaamheid aan de paus, uitgesproken in de vierde gelofte, is geen noviteit en doet bovendien onvoldoende recht aan het feit dat de orde in de loop van de geschiedenis ernstige conflicten heeft gekend met Rome. Het motto van de sociëteit is "Ad Majorem Dei Gloriam" (= "Tot meerdere eer van God"), dikwijls afgekort tot "AMDG". Het motto bedoelt het idee uit te drukken dat elk werk dat niet duivels is voor de hemel verdienstelijk is als het met de juiste intentie wordt gedaan, zelfs als het gaat om zeer alledaagse handelingen. De Sociëteit van Jezus zou uitgroeien tot een van de grootste en invloedrijkste ordes van de Katholieke Kerk.

#### Contrareformatie en barok

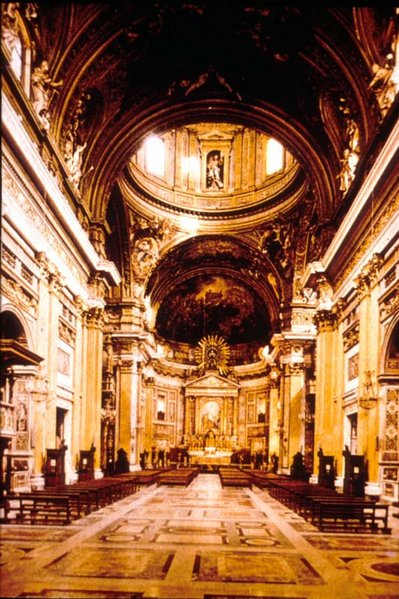
Het interieur van de Gesù

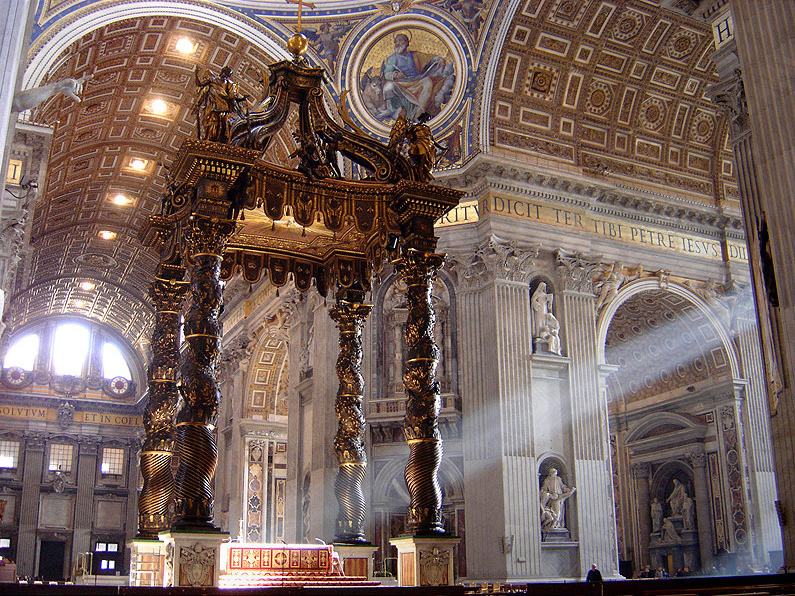
Het baldakijn van Bernini

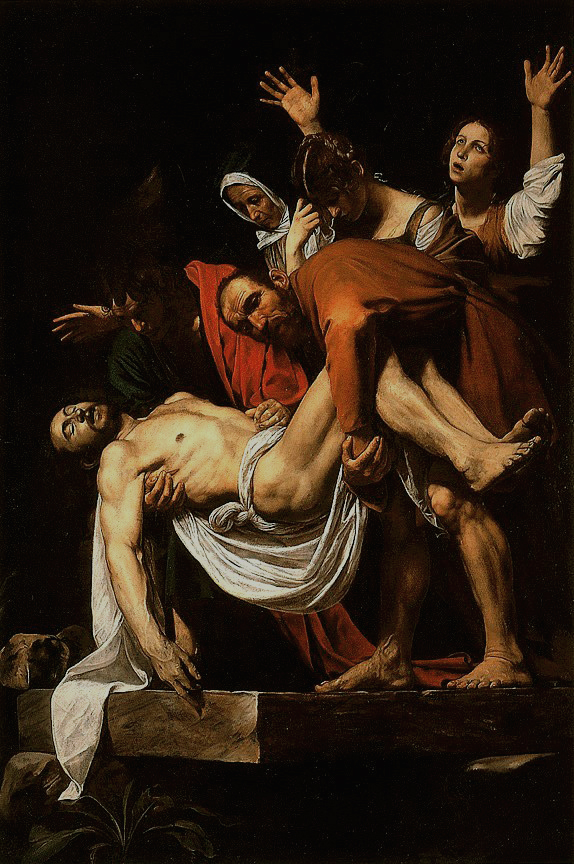
De graflegging van Christus, door Caravaggio

Evenals in de late middeleeuwen waren de beeldende kunsten in de 16e tot en met de eerste helft van de 18e eeuw vervlochten met religieuze overtuigingen, behoeften en ambities. Een nieuwe stijl, de barok, werd een middel om de mensen van de grootsheid van het ware geloof te overtuigen en terug te voeren naar de moederkerk. Waar het in de late middeleeuwen vaak ging om de mensen door middel van de kunst iets over het geloof te leren, werd de barok tijdens de Contrareformatie aangegrepen om te overtuigen en imponeren. De stijl kwam voort uit de renaissance, maar begon daar al snel af te wijken. Het ging binnen de barok in eerste instantie minder om allerlei details en ornamenten, hoewel rijkelijk aanwezig, maar om de uitwerking in zijn geheel. Veel jezuïetenkerken werden in de barokstijl gebouwd.
De belangrijkste kunstenaar uit deze periode was Bernini (1598-1680), die het baldakijn en de Cathedra Petri (de troon van Petrus) in de Sint-Pieter ontwierp. De troon wordt gedragen door vier kerkvaders: Athanasius, Ambrosius, Johannes Chrysostomus en Augustinus. Ook was hij verantwoordelijk voor het Piazza San Pietro in Rome, het grote plein voor de Sint-Pietersbasiliek, dat hij ontwierp in opdracht van paus Alexander VII (1599-1667) voor wie hij later ook zijn grafmonument zou ontwerpen. Het plein wordt omgeven door zuilenrij: "de moederlijke armen van de kerk". Een van de hoogtepunten uit zijn werk is zijn Extase van de heilige Teresia in de Santa Maria della Vittoria in Rome.
Een schilder in Bernini’s gevolg Giovanni Batista Gaulli (1639-1709), ook bekend als Baciccio, schilderde het plafond van de jezuïetenkerk Il Gesu eveneens in Rome. Paus Sixtus V (1585-1590) gaf de Zwitserse architect Domenico Fontana (1543-1607) de leiding over een grootschalige bouwkundige transformatie van het Vaticaan (hierdoor bevinden zich nauwelijks gotische en romaanse gebouwen in Rome). Zo werd de Sint-Pietersbasiliek omgebouwd (de voorgevel van de Sint-Pieter werd echter ontworpen door Carlo Maderno). Daarnaast bracht Fontana vele wijzigingen aan in de noordgevel van de Sint-Jan van Lateranen. Ook werkte hij aan het Paleis van Lateranen. In samenwerking met Giacomo della Porta, een leerling van Michelangelo, werd de obelisk op het Sint-Pietersplein geplaatst.
Andere bekende kunstenaars uit de barok waren Francesco Borromini (1599-1667), architect van de San Carlo alle Quattro Fontanede en de kerk van San Luca e Santa Martina op het Forum Romanum, de Venetiaan Giovanni Battista Tiepolo (1696-1770), Pietro da Cortona (1596-1669), die de kerk van San Luca e Santa Martina ontwierp, Annibale Carracci (1560-1609), Guido Reni (1575-1642), Peter Paul Rubens (1577-1640), de Zwitser Carlo Maderno (1556-1629) en Michelangelo Merisi da Caravaggio (1571-1610), die door velen als de grootste schilder van de barok wordt beschouwd en die met zijn clair-obscur schilders als Rembrandt en Vermeer zou beïnvloeden. In Nederland zijn barokkerken vooral te vinden in de gebieden die nooit onder het gezag van de Staten-Generaal zijn geweest en voornamelijk katholiek zijn gebleven. Voorbeelden ervan zijn de Sint-Luciakerk in Ravenstein, de Sint-Gerlachuskerk in Houthem-Sint Gerlach, de Sint-Michaëlskerk in Sittard en de Augustijnenkerk in Maastricht.

#### Jansenisme

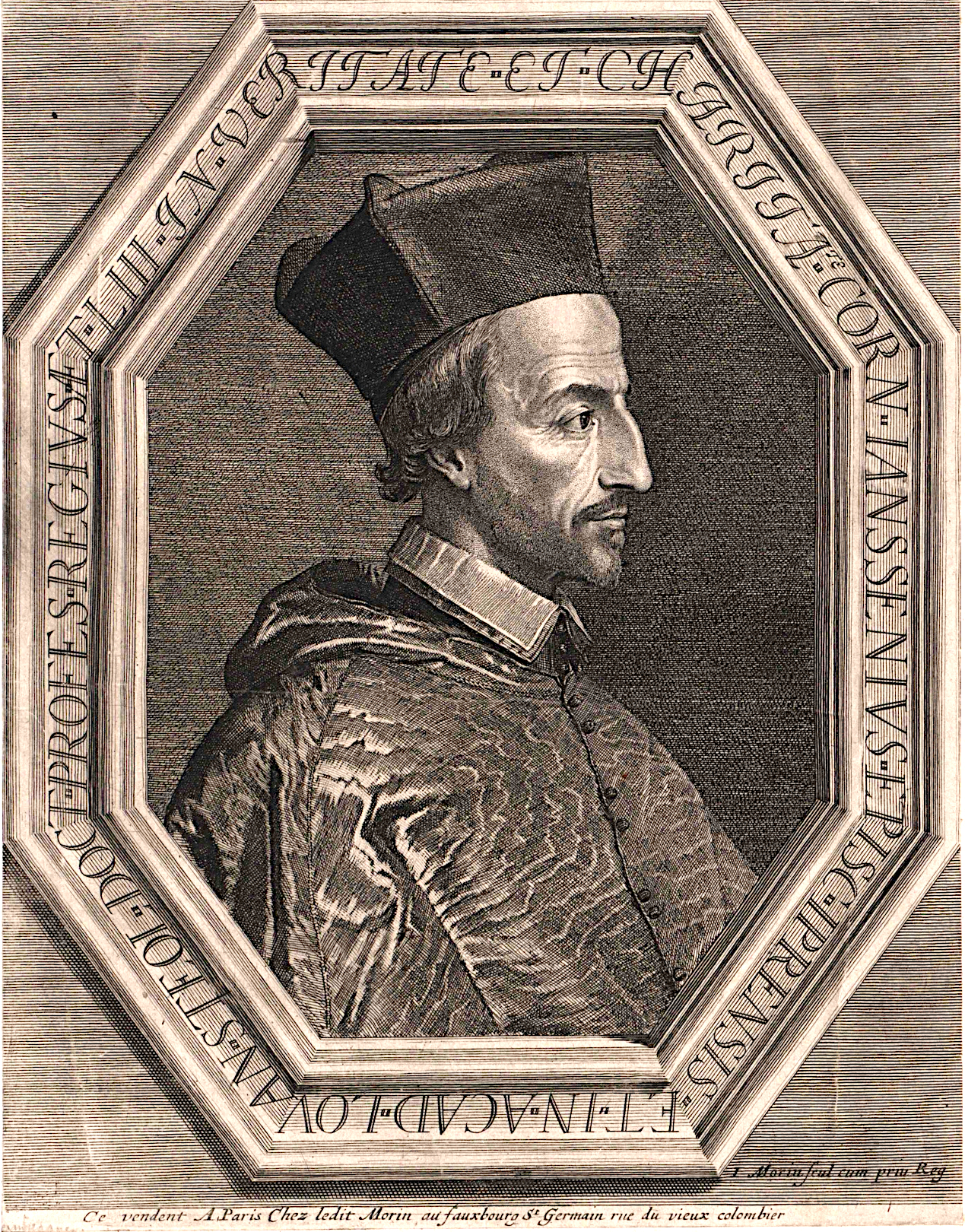
Cornelis Jansen

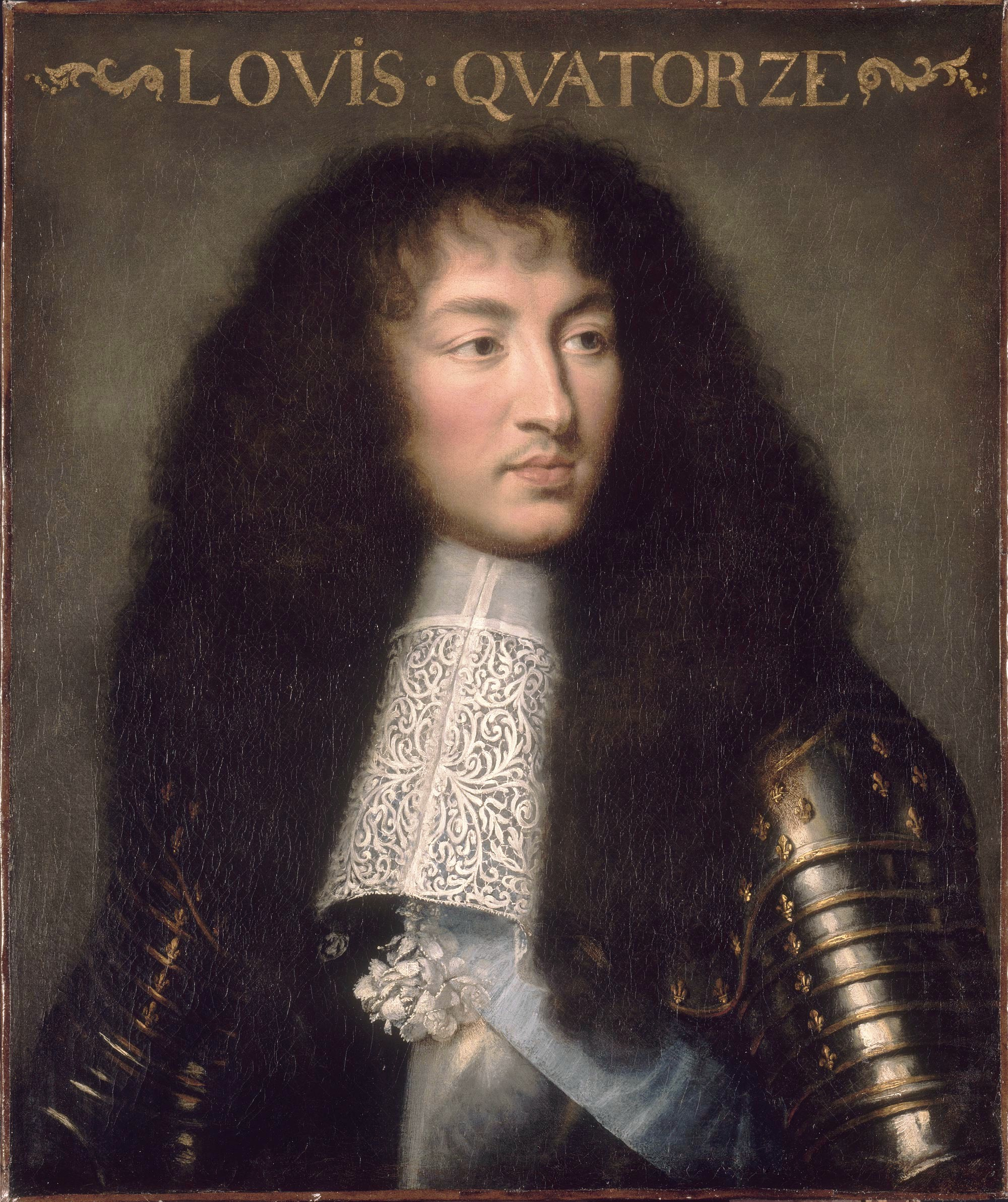
Lodewijk XIV in 1661

Een invloedrijke beweging die in de 17e eeuw opkwam was het jansenisme, genoemd naar de Leuvense hoogleraar exegese en bisschop van Ieper, de Nederlander Cornelius Jansenius uit Acquoy, nabij Leerdam (1585-1638), schrijver van het postuum verschenen werk over kerkvader Augustinus Augustinus, sive doctrina sancti Augustini de humanae naturae sanitate, aegritudine, medicina, een werk dat door de inzet van de jezuïeten in 1642 werd veroordeeld. Het Franse Cisterciënzerklooster Port-Royal-des-Champs in de gemeente Magny-les-Hameaux ten zuiden van Parijs werd een belangrijk theologisch studiecentrum voor de jansenisten (de Franse toneelschrijver Jean Racine (1639-1699) was er een van de leerlingen).
|  |
|  |

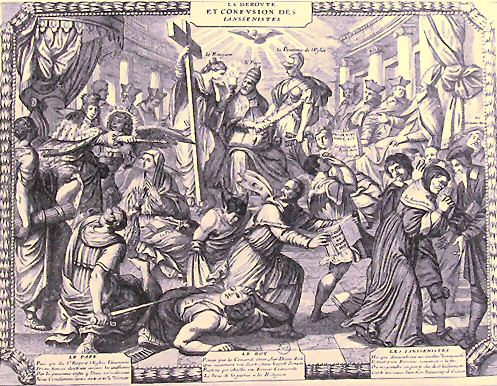
De veroordeling van de jansenisten door de koning van Frankrijk, Lodewijk XIV, en de toenmalige paus, Innocentius X (gravure uit 1653)

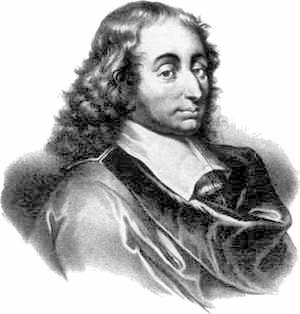
Blaise Pascal

Kenmerkend voor de levenspraktijk van de jansenisten was hun ascetische wereldverwerping, hun nadruk op Gods vergelding, hun strenge moraalleer, hun geloof in de predestinatie en daarmee hun afwijzing van de goede werken als middel tot zaligheid. Zij hadden een grondige afkeer van de biechtpraktijken en ethiek van de jezuïeten en hun angstvallige terughoudendheid in het toedienen en ontvangen van de sacramenten (zie Traité de la fréquente communion van de jansenist Antoine Arnauld uit 1643). Als zodanig leunden zij sterk aan tegen de bevindingen van de Calvinisten. De Franse filosoof, wis- en natuurkundige Blaise Pascal (1623–1662), de auteur van de Pensées (= Gedachten) en de Lettres Provinciales, waarin hij de toenmalige paus aanklaagde en de lakse jezuïetenmoraal hekelde, was een prominent aanhanger en vurig pleitbezorger van deze stroming.
Het jansenisme werd in Frankrijk bovendien een energieke politieke beweging, die gesteund werd door het parlement tegen de autoriteit van koning Lodewijk XIV (1643-1715), vooral ten tijde van La Fronde (1648-1653) - de opstand van enkele van Frankrijks meest vooraanstaande edelen tegen de gehate kardinaal Jules Mazarin (1602–1661) en diens fiscaal beleid, die zou eindigen met de Vrede van de Pyreneeën in 1659. In die tijd waren de jansenisten bijzonder succesvol in het rekruteren onder advocaten en de magistratuur (Jansenius was toen al overleden: hij stierf in 1638 aan de pest). Het jansenisme werd in verscheidene pauselijke bullen, zoals Cum occasione (1653) van paus Innocentius X (1574-1655) en Vineam Domini (1705) van paus Clemens XI (1649-1721) krachtig veroordeeld. Het klooster van Port-Royal werd op bevel van Lodewijk XIV in 1709 opgeheven en in 1710 zelfs met de grond gelijk gemaakt. De voornaamste leiders weken uit naar Brussel, waarna de beweging zich in de Zuidelijke Nederlanden voortzette en er een sterke aanhang kreeg. Tot in de 19e eeuw zou het jansenisme een geduchte invloed weten te behouden op het godsdienstige leven.
Unigenitus (1713) (= de eniggeborene) werd geschreven onder Clemens XI op aandringen van Lodewijk XIV en enkele bezorgde Franse bisschoppen. Deze bul was specifiek gericht tegen de vooraanstaande jansenistische theoloog Pasquier Quesnel (1634-1719) en de 101 stellingen uit diens Abrégé de la morale de l'evangile ou pensées chrétiennes sur le texte des quatre evangelistes.
In de Noordelijke Nederlanden was het jansenisme indirect de veroorzaker van een schisma. Nadat Petrus Codde als apostolisch vicaris van Utrecht na beschuldigingen van jansenisme afgezet was door Rome in 1702, leidde een langdurig conflict tot de bisschopswijding van Cornelius Steenoven zonder toestemming van de paus in 1723. Door de afscheiding ontstond een nieuwe Kerk, de Roomsch Katholieke Kerk van de Oud-Bisschoppelijke Clerezie, kortweg als Oudkatholieke Kerk aangeduid.

#### Benedictus XIV: hervormingen

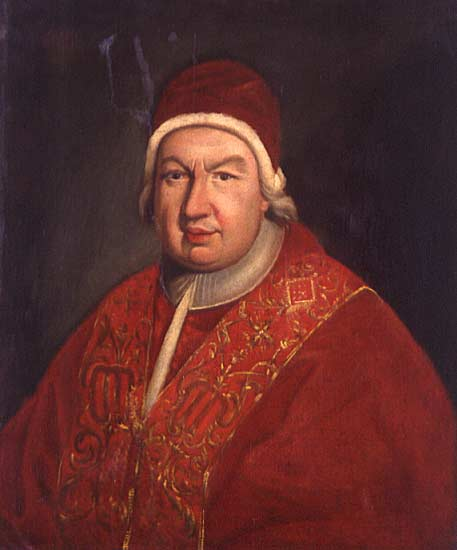
Paus Benedictus XIV

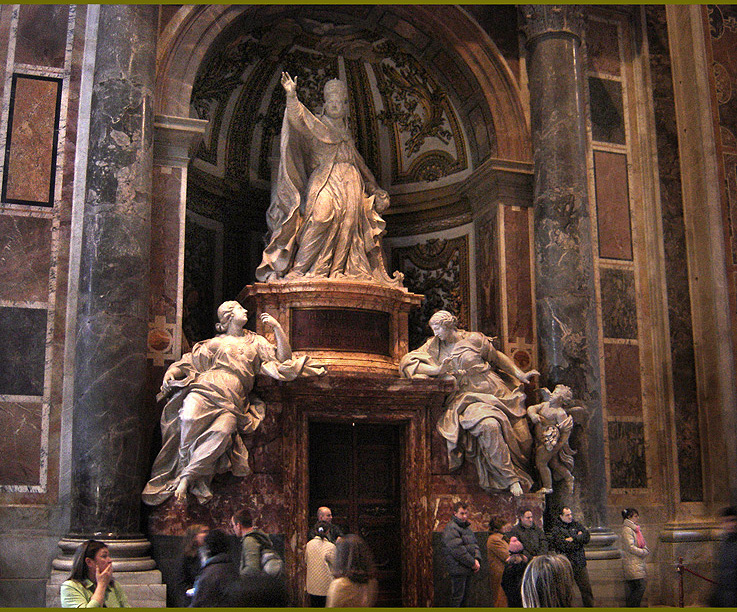
Grafmonument van Benedictus XIV door Pietro Bracci uit 1758

De pausen uit de achttiende eeuw werden meer en meer beperkt door de toenemende bemoeienissen van vorsten en staat. Overal steunden monarchen theologieën die het pauselijk gezag ondermijnden en de rechten van de nationale kerken wilden versterken, zoals het gallicanisme in Frankrijk en het febronianisme in Duitsland. Ook de pauselijke staat kwam onder zware politieke druk te staan. Het was met name paus Benedictus XIV, geboren als Prospero Lorenzo Lambertini (1675-1758), een begaafd jurist en theoloog, schrijver van een standaardwerk over canonisatie, die, hoewel traditioneel in zijn vroomheid, de noodzaak tot hervormingen inzag. Benedictus XIV schijnt in die tijd tegen de kardinalen gezegd te hebben: "Als jullie een heilige zoeken, neem Gotti, als jullie een staatsman zoeken, neem Aldrovandi, maar als jullie een eerlijk mens zoeken, neem dan mij".
Benedictus' lange pontificaat (1740-1758) was erop gericht het pausdom en de kerk te moderniseren: hij bevorderde de oprichting van seminaries, beschermde hervormingsgezinde theologen en historici, zoals Ludovico Antonio Muratori (1672-1750) en de jezuïtische uitgevers van Acta Sanctorum, tegen de inquisitie en andere reactionaire krachten, hij beperkte de vrijheid van de Congregatie voor de Index (hij beschouwde de oude index als kleingeestig) en riep haar op tot matiging, hij steunde de opwekkingsprediking van de Franciscaan Leonardo de Portu Mauritio (1676-1751), hervormde de heiligenkalender - en beperkte daarbij het aantal heiligenfeesten -, hij voerde praktische veranderingen door van de pauselijke instellingen, verminderde de kerkelijke belastingdruk en moderniseerde de landbouw in de kerkelijke staat. In zijn encycliek Allatae sunt (26 juli 1755) verleende hij zijn steun aan de katholieken van de oriëntaalse ritus die onder druk werden gezet de Latijnse ritus over te nemen. Hij veroordeelde op 16 oktober 1756 in zijn encycliek Ex Omnibus het gebruik om de laatste sacramenten te weigeren aan Franse geestelijken die nog gekant waren tegen Unigenitus, de bul van paus Clemens XI uit 1713 die bepaalde aspecten van het jansenisme streng veroordeeld had.
Benedictus XIV was de eerste paus die de encycliek systematisch gebruikte als een vorm van onderwijzing. Daarnaast was hij de eerste paus die het huwelijk tussen protestanten en katholieken erkende: de bul Benedictina (declaratio) van 4 november 1741 verklaarde de gemengde huwelijken die in de Lage Landen zonder de tridentijnse vorm gesloten waren geldig. Deze bul is tot 1907 de grondslag geweest van het kerkelijk huwelijksrecht in confessioneel gemengde streken. Voornoemde paus werd bewonderd door zowel katholieken als protestanten en won sympathie door zijn vriendelijkheid, vroomheid, tact en toegankelijkheid (hij wandelde regelmatig door Rome en onderhield zich met de mensen), ook bij aanhangers van de Verlichting: Voltaire (pseudoniem van François-Marie Arouet) droeg zijn toneelstuk Mohammed aan hem op en Montesquieu kreeg van hem dispensatie voor de Vasten.
In politiek opzicht was Benedictus een realist: hij vermeed de directe confrontatie met wereldlijke heersers en sloot nieuwe concordaten met Sardinië, Napels, Spanje en Oostenrijk, hetgeen hem op kritiek kwam te staan van leden van de Curie.
Benedictus XIV was gedurende zijn hele leven actief als geleerde en richtte verschillende academies en leerstoelen op. Hij liet de Libanese maronitische oriëntalist Giuseppe Simone Assemani (1687–1768) de eerste catalogus van de handschriften van de Vaticaanse Bibliotheek opstellen (1743 en 1757).

### Verlichting en revolutie

#### De Verlichting
|  |
|  |
|  |

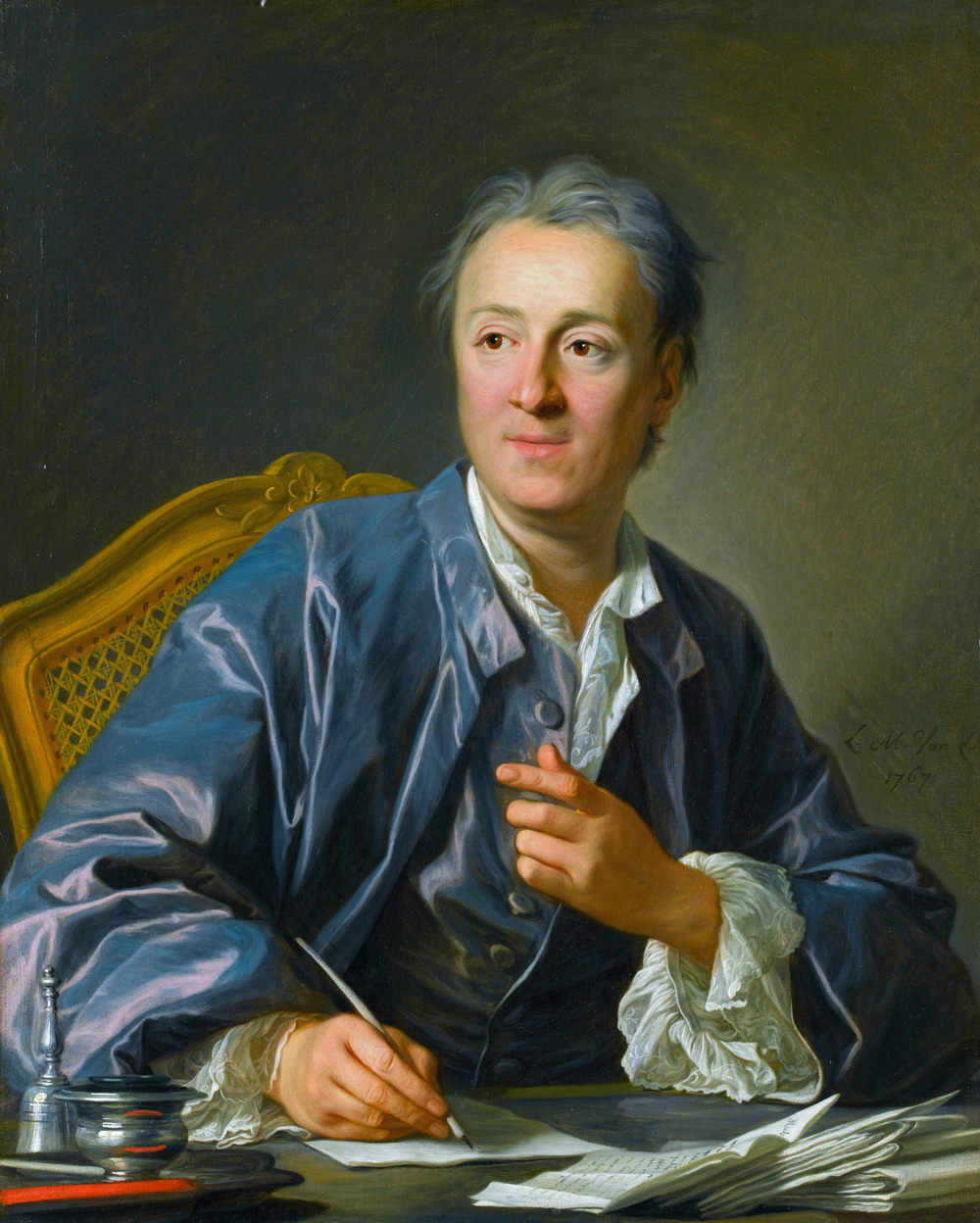
Denis Diderot

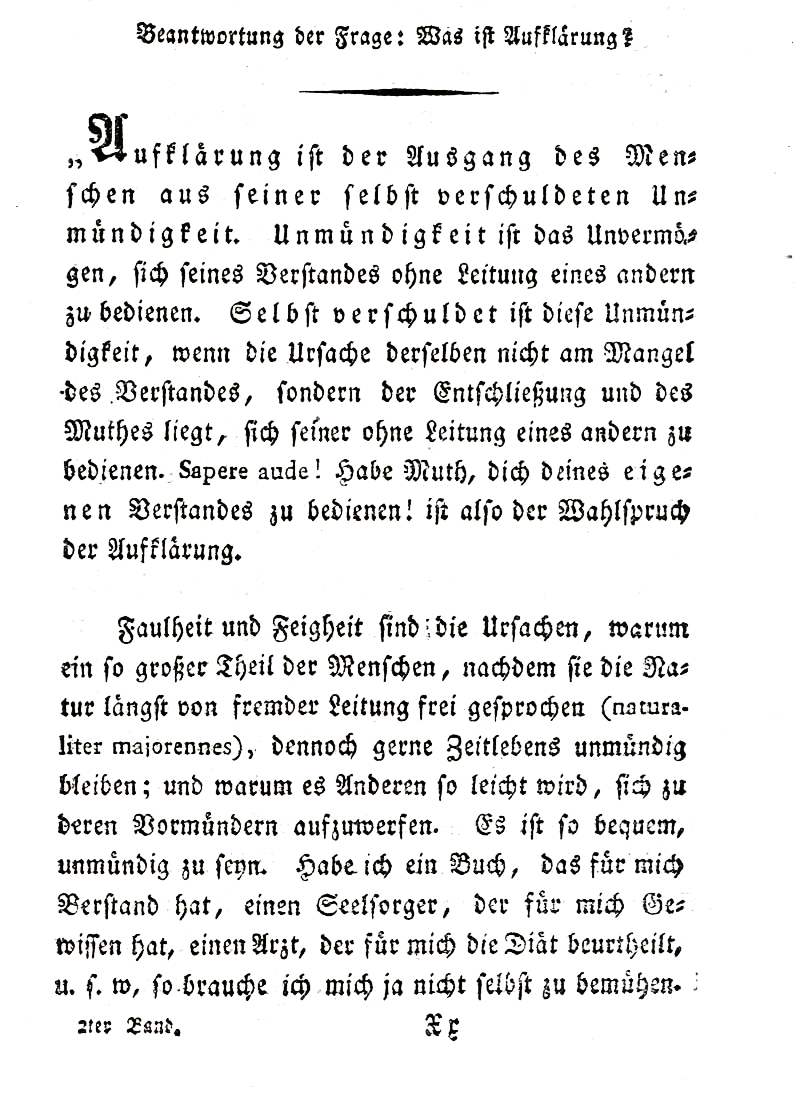
Het pamflet Wat is verlichting? van Kant

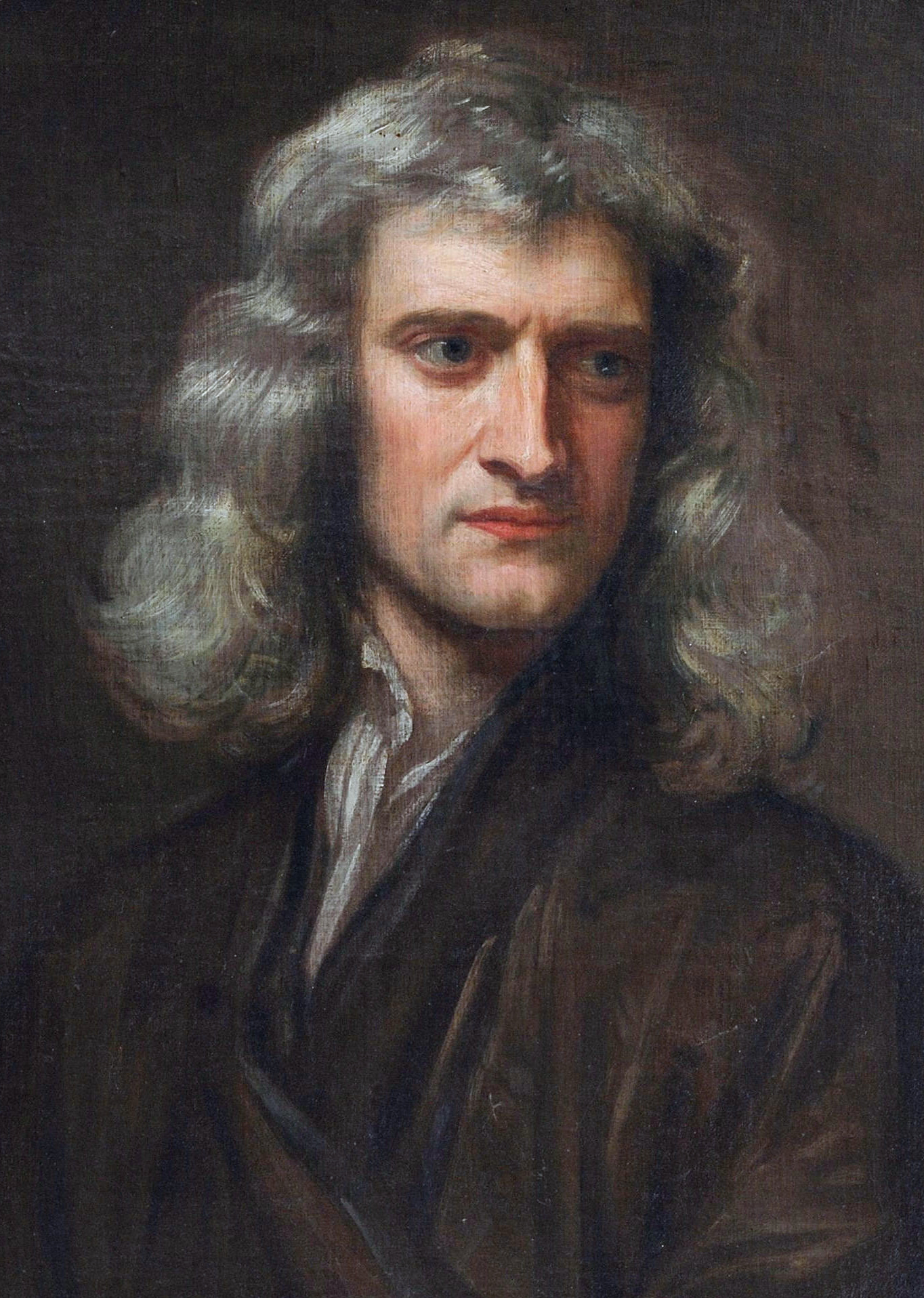
Newton door Godfrey Kneller

De 18e eeuw betekende een radicale ommekeer in de Europese geschiedenis: de Verlichting (= Aufklärung). De 'klassieke' esthetiek van de Renaissance maakte plaats voor het dictaat van de rede. De spectaculaire groei van kennis op het gebied van de wiskunde, natuurkunde, scheikunde, sterrenkunde en biologie leidde tot de optimistische verwachting dat weldra ook de filosofische, godsdienstige, morele en maatschappelijke vraagstukken door de menselijke rede zouden worden opgelost. De Pruisische filosoof Immanuel Kant, de vader van de idealistische wijsbegeerte, schrijver van de drie elementaire 'Kritiken' (1724-1804) kenmerkte de nieuwe 'verlichte' mentaliteit als 'de uittocht van de mens uit een onmondigheid waaraan hij zelf schuldig is.'
De wetenschappen maakten een explosieve ontwikkeling door. De eeuwenoude hegemonie van de theologie binnen de wetenschappen werd doorbroken door de natuurwetenschappen. Empirische kennis die volgens de methode van vrij onderzoek tot stand kwam, verving de traditionele kennis. De idee dat in de natuur wetmatigheden konden worden ontdekt veroorzaakte een ware revolutie: de Engelse natuurkundige, wiskundige, astronoom, natuurfilosoof en alchemist Sir Isaac Newton (1643-1727) ontwikkelde de differentiaalrekening en beschreef in zijn hoofdwerk Philosophiae Naturalis Principia Mathematica uit 1687 de zwaartekracht en zijn drie wetten, waardoor hij de grondlegger van de klassieke mechanica werd. In de Encyclopédie ou dictionnaire raisonné des sciences, des arts et des métiers van Denis Diderot (1713-1784) en Jean d'Alembert (1717-1783), de summa van de empirische wetenschappen, werd een kritisch overzicht van de wetenschappelijke stand van zaken gegeven, waarbij bekende filosofen als Voltaire (1694-1778), Jean-Jacques Rousseau (1712-1778) en Charles de Montesquieu (1689-1755), schrijver van "De l'esprit des lois", bijdragen leverden.
De Nederlandse filosoof Baruch Spinoza (1632-1677), zoon van Portugees-Joodse immigranten, schreef in zijn Theologisch-politiek Traktaat uit 1670 onder meer dat het jodendom en christendom slechts historische fenomenen waren die niet berusten op iets absoluuts. De Iers-Engelse filosoof John Toland (1670-1722) ging nog verder: hij wees de openbaring als objectief verschijnsel af, en liet in 1696 een werk verschijnen waarin hij beweerde dat de Bijbel deels een vervalsing was en dat de kerk erop uit was het volk te misleiden.
De belangrijkste ontwikkeling van deze periode is dat de mens zichzelf als het centrum en ijkpunt van het universum ging beschouwen. De traditionele metafysica maakte plaats voor het radicale (= empirisme), waarin de ervaring het begin- en eindpunt werd van het wijsgerig en wetenschappelijk denken (Berkeley, Hume en Locke). Dit leidde ertoe dat God steeds meer uit het werelds domein werd verbannen, en slechts als 'grote horlogemaker' (Voltaire), als moreel, 'categoriaal imperatief' (Kant) of als zuivere natuurlijkheid (Spinoza) betekenis had. Op politiek vlak leidde de Verlichting tot een nieuwe geestesgesteldheid: het primaat van het goddelijke (en kerkelijke) gezag werd vervangen door het maatschappelijke verdrag (Contrat Social van Rousseau). De standenstaat, de macht die op traditie berust (de aristocratie, monarchie en het kerkelijk gezag), moest plaats maken voor een democratische, verticale samenleving. Het gelijkheidsbeginsel, de mensenrechten en het concept van de burgerrechten hebben hun wortels in de Verlichting.

#### Franse revolutie
De Verlichting zette een ontwikkeling in gang die in Frankrijk leidde tot een gewelddadige opstand tegen het ancien régime, de Franse Revolutie (1789), die ingrijpende gevolgen had voor de positie van de Rooms-Katholieke Kerk aldaar. In augustus 1789, enkele weken na de bestorming van de Bastille, werd het de Kerk het recht ontnomen om belastingen te heffen. In februari 1790 werden alle kloosterordes opgeheven, en op 12 juli 1790 nam de Nationale Grondwetgevende Vergadering een wet aan, de Burgerlijke Grondwet van de Clerus (Constitution civile du clergé), waarbij priesters al hun speciale rechten verloren. Tijdens de Septembermoorden in september 1792 werd een bloedbad onder geestelijken aangericht. In datzelfde jaar werd echtscheiding gelegaliseerd door de Nationale Conventie en nam de staat de controle over de geboorte-, sterf- en trouwregisters over van de Kerk. In mei 1793 werd de katholieke mis verboden. Beelden in de kerken werden verwijderd en kruizen en andere religieuze objecten werden vernietigd. De aartsbisschop van Parijs, Jean-Baptiste Gobel (1727-1794) moest aftreden en zijn mijter inruilen voor een rode Frygische muts. Contemplatieve kloosters werden gesloten, kerkelijke bezittingen geconfisqueerd, bisschoppen en priesters werden staatsambtenaren en gedwongen een antimonarchistische eed af te leggen (wie dat weigerde werd veelal vermoord), de christelijke tijdrekening werd afgeschaft (de gregoriaanse kalender werd vervangen door een republikeinse kalender), evenals veel christelijke rust- en feestdagen, en de orde van de jezuïeten, die tot dan toe een groot deel van het onderwijs in handen had gehad, werd verbannen uit West-Europa en kon alleen in het Pruisen van Frederik de Grote (1712–1786) en het Rusland van Catharina II, de Grote (1729-1796) voortbestaan, waar zij zich onder leiding van onder anderen de generaal-overste en geboren Amsterdammer Jan Roothaan wist te handhaven. Zo'n 30.000 priesters ontvluchtten het land en duizenden werden geëxecuteerd. Sommige kerken werden opgebouwd tot 'Tempels van de Rede'. Na de val van Robespierre nam het Directoire, op 21 februari 1795 een wet aan waarbij religieuze praktijken weer werden toegestaan.
Ook het gezag van de paus werd ernstig ondermijnd. In 1798 bezetten de Franse troepen van Napoleon Rome en voerden paus Pius VI (1717-1799) in gevangenschap af. Pas na 1800 werd de Kerkelijk Staat hersteld, en in 1801 ondertekenden Napoleon en paus Pius VII het Concordaat van 1801, waarmee de katholieke eredienst weer in ere werd hersteld en de staat verantwoordelijk werd voor de bezoldiging van de geestelijken. Daarnaast werd Frankrijk in nieuwe bisdommen hersteld. In 1808 verdween de Kerkelijk Staat echter nogmaals toen het gebied werd ingelijfd in Napoleons Eerste Franse Keizerrijk en het Koninkrijk Italië. De paus reageerde hierop door Napoleon in de ban te doen, waarop Napoleon op zijn beurt de paus liet gevangennemen.

### De 19e eeuw: Restauratie en romantiek

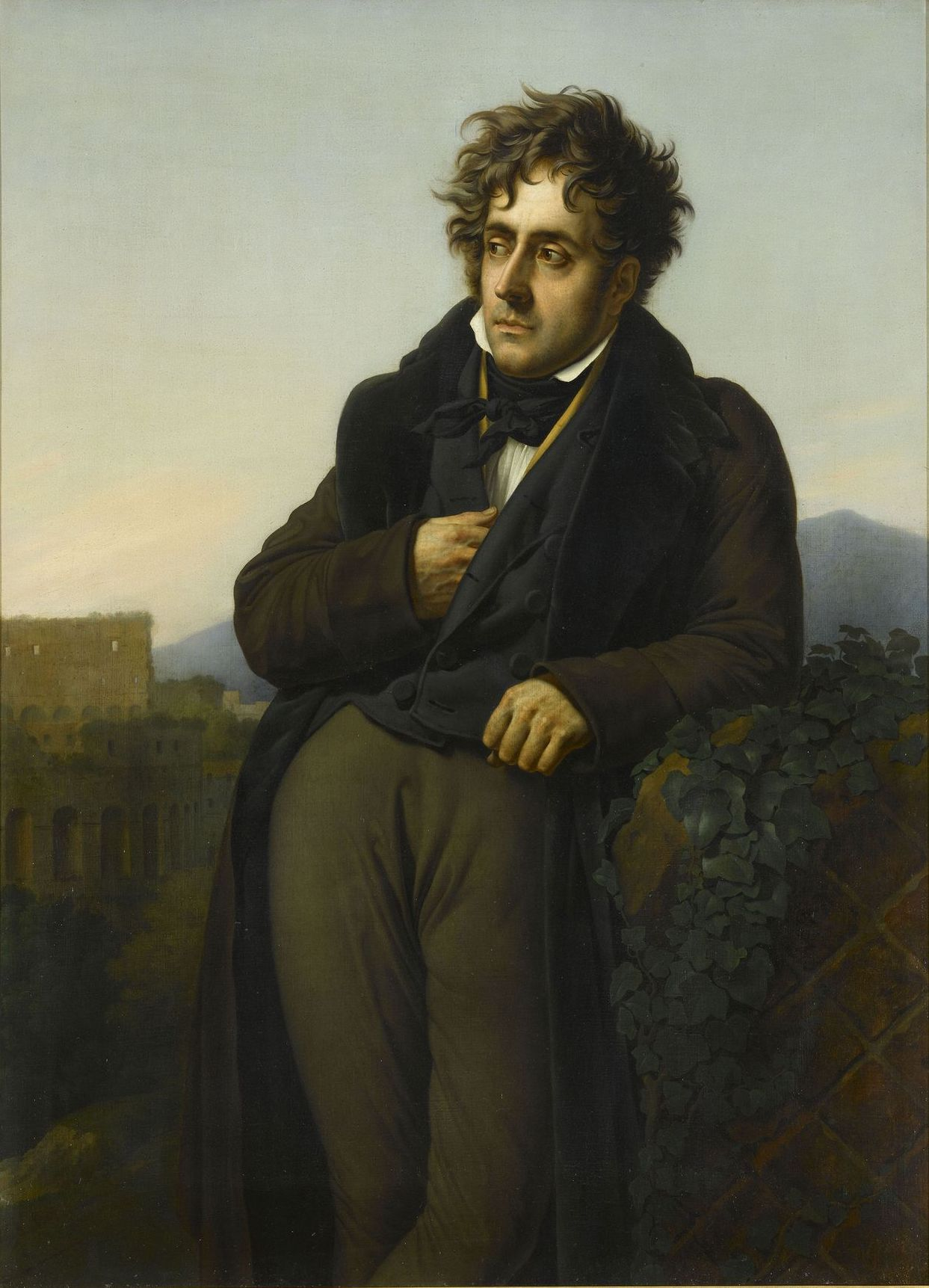
Chateaubriand

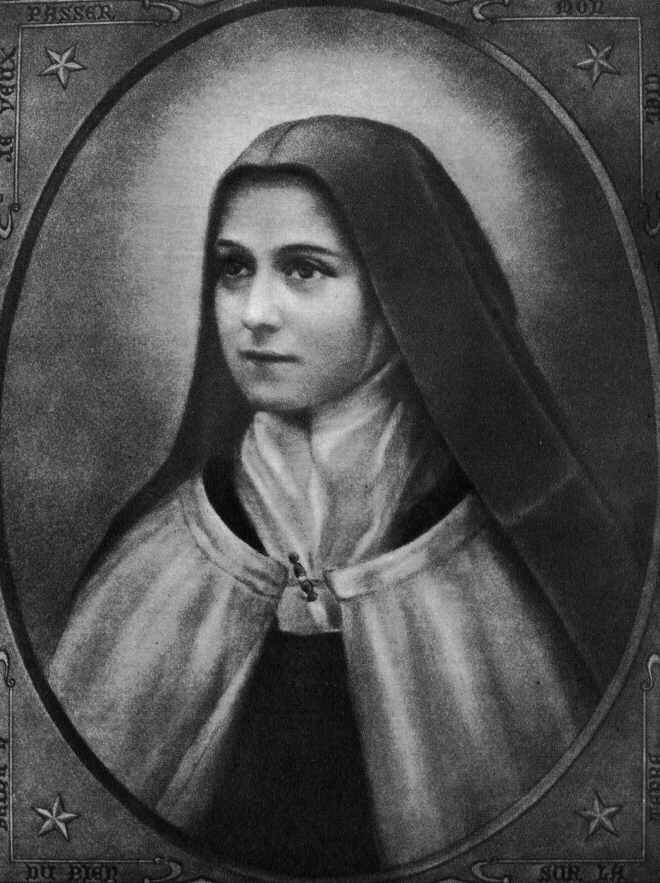
Theresia van Lisieux

Na de val van Napoleon en het Congres van Wenen (1814-1815) kwam er in Europa een ontwikkeling op gang die vaak wordt aangeduid als de Restauratie, die een terugkeer behelsde naar de oude aristocratische orde, het ancien régime van vóór de Franse Revolutie. In Frankrijk werd de monarchie in ere hersteld en het katholicisme wederom staatsgodsdienst. In 1814 werd de Jezuïetenorde, die tijdens de Verlichting was opgeheven, weer opgericht. In dit verband moet de naam worden genoemd van de Nederlander Jan Philip Roothaan, S.J. (1785-1853), de 21e generaal-overste van de orde, die de Sociëteit van Jezus weer nieuwe vitaliteit en zelfbewustzijn verleende. Tegelijkertijd ontstond er als reactie op het rationalisme van de Verlichting een herwaardering van het gevoel, het sentiment en de intuïtie: de romantiek, die zich onder meer uitte in de literatuur (Goethe, Schiller en Chateaubriand), de schone kunsten (Delacroix en Friedrich), de architectuur (de neogotiek), de muziek (Schumann), de filosofie (Fichte, Schelling) en in een hernieuwde belangstelling voor de middeleeuwen zoals we die terugvinden in het werk van de Duitse dichter Georg Friedrich Philipp Freiherr von Hardenberg (1772-1801).
Vanzelfsprekend had deze nieuwe geestesgesteldheid ook haar invloed op de theologie. Geloven werd vooral als een zaak van het hart beschouwd, niet van het verstand, hetgeen terug te vinden is in het werk van de Duitse hoogleraar theologie en latere bisschop van Regensburg Johann Michael Sailer (1751-1832) en bij de theologen van de katholieke Tübinger Schule, vernoemd naar de beroemde theologische faculteit van de universiteit van Tübingen met de kerkhistoricus Johann Adam Möhler (1796-1838) als meest prominente vertegenwoordiger. In de protestantse theologie zien we dezelfde romantische tendensen in het werk van de Duitse theoloog Friedrich Schleiermacher (1768-1834) die in zijn Reden über die Religion an die Gebildeten unter ihren Verächtern de godsdienstigheid definieerde als 'zin en smaak voor het oneindige'. Ook een protestantse beweging als het Réveil ('opwekking'), die eveneens in Nederland veel invloed had (Willem Bilderdijk, Isaäc da Costa en Guillaume Groen van Prinsterer), moet in het licht van de nieuwe ontwikkelingen worden gezien.
De belangrijkste katholieke Nederlandse figuur in die dagen was Joseph Alberdingk Thijm (1820-1889), hoogleraar aan de Rijksacademie voor Beeldende Kunsten te Amsterdam in esthetiek en kunstgeschiedenis en tevens boekhandelaar-uitgever. Zijn artikelen over de gotiek waren van grote invloed op de jonge katholieke architect P.J.H. Cuypers, die naast het Rijksmuseum en het centraal station in Amsterdam verantwoordelijk was voor het ontwerp van veel katholieke kerkgebouwen. Thijm richtte onder meer de Dietsche Warande op en de Volks-Almanak voor Nederlandsche Katholieken, die hij vanaf 1852 samen met Herman van Nouhuys (1821-1853) uitgaf. Hij was verder een voorstander van nauwere relaties tussen Nederlanders en de (katholiek) Vlamingen.
Ook de brieven en de autobiografie van de jong gestorven karmelietes Theresia van Lisieux (1873-1897) Histoire d'une âme (= Geschiedenis van een ziel), waarin ze haar innige verbondenheid met Jezus beschrijft, draagt onmiskenbaar de sporen van deze tijd. Haar 'kleine weg' zou grote invloed uitoefenen op volgende generaties katholieken.

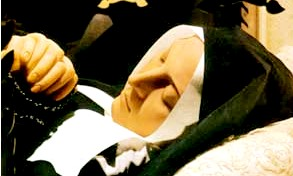
Lichaam van Bernadette Soubirous met wassen dodenmasker

#### Mariadevotie
De 19e eeuw kenmerkte zich door enkele opmerkelijke Mariaverschijningen, waarvan de bekendste die aan Bernadette Soubirous (1844–1879) is, tussen 11 februari en 16 juli 1858 in de grot van Massabielle, waar in 1864 een standbeeld werd opgericht ter ere van Onze-Lieve-Vrouw van Lourdes. Het wonder kreeg bekendheid en vervolgens werd er een kapel gebouwd die al spoedig te klein werd en ging dienen als crypte voor de eerste basiliek, de Basiliek van de Onbevlekte Ontvangenis. In de loop der jaren kwamen er nog twee basilieken bij en verschillende andere gebouwen, die thans alle deel uitmaken van het heiligdom van Onze-Lieve-Vrouw van Lourdes. Ook Catharina Labouré (1806-1876) en de herderskinderen van La Salette, Melanie Calvat en Maximin Giraud hadden Maria waargenomen. De verschijningen zouden een nieuwe impuls geven aan de Mariadevotie.

#### Oxford Movement

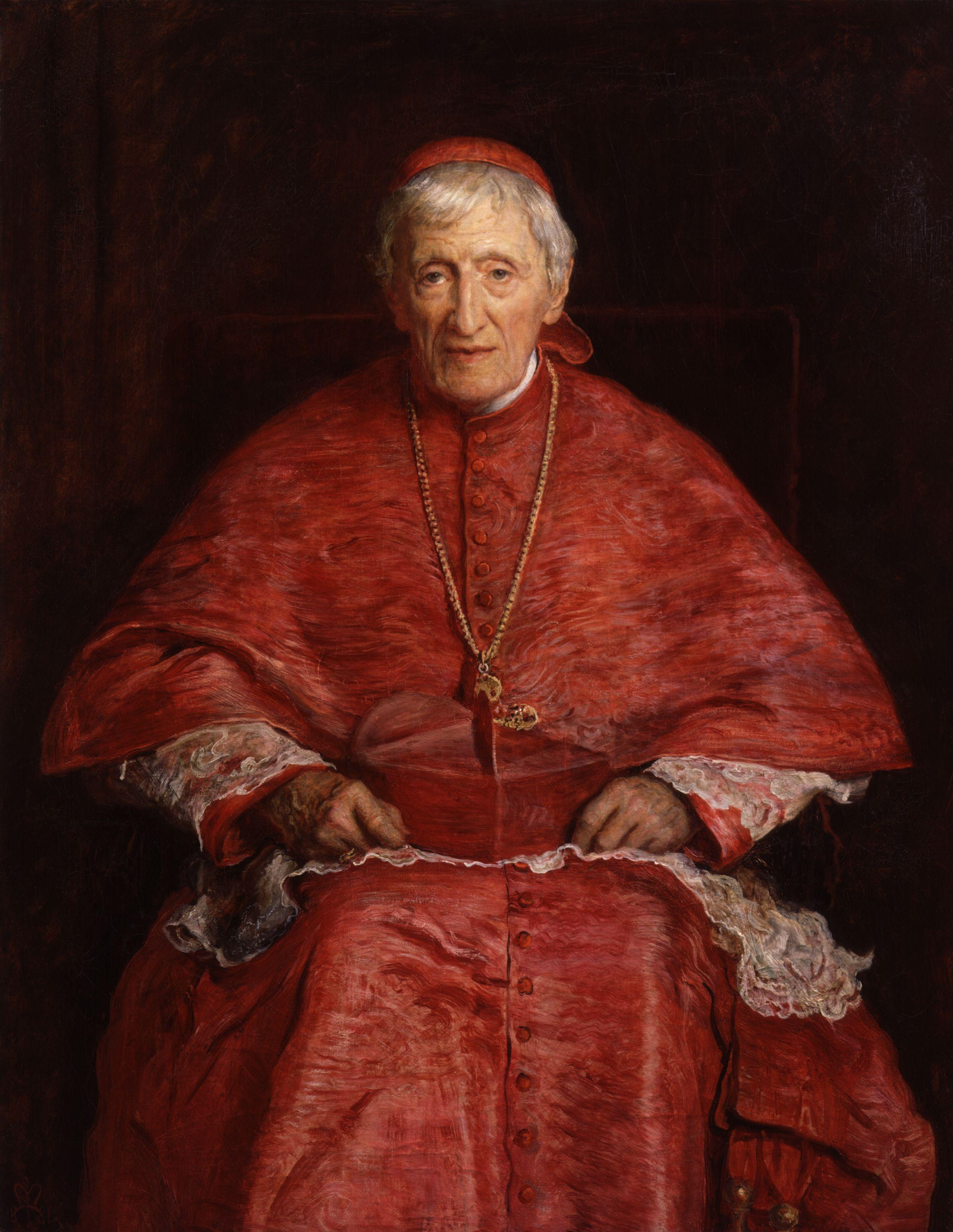
John Henry Newman

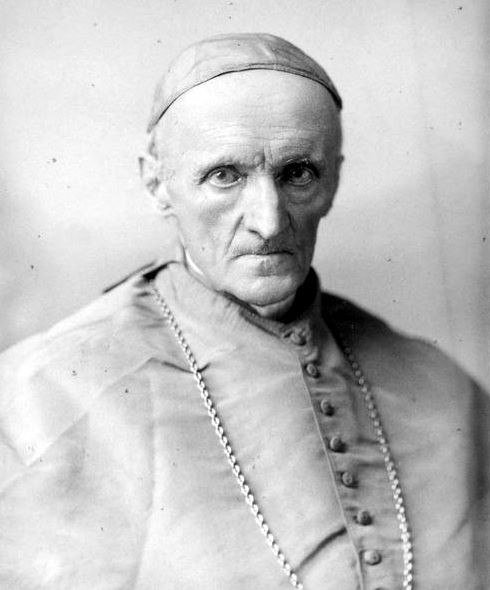
Henry Edward Manning

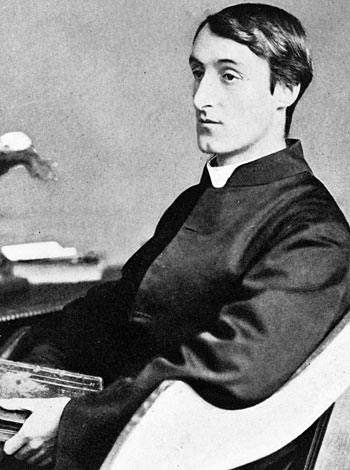
Gerard Manley Hopkins

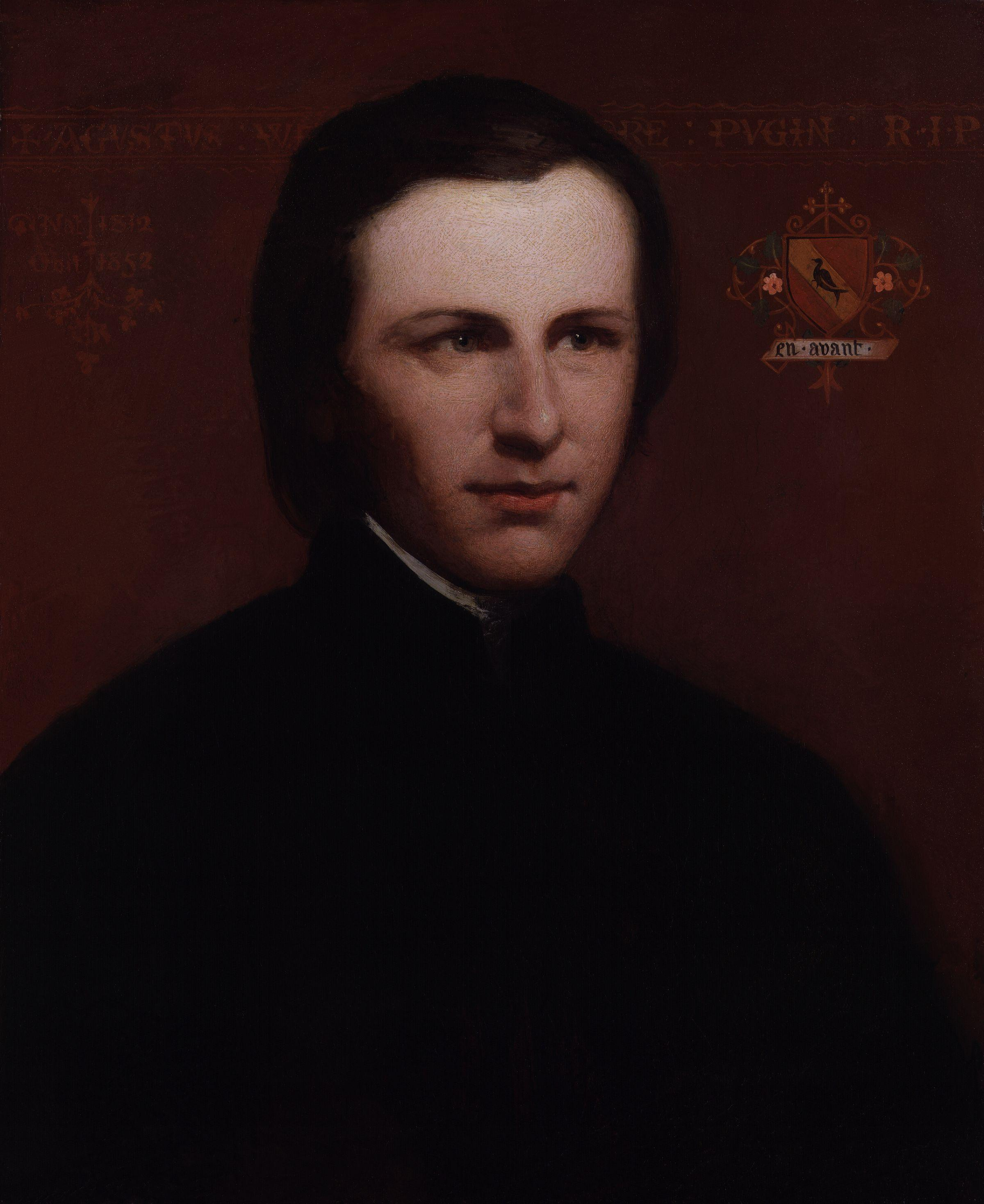
Augustus Welby Northmore Pugin

In Engeland verenigde een groep anglicaanse geestelijken zich in de Oxford Movement (1833), die uit onvrede met de calvinistische en rationalistische invloeden in de Engelse 'lagere' kerk het katholieke, 'hoogkerkelijke' karakter van de Church of England benadrukte en een bijzondere belangstelling aan de dag legde voor de liturgische tradities, de sacramenten, devoties en het priesterschap, waarmee de Katholieke Kerk weer in zicht kwam. De beweging wordt vaak verbonden aan de universiteit van Oxford, hoewel haar invloed veel breder was.
Een centrale figuur in deze beweging was John Henry Newman (1801-1883), werkzaam aan de universiteit van Oxford en vicaris van de universiteitskerk, die in 1845 onder invloed van zijn studie van de kerkvaders zou overstappen naar de Rooms-Katholieke Kerk, een keuze die hij later verdedigde in zijn polemische apologie Apologia pro Vita sua (1864). Zowel vóór als na zijn 'bekering' schreef hij een aantal invloedrijke boeken, waaronder The Arians of the Fourth Century (1833), An Essay on the Development of christian Doctrine (1845), An Idea of a University (1873), de Grammar of Assent (1870) en het gedicht 'The dream of Gerontius' (1865), dat later door componist Edward Elgar op muziek werd gezet. Zijn preken worden gerekend tot het beste proza dat in het Engels geschreven werd. Daarnaast schreef hij enkele romans.
Newman was niet overtuigd van de urgentie van het uitroepen van het dogma van de onfeilbaarheid van de paus tijdens het Eerste Vaticaans Concilie, maar hij aanvaardde het toen het toch werd afgeroepen; wel had hij de indruk dat een "onbesuisde en agressieve factie" het dogma had doorgedreven. Paus Pius IX, fel bestrijder van het modernisme, koesterde een wantrouwen jegens Newman. Ook in andere kringen werd hij gezien als een moeilijk te vatten intellectueel. Het wantrouwen zou later echter plaatsmaken voor waardering. Paus Leo XIII zou Newman in 1879 tot honorair kardinaal verheffen, hetgeen opmerkelijk genoemd kan worden, omdat hij geen hoge kerkelijke positie bekleedde.
Ook de latere kardinaal Henry Edward Manning (1808-1892) had zijn wortels in de Oxford Movement. In 1851 stapte hij over naar de Katholieke Kerk en begon hij een studie aan de Pauselijke Ecclesiastische Academie, de diplomatenopleiding van de Heilige Stoel. In 1865 benoemde Pius IX hem tot aartsbisschop van Westminster. Hij werd een vurig pleitbezorger voor het katholieke onderwijs (hij richtte het Catholic University College in Kensington op, dat echter geen lang leven was beschoren). Daarnaast zette hij zich in voor sociale rechtvaardigheid. In tegenstelling tot kardinaal Newman was hij een groot voorstander van het dogma van de pauselijke onfeilbaarheid. Mannings begrafenis zou de grootste worden in Victoriaans Engeland.
Andere belangrijke figuren in de Oxford Movement die overstapten naar de Katholieke Kerk waren de dichter en jezuïet Gerard Manley Hopkins (1844–1889), Frederick William Faber, C.O. (1814-1863), schrijver van 'Faith of our Fathers', John Chapman OSB (1865-1933), exegeet en kenner van de patristiek, de historicus Thomas William Allies (1813-1903), de theoloog en wiskundige William George Ward (1812-1882), Robert Hugh Benson (1871-1914), de zoon van Edward White Benson, de aartsbisschop van Canterbury en de architect en criticus Augustus Welby Northmore Pugin (1812-1852), die vele kerken in Engeland heeft ontworpen en onder meer verantwoordelijk is voor het ontwerp van het interieur van het Palace of Westminster. Ook de begaafde theoloog en Bijbelvertaler Ronald Arbuthnott Knox (1888–1957) was sterk beïnvloed door de Oxford Movement.

#### Vaticanum I en verder

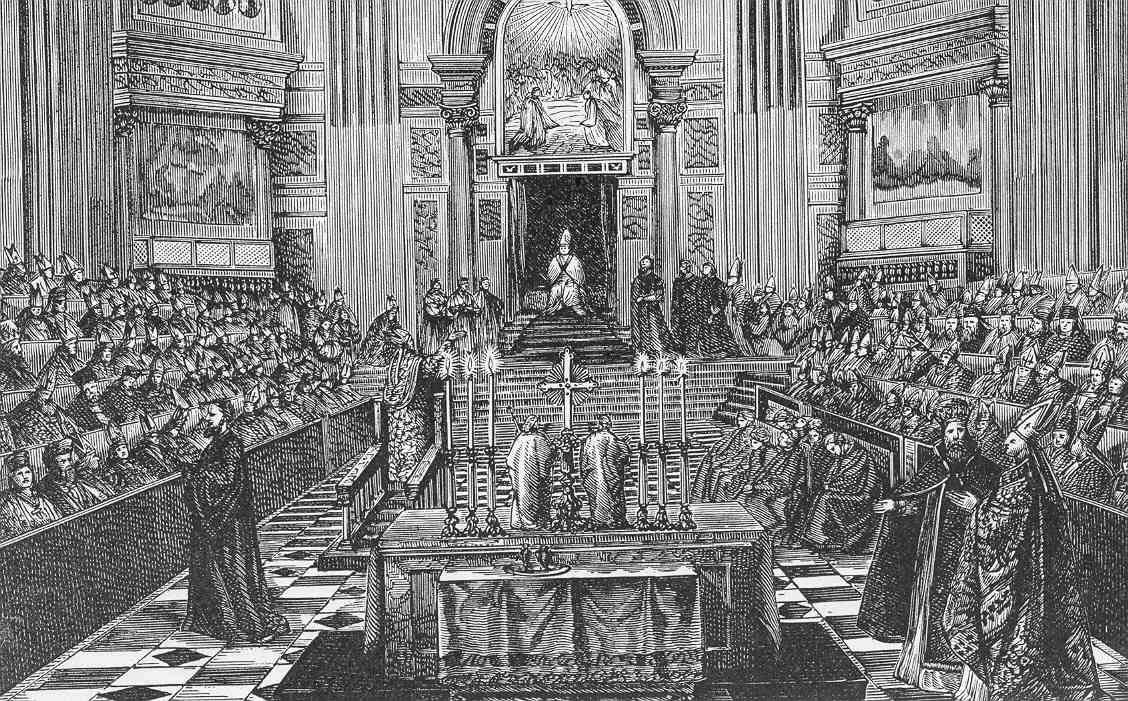
Het Eerste Vaticaans Concilie voorgezeten door Pius IX

In 1870 werd tijdens Vaticanum I (1869-1870), het eerste concilie sinds Trente, in de dogmatische constitutie Pastor Aeternus het dogma van de onfeilbaarheid van de paus uitgeroepen. De leer van de onfeilbaarheid bestond echter al langer in de Katholieke Kerk, maar werd via het concilie bevestigd. Het dogma houdt in dat de paus – als opvolger van Petrus – krachtens zijn eigen gezag (= ex sese), en niet krachtens instemming van de Kerk, in geloof- en zedenzaken een onfeilbare uitspraak (= ex cathedra, oftewel vanuit de bisschopsstoel) kan doen (een gewone toespraak van de paus valt dus niet onder de onfeilbaarheid, en ook wil de onfeilbaarheid niet zeggen dat de persoon van de paus onfeilbaar is). Iedere gelovige is verplicht deze uitspraak in geloof te aanvaarden. Sommige, met name Duitstalige katholieken (waaronder de priester Ignaz von Döllinger) wezen het Romeinse kerkcentralisme, het dogma van de pauselijke onfeilbaarheid (tezamen met het dogma van de Onbevlekte Ontvangenis) af en verenigden zich in de autocefale oudkatholieke Kerk. Binnen de Kerk zelf zorgde het concilie echter voor een heropleving en een grote devotie van de lekengelovigen tot het pontificaat, niet het minst vanwege de persoon van paus Pius IX zelf.
Verder werden tijdens Vaticanum I nog behandeld de houding van de Kerk tegenover de rationalistische en liberale wereldopvatting; de wederopleving en formulering van het geloof; de bescherming van de christelijke huwelijken en de christelijke opvoeding.
Het concilie veroordeelde het rationalisme. De constitutie "Dei Filius" behandelde de verhouding tussen geloof en rede.
Het concilie vond plaats terwijl buiten Rome de troepen van koning Victor Emmanuel II gereed stonden om de stad binnen te trekken. In september van dat jaar werd Rome ingenomen, ondanks verbitterd verzet van de Pauselijke Zoeaven dat een relatief groot Nederlands contingent kende dat via het Brabantse Oudenbosch naar Rome was vertrokken om de pauselijke staat tegen de Eenheidsbeweging te verdedigen. De koning werd in de ban gedaan, en het Concilie werd afgebroken en nooit meer voortgezet. Pius IX trok zich teleurgesteld terug in het Vaticaan.
In de tweede helft van de 19e eeuw verschenen enkele belangrijke kerkelijke documenten die als doel hadden de katholieke orthodoxie te verdedigen tegen de modernistische tijdgeest, zoals de "Syllabus Errorum" (= "De Lijst van Dwalingen", 1864) van Pius IX, die in 1854 het dogma van de Onbevlekte Ontvangenis van Maria had afgekondigd, waarin onder meer het protestantisme, het socialisme en liberalisme uitdrukkelijk als 'dwalingen' werden betiteld.

#### Ultramontanisme

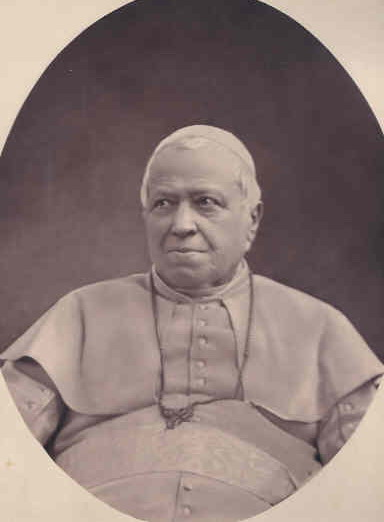
Pius IX

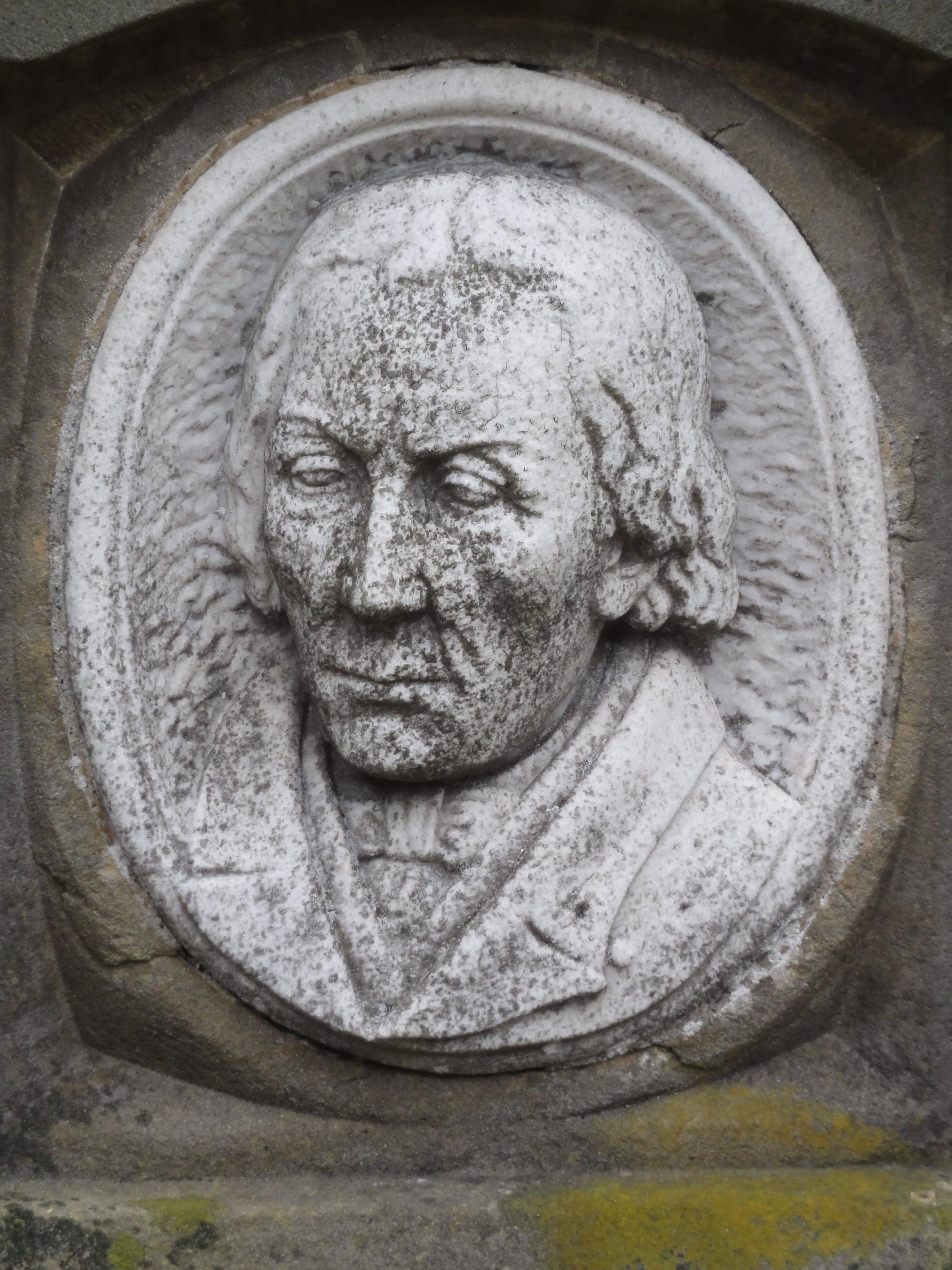
Reliëfportret van Joachim le Sage ten Broek op zijn graf te Grave

In de loop van de 19e eeuw zien we in verschillende landen een opkomst van een 'gerichtheid' die doorgaans aangeduid wordt met de term ultramontanisme (letterlijk: over de bergen, dat wil zeggen over de Alpen op Rome gericht), dat de absolute autoriteit van de paus in zaken van geloof, zeden en discipline voorstaat. De benaming ultramontaan werd vaak door protestanten gebruikt om hun katholieke landgenoten te beschuldigen van een gebrek aan vaderlandsliefde aangezien deze in beslissende zaken toch aan het gezag in Rome zouden gehoorzamen. Deze stroming staat in tegenstelling tot het gallicanisme dat vooral in Frankrijk veel aanhangers had en dat streefde naar een zekere onafhankelijkheid van de Kerk op nationaal niveau ten opzichte van Rome.
In Nederland was een belangrijk vertegenwoordiger van het ultramontanisme de bekeerde domineeszoon, de journalist en apologeet Joachim le Sage ten Broek (1775-1847), oprichter van de tijdschriften De Godsdienstvriend en De Ultramontaan, tijdschrift voor Dompers en Ignorantijnen, die zijn keuze voor het katholicisme verdedigde in zijn apologie Over de voortreflijkheid van de leer der Rooms-Katholijke Kerk. Het politiek ultramontanisme werd gevoed na het verschijnen van de anti-modernistische encycliek Quanta Cura (1864) van paus Pius IX (1792-1878). Hierin werd onder meer de stelling veroordeeld dat de staat het alleenrecht zou hebben op de opvoeding en het onderwijs van de kinderen. Het Nederlandse episcopaat reageerde hierop met een stevig mandement (1868) waarin ze katholieke ouders opriep hun kinderen niet meer naar staatsscholen te sturen. Ook werden liberaal-katholieke politici in Noord-Brabant en Limburg vervangen door ultramontaanse. In België hebben de ultramontanen veel politieke invloed gehad. Tijdens de eerste schoolstrijd van 1878 tot 1884 wonnen zij de confrontatie tegen het laïciserend en antiklerikaal beleid van de liberale regering-Frère-Orban-Van Humbeeck. In de Nederlandse schoolstrijd in de 19e eeuw kwam het tot een samenwerking tussen ultramontaanse politici en de gereformeerde Anti-Revolutionaire Partij (ARP) van Abraham Kuyper (1837-1920).

#### Leo XIII en Rerum Novarum

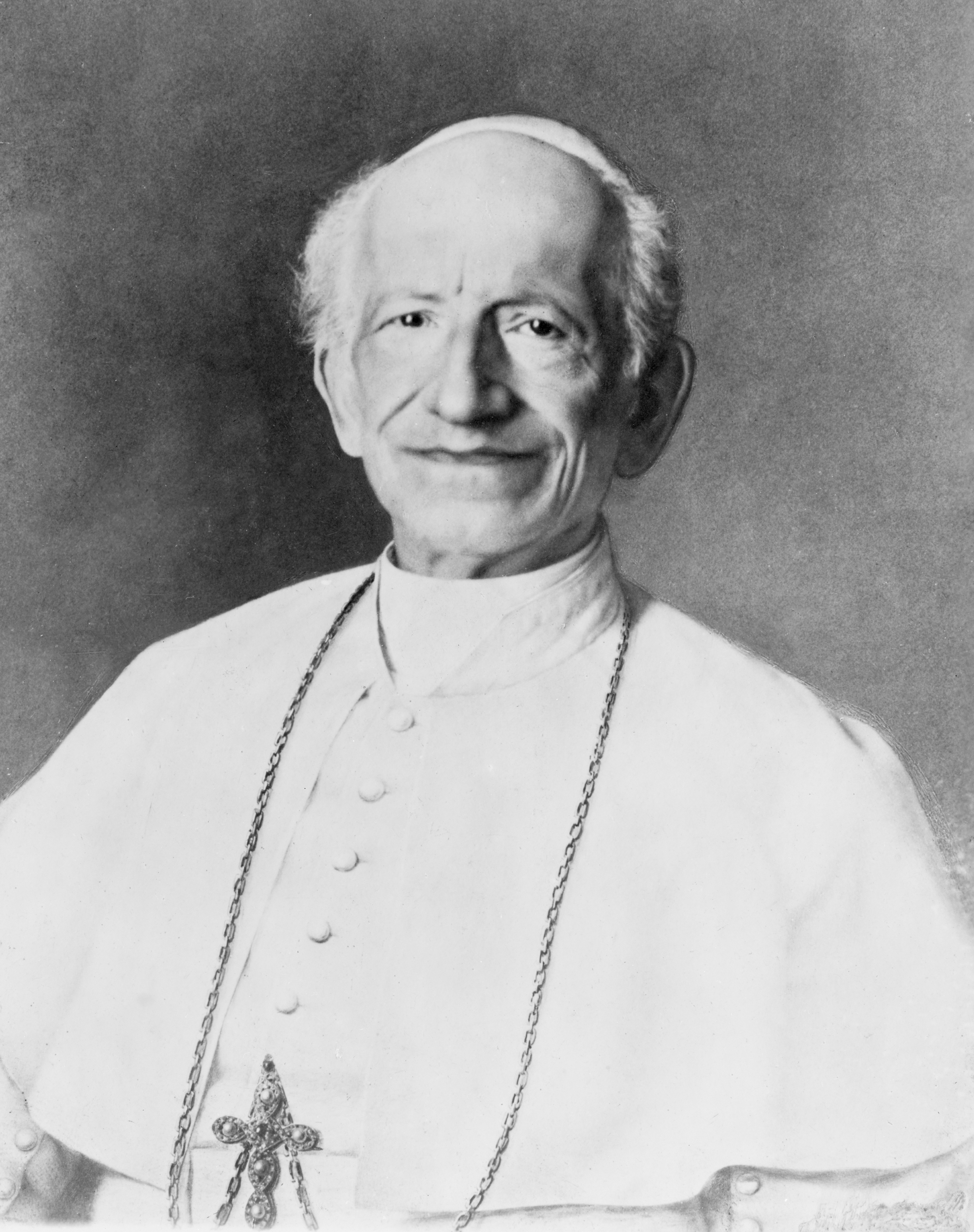
Paus Leo XIII

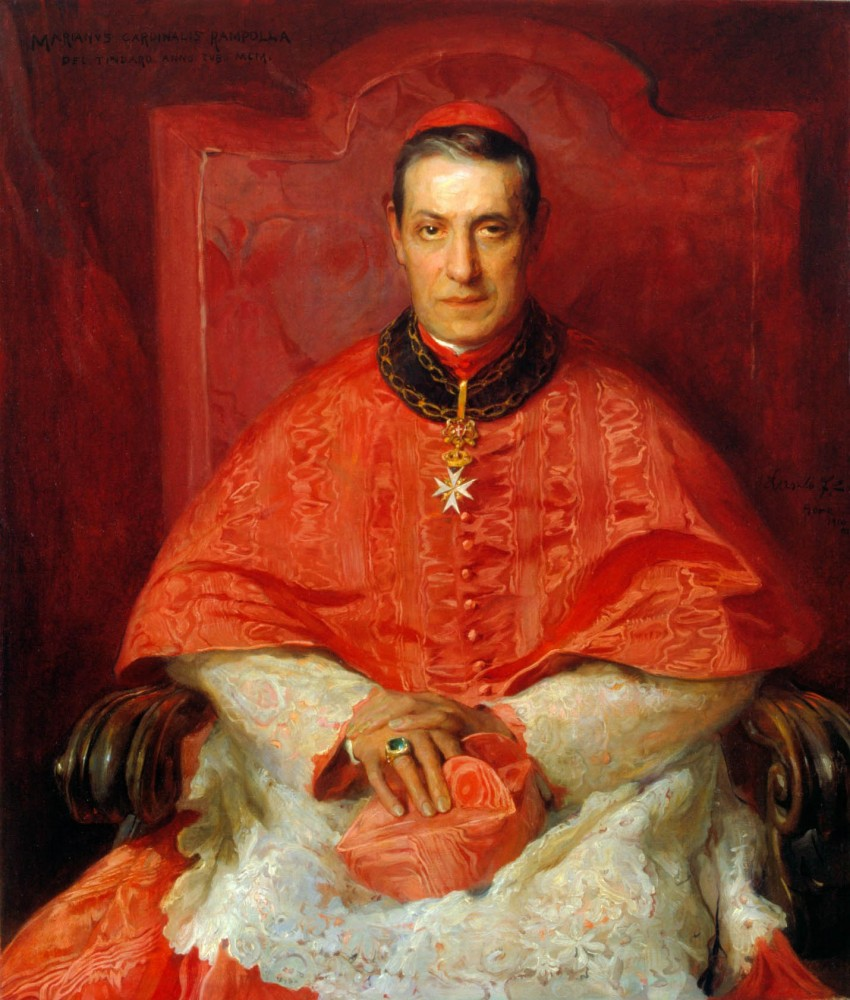
Mariano Rampolla del Tindaro

Adolf Daens

Op 20 februari 1878 volgde kardinaal Gioacchino Pecci paus Pius IX op en nam de naam paus Leo XIII aan. Hij probeerde de Kerk en de moderne samenleving van de 19e eeuw dichter bij elkaar te brengen. In de encyclieken van Leo XIII Diuturnum Illud (1881) en Immortale Dei (1886) bracht hij naar voren dat de democratische staatsvorm niet in strijd was met de katholieke leer. Daarnaast onderstreepte hij het belang van de Bijbelstudie in zijn encycliek Providentissimus Deus (1893). Daartoe richtte hij in 1902 de Pauselijke Bijbelcommissie op. Hij pleitte verder voor een katholieke wetenschapsbeoefening, en met name van de tot dan toe eerder gewantrouwde natuurwetenschappen. Mede daarom werd hij gewantrouwd door de ultramontanen. In de encycliek Aeterni Patris (1879) beval hij de studie van het thomisme aan en stichtte de Pauselijke Academie van Sint Thomas van Aquino.
Zijn bekendste encycliek werd Rerum Novarum (= Over Nieuwe Zaken) uit 1891, waarin de Kerk haar eigen sociale leer uiteenzette onder meer in reactie op het arbeidersvraagstuk. In die encycliek stelt de paus:

Bovendien echter moet dit wel overwogen worden, hetgeen de kern der zaak raakt, dat namelijk het doel van de staat één is, omvattend zowel de hoogste als de laagste standen. Immers van nature zijn de proletariërs op gelijke rechtsgrond, als de rijken, burgers en dus echte en levende delen, waaruit met de gezinnen als tussenschakel het staatslichaam wordt gevormd, afgezien nog van het feit, dat zij in alle steden verreweg het talrijkst zijn. Daar het nu zeer dwaas zou zijn, voor een deel der burgers te zorgen en een ander deel te verwaarlozen, volgt hieruit, dat de staat de vereiste zorg moet besteden aan de bescherming van het welzijn en de belangen der proletariërs, en, dat, zo dit niet geschiedt, de rechtvaardigheid geschonden wordt, die gebiedt aan ieder het zijne te geven.

Het is, volgens Leo XIII, de taak van de staat het algemeen welzijn te bevorderen:

Het staatsbestuur moet dan vooreerst in het algemeen en in alle opzichten zijn medewerking verlenen door de gehele geest van zijn wetten en instellingen, door namelijk te zorgen, dat reeds uit de inrichting en het bestuur van de staat de welvaart zo van de gemeenschap als van de individuen vanzelf opbloeie. Dit toch is de taak van het regeringsbeleid en de eigenlijke plicht van hen, die de staat besturen. Wat nu het meest de welvaart der staten bevordert, dat is: goede zeden, een goed en ordelijk gezinsleven, het onderhouden der plichten van de godsdienst en de rechtvaardigheid, een matig opleggen en billijke verdeling van belastingen, vooruitgang van handel en nijverheid, bloei van de landbouw en alle andere dergelijke zaken: hoe krachtiger deze bevorderd worden, des te welvarender en gelukkiger zal het leven der burgers zijn.

Uitgangspunten waren het recht op een rechtvaardig loon, het recht op eigendom, corporatisme, solidariteit met de zwakkeren en het subsidiariteitsbeginsel (beslissingen moeten op een zo laag mogelijk niveau genomen worden). Als instrumenten om deze doelstellingen na te streven, werden zowel overheidsingrijpen als de vorming van vakbonden legitiem geacht. De encycliek bevat verder scherpe kritiek op het ongebreideld kapitalisme, het marxistisch socialisme, het historisch determinisme en het dialectisch materialisme. De voorgestelde samenwerking tussen arbeid en kapitaal inspireerde tot de vorming van vakbonden en onder meer verschillende vormen van corporatisme. De encycliek inspireerde de Vlaamse priester en politicus Adolf Daens (1839-1907) om de flamingantische Christene Volkspartij (1893) op te richten. Ook de Nederlandse priesters Alfons Ariëns (1860-1928) en Henri Poels (1868-1948) waren geïnspireerd door de denkbeelden uit Rerum Novarum en zetten zich in voor de verbetering van het lot van de arbeiders.
Leo XIII schreef verder elf encyclieken over de rozenkrans, promootte het scapulier en was een bevorderaar van de Mariaverering en haar rol als middelares.
Leo XIII stond bekend om zijn diplomatieke gaven. Samen met Mariano Rampolla del Tindaro, zijn staatssecretaris van 1887 tot 1903, maakte Leo XIII ook een eind aan de gespannen verhouding met Bismarck, die tijdens de Kulturkampf de invloed van de Katholieke Kerk in Duitsland had willen terugdringen. Hij was de eerste paus die openlijk de Franse Republiek steunde (het ralliement, Au milieu des sollicitudes van 1892), waardoor vele Franse monarchisten en integralisten zich tegen hem keerden. In 1888 schreef hij een encycliek aan de bisschoppen van Brazilië over de afschaffing van slavernij. Verder pleitte hij voor een betere positie van de katholieken in Rusland. In 1879 verhief hij John Henry Newman tot kardinaal. Hoewel hij toenadering zocht tot de Anglicaanse Kerk, verklaarde hij in zijn bul Apostolicae Curae van 1896 haar priester- en bisschopswijdingen en apostolische successie ongeldig. De wijdingen van de orthodoxe kerken werden wel als geldig bevestigd. Hij was een tegenstander van het latiniseren van de oosterse ritus, omdat deze naar zijn mening een authentieke traditie vertegenwoordigde.
In 1883 opende hij de deuren van de Vaticaanse archieven voor alle wetenschappers zonder onderscheid naar hun geloof, waarbij documenten globaal 75 jaar na hun ontstaan ingezien mogen worden.

#### Kulturkampf

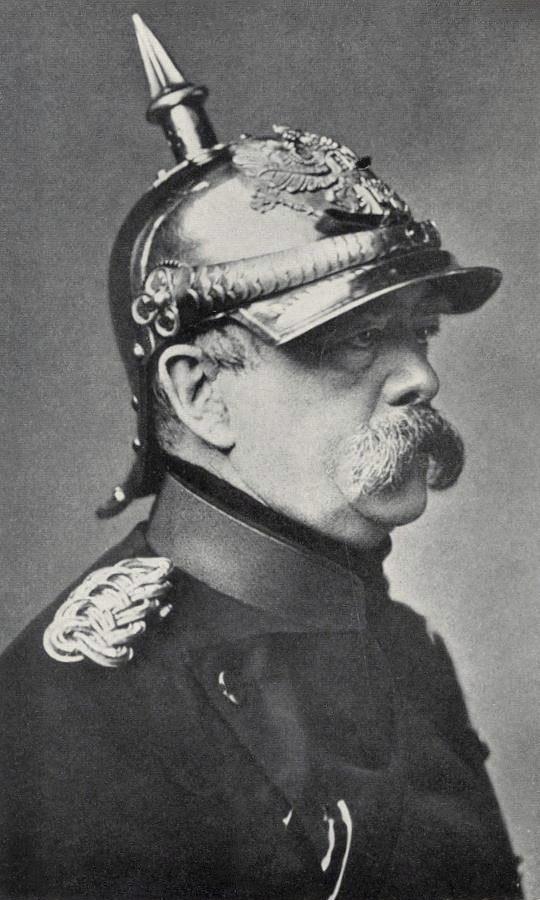
Otto von Bismarck

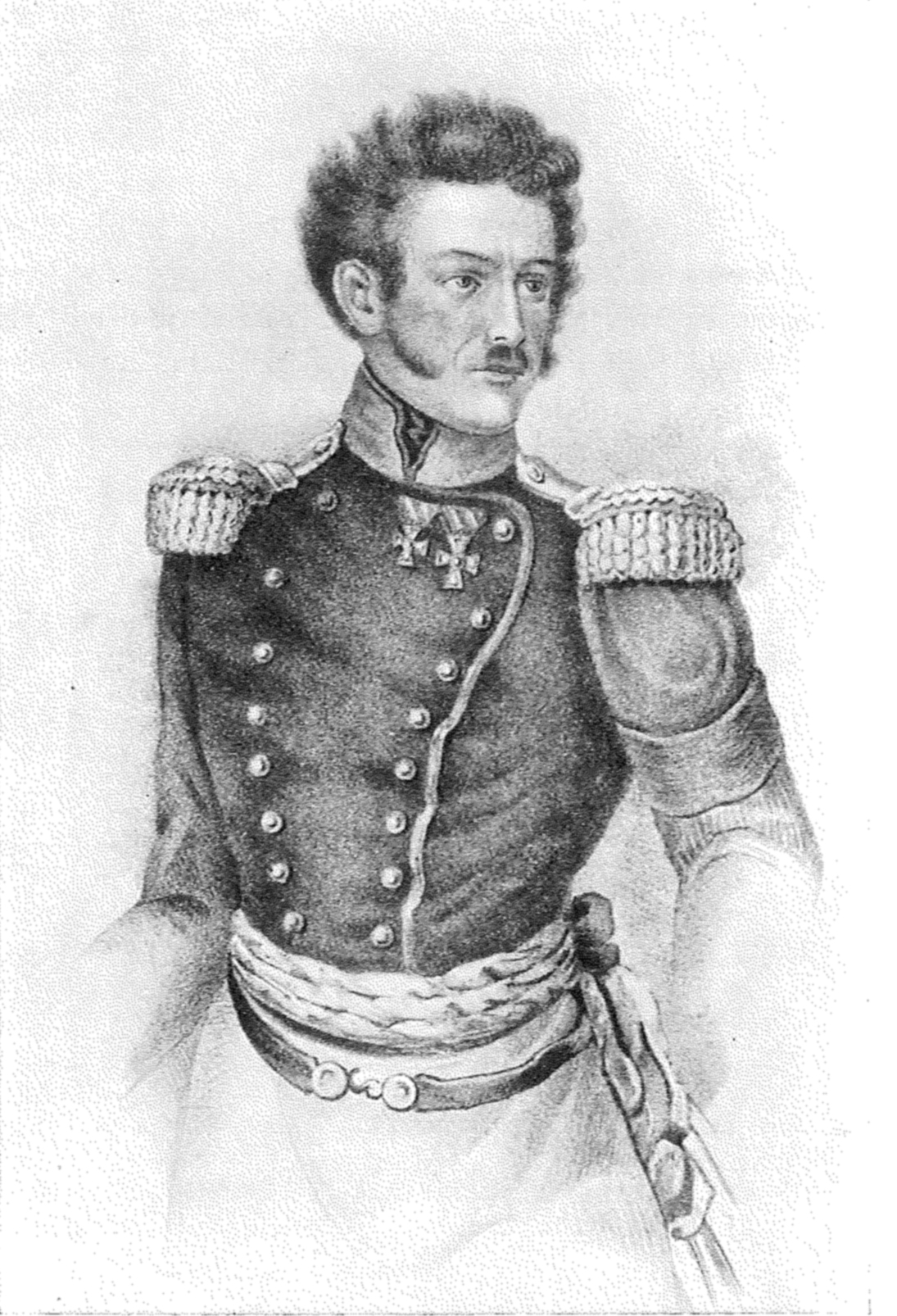
Generaal Johann-Ulrich von Salis-Soglio, opperbevelhebber van de Sonderbund

De angst voor het ultramontanisme speelde een grote rol in de zogenaamde Kulturkampf (1872-1879), de strijd die de Katholieke Kerk voerde met de overheid van het Duitse keizerrijk onder 'de ijzeren kanselier' Otto von Bismarck (1815-1898) die uit angst dat de katholieke Zentrumspartei, die haar electoraat vooral uit het katholieke zuiden van Duitsland putte, een bedreiging zou gaan vormen voor de dominante protestants-Pruisische elite, en samen zou spannen met Franse en Oostenrijkse katholieken. Dit leidde onder meer tot een reeks anti-katholieke maatregelen. Zo werd het katholieken in Duitsland in 1873 verboden om voor de Kerk te trouwen (alleen het burgerlijk huwelijk werd toegestaan). Opstandige geestelijken werden opgepakt of het land uit gezet, kloosterorden werden opgeheven en verbannen. Paus Pius IX verklaarde daarop dat de Duitse katholieken de plicht hadden niet aan de wetten van Bismarck te gehoorzamen, hetgeen in Europa een golf van antipapistische en antiklerikalistische sentimenten veroorzaakte en Bismarck inspireerde tot zijn onverzoenlijke uitspraak: 'Nach Canossa gehen wir nicht!' (= 'We gaan niet naar Canossa!'), verwijzend naar de vernederende boetetocht die de Duitse keizer Hendrik IV in 1077 tijdens de Investituurstrijd had moeten afleggen.
De strijd luwde tijdens het pontificaat van de verzoeningsgezinde paus Leo XIII, toen Bismarck gedwongen werd met de katholieke Zentrumspartei samen te werken, omdat hij met de zogenaamde socialistenwet, die de persvrijheid beperkte, de liberalen van zich had vervreemd. Ook in Zwitserland vond in de jaren 60 en 70 van de 19e eeuw een soortgelijke strijd plaats tegen de invloed van de Katholieke Kerk die, na de Sonderbundskrieg, de strijd tegen de Sonderbund, een verbond van de conservatieve katholieke bergkantons die zich in 1847 van het "Zwitserse Eedgenootschap" wilden afscheiden, wat van haar invloed had weten terug te winnen. Pas na 1875 werden hier enkele verdragen met de Katholieke Kerk gesloten en kwam de Zwitserse Kulturkampf langzaam ten einde.

#### Herstel van de bisschoppelijke hiërarchie in Nederland

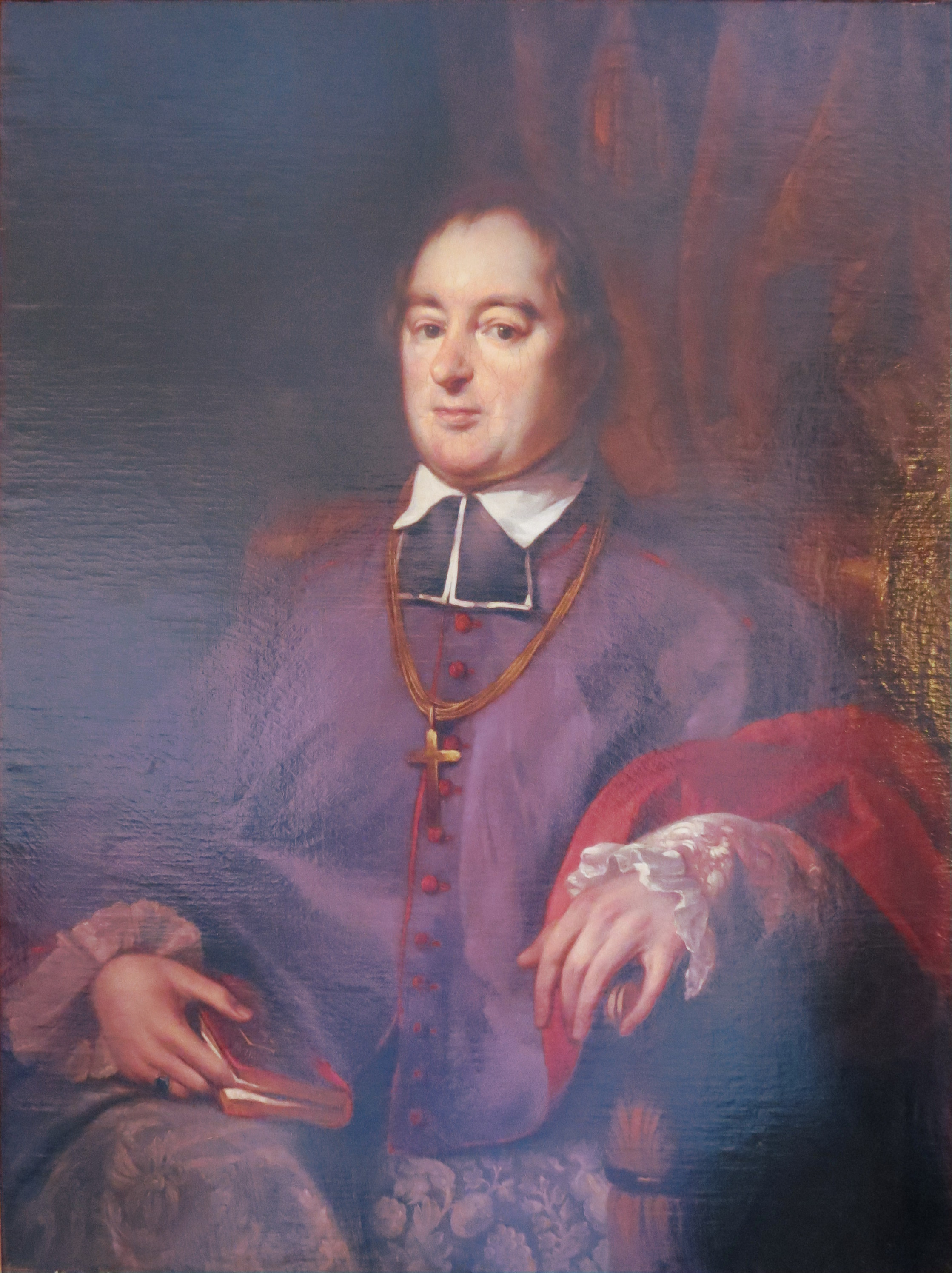
Cornelis van Bommel, schilderij in de bisschopskamer van Abdij Rolduc

Voor Nederlandse katholieken betekende de grondwet van 1848 een doorbraak. In de Republiek was het calvinisme de dominante godsdienst geworden, die veel privileges genoot zonder dat er echter van een staatsgodsdienst kan worden gesproken. Katholieken werden getolereerd, zolang ze hun geloof niet in de openbaarheid brachten. Van bisschoppelijk bestuur kon echter geen sprake zijn. De nieuwe, liberale grondwet voorzag echter in de vrijheid van godsdienst en de scheiding tussen kerk en staat en al snel klonk onder vooraanstaande katholieken het verlangen de bisschoppelijke hiërarchie in Nederland te herstellen. Deze geluiden werden gesteund door onder meer Cornelis van Bommel (1790-1852), de Luikse bisschop van Nederlandse afkomst, en Cornelis van Wijckerslooth (1786-1851), wijbisschop van de Hollandse Zending.
De beslissing viel uiteindelijk op een vergadering van de Congregatio de Propaganda Fide in december 1852 te Rome. Enkele maanden later, op 6 maart 1853, kondigde paus Pius IX met de pauselijke bul Ex Qua Die het herstel van de bisschoppelijke hiërarchie in Nederland af. Dit leidde tot veel protesten van de protestanten, die zich, gedreven door antipapistische sentimenten, verenigden in wat later de Aprilbeweging genoemd zou worden. De Nederlandse predikant, dichter en hoogleraar theologie Bernard ter Haar (1806-1880) bood als voorzitter van de Amsterdamse kerkenraad in de Nieuwe Kerk te Amsterdam een door 50.000 mensen getekende petitie aan de koning Willem III, die deze zeer welwillend ontving, maar binnen de nieuwe constitutionele orde weinig kon uitrichten. De houding van de koning leidde wel tot het aftreden van het kabinet-Thorbecke I. De nieuwe regering handhaafde echter de grondwet. Daarop begon het herorganiseren van de Rooms-Katholieke Kerk in de vijf bisdommen: Utrecht, Haarlem, ’s Hertogenbosch, Breda en Roermond. Ter ere van Sint Willibrord werd de aartsbisschoppelijke zetel in Utrecht gevestigd. Joannes Zwijsen (1794-1877) werd de eerste aartsbisschop van Utrecht. Pas in 1956 werden de bisdommen Groningen en Rotterdam opgericht.
In Nederland leidde het herstel van de bisschoppelijke hiërarchie vooral in de zuidelijke provincies (Noord-Brabant en Limburg) tot een sterke opleving van het katholicisme die in de jaren 1860-1960 het hele maatschappelijk leven beheerste. Die periode wordt wel geduid als het Rijke Roomse Leven. Een laatste manifestatie van de integrale katholieke benadering was het bisschoppelijk mandement van 1954, waarin de katholieken met straffe hand door de bisschoppen werd gemaand zich alleen in katholiek verband maatschappelijk en politiek te organiseren.

### De moderne tijd

#### De strijd tegen het modernisme: Pius X

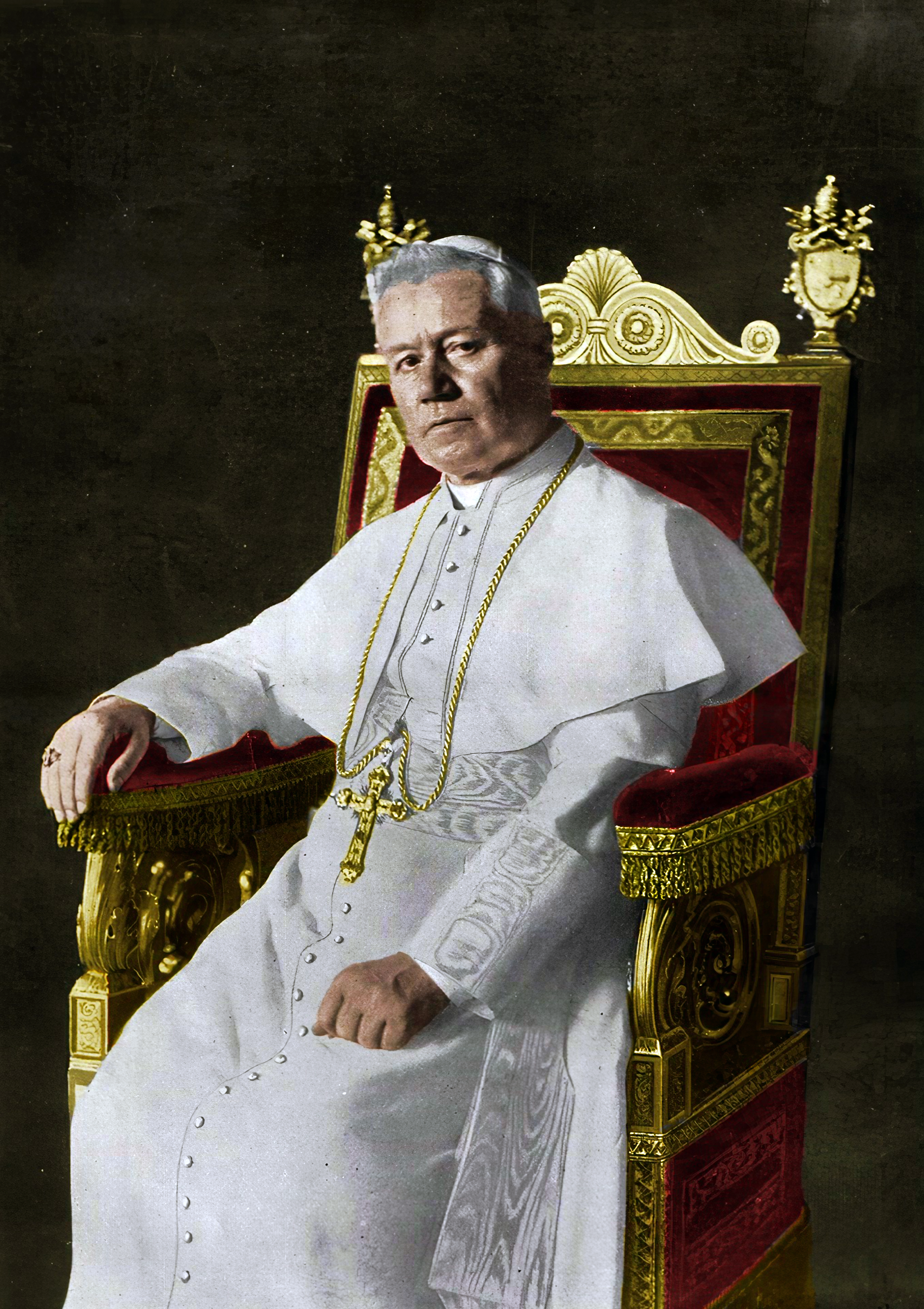
Pius X

Na de dood van Leo XIII werd de patriarch van Venetië, Giuseppe Melchiorre Sarto (1835-1914), tot paus gekozen. Een grotere tegenstelling met de enigszins afstandelijke, aristocratische intellectueel was haast niet mogelijk: paus Pius X was open, anti-intellectualistisch en zou immens populair bij het volk worden, hetgeen later ook nog eens versterkt werd door zijn canonisatie in 1950.
Terwijl zijn voorganger conservatief was geweest, was de eerste daad van Pius X als paus juist dat hij een einde maakte aan de mogelijkheid van inmenging van staatshoofden in de pauskeuze: hij verklaarde dat iedere kardinaal die een van leken afkomstig veto in het conclaaf zou inbrengen automatisch geëxcommuniceerd werd. Aanleiding daartoe was het feit dat tijdens het conclaaf van 1903 de Poolse aartsbisschop (en metropoliet van Krakau) Jan Puzyna de Kosielsko, door na enkele stemrondes een brief voor te lezen waarin de Oostenrijkse keizer Frans Jozef I, gebruik makend van het oude ius exclusivae, zijn veto uitsprak over de verkiezing van Rampolla, omdat deze te Fransgezind zou zijn.
Pius X is vooral bekend geworden door zijn strijd tegen het modernisme, een stroming die veel kerkelijke hoogwaardigheidsbekleders en invloedrijke seminarieprofessoren onder zijn aanhangers kon rekenen. In 1907 gaf hij met de encycliek Pascendi Dominici Gregis de aanzet tot zuivering van de Rooms-Katholieke Kerk van deze modernisten. Deze had een dubbele uitwerking. Enerzijds werden deze modernisten van hun kerkelijke functies ontheven, waardoor de orthodoxie gewaarborgd bleef. Anderzijds moet men echter vaststellen dat de soms door de kardinaal-staatssecretaris Rafael Merry del Val (1865-1930) en de zogenaamde integralisten van Umberto Benigni (1862-1934) hard gevoerde strijd tegen het modernisme van die modernisten martelaren maakte.
Met het motu proprio Tra le sollecitudini uit 1903 trachtte Pius het belang van het gregoriaans binnen de kerkmuziek te herstellen. Een jaar later zou hij, eveneens bij motu proprio, de benedictijnerabdij van Solesmes de opdracht geven een nieuw graduale samen te stellen, waarin de gregoriaanse muziek in zijn oorspronkelijke luister diende te worden hersteld.
Pius X is bekend geworden als de paus die het veelvuldig ter communie gaan bevorderde. Daartoe heeft hij ook de leeftijdsgrens verlaagd waarop kinderen toegelaten werden tot de Eerste Heilige Communie, namelijk wanneer ze tot "de jaren des onderscheids" waren gekomen: 7 jaar. Voor Pius X was de communie niet een beloning voor perfectie, maar een remedie tegen tekortkomingen. Ook hervormde hij het canoniek wetboek, stelde hij een nieuwe catechismus op en verbeterde hij de opleiding van de seminaristen. Hij was bovendien een warm voorstander van een actief lekendom binnen de kerk, hoewel hij wantrouwen koesterde tegenover christendemocratische bewegingen.

#### Integralisme

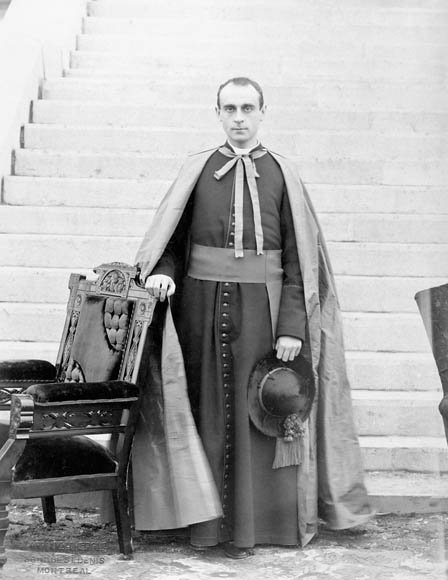
Rafael kardinaal Merry del Val

De moderne tijd bracht niet alleen aanpassingen met zich mee, maar leidde binnen de Rooms-Katholieke Kerk ook tot het ontstaan van anti-modernistische en reactionaire stromingen en tendenzen die soms met de term integralisme worden aangeduid. Het integralisme beperkte zich niet tot het theologische domein, maar richtte zich ook het maatschappelijke terrein van de politiek en economie. Het keerde zich niet alleen tegen de toepassing van wetenschappelijke (tekst)kritiek op de Bijbel en tegen moderne oecumenische en hermeneutische tendensen, maar verdedigde in landen als Frankrijk en Spanje ook het klerikalisme tegen het opkomend laïcisme. In het verlengde daarvan waren de integralisten tegenstanders van de principiële scheiding tussen kerk en staat. In veel gevallen wezen ze de democratische beginselen af, omdat binnen een democratisch bestel de goddelijke waarheid geen plaats zou kunnen krijgen.
Boegbeeld van het integralisme was kerkhistoricus en curieprelaat Umberto Benigni (1862-1934), die verbonden was aan de pauselijke staatssecretarie in het Vaticaan en in 1906 het Sodalitium Pianum (= "Verbond van Pius [V]") oprichtte. Dit verbond genoot de gunst van enkele kardinalen, onder wie de kardinaal-staatssecretaris Merry del Val, hoewel deze niet altijd kon instemmen met het rigoureuze methoden van Benigni (deze had een Europees netwerk van informanten opgebouwd die modernistische tendensen moesten rapporteren; tot de verdachten behoorden onder meer Giacomo della Chiesa (de latere paus Benedictus XV) en Angelo Roncalli (de latere paus Johannes XXIII). Laatstgenoemde werd ervan beschuldigd aan studenten van het seminarie te Bergamo het advies gegeven te hebben een door de Kerk verboden boek te lezen. Merry del Val wist de canonieke erkenning van de broederschap in elk geval te voorkomen. Paus Benedictus XV hief de commissie in 1921 ten slotte op, doordat vanuit de Kerk gemeend werd dat er door veranderende omstandigheden geen bestaansrecht meer bestond voor het Sodalitium Pianum.
Het maatschappelijk integralisme is door de Katholieke Kerk meermaals veroordeeld, omdat het zich vooral baseert op een politiek wereldbeeld in plaats van op de (theologische) visie. De kern van het integralisme impliceert dat de Kerk naast haar heilsopdracht een inherent politieke opdracht heeft. Onder de pontificaten van pausen Benedictus XV en Pius XI bleef de beweging van de integralisten bestaan, maar op academisch gebied wonnen de modernisten steeds meer aan terrein. Paus Johannes Paulus II hield op 1 juni 1980 in Lisieux een toespraak tot de Franse bisschoppen, waarin hij voor nieuwe dwalingen waarschuwde: "Il s'agit ici de deux tendances bienconnues; le progressisme et l'integrisme." Ook Benedictus XVI heeft in de encycliek Deus Caritas Est het integralisme afgewezen. Hij sprak zich uit voor de verantwoordelijkheid van de leek (en niet de clericus) in het politieke domein als consequente liefdesdienst van de Kerk aan de wereld. Het integralisme is terug te vinden binnen groeperingen als het Pius X-broederschap.

#### Neothomisme

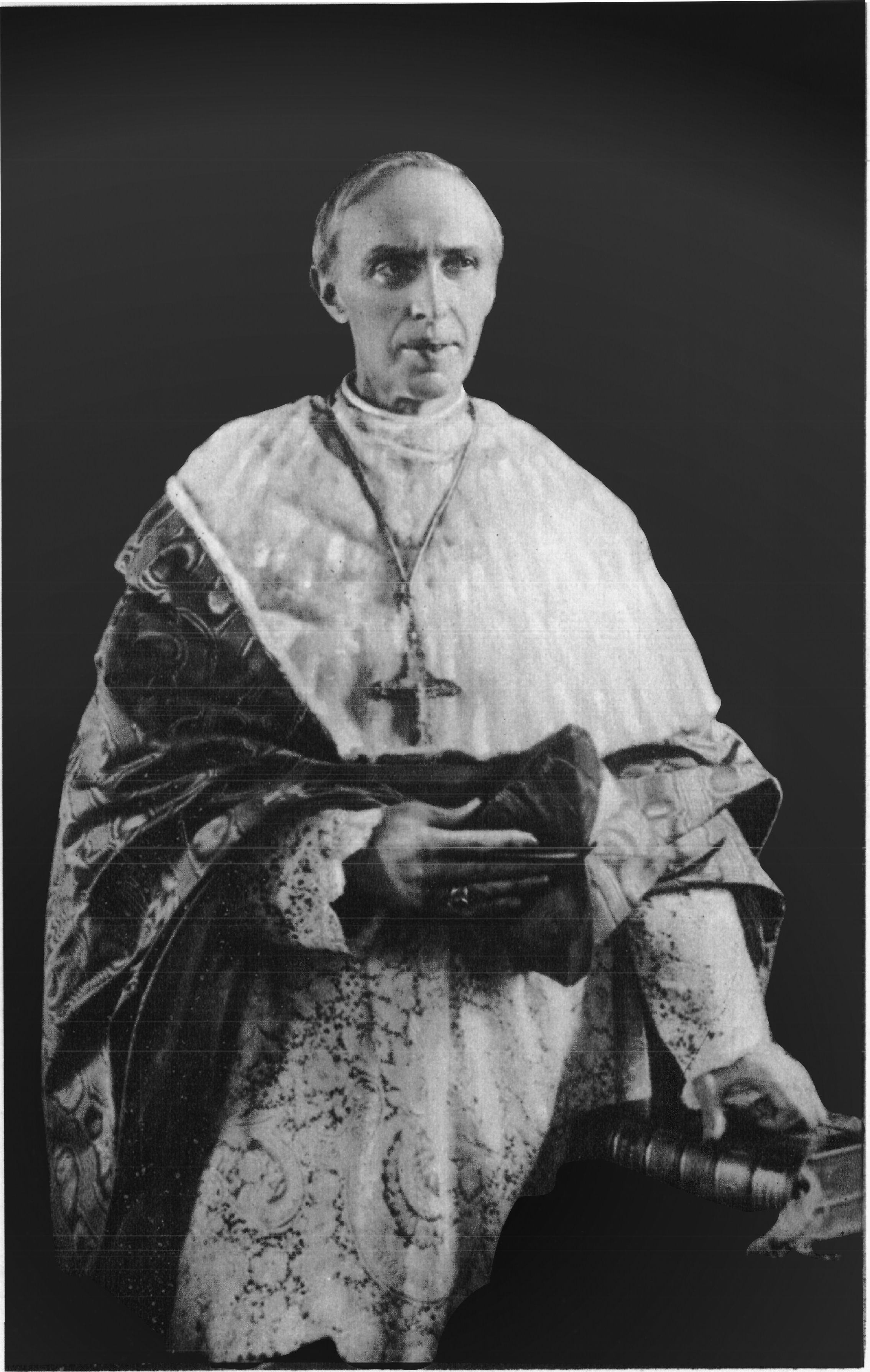
Désiré-Joseph kardinaal Mercier

Eind 19e eeuw had paus Leo XIII de studie van het werk van Thomas van Aquino sterk aanbevolen aan alle katholieke theologen in de encycliek Aeterni Patris. Deze encycliek zou een impuls geven aan de hernieuwde studie van de summa, die door zijn strenge systematiek een goed tegenwicht bood aan een al te gevoelsmatige benadering van de theologie zoals die in de loop van de 19e eeuw aan diverse Europese universiteiten was ontstaan. De nieuwe thomistische beweging begon in Italië, waar de jezuïet Giuseppe Pecci, S.J. (1807-1890), kardinaal-diaken van de Sant'Agata dei Goti de eerste Prefect zou worden van de Pauselijke Academie van St. Thomas Aquinas. Kardinaal Pecci speelde een belangrijke rol bij de totstandkoming van de encycliek Aeterni Patris, waarin paus Leo XIII het herstel van de christelijke filosofie in de christelijke scholen verordonneerde. Ook werd hij door de paus benoemd in verscheidene voorbereidingscommissies voor het Eerste Vaticaans Concilie. Hij was daarnaast lid van de Commissie van Kardinalen voor de bestudering van de Geschiedenis. Ook kardinaal Tommaso Maria Zigliara (1833-1893), wiens Summa Philosophica een wereldwijd gebruikt referentiewerk werd voor theologie- en priesterstudenten, heeft een belangrijke rol gespeeld bij de hernieuwde belangstelling voor het werk van Thomas van Aquino. Het neothomisme verspreidde zich vervolgens via Duitsland over de rest van het Europese continent.
In Frankrijk was het met name het werk van de filosofen Jacques Maritain (1882-1973), schrijver van de Eléments de Philosophie (1920), de dominicaan Reginald Garrigou-Lagrange, O.P. (1877-1964), hoogleraar aan het Angelicum, en Étienne Gilson (1884-1978), hoogleraar aan de universiteiten van respectievelijk Straatsburg, Parijs en Harvard en medeoprichter van het Pontifical Institute of Medieval Studies in het Canadese Toronto, die een diepgaande invloed uitoefenden op het katholieke denken van die tijd.
In België was het Desiré Félicien François Joseph Mercier (1851-1926), de latere kardinaal-aartsbisschop en metropoliet, die met goedkeuring van Leo XIII het Hoger Instituut voor Wijsbegeerte aan de Katholieke Universiteit Leuven (H.I.W.) had gesticht, die een belangrijke figuur voor de opkomst en verspreiding van het neothomisme zou worden. Een van de belangrijkste neothomistische denkers van België was de jezuïet Joseph Maréchal (1878-1944), wiens werk grote invloed uitoefende op theologen als Karl Rahner, Johannes Baptist Lotz en de Canadees Bernard Lonergan. Met name zijn Le point de départ de la Métaphysique (1923-1947) was van betekenis.
In Nederland viel de wederopbloei van het neothomisme samen met de katholieke emancipatie, de (neo)thomistische leerstoelen te Amsterdam en Leiden, alsmede een soortgelijke aan de Rijksuniversiteit Utrecht werden bekostigd door de Radboudstichting, opgericht in 1905. Belangrijke vertegenwoordigers van het Nederlands neothomisme waren Reinier Rosarius Welschen, O.P. (1877-1941), kerkelijk hoogleraar in de thomistische wijsbegeerte aan de Universiteit van Amsterdam en vanaf 1925 tevens bijzonder hoogleraar aan de Rijksuniversiteit Leiden, en de filosofen Josephus Theodorus Beysens (1864-1945) en dominicaan Jan Groot O.P. (1908-1994) die beiden verbonden waren aan het filosoficum van Warmond. Het neothomisme zou tot na de Tweede Wereldoorlog de dominante stroming blijven binnen het katholicisme, totdat in Frankrijk een nieuwe theologische denkwijze school zou maken: de zgn. Nouvelle Théologie.

#### Het Verdrag van Lateranen

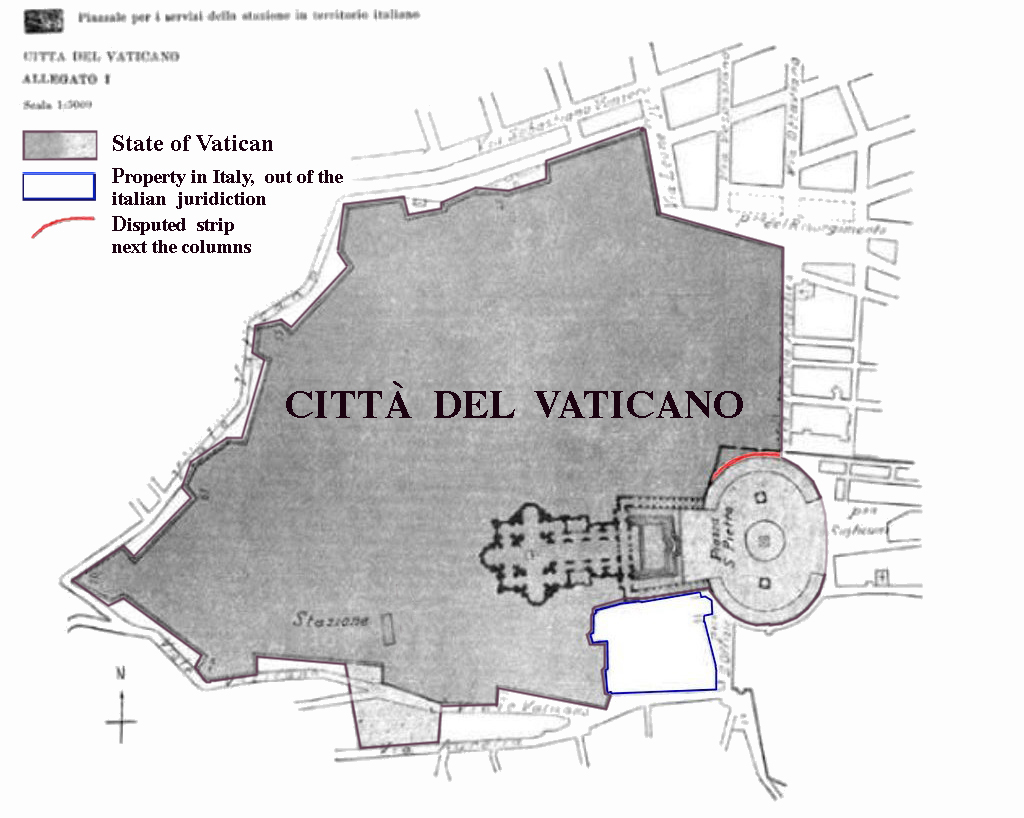
De begrenzing van Vaticaanstad, zoals bepaald in de Lateraanse Verdragen

Sinds de inlijving van Rome bij de nieuwe Italiaanse eenheidsstaat in 1870 waren de pauselijke bezittingen Italiaans grondbezit en werd de paus wel spottend aangeduid als de "gevangene van het Vaticaan". Het onafhankelijke Italië bleef knabbelen aan het grondgebied van de Pauselijke Staten, tot uiteindelijk in 1929 tussen paus Pius XI en Benito Mussolini het Verdrag van Lateranen werd gesloten. Mussolini hoopte daarmee ook sympathie te winnen in het overwegend katholieke Italië.
Het verdrag bestond uit drie delen:
- Een verdrag waarin de onafhankelijkheid en soevereiniteit van de Heilige Stoel werd erkend en waarin de staat Vaticaanstad werd opgericht. De Heilige Stoel erkende impliciet het verlies van het overige territorium.
- Een concordaat waarin de verhoudingen met privileges tussen de Katholieke Kerk en de staat Italië werden geregeld. Het rooms-katholicisme werd de staatsgodsdienst in Italië.
- Een financiële paragraaf, strekkende tot compensatie door de Italiaanse staat voor de Vaticaanse bezittingen die het in 1870 in beslag had genomen.

De Kerk mocht de officiële functies benoemen, de staat betaalde hun salaris.

#### Katholieke muziek in de 19e en 20e eeuw

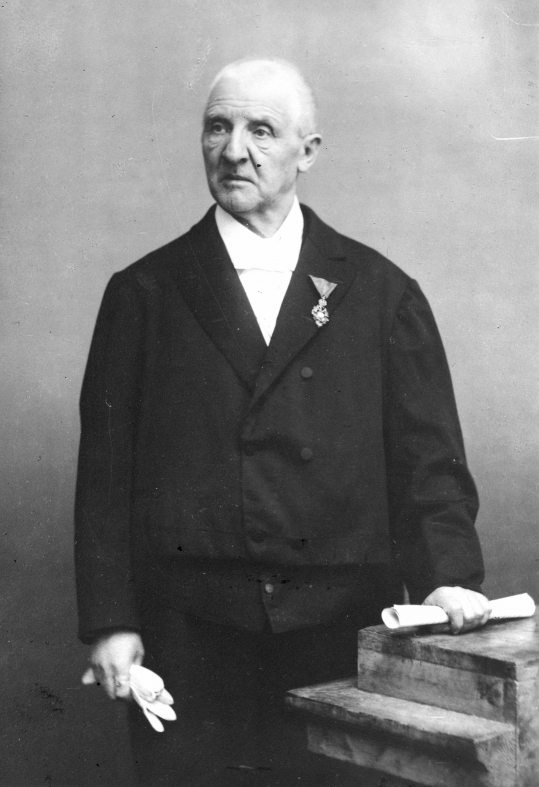
Anton Bruckner

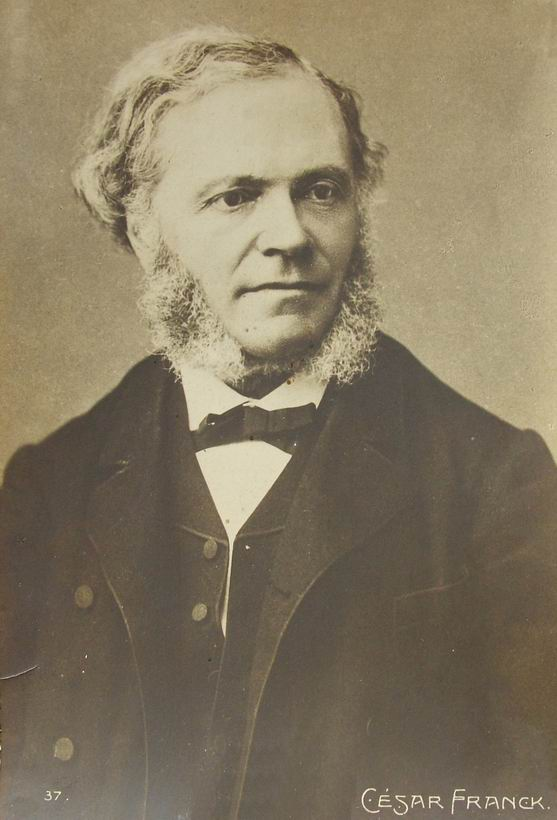
César Franck (~ 1872)

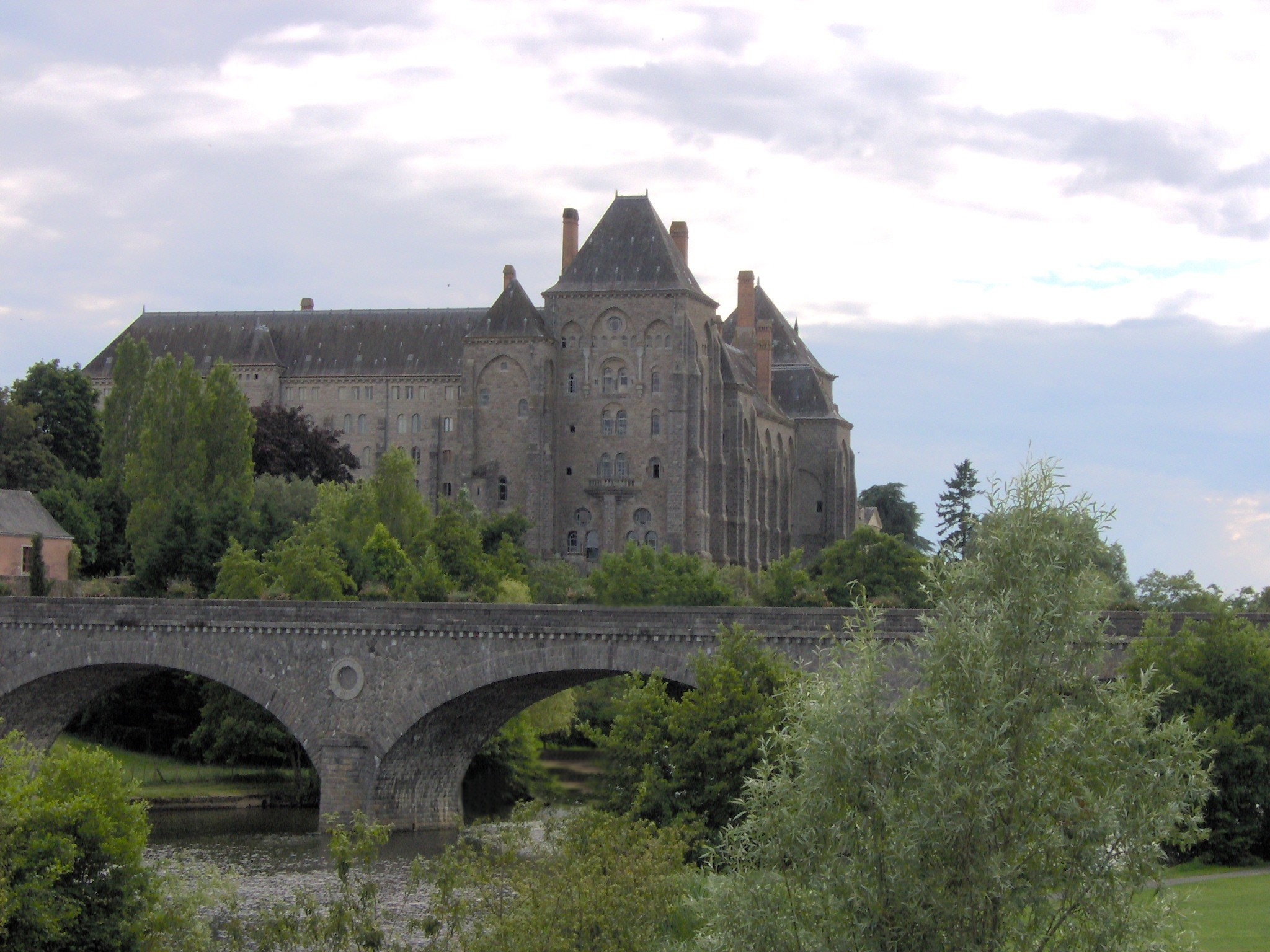
Abdij van Solesmes

Hoewel de Rooms-Katholieke Kerk in de moderne tijd haar rol als mecenas van de muziek deels heeft verloren, is het katholicisme binnen de muziek een belangrijke rol blijven spelen. Veel katholieke componisten in de 19e en 20e eeuw bleven teruggrijpen op de kerkelijke muzikale tradities en voegden daar eigentijdse elementen aan toe. De vaste teksten van de mis bleven voor velen een voorname bron van inspiratie. Ook andere gebeden, liederen, hymnes, Bijbelse fragmenten en teksten van en over heiligen werden gebruikt. Veel componisten waren bovendien werkzaam als kerkorganist.
Allereerst was daar Franz Liszt (1811-1886), de pianovirtuoos die tegen het einde van zijn leven franciscaans tertiair werd. Hij componeerde onder meer vijf missen, enkele psalmen, het oratorium Die Legende von der Heiligen Elisabeth ('De legende van de heilige Elisabeth') voor solostemmen, koor en orkest (1857/62), Cantico del Sol di San Francesco d'Assisi ('Zonnelied van Sint Fansiscus van Assisi') (1862), Die heilige Cäcilia, legende ('de heilige Cecilia') (1874) en een Christusoratorium. De symfonieën, zeven missen, motetten en het Te Deum van de Oostenrijker Anton Bruckner (1824-1896), een devoot katholiek en Domorganist te Linz, zijn sterk beïnvloed door de katholieke liturgische tradities en orgelmuziek. Ook de symfonieën van Gustav Mahler (1860-1911) kunnen in dit verband genoemd worden. Met name zijn (2e) 'Opstandingssymfonie' (1888-1894) en zijn (8e) ‘Sinfonie der Tausend’ (1906-1907) dragen onmiskenbaar de sporen van bekering tot de Rooms-Katholieke Kerk. In Groot-Brittannië verwerkte de componist Edward Elgar (1857-1934) het gedicht van kardinaal John Henry Newman The Dream of Gerontius tot een fraai oratorium (1900).
In Frankrijk bleef de katholieke muziek uiterst levend. Zo schreef Francis Poulenc (1899-1963) veel werken waarin zijn katholicisme een voorname plaats innam, zoals het Exultate Deo (1939), het Salve Regina (1941), de Quatre Petites prières de Saint-François d'Assise, (1948), het Stabat Mater (1950), de Laudes de Saint Antoine de Padoue (1957-1958), het Gloria (1959) en de opera Dialogues des Carmélites (1953-1955). Een zeer productief componist was César Franck (1822-1890). Hij schreef een groot aantal orgelstukken, missen en andere religieuze en Bijbelse werken, waaronder Quae est ista (1871), het Panis Angelicus (1872) en Les Béatitudes (1881). Een leerling van Franck Charles Tournemire (1870-1939), organist van achtereenvolgens de Saint-Médard, de Saint-Nicolas-du-Chardenet en de Sainte-Clotilde (als opvolger van Gabriel Pierné) liet zich in zijn L'Orgue Mystique (1927-1932) beïnvloeden door het gregoriaans. Het werk bestaat uit 51 delen met orgelmuziek voor de zon- en feestdagen van het kerkelijk jaar, onderverdeeld in een kerst-, paas- en pinkstercyclus. Alle composities zijn gebaseerd op de gezangen voor de betreffende dag en bevatten een Prélude à l'Introït, Offertoire, Elévation, Communion en een Pièce terminale. Ook het Requiem van Gabriel Fauré (1845-1924) werd, mede door de serene sfeer en de weglating van het Dies irae, een geliefde uitvaartsmis.
Een belangrijke invloed op de herleving van de middeleeuwse muziek in Frankrijk was Charles Bordes (1863-1909). Hij was oprichter van de Association des Chanteurs de St. Gervais, genoemd naar de Parijse Église Saint-Gervais-Saint-Protais waar hij als dirigent werkzaam was. Met Vincent d'Indy (1851-1931) en Alexandre Guilmant (1837-1911) stichtte hij verder de Schola Cantorum de Paris die zich ontwikkelde tot een uitmuntend conservatorium. Verder moet de Franse componist Olivier Messiaen (1908-1992) genoemd worden, met name zijn een over het leven van Franciscus van Assisi: Saint François d'Assise (1975-1983), La Nativité de Seigneur (1935), zijn Trois petites liturgies de la Présence Divine, voor vrouwenkoor en orkest (1943-1944), Vingt Regards sur l'Enfant Jésus (1944), La Transfiguration de Notre-Seigneur Jésus-Christ (1965-1969), de Méditations sur le Mystère de la Sainte Trinité (1969-1972) en het Livre du Saint Sacrement (1984-1985), getuigen van zijn katholicisme. Ook Igor Stravinsky (1882-1971), hoewel Russisch orthodox, schreef een Latijnse mis. Bovendien vertaalde jezuïet, theoloog en kardinaal Jean Daniélou (1905-1974) de tekst voor zijn oratorium Oedipus Rex.
De belangrijkste katholieke Nederlandse componist was de classicus Alphons Diepenbrock (1862-1921). Noemenswaardige werken van hem zijn Missa in die festo (1891), het Stabat Mater Dolorosa (1896), het Te Deum (1897) en het Veni Creator. Ook Hendrik Andriessen (1891-1981), directeur van het Koninklijk Conservatorium in Den Haag en buitengewoon hoogleraar aan de Katholieke Universiteit Nijmegen (1952-1963), bleek een zeer vruchtbaar katholiek componist te zijn. Hij schreef verschillende missen en orgelstukken en een Te Deum (1943). Een hoogtepunt in zijn werk is het Magna Res est Amor uit 1919.
Van bijzondere betekenis voor de ontwikkeling katholieke kerkmuziek is de benedictijnenabdij van Solesmes geweest. Nadat het gregoriaans in de 19e eeuw enigszins in verval was geraakt, hebben de monniken van deze abdij alle bekende melodieën gefotografeerd en gerangschikt. De bekende musicoloog Dom Joseph Pothier, O.S.B. (1835–1923), van 1862 tot en met 1863 sub-prior van Solesmes, schrijver van het standaardwerk Les mélodies grégoriennes d'après la tradition (1880), hoofdredacteur van de Revue du Chant Grégorien (1892–1914) en vanaf 1904 president van de Pontificale Commissie voor de Vaticaanse Editie van Gregoriaanse Liturgische boeken, kon teruggrijpen op de werkzaamheden van de monniken. Daarnaast schreef hij veel nieuwe gregoriaanse melodieën (Officium Defunctorum, 1887). Ook de Franse componist André Caplet (1879-1925) dankte veel aan zijn herhaald verblijf in Solesmes, zoals blijkt uit werken als Messe a trois voix (1922) en Le Miroir de Jesus (1924).

#### Moderne apologeten, katholieke schrijvers en denkers

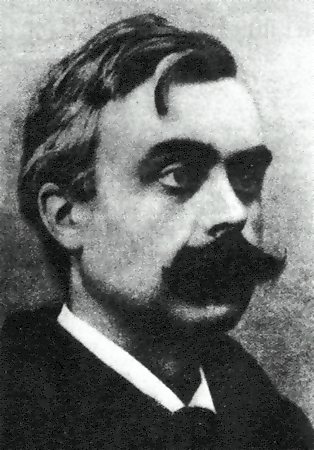
Léon Bloy (1887)

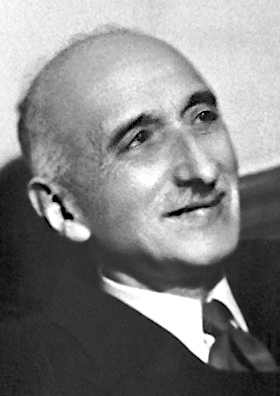
François Mauriac (1952)

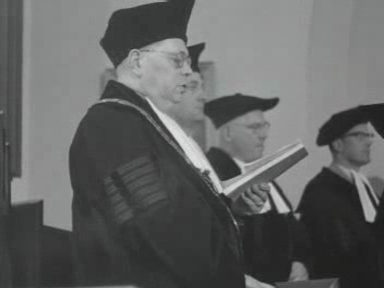
Lodewijk Rogier als rector magnificus van de Katholieke Universiteit Nijmegen

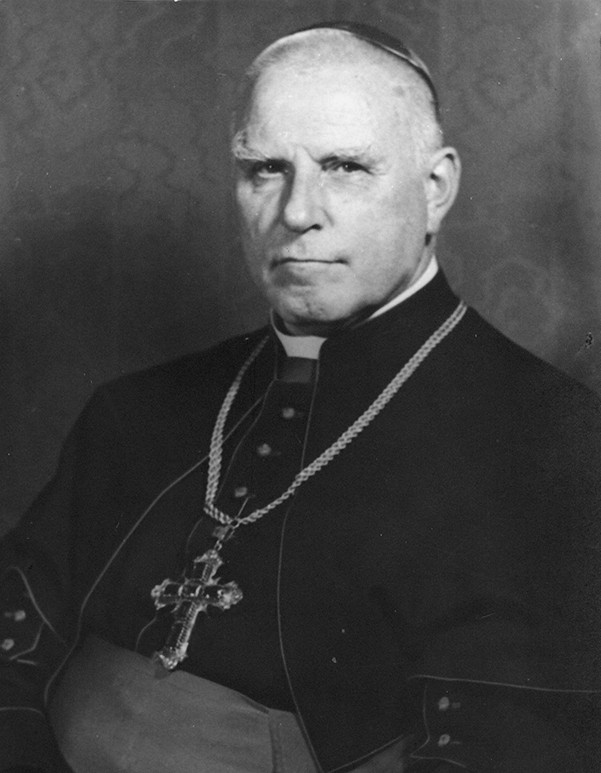
Clemens August von Galen

Het einde van de 19e eeuw en de eerste helft van de 20e eeuw is een periode waar in verschillende Europese landen enkele belangrijke lekenapologeten opstaan die, te midden van de liberale tendensen, stem gaven aan het katholiek geloof. In Frankrijk was het, naast de eerder genoemde Jacques Maritain, met name de schrijver Léon Bloy (1846-1917) die grote invloed uitoefende, hoewel hij door zijn felle temperament vooral veel vijanden maakte. Ook het werk van Paul Claudel (1868–1955), Joris-Karl Huysmans (1848-1907), Louis Veuillot (1813-1883), Georges Bernanos (1888-1948), de filosofen Emmanuel Mounier (1905-1950), Yves Simon (1903–1961) en Maurice Blondel (1861-1949), Charles Péguy (1873-1914), de Amerikaans-Franse schrijver Julien Green (1900–1998), de romancier en Nobelprijswinnaar François Mauriac (1885-1970) en de existentiefilosoof Gabriel Marcel (1889-1973) moet in dit verband genoemd worden.
In Italië nam de filosoof en journalist Giovanni Papini (1881–1956) een vergelijkbare positie als Bloy in Frankrijk in. Zijn 'Lettere agli uomini del papa Celestino VI' (1947), 'Storia di Cristo' (1921) en 'Il diavolo' (1953) oefenden invloed uit op generaties katholieken. Ook de Italiaanse natuurkundige en onderwijskundige Maria Montessori (1870-1952) was een devoot katholiek.
In Engeland verdedigde de prozaïst Gilbert Keith Chesterton (1874–1936) zijn keuze voor het katholicisme met het boek 'Orthodoxy' (1909) en 'Catholic Essays' (1929). Ook de werken van de historici John Dalberg-Acton (1834-1902) en Christopher Henry Dawson (1889-1970) en katholieke schrijvers als Evelyn Waugh (1903–1966), de historicus Hilaire Belloc (1870-1953), J.R.R. Tolkien (1892-1973), Thomas Merton (1915-1968) en Graham Greene (1904–1991) zijn van betekenis.
In Duitse taalgebied vond het werk van de Oostenrijker baron Friedrich von Hügel (1852–1925) en de filosofen Josef Pieper (1904–1997), Paul-Ludwig Landsberg (1901-1944) en Max Scheler (1874–1928) veel navolging. Met name Schelers studie 'Das Ressentiment im Aufbau der Moralen' (1912), waarin hij Nietzsches idee van het christendom als rancuneleer bestreed, werd door veel katholieken met instemming ontvangen (Karol Wojtyła, de latere paus Johannes Paulus II, wijdde zijn scriptie aan hem). Ook de filosoof Dietrich von Hildebrand (1889-1977) bleek een zeer vruchtbaar denker te zijn, wiens ethische werk door paus Pius XII zeer gewaardeerd werd. Bekende werken van hem zijn 'Marriage: The Mystery of Faithful Love' (1929), 'The Essence of Philosophical Research and Knowledge' (1934), 'Liturgy and Personality' (1943) 'Christian Ethics' (1952) en 'Ethics' (1953).
In Nederland was het vooral de letterkundige, dichter, criticus en hoogleraar Wilhelmus Johannes Maria Antonius Asselbergs, beter bekend onder zijn pseudoniem Anton van Duinkerken (1903-1968), die de fakkel van Joachim Le Sage ten Broek (1775-1847) en Joseph Alberdingk Thijm (1820-1889) overnam en met boeken als 'Hedendaagse ketterijen' (1929), 'Verscheurde christenheid' (1937), 'Legende van de tijd' (1941) en 'Begrip van Rome' (1948) de spreekbuis werd van katholieke intellectuelen. Hij voerde voor de oorlog bovendien een felle polemiek met het moderne Nietzscheaanse atheïsme van schrijvers als Menno ter Braak, Hendrik Marsman en Edgar du Perron. Ook het werk van Pieter van der Meer de Walcheren (1880–1970), de historicus en arts Willem Jan Frans Nuyens (1823-1894), Gerard Brom (1882-1959), hoogleraar in de Nederlandse letterkunde aan de katholieke Universiteit Nijmegen, de taalkundige Jac. van Ginneken sj (1877-1945), de historici Lodewijk Rogier (1894-1974), Reinier Post (1894-1968) en Frits van der Meer (1904-1994) allen hoogleraar aan dezelfde universiteit, en Johan Brouwer (1898-1943), lector Spaans aan de Universiteit van Amsterdam en kenner van de Spaanse mystiek, was van aanzienlijke betekenis.

#### De Kerk in de Tweede Wereldoorlog

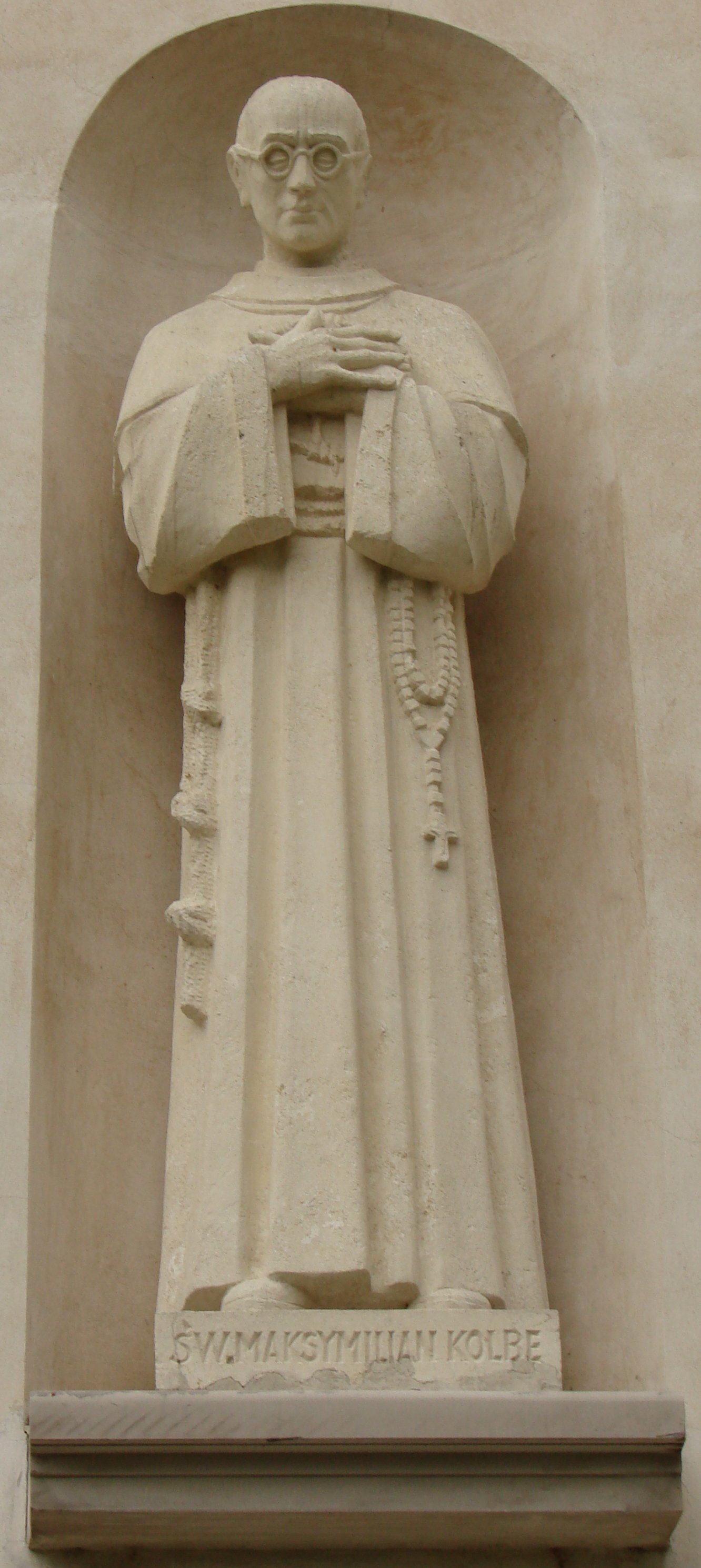
Beeld van Maximiliaan Kolbe

Over de houding van de Kerk tijdens de Tweede Wereldoorlog is geen eenduidig beeld te geven. Enerzijds waren er vele vormen van protest en verzet, anderzijds waren er ook binnen kerkelijke kringen mensen die in het autoritaire fascisme aanvankelijk een tegenwicht zagen voor het oprukkende bolsjewisme, dat (niet alleen in kerkelijke kringen) als de voornaamste bedreiging voor de West-Europese beschaving werd beschouwd. Zo zei bisschop Bornewasser in 1933 tot de katholieke jeugd in de kathedraal van Trier: ’Met opgeheven hoofd en ferme stap zijn wij het nieuwe Reich binnengegaan en wij zijn erop voorbereid het met heel de macht van ons lichaam en onze ziel te dienen’, waarmee hij echter eerder nationalistische sentimenten tot uitdrukking wilde brengen, dan dat hij zich daarmee een aanhanger van het nationaalsocialisme wilde tonen. Enkele andere Duitse geestelijken lieten aanvankelijk een vergelijkbaar geluid horen: men geloofde wellicht op die manier het naziregime in de richting van een christelijk-autoritaire staatsinrichting te kunnen sturen. Later, toen het moorddadige karakter van het regime duidelijker werd, distantieerden veel geestelijken zich van het nazisme. Andere geestelijken als Clemens August von Galen (1878-1946), bisschop van Münster, bijgenaamd 'De Leeuw van Münster', Adolf Bertram (1859–1945), de aartsbisschop van Breslau, Michael von Faulhaber (1869-1952), de aartsbisschop van München, Joseph Wendel (1901-1960), de bisschop-coadjutor van Speyer, Konrad von Preysing (1880-1950), de bisschop van Berlijn, en de jezuïet Friedrich Muckermann (1883-1946), die bij de totstandkoming van de encycliek Mit brennender Sorge (1937) betrokken was geweest, verzetten zich tegen het nazi-regime. Ook Claus Schenk von Stauffenberg (1907-1944), die een mislukte aanslag op Hitler pleegde, was een belijdend katholiek. Onder druk van de nazi's werd het Oostenrijkse episcopaat gedwongen in te stemmen met de Anschluss in 1938. Paus Pius XI dwong kardinaal Innitzer echter een aantal concessies te herroepen.
De rol van Eugenio Pacelli, oftewel Paus Pius XII (1939-1958), hierin heeft veel stof tot discussie gegeven. Enerzijds werd hem verweten dat hij zich niet nadrukkelijk genoeg had uitgesproken tegen de Jodenvervolging (met name de zeer omstreden studie van Daniel Goldhagen heeft bijgedragen aan dit beeld), anderzijds wordt erop gewezen dat hij verantwoordelijk was voor de opzet van de encycliek Mit brennender Sorge van zijn voorganger, paus Pius XI, waarin de bezorgdheid van de paus werd verwoord over de nieuwe ontwikkelingen in nazi-Duitsland en iedere verafgoding van ras, volk of leider ondubbelzinnig werd afgewezen. Zeker is dat Pius XII geen fascist was. Tijdens een homilie op 9 april 1939 gaf Pius XII aan wat de bedreigingen waren voor de wereldvrede: vijandschap tussen de mensen onderling, werkloosheid en de infiltratie van een bedorven leer die door list en verleiding vaste voet kon krijgen bij de grote massa. In zijn kerstrede van 1942 verwees Pius XII in bedekte termen naar de deportatie van Joden. Dit tot woede van de Duitse diplomaten in Rome en de Italiaanse fascisten. Hij veroordeelde de vervolging van mensen "zonder enige schuld, alleen om redenen van nationaliteit of ras" door de nazi's.
Volgens Pinchas Lapide (1922-1997), een joods historicus en Israëlisch diplomaat, hebben de directe activiteiten van paus Pius XII en het Vaticaan ongeveer 897.000 joodse levens hebben gered, hetgeen enigszins overdreven kan worden genoemd. Ook Gary Krupp, een Amerikaanse jood, oprichter van de Pave the Way foundation, is ervan overtuigd dat Pius XII vele joden heeft gered. Het klooster Santi Quattro Coronati, nabij de St. Jan van Lateranen in Rome, heeft in de Tweede Wereldoorlog op bevel van Pius XII onderdak gegeven aan joden en politieke vluchtelingen. Ook aan andere kloosters werd de opdracht gegeven joden onder te brengen. De opperrabbijn van Rome werd na de oorlog katholiek en nam als doopnam de voornaam van de paus aan: Eugenio. Pius XII voelde voor Hitler geen enkele sympathie. In 1937 noemde hij Hitler een ’onbetrouwbare schurk’ en een ’fundamenteel slecht mens’. Hitler op zijn beurt beschouwde Pius XII als een ’Jodenvriend’ en ’anti-nationaalsocialist’. De rol van Pius XII zal echter onderwerp blijven van historisch onderzoek.
Het optreden van de later heilig verklaarde Pool Maximiliaan Kolbe (1894-1941) heeft erg tot de verbeelding gesproken. Deze franciscaan verschafte in zijn klooster onderdak aan enkele duizenden veelal joodse vluchtelingen. Daarnaast spoorde hij zijn medebroeders aan anti-naziboodschappen te verspreiden via eigen radio en drukpers. In 1941 belandde hij in Auschwitz I. Na een vermeende ontsnappingspoging van een gevangene uit de barak van Kolbe werden tien mannen veroordeeld tot de hongerdood in een bunker, waarna Kolbe zich aanbood als plaatsvervanger voor een vader van twee kinderen en werd terechtgesteld. Ook de Belgische dominicaan pater Pire, O.P. (1910-1969) verwierf bekendheid met zijn inzet voor vluchtelingen en als aalmoezenier van het verzet. In 1958 werd hem de Nobelprijs voor de Vrede toegekend.

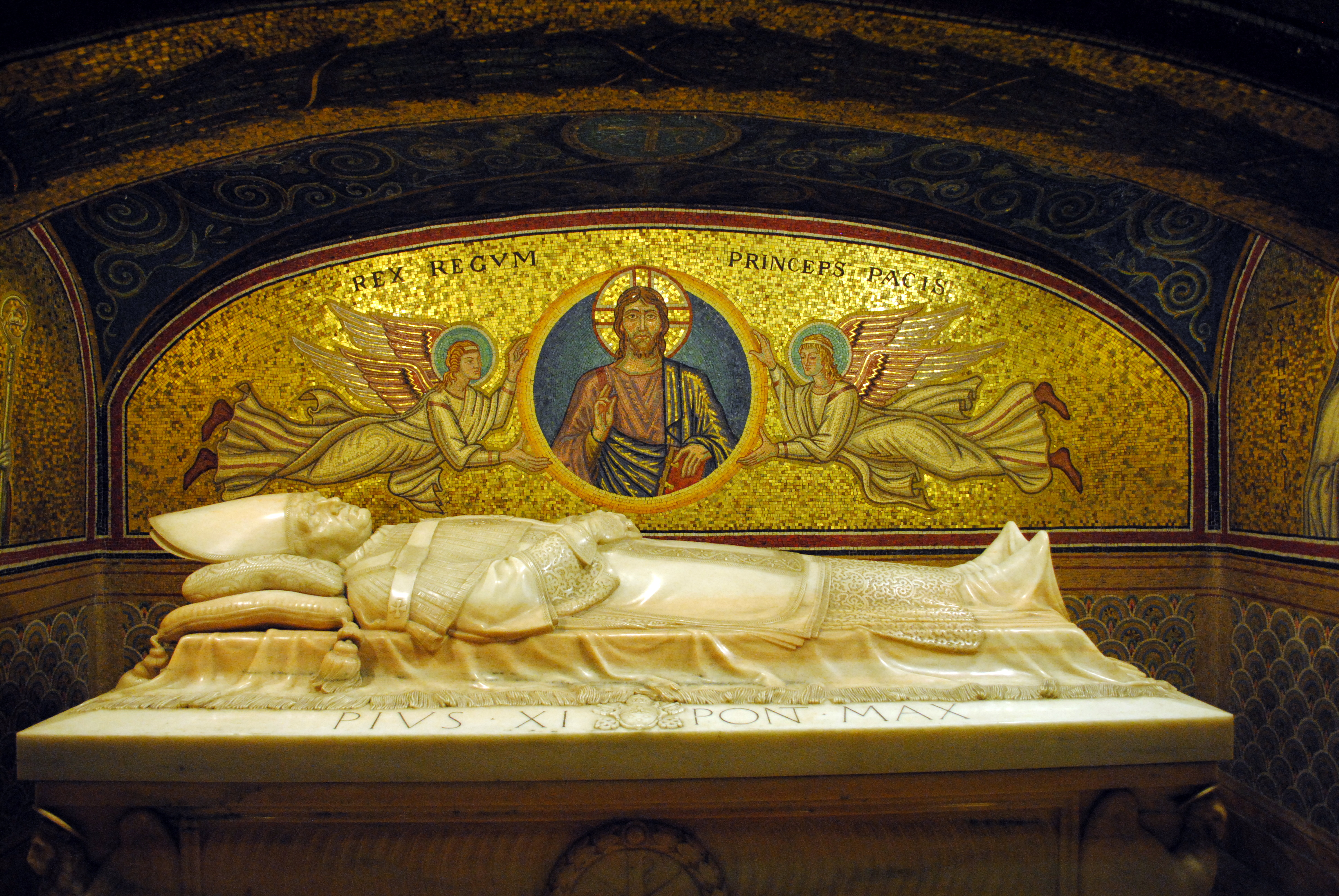
Praalgraf van Pius XI (in de "Grotte Vaticane")

In Nederland werd het kerkelijk verzet geleid door kardinaal en kerkhistoricus Johannes de Jong (1885-1955). Vóór de oorlog had hij bij de Nederlandse bisschoppen al een herderlijk schrijven doen uitgaan waarin verklaard werd dat alle leden van de NSB uitgesloten waren van de kerkelijke sacramenten. Tijdens de oorlog gaf hij samen met dominee Koeno Gravemeijer (1883-1970), de secretaris van de hervormde synode en het Convent van Kerken, leiding aan het kerkelijk verzet tegen de Duitse bezetter (de samenwerking tussen protestanten en katholieken zou na de oorlog belangrijk blijken te zijn voor de oecumene). Zo vaardigde hij een door de karmeliet en hoogleraar mystiek Titus Brandsma, O.Carm. (1881-1942) ontworpen verbod uit over het opnemen van NSB-advertenties in de rooms-katholieke dagbladen. Het kerkelijk verzet bleef niet zonder consequenties: Brandsma werd weggevoerd en zou later in Dachau komen te overlijden. De joodse karmelietes en filosofe Edith Stein, O.Carm. (1891-1942) werd tijdens een vergeldingsactie na een schrijven van 1942 van de gezamenlijke bisschoppen van Nederland, waarin ze de deportatie van Joden aanklaagden, opgepakt en door de Gestapo naar Auschwitz gedeporteerd, waar ze overleed.

#### Pius XII als kerkleider

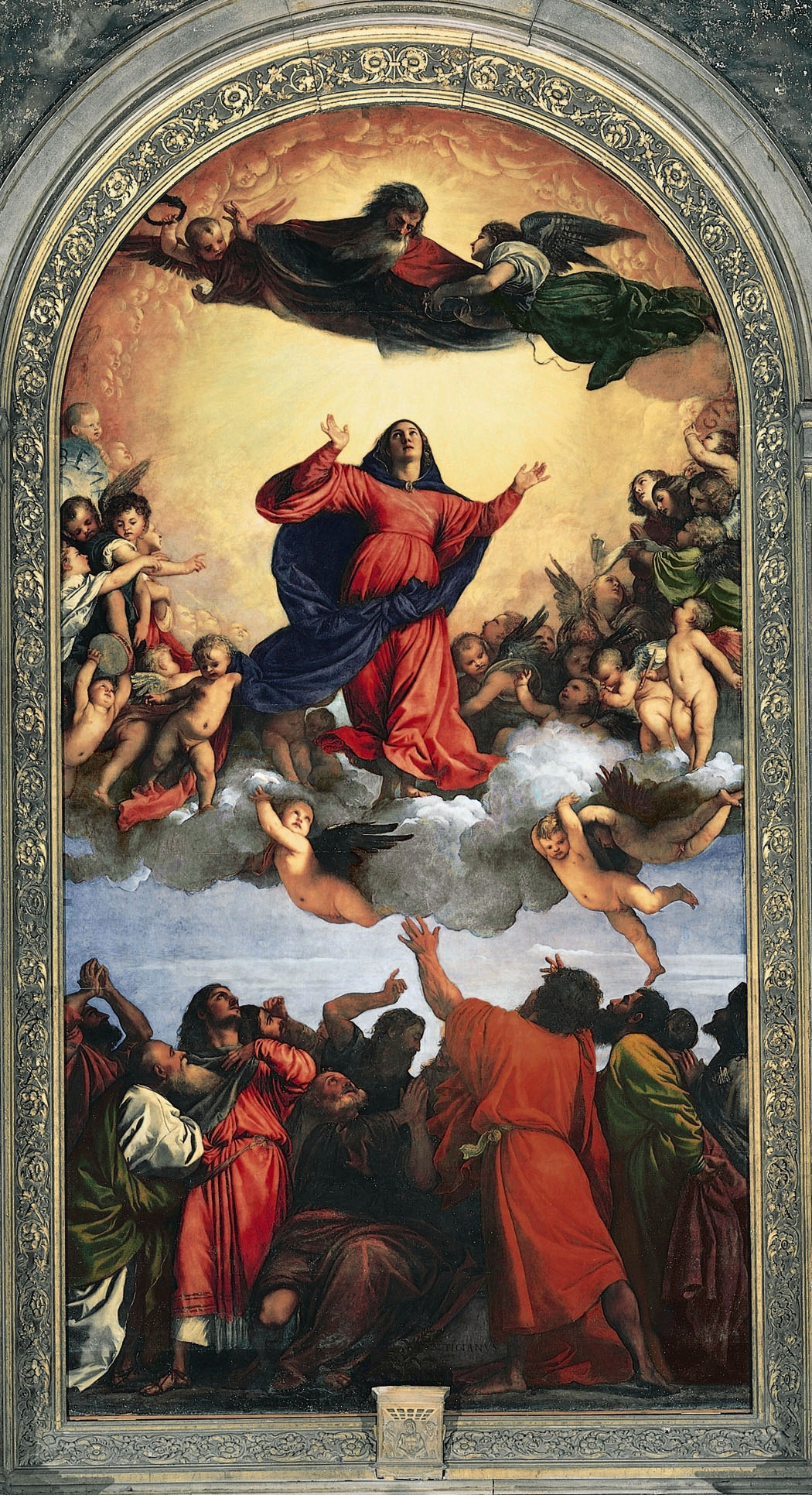
Maria-Tenhemelopneming door Titiaan

Pius XII heeft in kerkelijk opzicht een enorme invloed uitgeoefend. Hij was de eerste paus die gebruik maakte van de moderne media en hij bereidde zijn openbare optredens nauwgezet voor. De leer over de Kerk als Mystiek Lichaam van Christus kreeg een stimulans en een richtlijn in zijn encycliek Mystici Corporis Christi (1943). De katholieke exegese kreeg grotere vrijheid door de encycliek Divino Afflante Spiritu (1943). In zijn encycliek Humani Generis (1950) pleitte hij voor het handhaven van de traditionele theologische taal en voor een interpretatie van de openbaringsbronnen onder toezicht van het kerkelijk leergezag. Hoogtepunt van zijn pontificaat was zijn plechtige definitie van het dogma van de Maria-Tenhemelopneming met ziel en lichaam in 1950, middels de apostolische constitutie Munificentissimus Deus. Het was de eerste onfeilbare pauselijke uitspraak "ex cathedra" sinds de formulering van het dogma van de pauselijke onfeilbaarheid in 1870 tijdens het Eerste Vaticaans Concilie.
Op 2 juli 1957 volgde de encycliek Le Pélérinage de Lourdes, waarin hij memoreerde aan zijn bezoek in 1935 aan de grot waar Maria aan Bernadette Soubirous was verschenen. In de encycliek nam Pius verder stelling tegen het groeiende wijsgerig materialisme. Om de studies van de mariologie te bevorderen werden diverse instituten door Pius XII opgericht of herplaatst naar Rome. Hiertoe behoorden de Academia Mariana Salesiana (onderdeel van de pauselijke universiteit in Rome), Centro Mariano Montfortano, het Marianum en het Collegamento Mariano nazionale. Op het gebied van de medische ethiek hield hij talrijke redevoeringen, die later werden gebundeld door Fiorenzo kardinaal Angelini, onder de titel Pio XII Discorsi Ai Medici (Ediziono Orrizonte Medico, Rome, 1959).
Anderzijds blijft ook het concordaat in 1953 tussen Pius XI en Pius XII en het franquistische Spanje, dat het nationaalkatholicisme invoerde, een heikel punt in de 20e-eeuwse kerkgeschiedenis.

### De Kerk na de Tweede Wereldoorlog

#### Nieuwe theologie

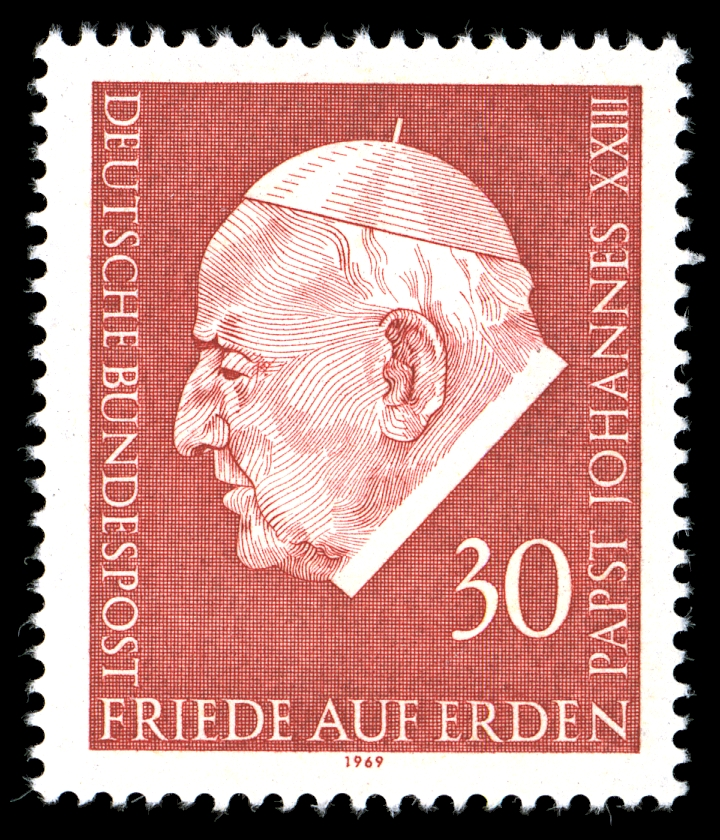
Johannes XXIII op een Duitse postzegel uit 1969

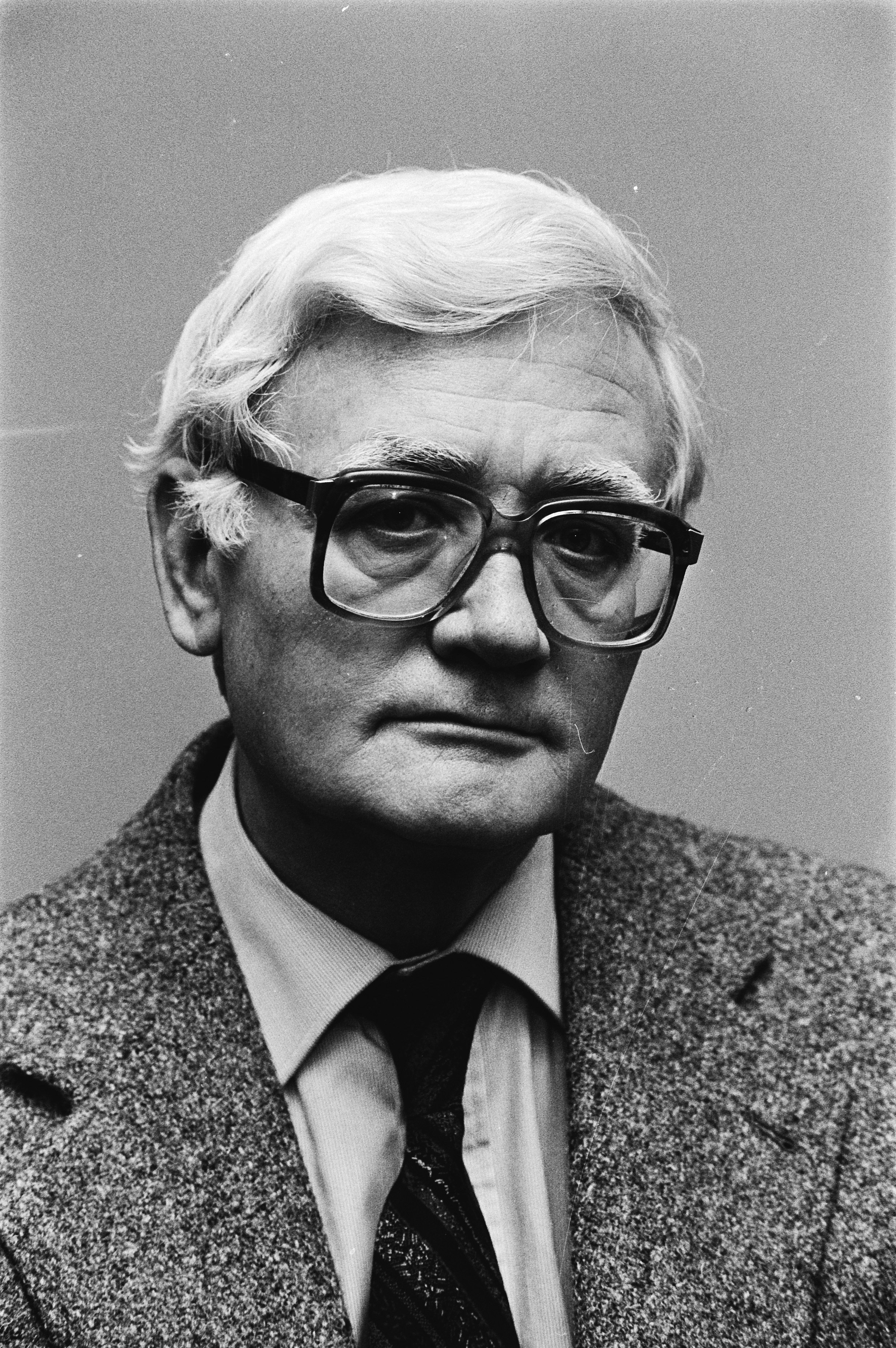
Edward Schillebeeckx, O.P. in 1979

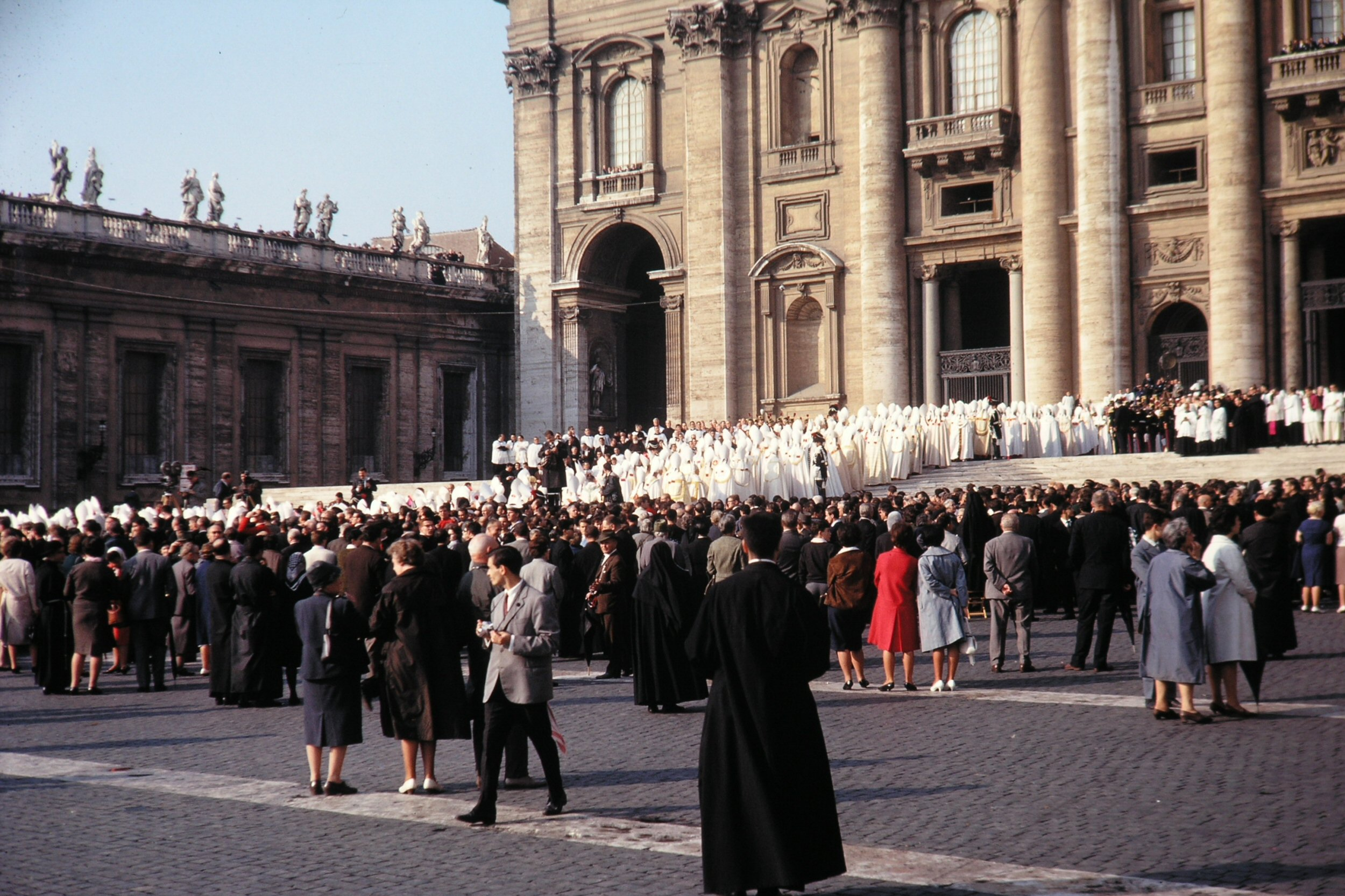
Opening van het Tweede Vaticaans Concilie in Rome in 1962

Als reactie op het neothomisme ontstonden aan de vooravond van het Vaticanum II nieuwe theologische stromingen en inzichten, die later enigszins generaliserend de Nouvelle theologie werd genoemd, hoewel de theologen van die hiertoe worden gerekend veelal naar voren brachten dat hun inzichten terug te voeren zijn op de Schrift en de kerkvaders en in dit verband vaak spraken over herbronning ('ressourcement'). Wat veel theologen verbond was het inzicht dat dogmatiek een sterk historische dimensie had en dat leeruitspraken eerst binnen hun tijd verstaan moeten worden alvorens deze actualiseren. Allereerst was daar de Franse jezuïet en paleontoloog Pierre Teilhard de Chardin, S.J. (1881-1955), die een gedurfde interdisciplinaire methode ontwierp, die hijzelf aanduidde met hyperfysica of hyperbiologie, waarin hij de evolutietheorie in overeenstemming trachtte te brengen met de Bijbelse scheppingsleer en de leer over de erfzonde. Ook de Duitse priester-theoloog Romano Guardini (1885-1968) probeerde zich te ontworstelen aan het scholastieke systeem en probeerde nieuwe wegen te vinden. In zijn bekendste werk, Der Herr (1937), ontwikkelde hij een existentiële, 'biddende' spiritualiteit gebaseerd op de Schrift en de kerkelijke overlevering. Ten slotte was er de school van de Nouvelle Théologie, een theologische stroming die rond het jezuïetenopleidingsinstituut in Lyon-Fourvière en de dominicaanse leergangen van Le Sauchoir was ontstaan. Deze stroming probeerde de nieuwste fenomenologische en hermeneutische inzichten te verbinden met de katholieke bronnen, de Heilige Schrift en patristiek.
Bekende vertegenwoordigers waren de dominicanen Yves Congar, O.P. (1904-1995), Marie-Dominique Chenu, O.P. (1895-1990) en de jezuïeten Jean Daniélou, S.J. (1905-1974), hoogleraar in de vroegchristelijke geschiedenis en patristiek aan het Institut Catholique de Paris en Henri de Lubac, S.J. (1896-1991) die met zijn boek Surnaturel: études historiques (1946) de aandacht trok vanwege de kritiek op de scheiding tussen de bovennatuur, God en de hemel, en de "gewone" natuur, de wereld en de mensen. Ook het werk van de Vlaamse priester en hoogleraar aan de KU Leuven Albert Dondeyne (1901-1985), met name zijn boek Geloof en wereld (1961), is van aanzienlijke betekenis geweest. Hoewel aanvankelijk begroet met enige scepsis zouden de nieuwe theologische inzichten later een aanzienlijke invloed uitoefenen op de documenten van het Tweede Vaticaans Concilie. Ook de Duitse theoloog Karl Rahner, S.J. (1904–1984), die zich aanvankelijk met de studie van Thomas van Aquino had beziggehouden, maar later mede onder invloed van het werk van Martin Heidegger een nieuwe richting in zou slaan, en de Zwitser Hans Urs von Balthasar (1905–1988), kenner van het werk van de reformatorische theoloog en landgenoot Karl Barth (1886–1968) en vurig pleitbezorger van een 'knielende theologie', moeten in dit verband worden genoemd. Daarnaast zou de Liturgische Beweging, die in de eerste helft van de 20e eeuw in diverse kloosters was ontstaan, een grote invloed uitoefenen op Vaticanum II, met name op de liturgische vernieuwing.

#### Aggiornamento en het Tweede Vaticaans Concilie

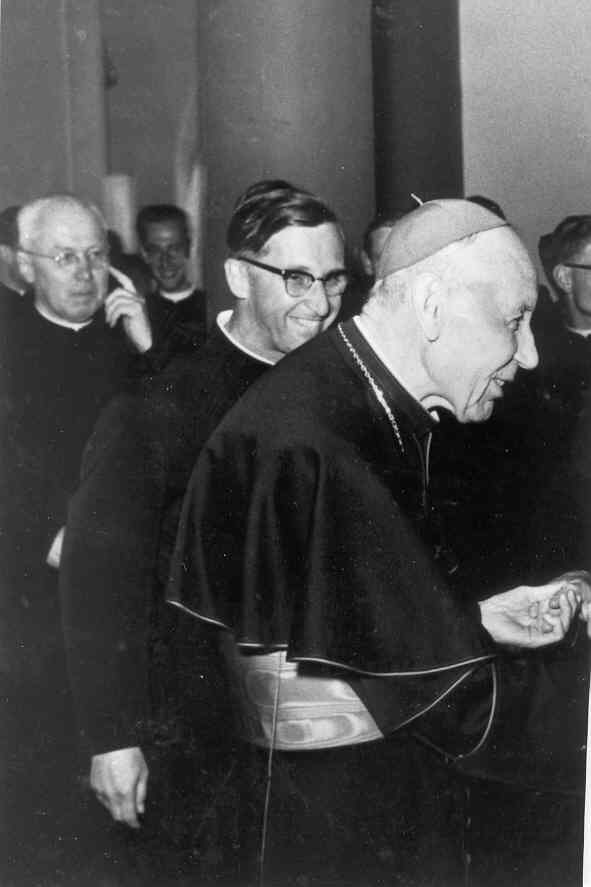
Kardinaal Bea, S.J.

In de jaren 60 riep Johannes XXIII (geboren als Angelo Giuseppe Roncalli; 1881-1963), die - gezien zijn respectabele leeftijd - aanvankelijk werd beschouwd als een ‘overgangspaus’, tot algemene verbazing een nieuwe kerkvergadering bijeen: het Tweede Vaticaans Concilie of Vaticanum II (1962-1965). Zijn doel was de traditionele katholieke leer in de moderne tijd te plaatsen ('aggiornamento': het bij de tijd brengen) en een dialoog met de wereld tot stand te brengen. Hij stelde ook een commissie in tot herziening van de Codex Iuris Canonici, het kerkelijke wetboek uit 1917, wat in 1983 onder Johannes Paulus II tot de publicatie van een nieuwe codex van canoniek recht leidde. Daarnaast schreef hij enkele encyclieken, waarvan Mater et Magistra (1962), over de ontwikkeling van het sociale leven en de christelijke beginselen, en Pacem in Terris (1963), over het vraagstuk van de vrede, de bekendste zijn.
Tijdens de openingsplechtigheid van het concilie waren 2540 katholieke bisschoppen uit alle werelddelen aanwezig. In zijn openingstoespraak op 11 oktober 1962 haalde Johannes XXIII uit naar de 'onheilsprofeten' die in de nieuwe tijd niets anders dan onheil en geloofsafval zagen.
Waar zijn voorganger, Pius XII, in zijn encycliek Humani Generis vooral op waarschuwende wijze de moderniteit had benaderd, wilden veel concilievaders op meer positieve wijze de hedendaagse wereld tegemoet treden. Naarmate het concilie vorderde wisten de vernieuwingsgezinde facties de conservatieve curie onder leiding van de invloedrijke prefect van de Congregatie van de Geloofsleer kardinaal Alfredo Ottaviani (1890-1979) te isoleren. Met name de inbreng van de Belgische kardinaal Leo Jozef Suenens (1904-1996), de Weense kardinaal Franz König (1905-2004), de Duitse kardinaal Julius August Döpfner (1913-1976) en de Nederlandse kardinaal Bernardus Johannes Alfrink (1900-1987) was daarbij van belang. Het concilie legde geen nieuwe geloofsdefinities neer, zoals door Johannes XXIII bij de openingstoespraak op werd benadrukt, maar streefde naar een pastorale heroriëntatie. De liturgie werd vernieuwd en toegankelijker gemaakt: de priester vierde de mis nu met het gezicht naar het kerkvolk, terwijl de substantiële eenheid van de Romeinse ritus behouden moest blijven. De clerus zou een betere liturgische vorming krijgen. De volkstaal in de liturgie werd toegestaan, maar tegelijkertijd werd het Latijn als universele taal van de Kerk bevestigd. Actieve deelname van de gelovigen werd bevorderd en de rol van leken in de Kerk uitgewerkt en bevestigd. De positie van de leken en de plaatselijke bisschoppen werd versterkt, de collegialiteit van de bisschoppen in eenheid met de bisschop van Rome werd vastgelegd, de zelfopenbaring werd voorgesteld niet alleen als een statisch, maar tevens als een dynamisch gegeven.
De houding ten opzichte van andere christelijke denominaties en godsdiensten werd gedefinieerd en leidde tot nieuwe oecumenische impulsen en verwachtingen. Zo werd er met waardering gesproken over de protestantse kerken. Daarnaast werd gesteld dat ook andere godsdiensten sporen van licht bevatten, hoewel het enige en unieke middelaarschap van Christus werd benadrukt. Op het concilie waren voor het eerst protestantse waarnemers, orthodoxen en vertegenwoordigers van andere religies uitgenodigd, zoals de Nederlandse reformatorische VU-theoloog G.C. Berkouwer, die zijn bevindingen later in zijn werk 'Vatikaans Concilie en nieuwe theologie' (1964) zou vastleggen.
In het verband van de oecumene is met name de oprichting van het Secretariaat voor de Eenheid van de Christenen onder leiding van de Duitse jezuïet en exegeet kardinaal Augustin Bea (1881-1968) van belang. Deze zou tijdens het Concilie verschillende aanvaringen met zijn behoudende tegenvoeter binnen de Romeinse Curie Alfredo Ottaviani krijgen.
Het nieuwe secretariaat had als doel de bevordering van een ware oecumenische geest binnen de Katholieke Kerk volgens het conciliaire decreet Unitatis Redintegratio, waarin 'de kerken en kerkelijke gemeenschappen die van de Apostolische Stoel van Rome zijn afgescheiden' meermalen 'onze gescheiden broeders' genoemd worden, en het op gang brengen en in stand houden van een dialoog met andere christelijke kerken en gemeenschappen. Het katholiek heilskundig exclusivisme werd genuanceerd, wat met name tot uitdrukking kwam in de relaties met het jodendom. Verder nam de Kerk openlijk afstand van het antisemitisme. Zo stelt de verklaring Nostra Ætate:

Al is het waar, dat de Joodse gezagsdragers met hun aanhangers hebben aangestuurd op de dood van Christus (Vgl. Joh. 19, 6) toch mag wat tijdens zijn lijden is misdreven niet alle Joden van die tijd zonder onderscheid en evenmin de Joden van onze tijd worden aangerekend. En al is de Kerk het uwe volk Gods, toch mag men de Joden niet voorstellen als door God verworpen of als vervloekt, alsof dit zou zijn af te leiden uit de H. Schrift. Laten dus allen vermijden, in de catechese en bij de prediking van het woord Gods ook maar iets te leren, dat niet in overeenstemming is met de waarheid van het Evangelie en met de geest van Christus.

#### Paulus VI

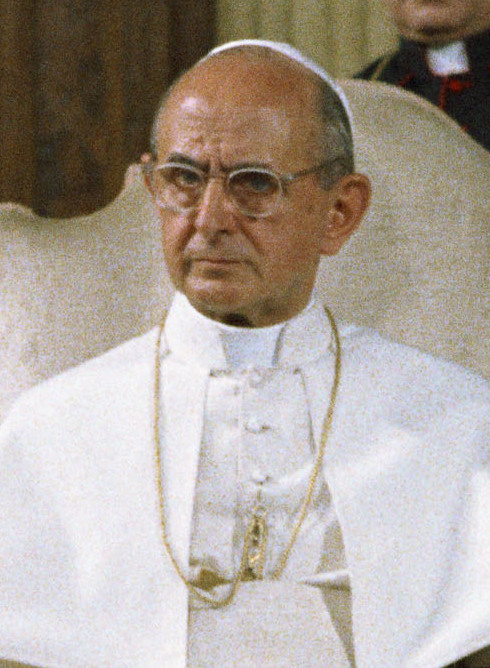
Paulus VI in 1970

Johannes XXIII overleed nog tijdens het concilie en werd opgevolgd door paus Paulus VI, als kardinaal Montini een van de drijvende krachten achter het concilie. Als paus wees hij de concilievaders nogmaals op het pastorale karakter van het concilie en drong erop aan niet te zoeken naar nieuwe leerstellingen, maar veel meer de bestaande leer van de Kerk te leren kennen en inzichtelijk te maken voor de moderne gelovigen. Opmerkelijk was dat de paus vergiffenis vroeg aan de andere christelijke kerken voor het aandeel van de Katholieke Kerk in de schisma's:

Indien wij enige schuld hebben aan deze scheiding, dan vragen wij God nederig om vergiffenis, en ook onze broeders zelf vragen wij om vergiffenis, indien zij zich door ons beledigd voelen. Wij van onze kant zijn van harte bereid, het onrecht te vergeven, dat de katholieke Kerk is aangedaan, en het leed te vergeten, dat zij verduurd heeft, ten gevolge van de langdurige onenigheid en scheiding.

Paulus VI zat daarna nog twee sessies van het Concilie voor waar hij een moeizaam evenwicht zocht tussen de traditie van de Kerk enerzijds en de wil tot vernieuwing anderzijds. Gevolg hiervan was dat hij in de ogen van de conservatieven en progressieven op wantrouwen en onbegrip kon rekenen: voor sommigen gingen de hervormingen niet ver genoeg, voor anderen vormden de veranderingen een breuk met de traditie. Belangrijke hervormingen wist hij tot stand te brengen: de nieuwe liturgie, de instelling van de notie van de bisschoppelijke collegialiteit en de schepping van de bisschoppensynode.
Ook de rest van het pontificaat bleef Paulus balanceren tussen vernieuwende en behoudende krachten binnen de kerk. Zo suspendeerde hij de conservatieve aartsbisschop Marcel Lefebvre die zich bleef verzetten tegen elementen uit de teksten van het concilie en tegen de zin van Rome priesters bleef wijden. Tijdens zijn pontificaat werden er echter geen excommunicaties uitgesproken. Wel werd in 1967 de wederzijdse excommunicatie opgeheven die de kerk van Oost en West eeuwen had verdeeld.
In 1966 maakte paus Paulus VI een eind aan de Index van verboden boeken (Index librorum prohibitorum).
Paulus wordt vaak beschouwd als een gematigd progressief, open, hartelijk, verzoenend en ook wel tragisch figuur (hij leed tegen het einde aan zijn leven aan zwaarmoedigheid en twijfels). Hij voerde verschillende vernieuwingen door. Het meest in het oog springt de - bij motu proprio (Ingravescentem Ætatem) afgekondigde maatregel dat kardinalen van tachtig jaar en ouder geen deel meer mochten nemen in het conclaaf. Eveneens bepaalde hij dat bisschoppen en hoge Curiefunctionarissen geacht werden op hun vijfenzeventigste verjaardag vrijwillig hun ontslag aan te bieden. Beide maatregelen gaven Paulus de gelegenheid een enorme vernieuwingsslag te maken binnen het College. Hoge Curiefunctionarissen die met leeftijdsontslag gingen, werden vervangen door anderen, waaronder veel bisschoppen uit de Derde Wereld, die meestal gelijk tot kardinaal werden gecreëerd. Ook stelde Paulus een nieuw maximum aan het aantal kiesgerechtigde kardinalen.
Paulus VI zou nooit de grote populariteit genieten van zijn voorganger. De kerkhistoricus, kenner van de pauselijke geschiedenis en professor aan de Universiteit van Cambridge Eamon Duffy kenschetste het pontificaat van Paulus als het 'grootste' van de moderne tijd.

#### Na Vaticanum II

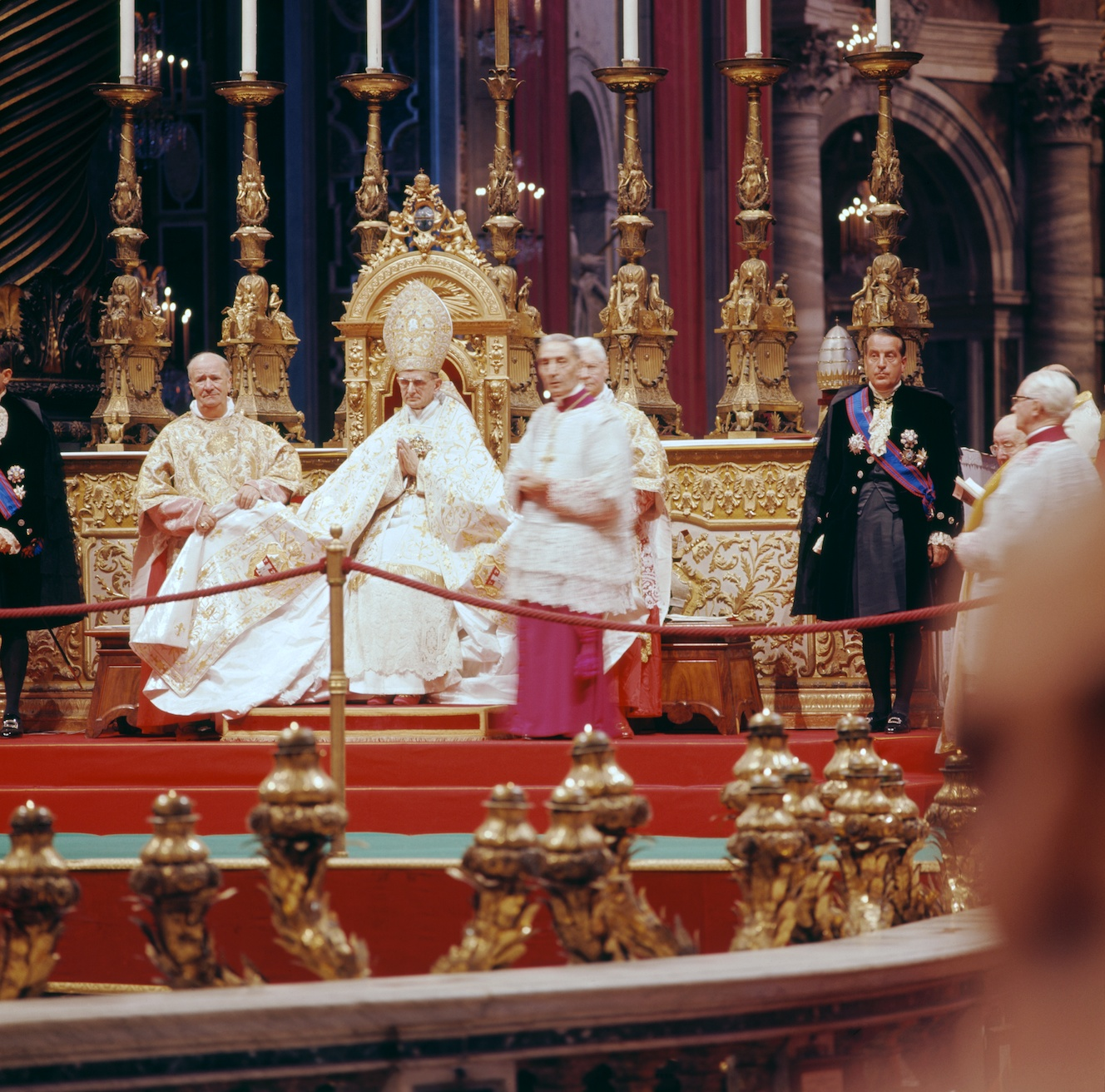
De paus zit het concilie voor

De periode na het concilie kenmerkte zich in sommige streken door verwarring en polemiek. Theologen als de Vlaamse dominicaan en hoogleraar aan de katholieke Universiteit Nijmegen Edward Schillebeeckx, O.P. (1914-2009), de Nederlandse jezuïet en dogmaticus Piet Schoonenberg (1911-1999), eveneens hoogleraar in Nijmegen en directeur van het Hoger Katechetisch Instituut dat verantwoordelijk was voor de uitgave van de omstreden Nieuwe Katechismus, de Zwitserse theoloog en hoogleraar aan de Universiteit van Tübingen, Hans Küng (*1928) die als peritus (= theologisch adviseur) deelnam aan het concilie en als zodanig grote invloed kon uitoefenen op de teksten van het Concilie, maar in het boek Unfehlbar? het dogma van de pauselijke onfeilbaarheid in twijfel had getrokken en sindsdien een van de felste critici bleef van het kerkelijk leergezag, en de bevrijdingstheoloog Leonardo Boff, O.F.M. werden door Rome ter verantwoording geroepen. Ook de theoloog en psychotherapeut Eugen Drewermann (1940), die kritiek had geleverd op het celibaat en de plaats van Maria, werd door Rome op non-actief gesteld. Daarnaast verlieten veel priesters hun ambt om in het huwelijk te treden.
Ook onder traditionalistische gelovigen heerste er ontevredenheid. De Franse aartsbisschop Marcel-François Lefebvre (1905-1991), die in het voormalig noviciaat van de Bernardijnen in Ecône in het bisdom Fribourg, een seminarie had gesticht, was van mening dat bepaalde uitspraken van het concilie over de godsdienstvrijheid en de verhouding tot andere kerkgenootschappen en wereldgodsdiensten, en de nieuwe liturgie (= Novus Ordo Missae) van paus Paulus VI in strijd waren met de traditionele katholieke leer, zoals die onder meer door het Concilie van Trente was geformuleerd. Lefebvre werd in het motu proprio Ecclesia Dei Afflicta door paus Johannes Paulus II geëxcommuniceerd nadat hij in 1988 zonder toestemming van Rome vier bisschoppen had gewijd (deze excommunicatie werd in 2009 opgeheven). Hij trok zich terug in de Priesterbroederschap Sint Pius X (FSSPX) en bleef tot zijn dood een vurig pleitbezorger voor een terugkeer naar de Tridentijnse ritus en een bestrijder van modernistische tendensen in de Kerk.
Vanuit de FSSPX kwamen ook andere traditionalistische congregaties voort zoals de Priesterbroederschap Sint-Petrus (FSSP) en Instituut Christus Koning en Soeverein Hogepriester (ICRSP).
Verschillende theologen, zoals Henri de Lubac, S.J., Jean Daniélou, S.J., Yves Congar, O.P., de voormalig jezuïet Hans Urs von Balthasar en Joseph Ratzinger, hoogleraar aan de universiteiten van Münster, Tübingen en Regensburg (de latere paus Benedictus XVI) kregen kerkelijke erkenning en werden kardinaal gecreëerd.
In Nederland leidde het Pastoraal Concilie van Noordwijkerhout van 1968, waar onder meer de afschaffing van het verplichte celibaat besproken werd, ertoe dat de toenmalige aartsbisschop van Utrecht Bernardus kardinaal Alfrink (1900-1987), die tijdens Vaticanum II een belangrijke rol had vervuld als lid van het tienkoppige presidium, in Rome uit de gratie viel. Niet lang daarna benoemde Rome enkele bisschoppen waaronder Adrianus Simonis in 1970 (Rotterdam, later aartsbisschop van Utrecht), Joannes Gijsen in 1972 (Roermond) en Johannes ter Schure (1985) ('s-Hertogenbosch). Door de twee laatstgenoemden werden grootseminaries gesticht die terug aansluiting zochten met de wereldkerk, namelijk het grootseminarie Rolduc en het Sint-Janscentrum in 's-Hertogenbosch. Priesters die hun opleiding aan deze seminaries hadden ontvangen zouden al snel verantwoordelijke posities in de Nederlandse kerkprovincie gaan bekleden.
Veel aandacht kreeg de encycliek Humanae Vitae (= Over het Menselijk Leven), die handelde over de beschermwaardigheid van het menselijk leven, het huwelijk en de geboorteregeling.

#### Johannes Paulus II

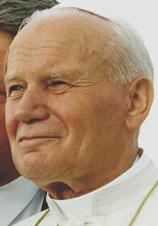
Johannes Paulus II in 1993

Na de dood van Paulus VI en het korte pontificaat van slechts 33 dagen van Albino Luciani (1912–1978), werd voor het eerst in de geschiedenis een Poolse paus gekozen: Johannes Paulus II (1920-2005). Hij speelde een grote rol bij de val van het communisme en stond bekend om zijn vele pastorale reizen. Hij kwam op voor godsdienstvrijheid, democratie en voor wat hij de "Cultuur van het Leven" heeft genoemd. Hij sprak zich uit tegen het communisme, het materialisme en een ongebreideld kapitalisme. Daarnaast verwierp hij de "Cultuur van de Dood" die zich volgens de katholieke leer onder meer uit in praktijken als abortus provocatus, euthanasie, anticonceptie, embryonaal stamcelonderzoek, verloedering van het milieu en het gebruik van de doodstraf in vredestijd. Hij was dan ook uitgesproken in zijn afkeer van oorlog voeren als oplossing voor problemen. Hij veroordeelde en bekritiseerde publiekelijk de Tweede Golfoorlog en hij had daarvoor de Eerste Golfoorlog ook al fel bekritiseerd. In zijn encycliek Veritatis Splendor (= De Pracht van de Waarheid) uit 1993 wees hij de moderne 'situatie-ethiek' (de opvatting dat de morele betekenis van daden volledig afhankelijk is van de context) af.
Johannes Paulus II initieerde in 1984 de Wereldjongerendagen, haalde de banden aan met het jodendom, de oosters-orthodoxe kerken en de andere wereldgodsdiensten. Tijdens zijn pontificaat verscheen de Catechismus van de Katholieke Kerk.
Het afwijzen van anticonceptie wordt echter door de meeste katholieken in Europa en Noord-Amerika als een anachronisme beschouwd en vaak als onethisch bestempeld. Er is dus een kloof tussen het Vaticaan en de basis van de kerk.

#### Benedictus XVI

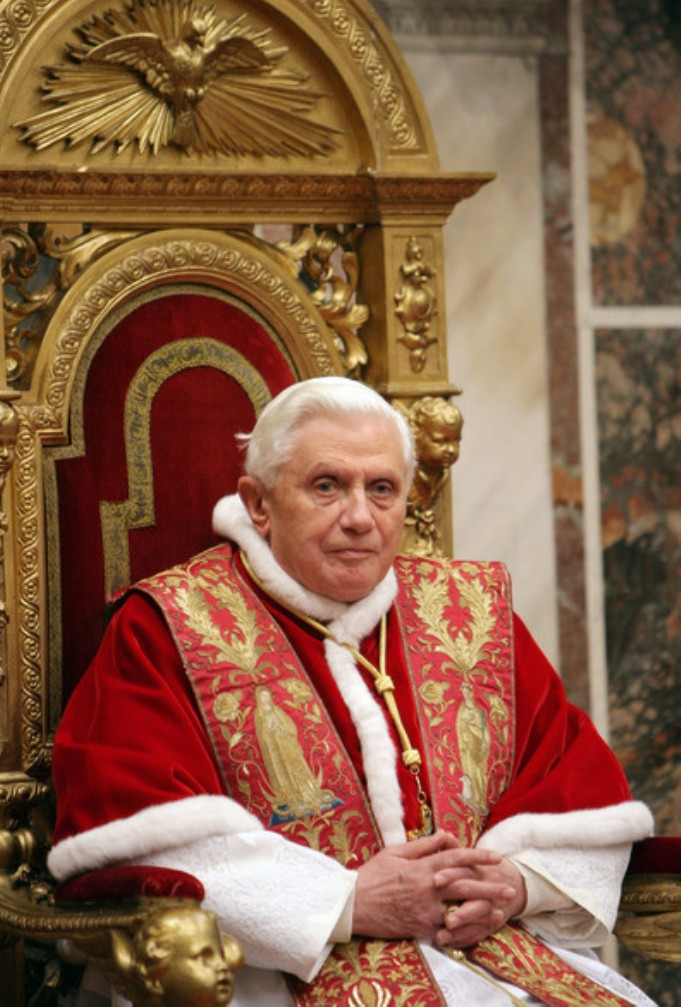
Benedictus XVI

De verkiezing van Joseph Ratzinger tot paus Benedictus XVI in 2005 betekende voor de Kerk grotendeels een voortzetting van het beleid van zijn voorganger, Johannes Paulus II: Benedictus decentraliseerde de zaligverklaringen en herzag de beslissing van zijn voorganger met betrekking tot pauselijke verkiezingen. Hij heeft zich uitgesproken tegen de schendingen van de mensenrechten in China, Darfur en Irak, moedigde de bescherming van het milieu aan en de zorg voor de armen. Hij sprak zich uit tegen drugsdealers in Latijns-Amerika en katholieke politici die proabortuswetgevingen ondersteunen.
Benedictus XVI deed ook belangrijke pogingen om Pius X-broederschap terug in volle communio met de Kerk te brengen. Tijdens zijn pontificaat kwamen verschillende gevallen van seksueel misbruik binnen en buiten de Kerk aan het licht. In een brief aan de Ierse bisschoppen haalde Benedictus in ongekend harde bewoordingen uit naar het beleid van het Iers episcopaat. In een toespraak tot dezelfde bisschoppen in oktober 2006 riep hij op om er alles aan te doen om herhaling van seksueel misbruik door priesters te voorkomen. De paus zei dat de Kerk de waarheid over misbruik onder ogen moet zien. Daarbij moet het welzijn van de slachtoffers voorop staan.
Benedictus staat bekend als een zeer begaafd theoloog en cultuurfilosoof. Tijdens zijn pontificaat publiceerde Benedictus een trilogie over het leven van Jezus. Daarnaast schreef hij encyclieken over de liefde (Deus Caritas Est), de hoop (Spe Salvi) en de sociale rechtvaardigheid (Caritas in Veritate). In zijn geschriften gaat de paus een kritische dialoog aan met het cultuurrelativisme en bepleit hij traditionele gezinswaarden, een nieuw liturgisch bewustzijn en dialoog met andere godsdiensten.

#### Franciscus

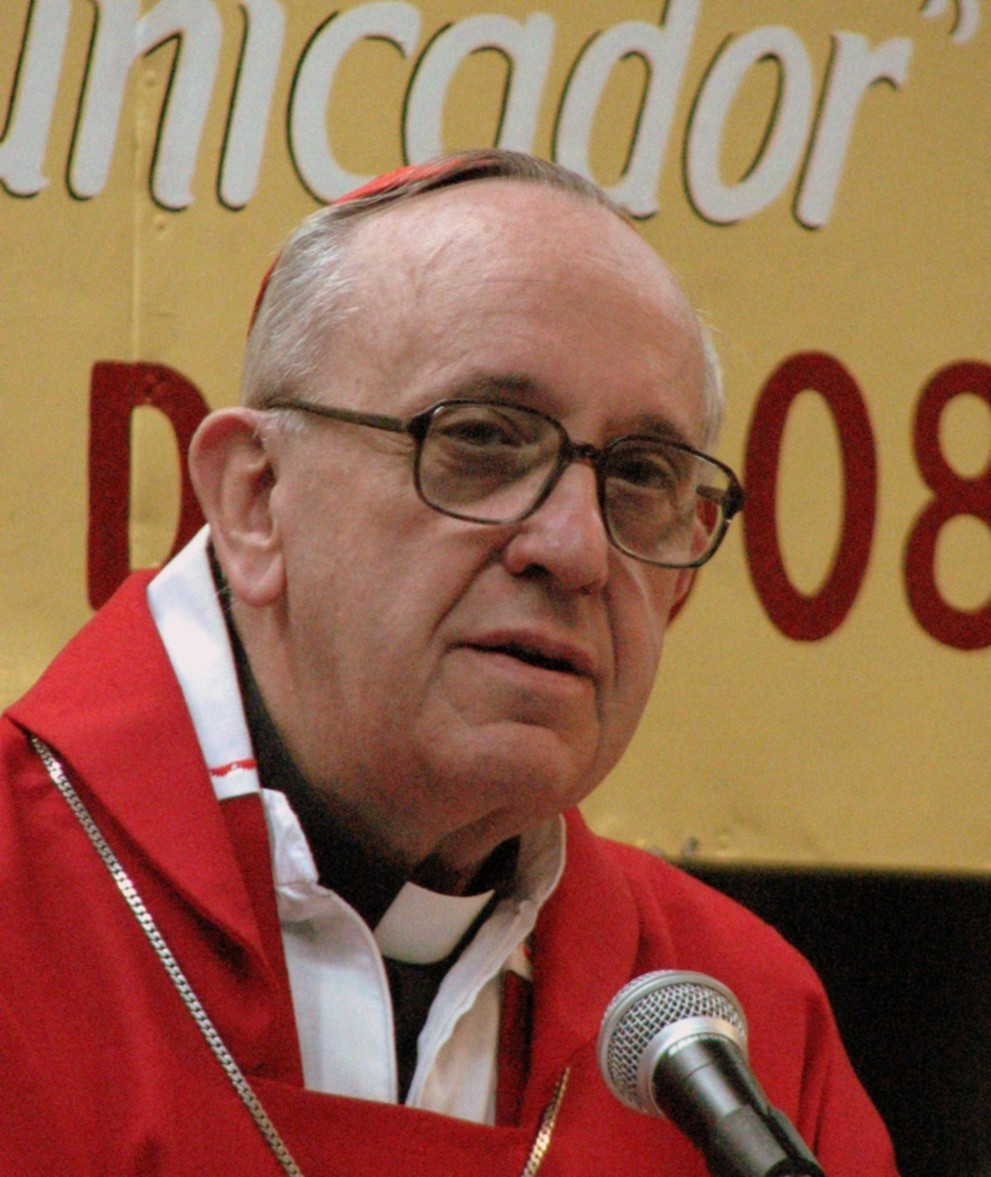
Franciscus als kardinaal in 2008

Nadat Benedictus XVI wegens gezondheidsredenen vrijwillig aftrad, werd de Argentijnse jezuïet en kardinaal Jorge Mario Bergoglio, op 13 maart 2013 tot paus Franciscus gekozen.

## Missionering

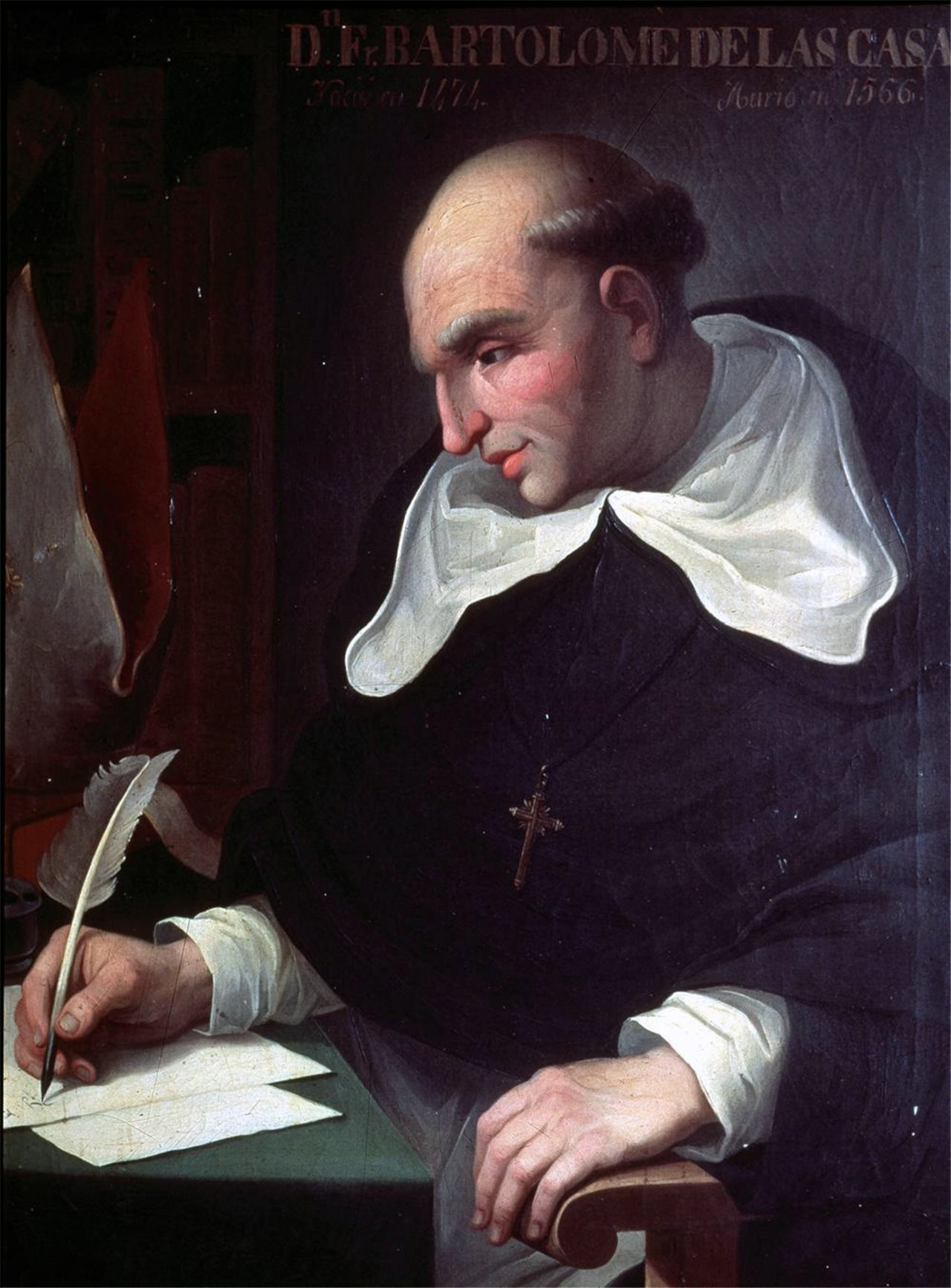
Bartolomé de las Casas

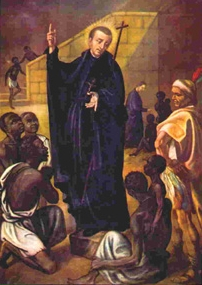
Petrus Claver

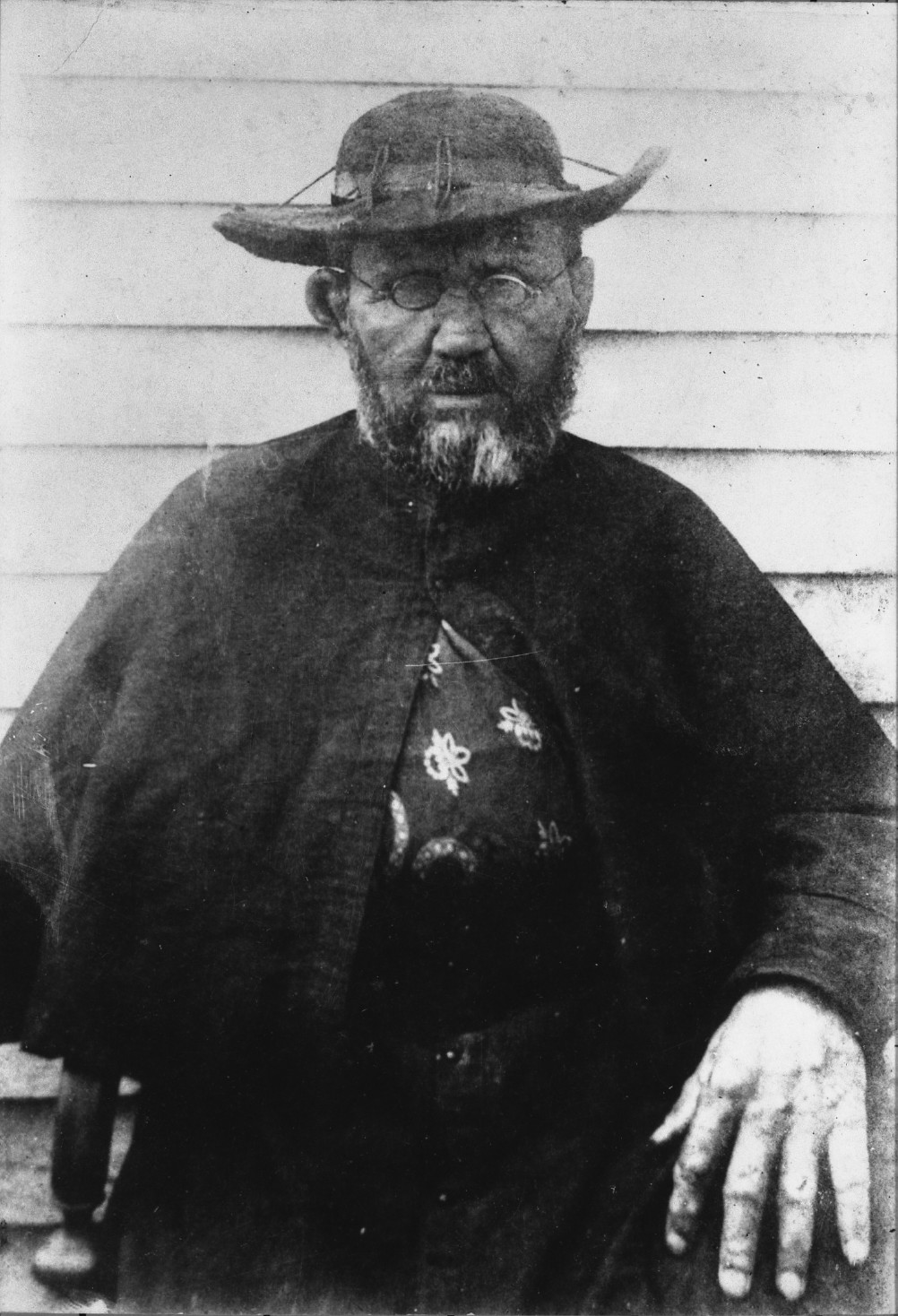
H. Jozef De Veuster (1888)

Missionarissen uit vele verscheidene landen worden naar missiegebieden gestuurd om daar het evangelie te verkondigen en de lokale bevolking tot het katholieke geloof te bekeren en hen bij te staan in woord en daad. In het verleden gebeurde de bekering van de oorspronkelijk heidense (zonnecultus) bevolking in Spaans en Portugees Amerika grotendeels onder dwang van de politieke macht van Spanje en Portugal, hoewel vele missionarissen ook succesvol waren in de meer vrije bekering. Zo stichtten de jezuïeten in de 17e en 18e eeuw verscheidene reducties in Zuid-Amerika. Ook in latere eeuwen in Afrika en Azië vertrouwden missionarissen op hun verbale overtuigingskracht. In veel landen, eveneens van Europa en Amerika, stonden zij bovendien aan de wieg van charitatieve instellingen en gezondheidszorg. Eveneens in Europa was de Kerk meestal de grondlegger van de gezondheidszorg en het onderwijs. Veel ziekenhuizen en scholen werden en worden door kloosterorden en congregaties geleid.
Een van de bekendste missionarissen was de jezuïet Franciscus Xaverius (1506-1552), die een belangrijke rol speelde bij de opbouw van de missie in Zuid- en Oost-Azië. In 1549 bereikte hij Japan, via Malakka en Macau. Hij bleef twee jaar in Japan, waarbij hij onder meer een bezoek bracht aan de keizer in Kioto, en er diverse bekeerlingen maakte. Eerder had hij ook al in India vele mensen gewonnen voor het geloof. Ook de Spaanse dominicaan Bartolomé de las Casas (1484-1566), de eerste bisschop van Chiapas, leeft voort, met name door zijn inspanningen om de positie van de indianen te verbeteren en als een fel bestrijder van de slavernij. Hij wist Karel V over te halen om de indiaanse slavernij te stoppen. Zijn bekendste werk heet Brevísima relación de la destrucción de las Indias. Hij schreef dit werk in 1552 als aanklacht tegen de mishandeling van de indianen. Ook de naam van de jezuïet Petrus Claver (1580-1654), patroonheilige van Colombia, is verbonden met het lot van de slaven. Hij onderrichtte hen in het geloof, doopte ze en bood ze medische zorg. Vanwege zijn bijzondere zorg voor zieken, armen, uitgestotenen, stervenden en gevangenen kreeg hij de bijnaam Apostel van Cartagena. Een andere bekende missionaris was Pater Damiaan, geboren als Jozef De Veuster (1840-1889), een Vlaamse Picpus-pater, missionaris en patroonheilige van de melaatsen en aidspatiënten, bekend door zijn werk voor leprapatiënten op Molokai, waar hij uiteindelijk ook zelf aan lepra overleed.
Een bekende Nederlandse missionaris was Peerke Donders (1809-1887). In 1842 vertrok hij naar Suriname om er ook te werken onder de leprapatiënten. Hij werd aangesteld als kapelaan in Paramaribo, en in een leprakolonie gevestigd op de voormalige plantage Batavia aan de rivier Coppename. Petrus Drabbe (1887-1970) was een Missionaris van het Heilig Hart die van 1912 tot 1960 achtereenvolgens heeft gewerkt op de Filipijnen, op de Molukse Tanimbar-eilanden en aan de zuidkust van toentertijd Nederlands-Nieuw-Guinea, nu de Indonesische provincie Papua.

## Structuur en organisatie

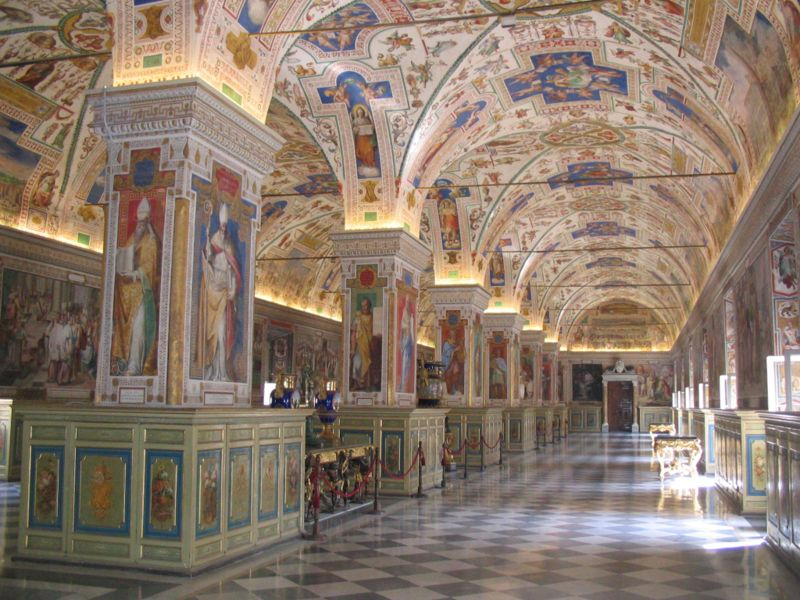
Biblioteca Apostolica Vaticana

De Katholieke Kerk is de oudste nog steeds functionerende organisatie ter wereld. Het is de enige organisatie ter wereld die aantoonbaar ononderbroken heeft gefunctioneerd sinds de 1e eeuw en het enige instituut van het Romeinse Rijk dat heeft weten te overleven tot in de moderne tijd. Ook het archief, het Archivio Segreto Vaticano, en de bibliotheek van het Vaticaan, de Biblioteca Apostolica Vaticana, zijn voor zover bekend de oudste ter wereld. Wel zijn er onbevestigde berichten dat sommige boeddhistische kloosters nog oudere archieven en bibliotheken bezitten.
De organisatie van de Kerk is het resultaat van een eeuwenlange evolutie. De Kerk kent een organisatiestructuur met zowel verticale als horizontale assen, een Kerk georganiseerd in kruisvorm.
- Verticaal: van paus tot gelovige leek; en
- Horizontaal: op verschillende niveaus bestaat een aantal al dan niet formele instellingen naast elkaar.

De Kerk kent haar eigen rechtbanken: de Apostolische Penitentiarie, de Hoogste Rechtbank van de Apostolische Signatuur en het Tribunaal van de Rota Romana, die zich baseren op het canoniek recht. De Kerk is geen democratie, maar een pontificaat, en er bestaat geen scheiding tussen de wetgevende, uitvoerende en controlerende macht. De uiteindelijke macht ligt bij de paus, die zich laat bijstaan door de Curie.
De Kerk beroept zich op het goddelijke recht en de openbaring om haar hiërarchische structuur enkel voor mannen voor te behouden. Bepaalde critici bestempelen dit als seksisme.
Er moet onderscheid gemaakt worden tussen de paus als politiek staatshoofd van het Vaticaan, wat niet veel om het lijf heeft, en als religieus leider waarbij de paus wereldwijd zeer invloedrijk is.

### Verticale structuur

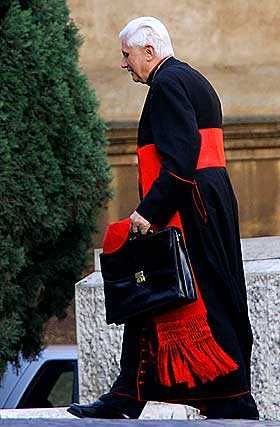
Benedictus XVI was als kardinaal deken van het College van Kardinalen

De paus regeert eigenmachtig (hoewel zijn macht informeel beperkt wordt) door middel van decreten en richtlijnen. Hij verenigt in zijn persoon de hoogste geestelijke macht, dit wil zeggen het hoogste leergezag, de opperste wetgevende en rechterlijke macht. Toch is zijn macht niet enig in de Kerk: hij wordt bijgestaan door de Curie en de bisschoppen hebben belangrijke bevoegdheden binnen hun diocees. De grote lijnen en principes worden verwoord in encyclieken, apostolische exhortaties en vele andere documenten. Deze worden in het Latijn gepubliceerd en benoemd met de eerste woorden ervan. Zo behandelt de encycliek Rerum Novarum (= Over Nieuwe Zaken) de sociale leer van de Kerk en de encycliek Humanae Vitae (= Over Het Menselijk Leven) de houding van de Kerk ten aanzien van het menselijk leven, het huwelijk en de geboorteregeling.
Vaak worden belangrijke documenten naar alle bisschoppen gestuurd, die gewoonlijk (maar niet altijd) een geografisch gebied onder zich hebben. Zij hebben de taak om de inhoud verder te verspreiden onder de priesters, die hun gelovigen moeten inlichten, en verklaringen verschaffen, indien nodig. Encyclieken worden tegenwoordig geadresseerd aan heel de Kerk en alle mensen van goede wil.
Een herderlijke brief daarentegen is vrijblijvender en dikwijls gericht tot een beperkt gebied of een gedeelte van de gelovigen, bijvoorbeeld alleen voor priesters, of alleen voor katholieke Amerikanen.

### Verkiezing van een paus

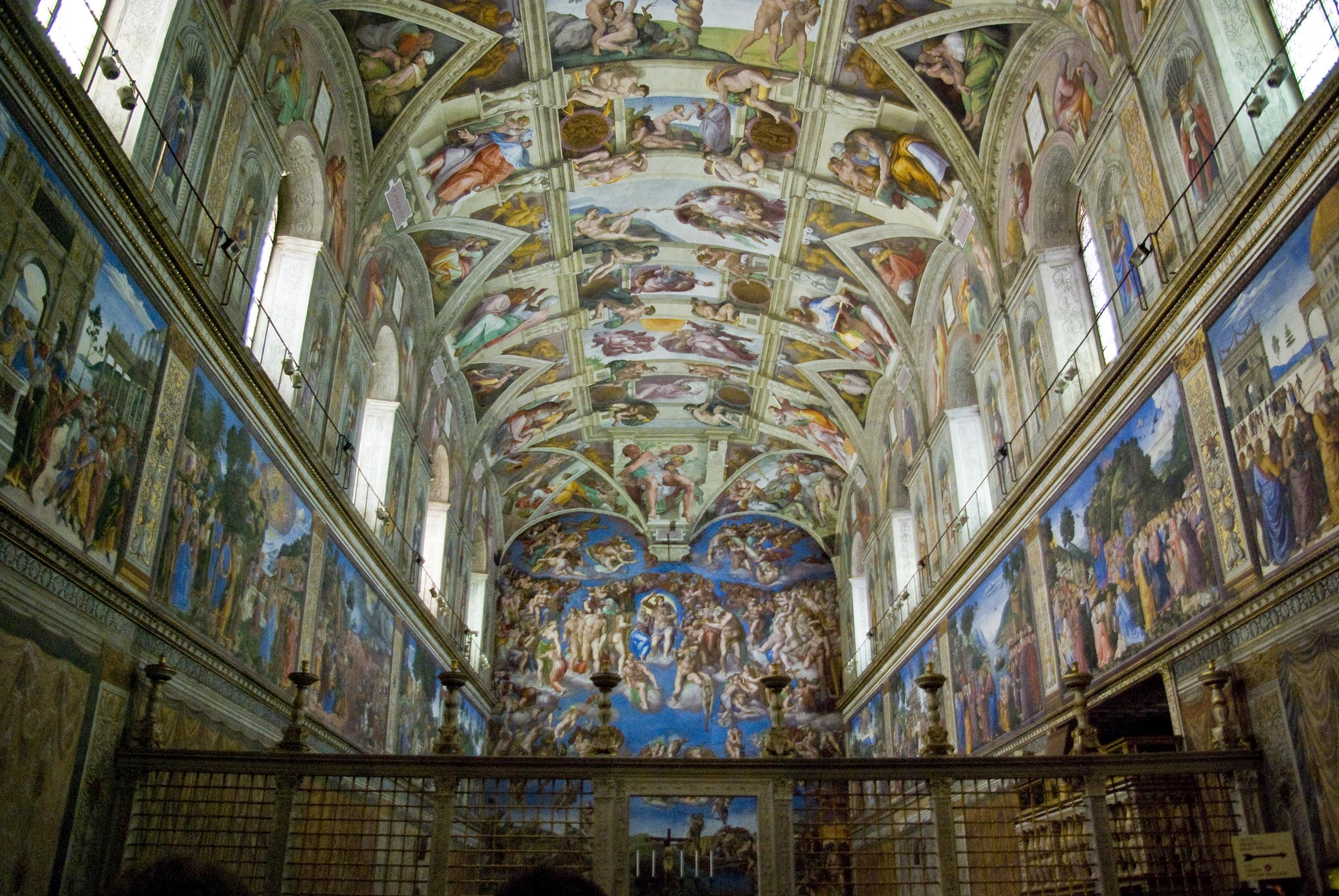
De Sixtijnse Kapel met het fresco van het laatste oordeel

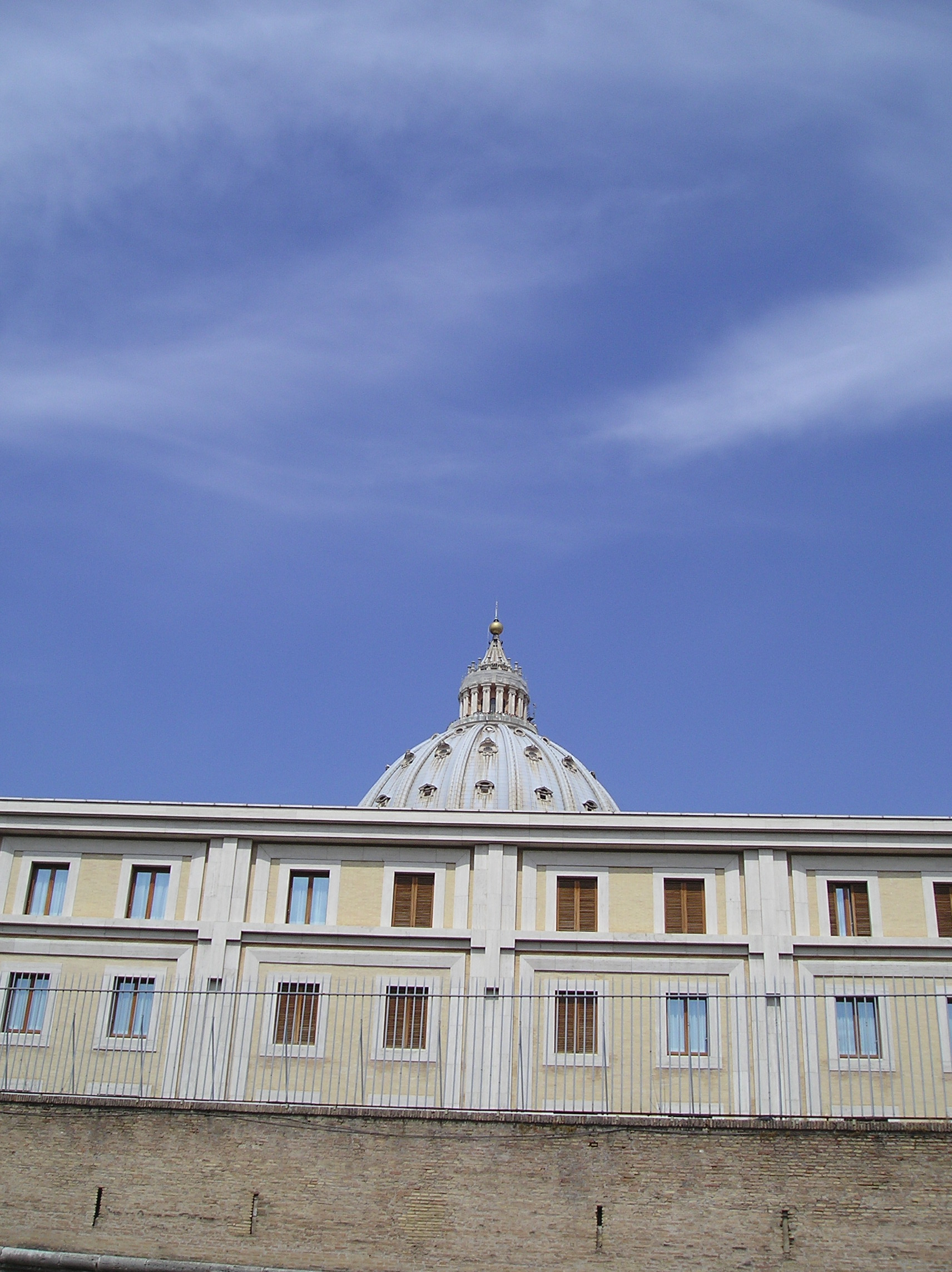
De Domus Sanctae Marthae, met op de achtergrond de koepel van de Sint-Pieter

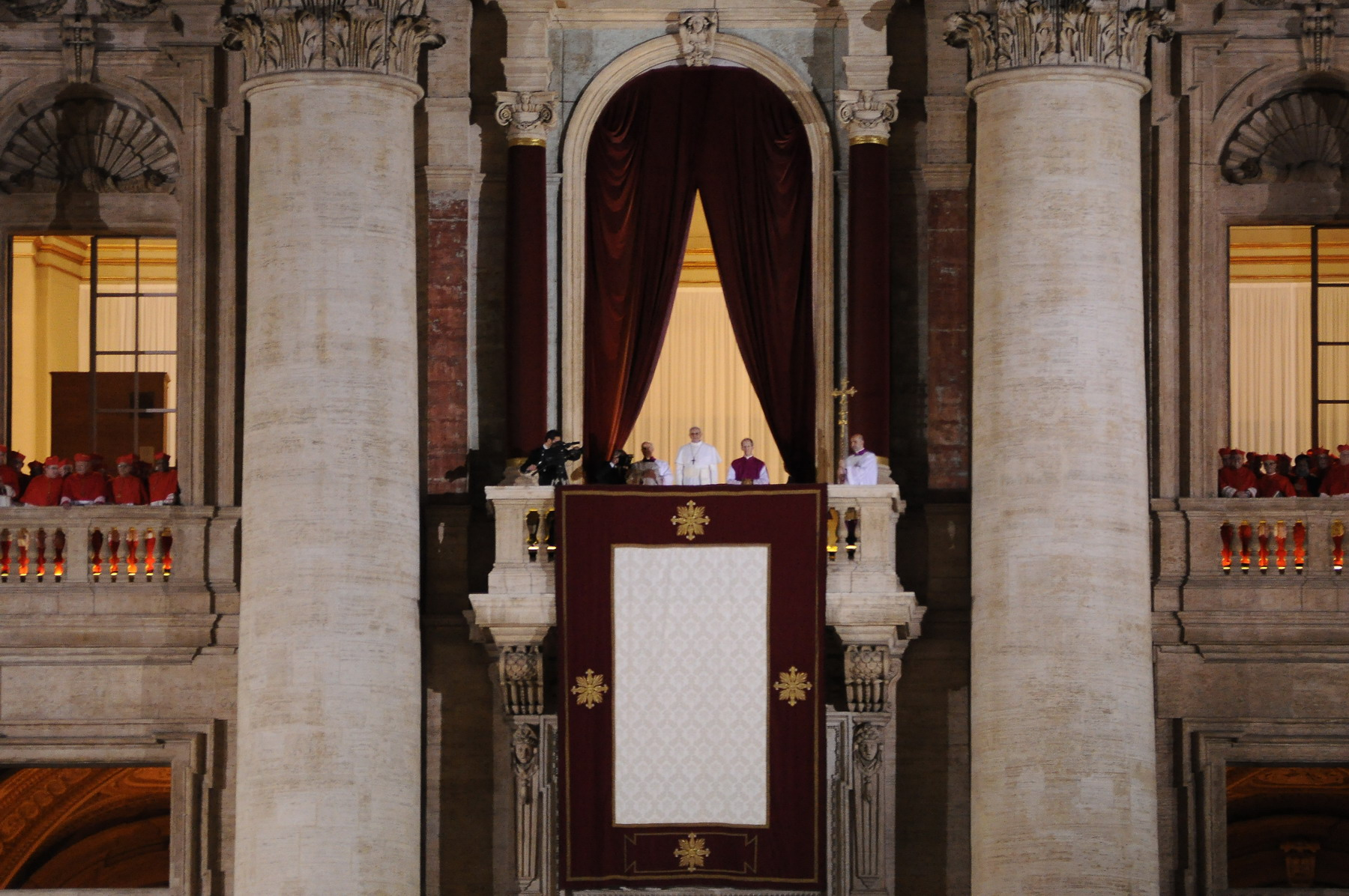
Paus Franciscus na het uitspreken van het Habemus papam op de loggia van de Sint-Pietersbasiliek

Het is een gewoonte geworden dat een paus tot zijn dood zijn ambt bekleedt. Dit is mede ingegeven door het feit dat twee pausen een onwenselijke situatie kan opleveren. Niettemin heeft de paus het recht af te treden. Voorwaarde hiervoor is dat dit op basis van vrijwilligheid gebeurt.
De regels voor de verkiezing van een nieuwe paus zijn vastgelegd in de pauselijke bul In Nomine Domini van Nicolaas II (990-995-1061), waarin bepaald werd dat de kardinaal-bisschoppen de nieuwe paus zouden kiezen. De huidige regels voor de keuze van een nieuwe paus zijn voor een belangrijk deel terug te vinden in de apostolische constitutie Universi Dominici Gregis, die 1996 werd uitgevaardigd door paus Johannes Paulus II. De constitutie bouwt voort op een eerdere van paus Paulus VI (Romano Pontifici Eligendo) en bevat nadere richtlijnen voor zowel de periode van sedisvacatie als voor de organisatie van het conclaaf. De naam is – net als dat bij encyclieken gebruikelijk is – afgeleid van de eerste woorden ervan:

Universi Dominici Gregis Pastor est Romanae Ecclesiae Episcopus, in qua Beatus Petrus Apostolus, divina disponente Providentia, Christo per martyrium extremum sanguinis testimonium reddidit.
(De herder van de gehele kudde van de Heer, is de bisschop van de kerk van Rome, waar de zalige apostel Petrus door het hoge Raadsbesluit van de Goddelijke Voorzienigheid aan Christus het uiterste teken van zijn martelaarschap heeft aangeboden, door het vergieten van zijn bloed.)

Wanneer een paus is overleden (of afgetreden), treedt een (rouw)periode (van negen dagen, als de paus overleden is) in waarin de zetel van Petrus vacant is: de sedesvacatio. Op zijn vroegst 15 dagen na het overlijden (of aftreden) van een paus komen de kiesgerechtigde kardinalen (tot de leeftijd van 80 jaar en een maximum aantal van 120) bijeen in de Sixtijnse Kapel voor het conclaaf (van het Latijn: cum clave, met sleutel, dat wil zeggen achter gesloten deuren of achter slot en grendel), een besloten overleg. De kardinalen hebben een stemplicht. Wat tijdens het conclaaf besloten wordt, mag niet naar buiten worden gebracht. Evenmin mogen de kardinalen tijdens het conclaaf contact hebben met de buitenwereld. In 1996 kwam de Domus Sanctae Marthae gereed, een speciaal voor het conclaaf gebouwd gastenverblijf, buiten het Apostolisch Paleis. Bepaald is dat de televisie-, internet-, radio- en telefoonverbindingen in de Domus Sanctae Marthae onklaar gemaakt moeten worden.
De kardinalen beginnen de verkiezing met een Heilige Mis ter ere van de Heilige Geest die, binnen de katholieke opvatting, de eigenlijke keuze maakt. Meestal volgen er enkele stemronden waarbij de kardinalen een briefje waarop de naam van hun kandidaat staan in een grote miskelk bij het altaar voor het Laatste Oordeel (van Michelangelo) doen. Tussen de stemrondes door wordt er gebeden. Wanneer na één ronde nog geen kandidaat met twee derde van de stemmen is verkozen, volgen er, wanneer noodzakelijk, dagelijks steeds vier stemmingen: twee in de voormiddag en twee in de namiddag. Ongeveer om de drie dagen wordt er niet gestemd. Deze tijd wordt besteed aan gebed en bezinning. Als er na 30 stemronden nog geen nieuwe paus is verkozen kan de camerlengo (= pauselijke kamerheer), in overleg met de kardinalen, besluiten om de norm voor verkiezing te verlagen naar een gewone meerderheid van de stemmen (= de helft + 1). Op 26 juni 2007 heeft paus Benedictus XVI een lichte wijziging aangebracht in de voorschriften die de pauskeuze regelen door de mogelijkheid te schrappen van de gewone meerderheid in plaats van de tweederdemeerderheid na de 33 stemronde zonder resultaat. Zodra blijkt dat een van de kardinalen de vereiste meerderheid heeft, vraagt de deken van het kardinalencollege (of de eerste onder de kardinalen naar rang en anciënniteit) de gekozene namens het gehele college of hij zijn verkiezing aanvaardt. Zodra deze antwoordt met "Accepto" (lat: 'Ik aanvaard') is hij formeel paus. Daarna vraagt de kardinaal aan de nieuwe paus: 'Hoe wil je genoemd worden?' Vervolgens wordt de nieuwe paus naar het "Kamertje van de Tranen" gebracht, waar hij in zijn nieuwe kleren gehesen wordt. Hij krijgt vervolgens een wit kleed aan, de mozetta, en normaal gezien ook een stola. Paus Franciscus deed dit echter niet. Hij kwam alleen in het wit op het balkon vanwege zijn soberheid. Wel droeg hij een stola toen hij zijn eerste Urbi et orbi uitsprak.
Het is een gebruik geworden dat er witte rook uit de schoorsteen van de Sixtijnse Kapel verschijnt, wanneer de paus gekozen is. Het is eveneens een gebruik geworden dat de kardinaal-protodiaken, de kardinaal met de langste staat van dienst binnen de orde van kardinaal-diakens, op loggia, van de Sint-Pietersbasiliek de nieuwe paus aankondigt. Hij doet dit met de volgende woorden:

Annuntio vobis gaudium magnum: Habemus Papam! Eminentissimum ac Reverendissimum Dominum, Dominum (+ voornaam), Sanctae Romanae Ecclesiae Cardinalem (+ achternaam), qui sibi nomen imposuit (+ pauselijke naam).
(Ik kondig u aan met grote vreugde: we hebben een paus! De meest eminente en eerbiedwaardige, heer (+ voornaam), kardinaal van de heilige Roomse kerk: (+ achternaam), die de naam heeft aangenomen van (+ pauselijke naam).)

Na de aankondiging door de kardinaal-protodiaken verschijnt de nieuwgekozen paus op het balkon van de Sint-Pieter om de gelovigen toe te spreken en hen te zegenen.

### Horizontale structuur

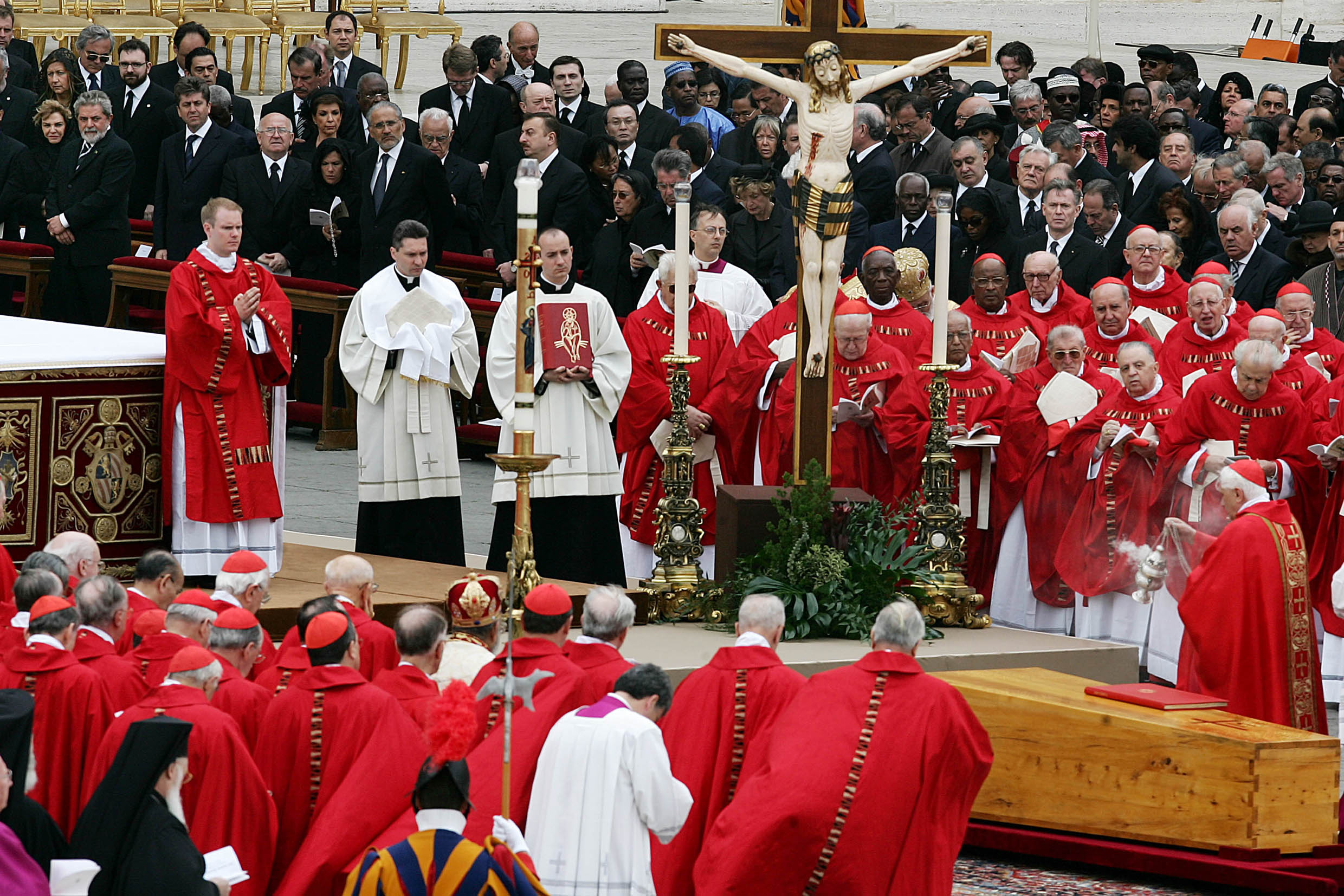
Kardinalen bij de begrafenis van paus Johannes Paulus II. De toenmalige deken van het College van Kardinalen, Joseph Ratzinger, speelt de belangrijkste ceremoniële rol bij de begrafenis.

Een plaatselijke gemeenschap, een zogenaamde parochie, wordt geleid door een pastoor, eventueel bijgestaan door één of meerdere kapelaans. Enkele parochies vormen samen een decanaat (ook: dekenaat) dat onder leiding staat van een deken. In de praktijk is een dekenaat eerder een samenwerkingsverband van parochies dan een bestuurlijke eenheid want de pastoor is de eindverantwoordelijke voor zijn parochie. Een aantal decanaten vormt samen een bisdom (ook: diocees of diocese) dat door een bisschop bestuurd wordt; hij wordt daarin geassisteerd door een bestuursorgaan, de bisschoppelijke curie. Meerdere bisdommen samen vormen een kerkprovincie onder leiding van een metropoliet. De grenzen van kerkprovincies in kleine staten, zoals Nederland en België, vallen meestal samen met de landsgrenzen. Voor kerkprovincies in grotere staten met veel katholieken gaat dit meestal niet op.
In missiegebieden waar de kerkelijke hiërarchie nog niet volledig gevestigd is, zijn apostolische vicariaten, waarin een apostolisch vicaris de bisschoppelijke rechtsmacht in naam van de Heilige Stoel uitoefent.
In 1995 omvatte de Katholieke Kerk 12 patriarchale zetels, 1908 bisdommen en aartsbisdommen, 56 prelaturen, 15 abdijen 'nullius', 19 exarchaten, 73 apostolische vicariaten, 14 apostolische prefecturen en 8 missiegebieden 'sui iuris'. Over de hele wereld zijn de bisschoppen georganiseerd in 104 nationale bisschoppenconferenties, 9 internationale bisschoppenconferenties en 19 patriarchale synodes.
Hiernaast zijn er kardinalen, deze worden door de paus benoemd (officieel: "gecreëerd") en kiezen de opvolger van de paus bij zijn overlijden. Het College van Kardinalen telde in 1997 147 leden. Pauselijk aftreden is in de geschiedenis maar enkele keren voorgekomen. De paus wordt in zijn bestuurlijke taken bijgestaan door een bestuurslichaam, de zogenaamde Romeinse Curie.
De gewijde ambten binnen de kerk (diaken, priester, bisschop) staan vanouds alleen open voor mannen. De kerk noemt dit onderscheid niet seksistisch, omdat het tot de bijbel en de traditie te herleiden is. In 2020 heeft paus Franciscus voor het eerst in de geschiedenis van de kerk een vrouw op een hogere bestuurlijke positie binnen de Romeinse Curie benoemd.

### Positie van de Heilige Stoel
In Vaticaanstad, het gedeelte van Rome waar volgens de traditie Petrus begraven ligt en de paus zijn zetel heeft, staat de internationaalrechtelijk genoemde Heilige Stoel, die als zodanig soeverein en derhalve onafhankelijkheid geniet; veel landen hebben daarom naast een ambassade in Italië een ambassade bij de Heilige Stoel. De Heilige Stoel heeft op zijn beurt een nuntius als ambassadeur in vele landen. Dit houdt ook in dat de organisatie van de Kerk en de betrekkingen met staten meestal los van elkaar zijn.

### Media
Het Vaticaan heeft een eigen dagblad, de L'Osservatore Romano. Het kwam voor het eerst uit op 1 juli 1861, onder het pontificaat van paus Pius IX. Het blad komt dagelijks uit in verschillende talen. De dagelijkse uitgave in het Italiaans wordt 's middags uitgebracht, maar draagt de datum van de volgende dag. Daarnaast heeft het Vaticaan een eigen Radiostation, Radio Vaticana, dat in 1929 door Pius XI werd opgericht. Ook dit station zendt in verschillende talen uit. Op 12 februari 1931 gingen de uitzendingen van start. De directeur van de Vaticaanse Radio en Televisie is vaak het hoofd van de persdienst van de Heilige Stoel. Hiermee is hij verantwoordelijk voor de verspreiding van de besluiten van de paus en de Romeinse Curie.
Elk jaar viert de Kerk in de maand mei de Wereldcommunicatiedag. In 2017 was dit evenement aan zijn 52e editie toe.

### Werelddagen
Binnen de Rooms-Katholieke Kerk worden sommige thema's speciaal herdacht op een bepaalde dag van het jaar:
- Wereldjongerendagen: veelal op Palmzondag
- Werelddag voor de Gezinnen: op wisselende data, sedert 1981
- Wereld Communicatiedag: sedert 1967, in de maand mei
- Werelddag van de Vrede: sedert 1967, op 1 januari
- Wereld Missiedag: op de derde zondag van oktober
- Wereld Gebedsdag voor Roepingen: sedert 1964, op de vierde zondag na Pasen
- Wereld ziekendag: sedert 1992, op 11 februari.

### Oosters-katholieke kerken

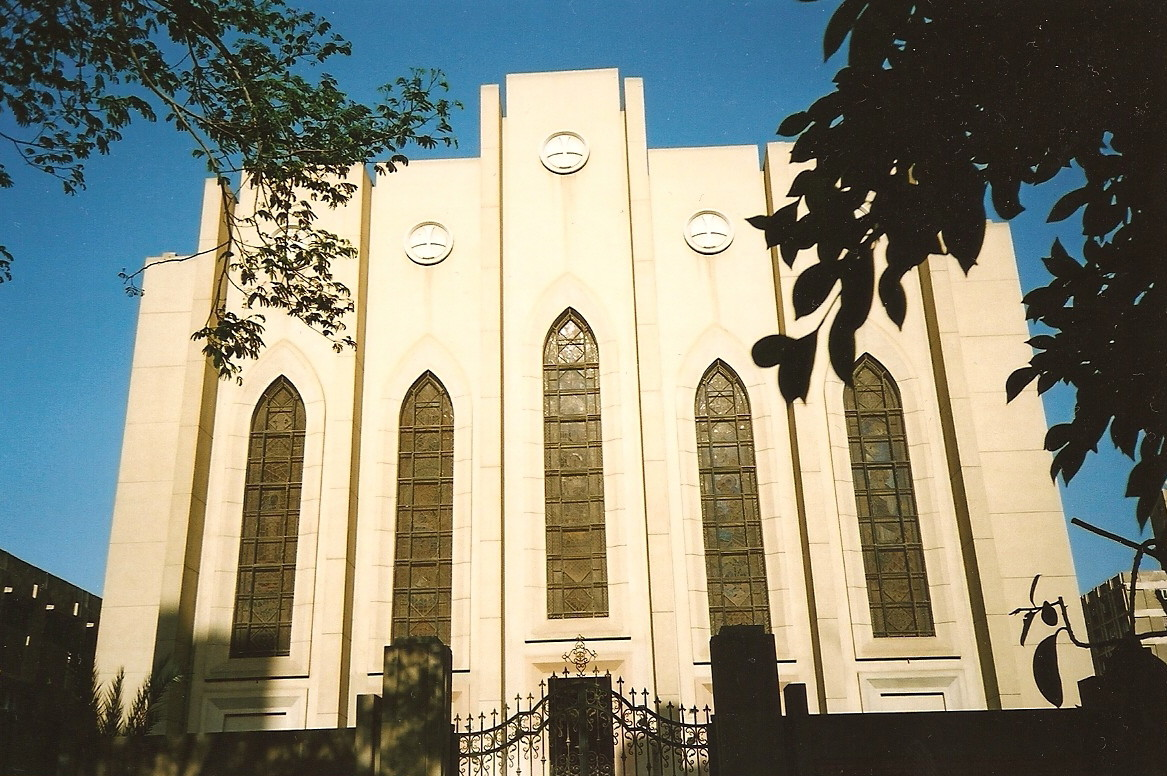
Koptisch-katholieke kathedraal in Caïro

Binnen de Katholieke Kerk zijn er verschillende kerken met een andere ritus (een oosterse ritus), die in gemeenschap (communio) met de Latijnse Kerk leven en het primaatschap van de paus erkennen (zie oosters-katholieke kerken).

## Leer van de Kerk

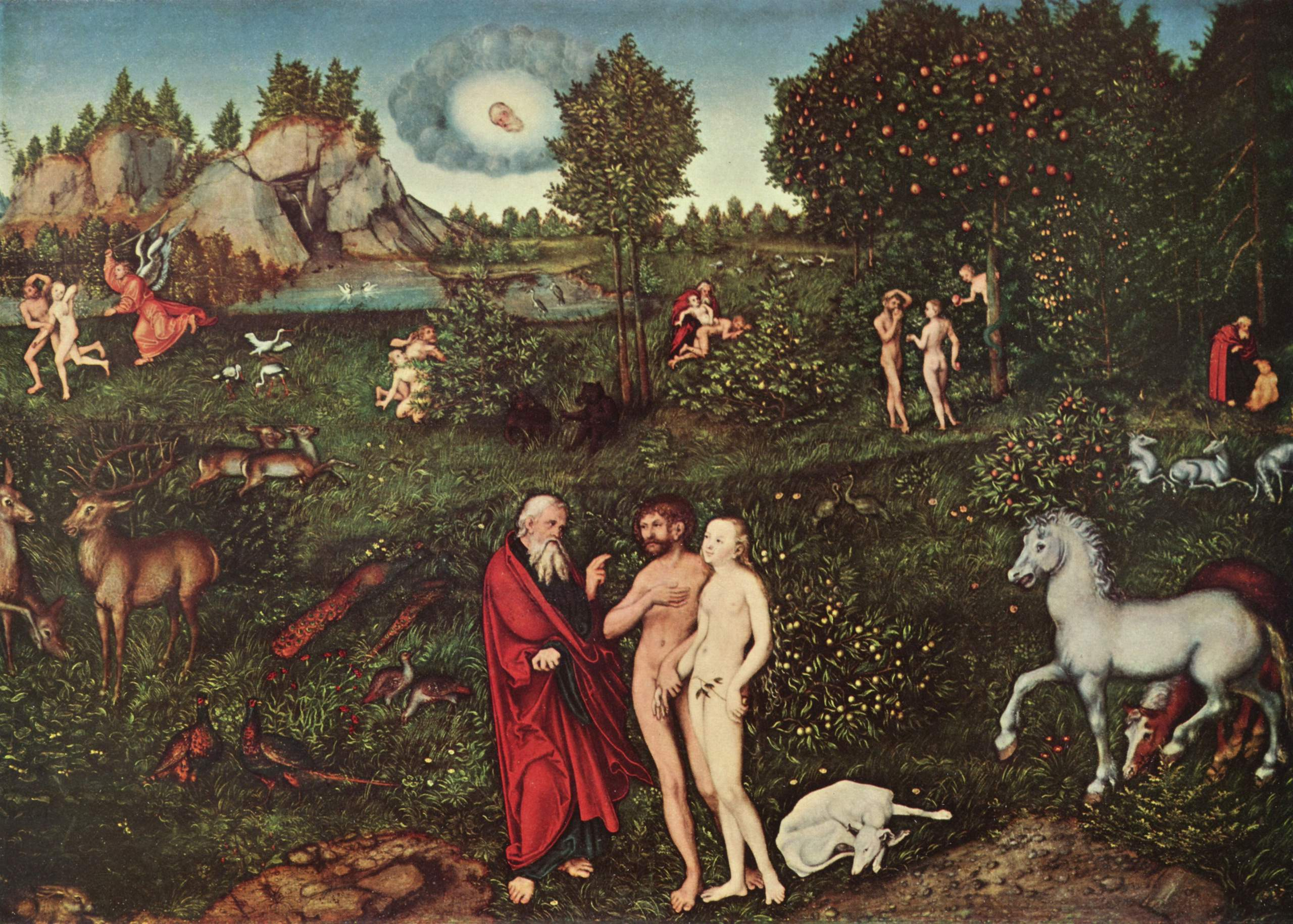
Adam en Eva in de Hof van Eden

De katholieke leer gaat terug op de persoon en het optreden van Jezus. Door de ongehoorzaamheid van Adam in het paradijs is de dood en begeerte over de mensheid gaan heersen, de zonde van Adam is de zonde van de gehele mensheid geworden. Deze erfzonde heeft echter de vrijheid en de wil van de mens niet volkomen kunnen vernietigen, zijn verlangen naar het goddelijk leven bleef bewaard. In Jezus heeft God zich definitief en op volmaakte wijze uitgesproken, hij is zelf waarlijk mens geworden en is 'als slaaf' en dienaar de geschiedenis binnengetreden, terwijl hij de goddelijke natuur volledig in zich bleef dragen, om door zijn gehoorzaamheid, door zijn lijden, dood en verrijzenis de zonde op zich te nemen en een nieuwe schepping tot stand te brengen: hij was, zoals de heilige apostel Paulus schreef in de Romeinenbrief, de "nieuwe Adam" die een nieuw en onverwoestbaar verbond tot stand heeft gebracht met de dwalende mensheid. Dit verlossingswerk is allereerst een genadegave van de heilige Geest die zonder enige menselijke verdienste tot stand is gekomen; ze is een liefdesgeschenk van een barmhartige God die de zondige mens rechtvaardigt en heiligt (habituele genade).
Deze bovennatuurlijke genade, die buiten onze ervaring valt en daarom alleen in het geloof kan worden gekend, wordt vrijelijk aangeboden aan alle mensen en allen zijn daarom geroepen zijn aanbod in vrijheid en liefde te beantwoorden en zodoende opnieuw deel te hebben aan de goddelijke drie-ene natuur (tegenover de willoze genade en predestinatieleer van de Reformatie heeft de katholieke kerk altijd de vrijheid van de mens verdedigd). Dit betekent dat de genade niet 'onwederstandelijk' is, maar door de mens afgewezen kan worden (een bewuste en vrijwillige afwijzing is een zonde tegen de heilige Geest en leidt tot de eeuwige dood). De mens is daarom geroepen zijn wil in overeenstemming te brengen met Gods wil (meewerkende genade), zijn geloof met woorden en goede werken te belijden en met hulp van Gods bijstand (actuele genade) zalig te worden.

### Schrift en traditie

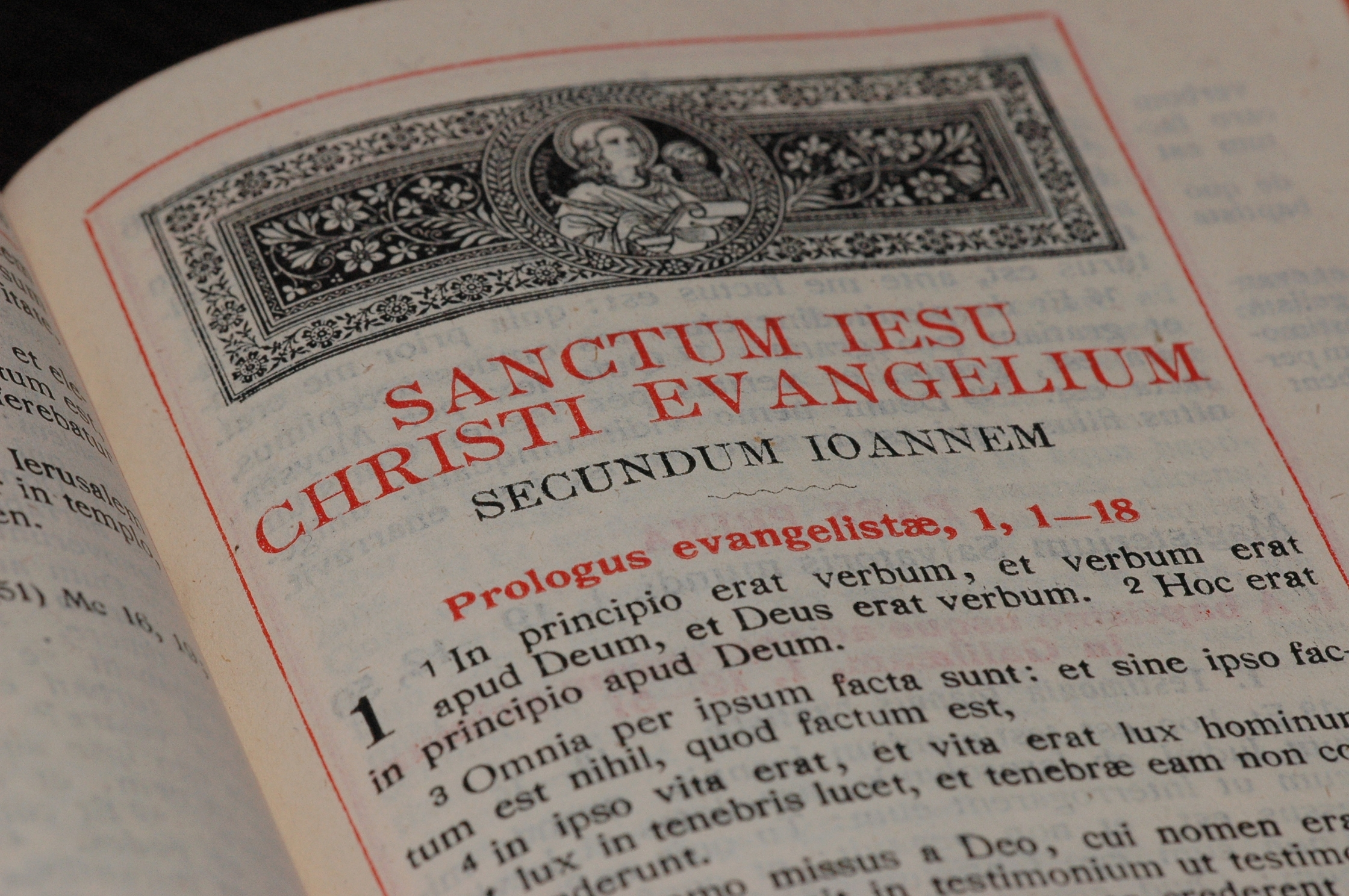
Proloog van het Evangelie volgens Johannes, Clementina Vulgata, editie 1922

De Katholieke Kerk kent de 'twee bronnenleer' die door het Concilie van Trente (1545-1563) als reactie op het reformatorische en reductionistische 'sola scriptura' is bevestigd. Dit betekent dat zij zich baseert op de Schrift én de Traditie. Uiteindelijk stelt de Kerk dat er slechts één bron is en dat is Christus zelf, zodat Schrift en traditie op elkaar betrokken moeten zijn, dit wil zeggen dat de traditie voortdurend getoetst moet worden aan de Schrift en de Schrift zijn rechtmatige plaats vindt binnen de kerkelijke traditie, vieringen en gemeenschap.
De voornaamste bron van het katholieke geloof is de Heilige Schrift, die onder ingeving van de Heilige Geest geschreven en daarom van kaft tot kaft zonder dwaling is, waarmee niet gesteld is dat alles in de Bijbel 'feitelijk' heeft plaatsgevonden, want hoewel God dus de eigenlijke schrijver van de Bijbel is, heeft Hij zich echter willen uitspreken in een menselijke taal, daarbij gebruikmakend van menselijke auteurs, zodat de exegese rekening dient te houden met de context waarin de teksten tot stand zijn gekomen en het literaire genre waarvan de auteurs zich hebben bediend (Sitz im Leben). Bij lezing van de Schrift moet aandacht worden besteed aan de 'inhoud en eenheid van de hele Schrift', 'de levende overlevering van de Kerk' en de 'analogie van het geloof', dit wil zeggen, de onderlinge samenhang van de verschillende geloofswaarheden. In tegenstelling tot de protestantse Bijbel, bevat de katholieke Bijbel ook enkele deuterocanonieke boeken die niet behoren tot de Hebreeuwse canon, maar deel uitmaken van de Septuagint, de naam voor de Griekse vertaling van de Tenach die in het Hellenistische jodendom tot de Oudtestamentische geschriften werd gerekend.
Naast het gezag van de Bijbel kent de Katholieke Kerk ook goddelijke autoriteit toe aan de Traditie of de overlevering, omdat zij van mening is dat de Bijbel ontstond in een reeds bestaande kerkelijke traditie waarbinnen hij volgens het leergezag gelezen en uitgelegd dient te worden. Onder de Traditie wordt verder verstaan alles wat in de kerkgeschiedenis als openbaring van de geloofsleer naar voren is gekomen en in veel gevallen dogmatisch is vastgelegd. Hieronder vallen onder meer uitspraken van verscheidene concilies en pausen.
Bij de canonisering van de schrift is de liturgische traditie altijd een belangrijk referentiepunt geweest. Juist die teksten die in de vroegchristelijke gemeentes tijdens de samenkomsten werden gebruikt, werden door de Kerk als betrouwbaar gezien. Ook tegenwoordig is de katholieke kerk van mening dat de schrift in de liturgie haar eigenlijke plaats heeft. In zijn woord spreekt God tot zijn gelovigen (meervoud). De opvatting dat katholieken niet in de Bijbel mochten lezen berust enerzijds op deze liturgische opvatting van de Bijbel en anderzijds op het misverstand dat deels valt te verklaren uit het feit dat in de middeleeuwen de meeste mensen niet konden lezen en Bijbels, bij gebrek aan boekdrukkunst, overgeschreven moesten worden en daardoor erg duur waren.

### Genadeleer en rechtvaardiging
De katholieke genadeleer is in de 16e eeuw een van de oorzaken geweest van de Reformatie. Tegenover katholieke 'leer' van de goede werken plaatste Luther zijn sola gratia, waarmee hij tot uitdrukking wilde brengen dat de zondaar enkel door de toegekende genade van God gerechtvaardigd zou worden. Vaak werd voorgesteld alsof de katholieken zouden geloven dat zij enkel door het verrichten van goede werken het eeuwig leven zouden kunnen verwerven. Daartegenover werd gesteld dat protestanten zouden menen dat daden van geloof geen rol zouden spelen. Deze vereenvoudigingen doen onvoldoende aan beide posities. Vaak wordt gesteld dat het verschil voortkomt uit een andere manier van spreken, waar de lutheranen de rechtvaardiging veelal vanuit God proberen te verklaren en omschrijven, bestaat binnen de katholieke theologie de neiging om deze vanuit de mens te verhelderen, waarbij binnen de genade begrippen als vrijheid en werken tot hun recht blijven komen. In de "Gemeenschappelijke Verklaring over de Rechtvaardigingsleer door de Rooms-Katholieke Kerk en Lutherse Wereld Federatie met betrekking tot de grondwaarheden van de rechtvaardiging" kwamen de Katholieke Kerk en de Lutherse federatie in 1998 echter tot een consensus. Zo stelde men van katholieke zijde:
Rechtvaardiging komt tot stand "alleen door genade" en door geloof alleen wordt de mens gerechtvaardigd "los van de werken", "Genade schept geloof niet alleen wanneer geloof begint in een mens, maar zolang dat geloof duurt". De werking van Gods genade sluit menselijk handelen niet uit: God bewerkt alles, het willen en het volbrengen, daarom worden wij opgeroepen om ons in te spannen.
Daarnaast werd ook nog het volgende naar voren gebracht:
Wij belijden samen dat goede werken een christelijk leven in geloof, hoop en liefde de rechtvaardiging volgen en de vruchten daarvan zijn. Wanneer de gerechtvaardigde in Christus leeft en werkzaam is in de ontvangen genade, draagt hij Bijbels gesproken goede vrucht. Omdat christenen hun hele leven lang tegen de zonde strijden, is dit gevolg van de rechtvaardiging voor hen een plicht die zij moeten vervullen. Daarom vermanen Jezus en de geschriften van de apostelen de christen werken der liefde te volbrengen (...) Naar katholieke opvatting dragen de goede werken, die mogelijk zijn gemaakt door de genade en de werking van de Heilige Geest, tot een groei in de genade bij, zodat de van God ontvangen gerechtigheid bewaard en de gemeenschap met Christus verdiept worden. Wanneer katholieken aan het 'verdienstelijk' karakter van de goede werken vasthouden, dan wil dat zeggen dat voor deze werken naar het Bijbels getuigenis een loon in de hemel is beloofd. Het is hun bedoeling de verantwoordelijkheid van de mens voor zijn handelen te benadrukken, maar niet het geschenkkarakter van de goede werken te bestrijden, laat staan te ontkennen dat de rechtvaardiging zelf steeds een onverdiend genadegeschenk blijft.
De verklaring werd door Johannes Paulus II en de Lutherse federatie goedgekeurd en ondertekend. Wel heeft men van katholieke zijde de willoze predestinatieleer van Calvijn afgewezen. Met name de leer van de dubbele predestinatie (= supralapsarisme), die stelt dat de mens voor de zondeval reeds bestemd was voor het eeuwig heil of de eeuwige verdoemenis, beschouwt zij als een afwijking van de christelijke orthodoxie en daarmee als ketterij. Niettemin werd de bereikte overeenstemming als een oecumenische doorbraak beschouwd.
De genade heeft binnen de katholieke visie niet enkel betrekking op de vergiffenis van zonden, maar zij beduidt een deelhebben aan de goddelijke liefde:
De genade is een deelname aan het leven van God en leidt ons binnen in de innigheid van het trinitair leven: door het doopsel heeft de christen deel aan de genade van Christus, hoofd van zijn lichaam. Als "aangenomen zoon" kan hij God voortaan "Vader" noemen in de eenheid met de enige Zoon. Hij ontvangt het leven van de Geest die hem de liefde ingeeft en de kerk opbouwt.

### Kerkbeeld

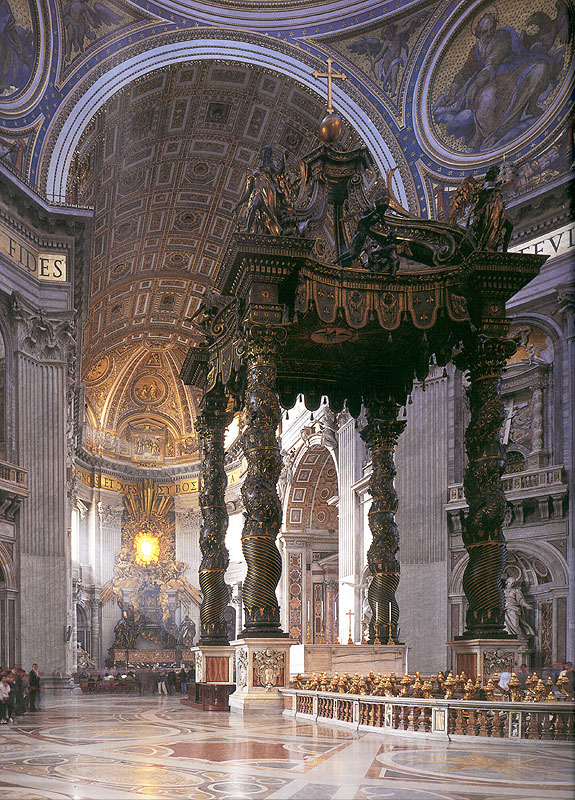
Het baldakijn van Bernini

Het wezen van het katholicisme is niet te begrijpen zonder haar ecclesiologie, haar leer over de kerk. De Katholieke Kerk is voor de katholieken niet zomaar een samenkomst van individuele gelovigen, maar in eerste en laatste instantie een ontisch gegeven, een bovennatuurlijke entiteit, daar zij het mystieke lichaam en de bruid van Christus, de realisering van het Rijk Gods op aarde is en daarom de volheid van het geloof bezit en als zodanig een eenheid vormt. Dit betekent dat dé Kerk ("Kyriake" = van de Heer) niet alleen het resultaat, maar tevens bron is van het geloof en als zodanig heilsnoodzakelijk is, zoals Cyprianus van Carthago (?-258) uitdrukte: 'Niemand heeft God tot Vader die niet de Kerk tot moeder heeft.' De katholiek is daarom geroepen de geloofsschat (= depositum fidei) van de Kerk de fide te aanvaarden.
De Kerk, verenigd met Christus, wordt door Hem geheiligd; door Hem en in Hem wordt zij ook heiligend. 'Het doel van alle werken van de Kerk is heiliging van alle mensen in Christus en de verheerlijking van God'. In de Kerk is dus 'de volheid van heilsmiddelen' aanwezig. In haar 'verwerven wij door Gods genade heiligheid.
Hardnekkige afwijzing van een bepaald bindend leerstuk betekent daarom automatisch een vervreemding van de volledige waarheid en de heelheid van het ene lichaam en leidt in ernstige gevallen tot excommunicatie. Zonder deze eis tot loyaliteit zou de Katholieke Kerk ophouden 'katholiek' te zijn en haar diepste wezen, haar eenheid met de verrezen Heer, verloochenen.
De Katholieke Kerk is een apostolische kerk: zij vindt haar fundament in de ononderbroken apostolische successie. De paus, de bisschop van Rome, wordt gezien als de rechtmatige opvolger van de apostel Petrus aan wie Christus de sleutelmacht der hemelen heeft toevertrouwd, op wie hij zijn Kerk wilde grondvesten en wordt zodoende als de plaatsbekleder van Christus op aarde beschouwd. Op grond van dit primaatschap zijn alle gelovigen gehouden om in eenheid met de bisschop van Rome te leven.
Het leergezag (= "Magisterium") van de herders der Kerk in morele kwesties wordt gewoonlijk uitgeoefend in de catechese en de prediking, met behulp van theologen en geestelijke schrijvers. Zo wordt, onder de bescherming en de waakzaamheid van de herders, van geslacht op geslacht, het "depositum" van de christelijke moraal doorgegeven. Dit is samengesteld uit een karakteristiek geheel van regels, geboden en deugden, voortvloeiend uit het geloof in Christus en verlevendigd door de liefde.
Het gezag van Petrus wordt gewaarborgd door het dogma van de pauselijke onfeilbaarheid dat tijdens het Eerste Vaticaans Concilie van 1870 werd uitgeroepen, hoewel zij voordien wel als geloofswaarheid werd aanvaard. Het Eerste Vaticaans Concilie formuleerde dit als volgt:
Wanneer de bisschop van Rome Ex Cathedra spreekt, dat wil zeggen wanneer hij in de uitoefening van zijn ambt als herder en leraar van alle christenen krachtens zijn hoogste apostolische ambtsbevoegdheid onherroepelijk beslist, dat een geloofs- of zedendoctrine in de gehele Kerk aanvaard moet worden, dan bezit hij op grond van de goddelijke bijstand, die hem in Sint Petrus is beloofd, die onfeilbaarheid waarmee de goddelijke Verlosser zijn Kerk in de onherroepelijke beslissing over een geloofs- of zedendoctrine heeft uitgerust.
Dit betekent niet dat alle uitspraken van de paus zonder dwaling zouden zijn en tot de verplichte geloofsschat behoren, maar alleen die welke ex cathedra ('vanaf de zetel' figuurlijk) worden uitgesproken en betrekking hebben op zaken van zeden en geloof. Dit is sinds het uitroepen van het dogma slechts één maal voorgekomen, namelijk in 1950, toen Pius XII de tenhemelopneming van Maria tot dogma verhief. Alleen de paus kan iets vrijelijk als dogma uitroepen, en hij zal dat in de praktijk alleen doen bij geloofszaken die al eeuwen, vanuit de traditie, door het grootste gedeelte van de Kerk zo worden aanvaard. Naast de paus kunnen de uitspraken van de gezamenlijke bisschoppen (in een concilie) en het geloofsbewustzijn van de gehele Kerk (= sensum fidelium) ook als bindend gelden. Dit leerstuk wordt bevestigd door het Tweede Vaticaans Concilie: 'Het gehele lichaam van de gelovige (...) kan zich niet vergissen inzake geloofszaken'. Er moet echter op gewezen dat dit sensum fidelium nooit uitgespeeld kan worden tegenover het Magisterium, daar de gelovigen in eenheid met dit Magisterium leven. Nog minder is het een pleidooi voor een democratisering van de Kerk.

### De Kerk en de andere kerkelijke gemeenschappen

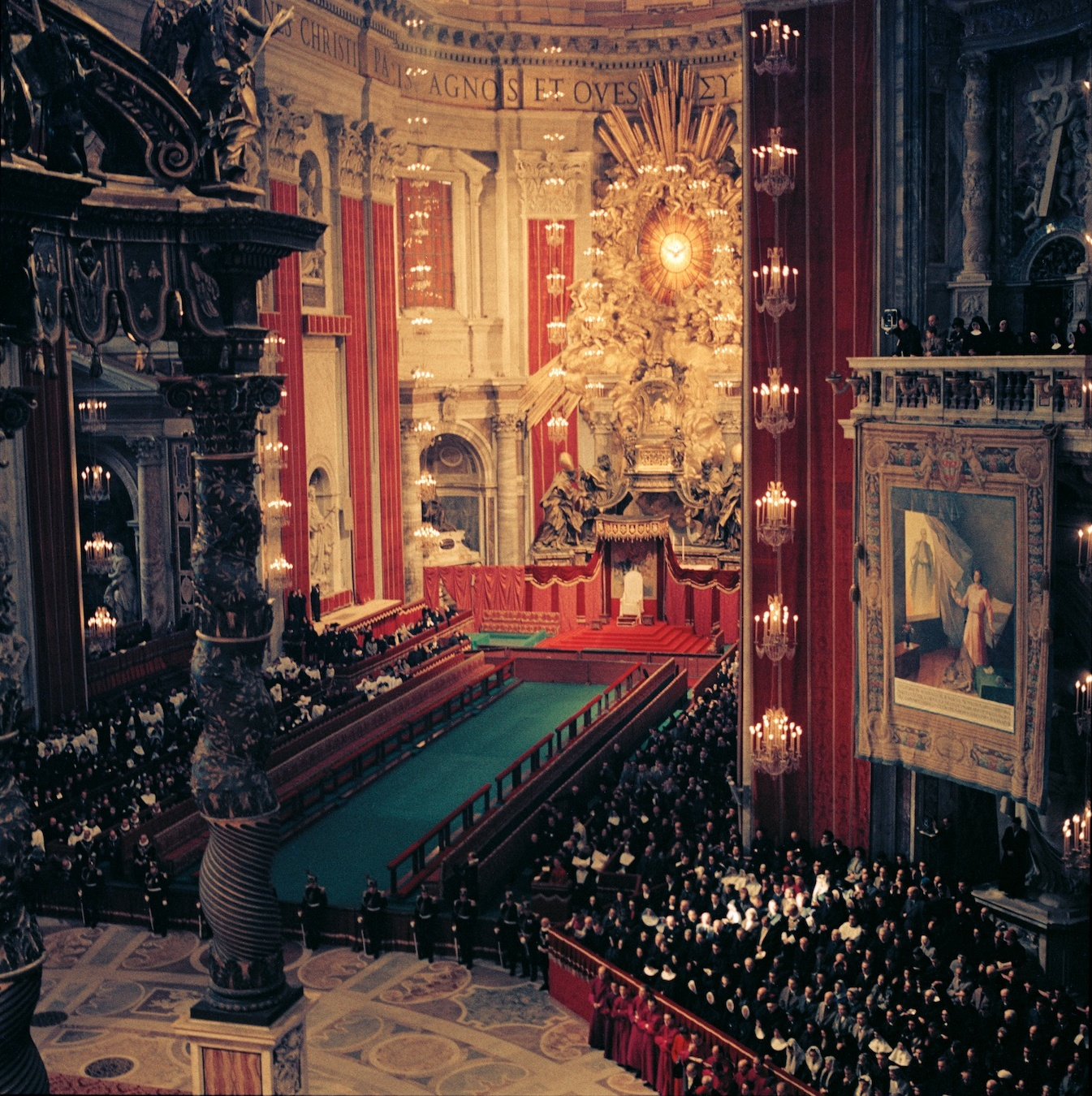
Tweede Vaticaans Concilie

Omdat de katholieken de Katholieke Kerk als dé Kerk van Christus zien, die een ononderbroken apostolische opvolging kent, een eenheid vormt rond de opvolger van Petrus en de sacramentele volheid heeft bewaard, is zij naar haar diepste wezen zowel inclusivistisch als exclusivistisch: enerzijds wil zij alle mensen verenigen in één lichaam, onder één herder en kent in dat opzicht een maximale openheid, een intrinsiek verlangen naar eenheid (= communio) en een uitgesproken missionair karakter, anderzijds kan zij daarom andere kerken of christelijke gemeenschappen niet als Kerk in de volste zin van het woord beschouwen. Dit wordt uitgedrukt in de leerstelling "Extra ecclesiam nulla salus" (= "Buiten de kerk geen heil"), die bij andere christelijke groeperingen veel ergernis en onbegrip heeft gewekt. Deze uitspraak wil echter slechts een oordeel uitspreken over de andere kerken als dé Kerk en niet over het heil van de leden van die kerkgenootschappen. Zij die buiten hun schuld of te goeder trouw niet in (volledige) eenheid leven met de moederkerk zijn dus niet zonder meer uitgesloten van het heil in Christus. Bovendien kunnen de andere kerkgenootschappen niet zonder meer als antithese tegenover de Katholieke Kerk worden geplaatst omdat zij met haar verbonden blijven door het sacrament van het doopsel (= per baptismum in Ecclesia incorporati) en het geloof in Christus. Het Tweede Vaticaans Concilie stelt dat de Kerk van Christus "zich bevindt in (subsistit in) de Katholieke Kerk, die door de opvolger van Petrus en de met hem verenigde bisschoppen wordt bestuurd", en erkent tegelijkertijd het dat "ook buiten haar schoot meerdere bestanddelen van heiliging en waarheid te vinden zijn die, als de eigen gaven van de Kerk van Christus, naar de katholieke eenheid heenstuwen". In de verklaring van de Congregatie voor de Geloofsleer Dominus Iesus uit 2000 wordt dit als volgt geformuleerd:
De kerkelijke gemeenschappen daarentegen, die het geldige bisschopsambt en de oorspronkelijke en volledige werkelijkheid van het eucharistische mysterie niet bewaard hebben, zijn geen kerken in de eigenlijke betekenis; degenen die in deze gemeenschappen zijn gedoopt, zijn echter door het doopsel bij Christus ingelijfd en staan dus in een zekere, zij het niet volkomen, gemeenschap met de Kerk.
De Orthodoxe Kerk wordt daarentegen beschouwd als een deelkerk daar deze de zeven sacramenten en apostoliciteit heeft bewaard (hoewel zij het primaatschap van de paus niet erkent), zodat er sprake is van een bijna volledige eenheid en katholieken. Haar wijdingen worden als rechtsgeldig gezien. Het tweede Vaticaans Concilie verklaart daarom;
Deze kerken hebben ondanks de scheiding ware sacramenten en op grond van de apostolische successie met name het priesterschap en de eucharistie, waardoor zij met ons nog steeds in zeer nauwe verbinding staan. Een zekere deelneming aan elkaars heilige diensten is daarom in geschikte omstandigheden en met toestemming van het kerkelijk gezag niet alleen mogelijk, maar wordt zelfs aangeraden.
Opmerkelijk was de opmerking van paus Benedictus XVI over de verhouding tussen de 'particuliere kerken' en het Petrusambt:
De kerken van het Oosten zijn authentiek particuliere kerken, ofschoon zij niet met de paus verbonden zijn. In die zin is de eenheid met de paus niet constitutief voor de particuliere Kerk zelf.
Bovendien is het in sommige gevallen mogelijk in een orthodoxe kerk ter communie te gaan en kunnen orthodoxen de communie in de katholieke kerk ontvangen, hoewel men hier vanuit orthodoxe zijde terughoudender in is. Ook kunnen niet katholieken in sommige gevallen de communie ontvangen: namelijk wanneer: 'zij daar uit eigen beweging om vragen en duidelijk laten zien dat zij het katholieke geloof aanhangen en de juiste geestesgesteldheid bezitten.'
Het Tweede Vaticaans Concilie (1962-1965) heeft verder uitgesproken dat ook mensen die een niet-christelijke godsdienst aanhangen, maar naar de natuurlijke ordening proberen te leven, het eeuwig leven deelachtig kunnen worden. In dit verband wordt vaak gesproken over 'het doopsel van begeerte', waarmee wordt uitgedrukt dat mensen die Christus buiten hun schuld niet kennen zich zonder meer zouden laten dopen als dit wel het geval zou zijn.

### De heilige en de zondige Kerk

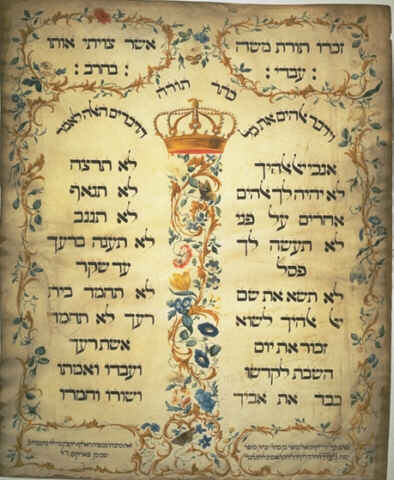
Dit uit 1768 stammende perkament van Jekuthiel Sofer bevat de Tien Geboden, ter versiering van de Portugees-Israëlietische Synagoge

Hoewel de katholieken in hun credo belijden dat de Katholieke Kerk naar haar wezen en dienstwerk, namelijk de verheerlijkte Christus, een heilige kerk is, wordt zij tevens gedefinieerd als een onvolmaakte en zondige kerk, daar zij uit mensen bestaat die zelf niet heilig zijn. Het adjectief 'heilig' moet daarom beschouwd worden als een verwijzing naar haar goddelijke oorsprong en bestemming, en kan daarom opgevat worden als 'heiligend' (zo is de toevoeging 'heilig' in heilige Vader, de aanspreektitel van de paus, geen verwijzing naar diens persoonlijke heiligheid - anders zou het onnodig zijn hem eventueel na zijn dood heilig te verklaren - , maar een bevestiging van zijn primaatschap, zijn sleutelmacht die naar Christus' macht verwijst). De Kerk hier op aarde is daarom tegelijkertijd een 'reeds' en een 'nog niet' en is daarom geroepen tot gebed, bekering, boete en vernieuwing, tot grotere gelijkvormigheid met haar verrezen Heer; zij wordt door Vaticanum II gedefinieerd als een pelgrimerende Kerk, het 'volk Gods onderweg' dat voortdurend moet veranderen om zichzelf te blijven, zoals dit uitgedrukt wordt in de klassieke formule "Ecclesia semper reformanda".
Het katholieke kerkbeeld wordt soms geplaatst tegenover het Corpus Christi, de kerk als mystiek 'lichaam van Christus', dat eveneens in de documenten van Vaticanum II wordt bevestigd. Vooral hervormingsgezinde katholieken houden vast aan het 'Volk Gods Onderweg', daar dit begrip een theologische basis vormt voor veranderingen. In elk geval kan gesteld worden dat de kerk zowel statisch als dynamisch is. Zij is statisch daar zij bindende uitspraken doet die eeuwigheidswaarde bezitten en dynamisch daar de kerk geplaatst is binnen een lineaire tijdsontwikkeling, waarbinnen geloofswaarheden zich verder kunnen ontplooien of verduidelijkt kunnen worden (zo heeft de onfeilbaarheid betrekking op de inhoud van een dogma, niet op haar formulering of onderbouwing).

### Moraal en natuurwet

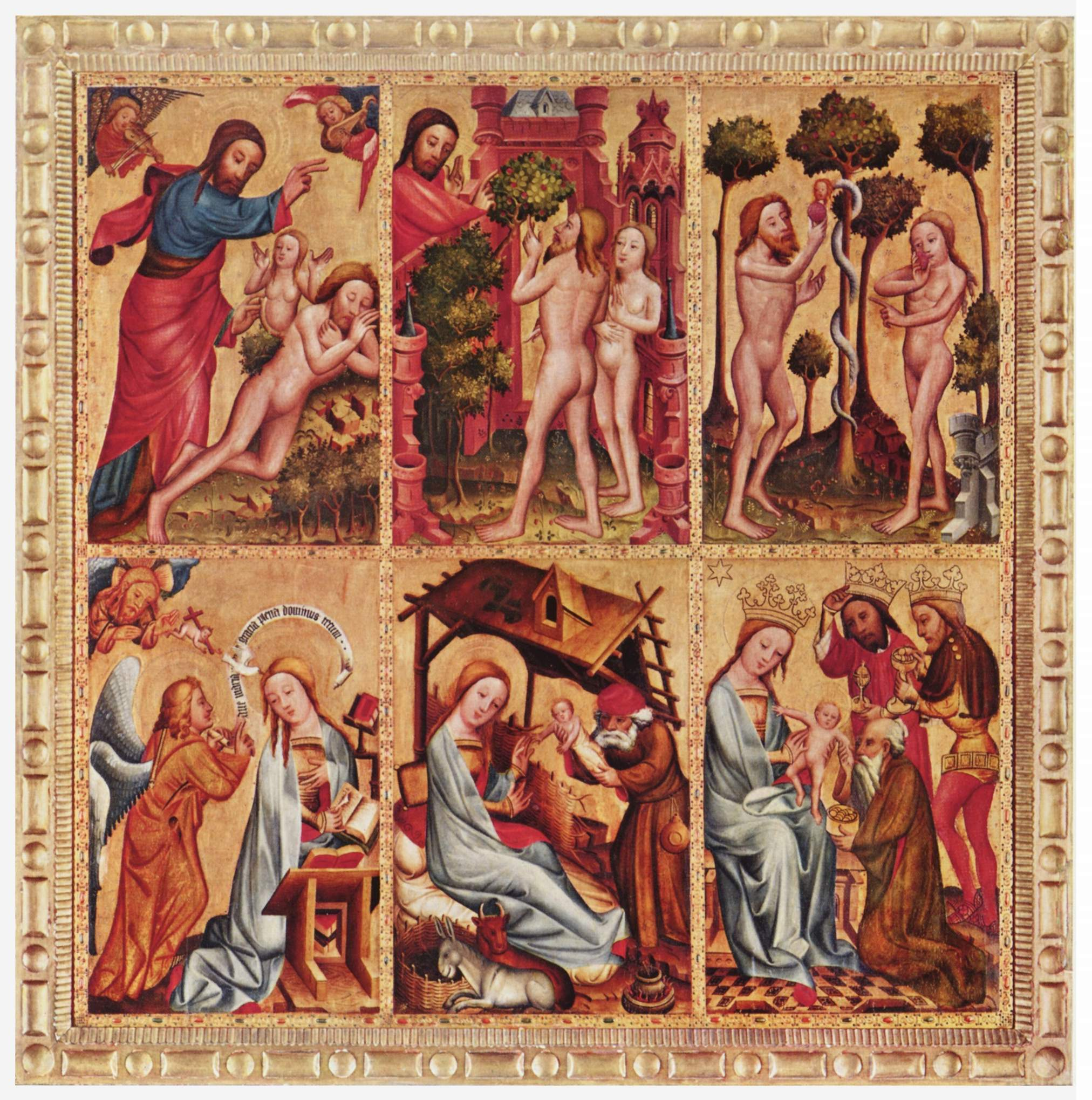
De Erfzonde, geschilderd door Bertram von Minden (Kunsthalle Hamburg)

De Katholieke Kerk fundeert haar moraalleer niet alleen op de openbaring, maar tevens op de natuurwet (= lex naturae). Volgens de katholieke leer is het zuivere verstand door God in de mens gelegd en hoewel dit verstand verduisterd is door de erfzonde, is zij niet geheel vernietigd. Dit verstand moet verlicht worden door het geloof:
Het menselijk verstand heeft zeker het vermogen reeds een antwoord op de vraag naar de oorsprong te vinden. Het bestaan van God kan immers met zekerheid gekend worden door zijn werken, dankzij het licht van de menselijke rede, zelfs al wordt deze kennis dikwijls verduisterd en vervormd door dwaling. Daarom komt het geloof het verstand versterken en verlichten in het juiste begrip van deze waarheid (...)
Dit verstand is dus in staat de door God gegeven orde te kennen en onderscheid te maken tussen een rechtschapen en zondig leven. De kern van deze wet is het verlangen naar God. Zij vormt bovendien de grondslag voor de rechten en plichten van de mens en de opbouw van een menselijke gemeenschap. Zij is als zodanig de basis voor de geopenbaarde wet en de genade en die haar uitdrukking vindt in de tien geboden en de morele leer van de Kerk. Uitgangspunt bij dit alles is steeds dat de mens over de vrijheid beschikt om bepaalde keuzes te maken, hoewel men in deze keuzes verlicht wordt door de genade van bijstand. Hierin onderscheidt de Katholieke Kerk zich van veel reformatorische kerkgenootschappen.
Binnen de katholieke moraalleer wordt een onderscheid gemaakt tussen objectieve en subjectieve schuld. Van eerstgenoemde is sprake als een mens een goddelijke wet overtreedt. Men spreekt in dit verband ook wel van een intrinsiek kwaad. In het geval van een subjectieve schuld wordt gekeken in hoeverre deze overtreding toerekenbaar is. De toerekenbaarheid hangt af van de mate van vrijheid die de persoon bezat (deze kan beperkt worden door innerlijke en uiterlijke dwang) en van de kennis van de goddelijk wet waarover een mens beschikte, hoewel deze kennis door de natuurwet toegankelijk is en een katholiek verplicht is zijn geweten te vormen. Wanneer de toerekenbaarheid van de mens desondanks onvoldoende is, kan niet gesproken worden van een doodzonde, maar van een dagelijkse zonde, waarbij de aanduiding 'dagelijks' de ernst niet wil relativeren. Niettemin kan men stellen dat deze visie ruimte overlaat voor psychologische aanvulling: de vrijheid van een persoon kan immers beperkt worden door allerlei psychische en sociale factoren. Zo kunnen mentale of fysieke onvolwassenheid of sociale druk de schuld ernstig verminderen of zelfs praktisch opheffen. De objectieve schuld verandert hierdoor echter niet van karakter. Ook wanneer een minder ernstig intrinsiek kwaad in volledige vrijheid en kennis wordt bedreven spreekt men van een dagelijkse zonde. Hoewel ook hierbij de concrete situatie een rol kan spelen (een leugen kan een meer of minder ernstig karakter hebben), heeft de Kerk de situatie-ethiek afgewezen. Volgens deze ethiek zou er geen intrinsiek kwaad bestaan, maar is de zonde altijd een relatief gegeven. De katholieke morele opvatting heeft een belangrijke rol gespeeld bij de ontwikkeling van het canoniek recht en het (wereldlijk) strafrecht. Ook de opvatting van de fundamentele optie, volgens welke een doodzonde enkel plaatsvindt als er een innerlijke, totale afkeer van de volledige waarheid plaats heeft is door de Kerk afgewezen. In de encycliek Veritatis Splendor stelt Johannes Paulus II dat een fundamentele keuze en concrete daden niet van elkaar gescheiden kunnen worden:
De fundamentele optie van de concrete gedragswijzen te scheiden betekent, in strijd te zijn met de wezenlijke integriteit of met de personele eenheid-van-lichaam-en-ziel van het zedelijk handelen. Een fundamentele optie, verstaan zonder uitdrukkelijk de mogelijkheden die zij actualiseert in acht te nemen en de concretiseringen waarin zij tot uitdrukking komt, doet geen recht aan de rationele doelgerichtheid die inherent is aan het handelen van de mens en aan elk van zijn vrije keuzen.
De katholieke moraalleer is finalistisch van aard, waarbij bedoeld wordt dat een daad beoordeeld wordt naar het uiteindelijke doel. Dit doel is uiteindelijk God. Het woord 'zonde' heeft in zijn oorspronkelijke betekenis, het karakter van je 'doel missen'. In de afstemming vindt de mens haar geluk:
De zedelijkheid van de handelingen wordt bepaald op grond van de relatie van de vrijheid van de mens tot het waarlijk goede. Dit goede is als eeuwige wet door Gods wijsheid vastgesteld, die ieder wezen afstemt op zijn einddoel: Deze eeuwige wet wordt zowel door het natuurlijke verstand van de mens gekend (vandaar de naam 'natuurwet') alsook - op alomvattende en volmaakte wijze - door de bovennatuurlijke openbaring van God (dan noemt men het 'goddelijke wet'). Het handelen is zedelijk goed, wanneer de uit de vrijheid voortkomende keuzen met het ware goed van de mensen overeenkomen en zo de uitdrukking zijn van de bewuste afstemming van de persoon op haar laatste doel, dus God zelf: het hoogste Goed, waarin de mens zijn volle en volmaakte geluk vindt (...) De door het verstand geleide afstemming van de menselijke handelingen op het waarlijk goede en het bewuste streven naar dit goede vormen de zedelijkheid. Het menselijk handelen kan dus niet louter daarom als zedelijk goed gekwalificeerd worden, omdat het ertoe dient dit of dat nagestreefd doel te bereiken, of simpelweg omdat de bedoeling van de handelende goed is. Het menselijk handelen is dan zedelijk goed, wanneer het de bewuste afstemming van de menselijke persoon op het laatste doel en de overeenstemming van de concrete handeling met het ware menselijke goed, zoals het door het verstand in zijn waarheid herkend wordt, bevestigt en tot uitdrukking brengt.
Sommige aspecten van de katholieke moraalleer staan soms diametraal tegen bepaalde seculiere wetgeving. Dit is met name het geval voor de kerkelijke standpunten over de heiligheid en beschermwaardigheid van het menselijk leven vanaf de conceptie tot aan de natuurlijke dood (abortus, euthanasie, zelfmoord, IVF, embryonaal stamcelonderzoek, doodstraf) en over het huwelijk en verantwoord ouderschap (verbod op artificiële voorbehoedsmiddelen, onverbreekbaarheid van het kerkelijk huwelijk, afwijzing van homoseksuele handelingen). In dit verband sprak Johannes Paulus II vaak over de 'cultuur van het leven' tegenover de 'cultuur van de dood'.
Het moreel gezag en de geloofwaardigheid van de Katholieke Kerk zijn sinds het einde van de twintigste eeuw ernstig aangetast door de onthulling van vele gevallen van seksueel misbruik van minderjarigen door priesters en andere religieuzen. Het misbruik speelde zich vooral af in de jaren vijftig tot en met de jaren tachtig van de vorige eeuw, maar kwam pas decennia later in volle omvang naar buiten. Sommige van de gevallen van seksueel misbruik kwamen voor het gerecht, andere werden door de kerkelijke overheid intern geregeld, soms toegedekt of door betrokkenen afgekocht. Het probleem was niet alleen de gevallen van seksueel misbruik zelf, maar ook de gebrekkige wijze waarop de autoriteiten binnen de Katholieke Kerk ermee omgingen.

### Kerkelijk recht

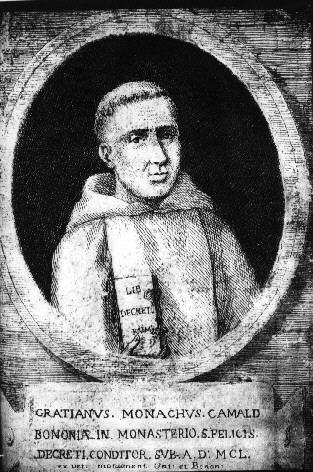
Gratianus

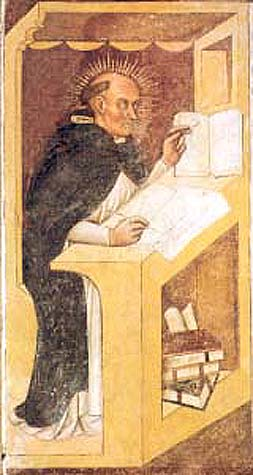
Raymundus van Peñafort

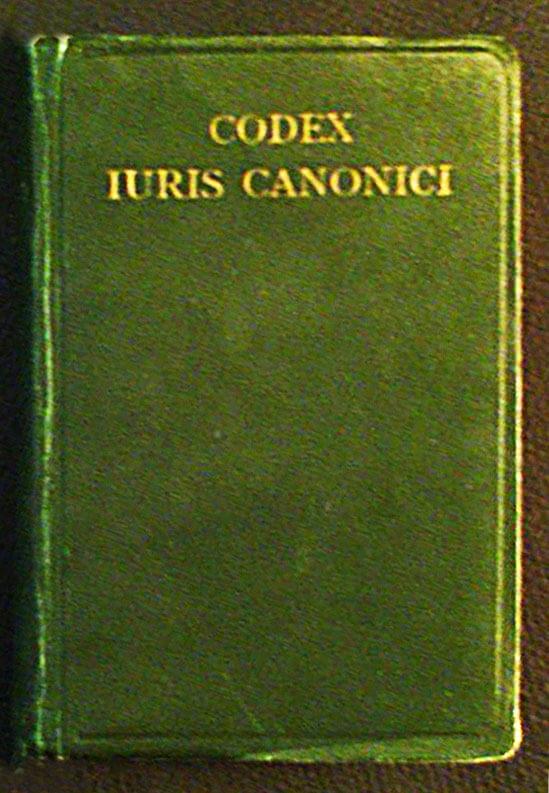
De Codex uit 1917

De Katholieke Kerk kent een eigen rechtssysteem: het kerkelijk of canoniek recht. Dit rechtssysteem heeft zich in de loop van de middeleeuwen ontwikkeld en heeft een grote invloed uitgeoefend op het burgerlijk recht (het nog steeds gehanteerde meervoud in de aanduiding 'een studie rechten' verwijst naar de tweedeling kerkelijke en wereldlijk recht). Hierbij moet worden aangemerkt dat het onderscheid tussen kerkelijk recht en wereldlijk recht in de middeleeuwen niet absoluut was.
Met name het Decretum Gratiani (oorspronkelijk de Concordantia discordantium canonum) uit 1140 is voor de ontwikkeling van het canoniek recht van belang geweest. Dit was een verzameling van oudere rechtsregels, pauselijke beslissingen, besluiten van concilies en synodes, teksten van kerkvaders - zoals Augustinus - en anderen die door een monnik, Gratianus, voorzien werden van commentaar, waarbij hij op scholastische wijze de verschillende rechtsregels met elkaar in overeenstemming trachtte te brengen. Dit werk vormde de basis voor het onderricht in het canonieke recht in Bologna en elders in Europa en Gratianus wordt beschouwd als de vader van het canoniek recht. Het decretum bestaat uit ongeveer 3945 fragmenten. De individuele afdelingen bestaan doorgaans uit wetten (capitula) en commentaren van Gratianus (= Dicta Gratiani). Sommige capitula dragen de titel "Palea". Ook de Codex Justinianus (en eveneens het Corpus Iuris Civilis) uit 529 van keizer Justinianus I (482/483-565) en de Digesten, een bloemlezing van geschriften van belangrijke rechtsgeleerden zoals Domitius Ulpianus (circa 170-223) en Aemilius Papinianus (circa 150-212) die later aan de Codex werden toegevoegd, zijn voor de ontplooiing van het kerkelijk recht van beslissende betekenis geweest.
In de 13e eeuw gaf paus Gregorius IX (1170-1241) de Spaanse dominicaan en jurist Raymundus van Peñafort (1175-1275) de opdracht om uit de vele duizenden decretalen en pauselijke vonnissen van zijn voorgangers een nieuwe officiële verzameling samen te stellen met exclusieve werking: de decretalen die niet erin werden opgenomen, verloren hun rechtskracht. In 1234 verschenen de Decretales Gregorii IX, meestal de Liber Extra genoemd. De paus liet deze verzameling met bijna 2000 decretalen meteen aan de universiteiten van Bologna en Parijs sturen, waar ze de basis vormden voor de colleges recht. Raymundus schreef verder verschillende juridische traktaten, zoals een Summa de matrimonio, een Summa de casibus poenitentiae en andere kleinere werken. In 1238 werd hij tot magister-generaal van de dominicanen gekozen.
Later gaf paus Bonifatius VIII (1235-1303) drie vooraanstaande canonisten de opdracht om een aanvullende verzameling decretalen te redigeren. Dit werk verscheen in 1298 en wordt meestal de Liber Sextus genoemd. Latere verzamelingen uit de veertiende eeuw zijn de Clementinae (1317) en de Extravagantes Johannis XXII (1325-1327). In 1582 verschenen al deze verzamelingen voor het eerst onder één titel, Corpus Iuris Canonici, in druk, nadat er al eerdere vele tientallen losse drukken waren verschenen in de vijftiende eeuw. Eind zestiende eeuw kwam er een officiële pauselijke editie van deze bronnen van het canonieke recht, waartoe de zogeheten correctores Romani de betreffende werken nog verder hadden bewerkt. In 1904 maakte Pius X (1835-1914) het voornemen tot codificatie van het canonieke recht bekend. Onder leiding van de secretaris van de commissie tot codificering van het kerkelijk recht en voormalig hoogleraar in het kerkelijk recht in Rome en in Parijs kardinaal Pietro Gasparri (1852-1934), werd het werk hieraan in 1916 voltooid. Op Pinksteren, 27 mei, 1917 werd de codex door Benedictus XV (1854-1922) afgekondigd. Deze codex (CIC 1917) werd van kracht op Pinksteren, 19 mei, 1918.
Het kerkelijk recht heeft sindsdien verschillende herzieningen gekend. Op 25 januari 1959 stelde paus Johannes XXIII een herziening van de codex in het vooruitzicht en op 28 maart 1963 werd hiertoe een commissie van 29 kardinalen ingesteld, onder leiding van kardinaal Pietro Ciriaci (1885-1966), prefect van de H. Congregatie voor het Concilie en later president van de Pauselijke Commissie voor de Authentieke Interpretatie van het Canoniek Recht. Deze commissie werd door paus Paulus VI in 1967 uitgebreid en bestond sinds toen uit 70 kardinaal-leden en 125 consultoren uit de gehele wereld. De laatste is uit 1983 onder Johannes Paulus II. De nieuwe wetgeving kreeg kracht van wet vanaf de eerste dag van de Advent van datzelfde jaar 1983.
Het belangrijk verschil tussen het canoniek recht en het burgerlijk recht is dat men binnen laatstgenoemde rechtssysteem geacht wordt het recht te kennen en dat een persoon dus strafbaar is als hij een rechtsregel overtreedt; bij het canoniek recht is men alleen in overtreding als men de rechtsregel kent. Het canoniek recht is uitgegroeid tot een universitaire discipline die aan verschillende universiteiten wordt gedoceerd.
Het kerkelijk recht is vastgelegd in de Codex Iuris Canonici (CIC) dat momenteel zeven boeken kent, die achtereenvolgens handelen over de algemene normen, het 'Volk Gods' (de gelovigen, de hiërarchie, het gewijde leven), de verkondigingstaak, de heiligingstaak, de tijdelijke goederen, de sancties en de processen. Een belangrijke component van het canoniek recht vormt het huwelijksrecht. Volgens dit recht kan een huwelijk slechts onder bepaalde voorwaarden nietig worden verklaard (dat betekent dat een kerkelijk rechter, een officiaal, met terugwerkende kracht kan vaststellen dat een huwelijk in katholieke zin nooit heeft plaatsgevonden). Dit gebeurt als er sprake is van onvoldoende wilsinstemming (door uiterlijke of innerlijk dwang), als een van de partners bij het sluiten van het huwelijk tot de geslachtsdaad geestelijk of lichamelijk niet in staat (onvruchtbaarheid is onvoldoende) was, als men mentaal niet in staat was om de wezenlijke rechten en plichten van een huwelijk voldoende in te schatten of als het huwelijk niet werd gesloten volgens de kerkelijk voorgeschreven vorm. Ook in geval van een te nauwe verwantschapsrelatie tussen de partners is een huwelijk nietig. Deze nietigverklaring moet onderscheiden worden van een echtscheiding die in de katholieke kerk onder geen voorwaarde is toegestaan.
Veel bisdommen hebben een eigen kerkelijke rechtbank: het Officialaat. Daarnaast kent de katholieke Kerk de Rota, voluit Tribunaal van de Rota Romana (Latijn: Tribunal Rotae Romanae, of kortweg Rota Romana), een kerkelijke rechtbank die deel uitmaakt van de Romeinse Curie en in naam van de paus de hoogste kerkelijke jurisdictie uitoefent, met name op het gebied van het huwelijksrecht. De Rota is een van de drie rechtbanken van het Vaticaan, naast de Apostolische Penitentiarie, een gerechtshof dat zich in hoofdzaak bezighoudt met vrijspraak, vrijstelling, verschoning en vormen van strafverlichting en -vermindering, en de Hoogste Rechtbank van de Apostolische Signatuur die als hoogste rechtbank waakt over een correcte rechtsbedeling in de Kerk. De Apostolische Penitentiarie heeft slechts jurisdictie (juridische zeggenschap) over zaken (i) die spelen in het rooms-katholieke kerkelijke domein, (ii) die betrekking hebben op het geweten ("forum internum") van de betrokken gelovige(n), en (iii) waarvan schuld en sanctie door de gewone biecht niet weggenomen kunnen worden. De prefect (het hoofd) van de Apostolische Penitentiarie is de kardinaal-grootpenitentiarius. Deze functionaris is een van de weinige leden van het kardinalencollege aan wie het in de periode van pauselijke sedisvacatie (= het interregnum of de periode tussen twee pontificaten in) toegestaan is zijn functies verder uit te oefenen.

### Katholieke antropologie
De katholieke kerk en haar theologie heeft altijd gesteld dat er tussen de mens en God een zijns-analogie bestaat de 'analogia entis'. Paus Benedictus XVI benadrukte in zijn lezing in Regensburg deze analogie.
'Het geloof van de Kerk heeft altijd benadrukt dat tussen God en ons, tussen zijn eeuwige Scheppende Geest en onze geschapen rede, er een echte analogie bestaat, waarbij - zoals de Vierde Concilie van Lateranen in 1215 verklaarde – de gelijkenis oneindig veel groter is dan de overeenkomst, maar toch niet tot het punt van de analogie en haar taal wordt losgelaten. God wordt niet goddelijker door hem van ons weg te duwen in een zuiver, ondoordringbaar voluntarisme'.
In 2007 greep hij terug op het 'Gratia supponit naturam' (de genade veronderstelt de natuur):
'Geloof veronderstelt de rede en perfectioneert haar, en de door het geloof verlichte rede vindt de kracht om te stijgen naar de kennis van God en geestelijke werkelijkheden. De menselijke rede verliest niets als hij de inhoud van het geloof opent, veeleer verlangt ze een vrije en bewuste instemming'.
De protestantse theoloog Karl Barth heeft deze analogie een vinding van de antichrist genoemd, omdat binnen deze opvatting natuur en genade samenvloeien. Volgens hem bestaat er een oneindig onderscheid tussen God en de mens en enkel de verkiezende genade kan dit onderscheid overbruggen.
Een ander onderscheid tussen de Reformatie en de katholieke kerk is de opvatting over de vrije wil. De verhouding tussen genade en de vrije wil bleek een van de voornaamste strijdpunten tijdens de Reformatie. Waar de katholieke kerk bleef volhouden dat de genade de vrije wil in stand hield, brachten de reformatoren naar voren dat de mens zo aangetast was door de erfzonde dat de mens een slaaf was geworden. Enkel de genade die 'onwederstandelijk' was kon de mens redden. De vrije wil speelde onder andere een belangrijke rol in de polemiek tussen de katholieke Erasmus en Luther, waarbij eerstgenoemde in reactie op Luthers De servo arbitrio (de geknechte wil) in De libero arbitrio diatribe sive collatio (collatie over de vrije wil) het katholieke standpunt bleef verdedigen. De goddelijke genade hielp de mens volgens Erasmus om God en Christus te kennen en zelfstandig te kunnen kiezen tussen goed en kwaad. Daarnaast werd naar voren gebracht dat de liefde voor God enkel mogelijk was als het een keuze was van de mens.

### Rechten van de mens
Het fundament voor de katholieke visie op de mensenrechten is de natuurwet, in het bijzonder de 'Waardigheid van de mens', die voortkomt uit het feit dat de mens over een vrije wil, een geweten en een verstand beschikt. De Katholieke Kerk heeft de universele verklaring van de rechten van de mens, zoals aangenomen in 1948 door de Algemene Vergadering van de Verenigde Naties, nooit formeel erkend, hoewel zij er wel met waardering over heeft gesproken. Zo wijdde paus Johannes XXIII in zijn encycliek Pacem in Terris een hoofdstuk aan de mensenrechten, waarin hij achtereenvolgens ingaat op het recht op het leven en op een menswaardig bestaan, de rechten met betrekking tot de morele en culturele waarden, het recht God te eren volgens de eis van het goed geweten, het recht op de vrije keuze van een levensstaat, de rechten met betrekking tot het economisch leven, het recht van vereniging en associatie, het recht van emigratie en immigratie en de rechten van politieke aard. Zo stelt de toenmalige paus:
Om met de rechten van de mens te beginnen: iedere mens heeft recht op het leven, op de integriteit van zijn lichaam en op de middelen voor een menswaardig bestaan, vooral op levensonderhoud kleding, huisvesting, rust, medische verzorging en de noodzakelijke diensten van de kant van de staat. Daarom heeft de mens ook het recht op hulpverlening in geval van ziekte, invaliditeit, verlies van echtgenoot of echtgenote, ouderdom, werkloosheid en telkens, als hij buiten zijn schuld de nodige bestaansmiddelen verliest (...) Verder heeft de mens van nature het recht op respect, op zijn goede naam, op vrijheid bij het zoeken naar de waarheid en, met inachtneming van de morele orde en het algemeen belang, op vrijheid in het uiten en verbreiden van zijn mening en in de beoefening van de kunst; hij heeft tenslotte het recht op een waarheidsgetrouwe voorlichting omtrent publieke gebeurtenissen.
Ook het recht op passend onderwijs wordt in de encycliek erkend:
Eveneens heeft de mens van nature het recht op wetenschappelijke vorming, en bijgevolg op basis-onderwijs en op technische en professionele scholing overeenkomstig het ontwikkelingspeil van zijn eigen politieke gemeenschap. Men moet er naar streven, dat allen, die de nodige begaafdheid bezitten, gelegenheid krijgen tot het maken van hogere studies, zodat zij, voor zover mogelijk, in de samenleving ambten en functies kunnen bekleden, die beantwoorden aan hun natuurlijke talenten en aan de bekwaamheid, die zij zich hebben verworven.
De Kerk erkent het recht op gewetensvrijheid en in het bijzonder op godsdienstvrijheid. Het baseert dit recht op de waardigheid van de menselijke persoon die niet onderworpen mag worden aan van buiten komende dwang waardoor het geweten onder druk wordt gezet, wanneer het zoekt naar de ware godsdienst en zich daaraan gewonnen wil geven" Johannes XXIII stelt in Pacem in Terris:
Tot de rechten van de mens behoort ook, dat hij God kan eren overeenkomstig de juiste uitspraak van zijn geweten en dat hij voor zich persoonlijk en publiek zijn godsdienst kan belijden (...) Deze ware, aan de waardigheid van kinderen Gods passende vrijheid, die de waardigheid van de menselijke persoonlijkheid niet eer handhaaft, staat boven alle geweld en onrecht.
Paus Johannes Paulus II gaf in 1991 in zijn encycliek Centesimus Annus zijn visie op de basismensenrechten, en formuleerde ze als volgt:
1. Het recht op leven, waarvan een wezenlijk deel het recht is om, na verwekt te zijn, te groeien in de schoot van de moeder.
2. Het recht om te leven in een gezin dat één is, en in een moreel milieu dat gunstig is voor de ontwikkeling van de eigen persoonlijkheid.
3. Het recht om het eigen verstand en de eigen wil te doen rijpen in het zoeken en het kennen van de waarheid.
4. Het recht om deel te nemen aan de arbeid om de aardse goederen ten nutte te maken en om uit die arbeid het levensonderhoud van zichzelf en van zijn dierbaren te winnen.
5. Het recht om vrij een gezin te stichten en om kinderen te ontvangen en op te voeden door de seksualiteit op verantwoorde wijze te beleven.
6. Bron en synthese van deze rechten is in zekere zin de godsdienstvrijheid, begrepen als recht om in de waarheid van het eigen geloof te leven en in overeenstemming met de transcendente waardigheid van de eigen persoon.[49]

Paus Benedictus XVI benadrukte in zijn encycliek Caritas in Veritate (= Liefde in Waarheid) uit 2009 dat het recht op voedsel en water een centrale rol speelt:
Het recht op voedsel, evenals het recht op water, speelt een belangrijke rol bij het verwerven van andere rechten, bovenal het fundamentele recht op leven. Daarom is het noodzakelijk dat er een solidair bewustzijn ontstaat, dat voedsel en de toegang tot water als algemene rechten van alle mensen beschouwt, zonder onderscheid of discriminatie.
Eveneens bevestigt hij het recht op godsdienstvrijheid, waarbij hij opmerkt dat dit recht bedreigd kan worden door zowel atheïsme als religieus fanatisme:
Daar moet echter aan toegevoegd worden dat buiten het religieuze fanatisme dat in sommige gebieden de uitoefening van het recht op godsdienstvrijheid belemmert, ook de stelselmatige bevordering van religieuze onverschilligheid of praktisch atheïsme door veel landen indruist tegen de behoeften van de ontwikkeling van de volken, door hen te beroven van geestelijke en menselijke rijkdommen. God staat garant voor de ware ontwikkeling van de mens want, omdat Hij hem naar Zijn beeld geschapen heeft, is Hij ook de grond van zijn transcendente waardigheid en voedt zijn basisverlangen “meer te zijn”. De mens is niet zoiets als een verloren atoom in een toevallig universum, maar een schepsel Gods, dat van Hem een onsterfelijke ziel ontvangen heeft en dat Hij van eeuwigheid heeft liefgehad.

### Mariaverering en het Rozenkransgebed

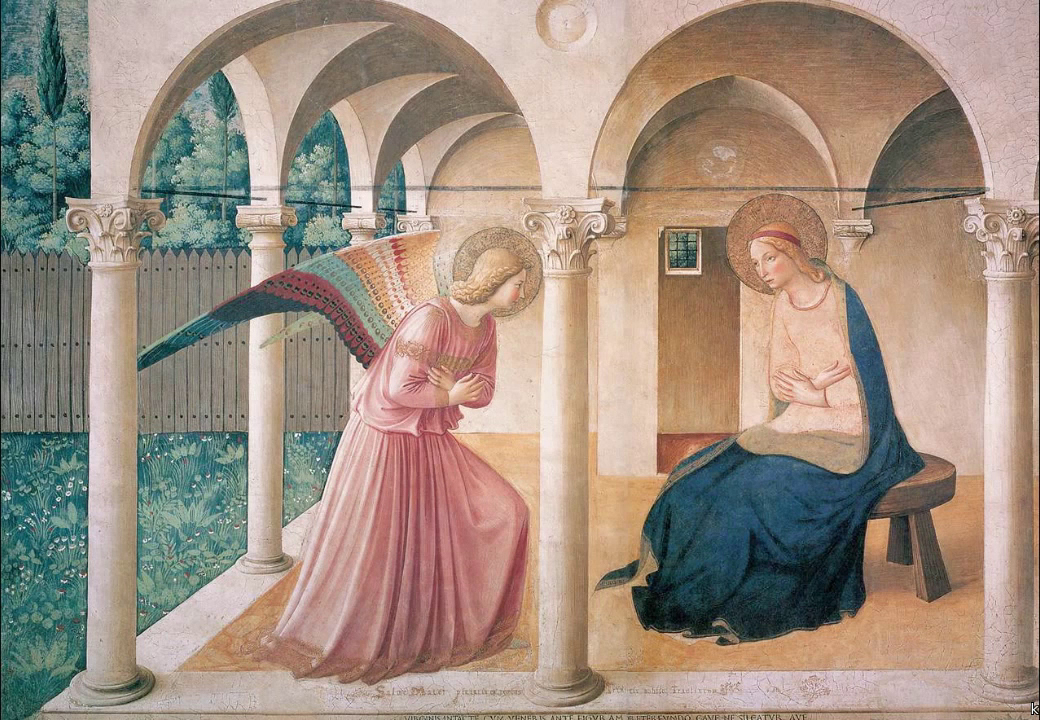
Beato Angelico, De Annuciatie

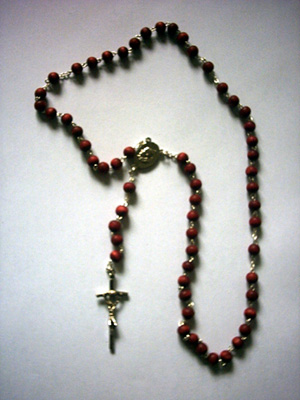
Een rozenkrans

De Katholieke Kerk kent vier Mariale dogma’s: Maria ‘Moeder van God’ (Theotokos), de eeuwigdurende maagdelijkheid van Maria, Maria onbevlekt ontvangen (dit wordt vaak verward met de maagdelijke geboorte van Jezus. Met het dogma wordt echter bedoeld dat Maria zonder erfzonde was) en Maria tenhemelopneming. Binnen sommige Mariale kringen klinkt de roep om het afroepen van een vijfde Mariaal dogma: Maria Coredemptrix (‘Maria medeverlosseres’). Hoewel deze titel geen noviteit is in de geschiedenis, stuit deze term binnen de Kerk op kritiek en tegenstand, omdat zij tot misverstanden zou kunnen leiden en de oecumenische dialoog met de protestantse kerkgenootschappen zou kunnen bemoeilijken. De aanduiding ‘co’ (mede) kan immers zowel een gelijkheid (zoals in het woord 'medemens') als een ongelijkheid (als in 'medewerker' = ondergeschikte) aanduiden, waarbij van een gelijkheid geen sprake kan zijn daar het tot het onveranderlijke geloofsgoed van de Kerk behoort dat Christus de enige middelaar is tussen God en de mensen. Zowel Pius XII als de concilievaders tijdens Vaticanum II hebben de term daarom bewust willen vermijden. In 1997 riep het Vaticaan in het Poolse Mariabedevaartsoord Częstochowa een theologische commissie bijeen, die het verlangen naar zo'n vijfde dogma zou moeten bestuderen. De zestien katholieke mariologen van deze commissie, aangevuld met vijf deelnemers uit protestantse en orthodoxe kerkgenootschappen, waren unaniem in hun conclusie: dit dogma zou een breuk betekenen met de mariologische bakens die het Tweede Vaticaans Concilie heeft uitgezet. Paus Benedictus XVI heeft zich bovendien duidelijk uitgesproken tegen het gebruik van de titel "Medeverlosseres". Ook de Catechismus van de Katholieke Kerk vermijdt deze titel.
Een onderscheid moet gemaakt worden tussen de kerkelijk Mariologie en de Mariale volksdevotie die in sommige gevallen buiten de kerkelijke verantwoordelijkheid valt. Daarnaast is een katholiek niet verplicht geloof te hechten aan Mariaverschijningen of wonderen op voorspraak van Maria, hoewel deze in sommige gevallen een kerkelijke erkenning hebben ontvangen (waarmee gezegd wordt dat ze geloofd mogen worden).
De basis van de Mariaverering (en heiligenverering) is de idee dat de Kerk op aarde zich in gebed kan verenigen met de Kerk (de heiligen) in de hemel (men spreekt in het credo van de 'gemeenschap van de heiligen'). De verering van Maria moet daarom in zekere zin onderscheiden worden van de verering van de Drie-eenheid, hoewel Maria slechts naar dit mysterie verwijst, zodat beide weer verbonden zijn. Het gebed tot of met Maria is daarom altijd gericht tot Christus. Binnen de katholieke dogmatiek wordt in elk geval aanvaard dat de vrije instemming van Maria de geboorte van haar zoon mede mogelijk heeft gemaakt. Ook wordt er door katholieke exegeten gewezen op het Magnificat (lc. 1, 26-55), Joh. 19:26 en de Openbaringen waar de 'Vrouwe' verschijnt. Aanvaard is verder de verbinding tussen Maria en de Kerk (Mater Ecclesiae), waarbij Maria fungeert als volmaakt model van de Kerk, daar de gelovige met haar instemt met het heilsplan van de Vader. Haar instemming wijst de weg (Hodoghitria) naar Jezus. De uitdrukking 'per Mariam ad Iesum' moet in dit verband worden verstaan. De betekenis van Maria kan daarom alleen worden begrepen, waar Maria naar Jezus verwijst.
Het meest kerkelijke gebed is het Ave Maria (het 'Weesgegroet') dat als terugkerende aanroeping tijdens het Rozenkransgebed wordt gebeden. Tijdens het bidden hiervan gedenkt men de geloofsgeheimen (het woord 'geheim' dient men op te vatten in de betekenis van 'mysterie'). Er zijn er twintig. Per vijf gegroepeerd staan deze bekend als de 'blijde', de 'droevige' en de 'glorievolle' geheimen. In 2002 heeft paus Johannes Paulus II, bij de aanvang van het Jaar van de Rozenkrans, daar de 'vijf geheimen van het Licht' aan toegevoegd. Bij elkaar geven de 'geheimen' een soort samenvatting van het evangelie. Bij de volledige rozenkrans worden er 15 Onze Vaders en 150 Weesgegroetjes gebeden. Bij de verkorte versie van het rozenkransgebed die ook wel het rozenhoedje genoemd wordt worden slechts 5 Onze Vaders en 50 Weesgegroetjes gebeden. Hiervoor gebruikt men meestal de rozenkrans of paternoster (met zijn 5 grote en 50 kleine kralen). De tien Ave Maria's worden daarbij steeds afgewisseld met een Onze Vader. Paus Leo X gaf in 1520 officieel goedkeuring aan het gebed en het leergezag van de Kerk heeft de rozenkrans sindsdien steeds aanbevolen.

### Eschatologie: hemel, hel en vagevuur

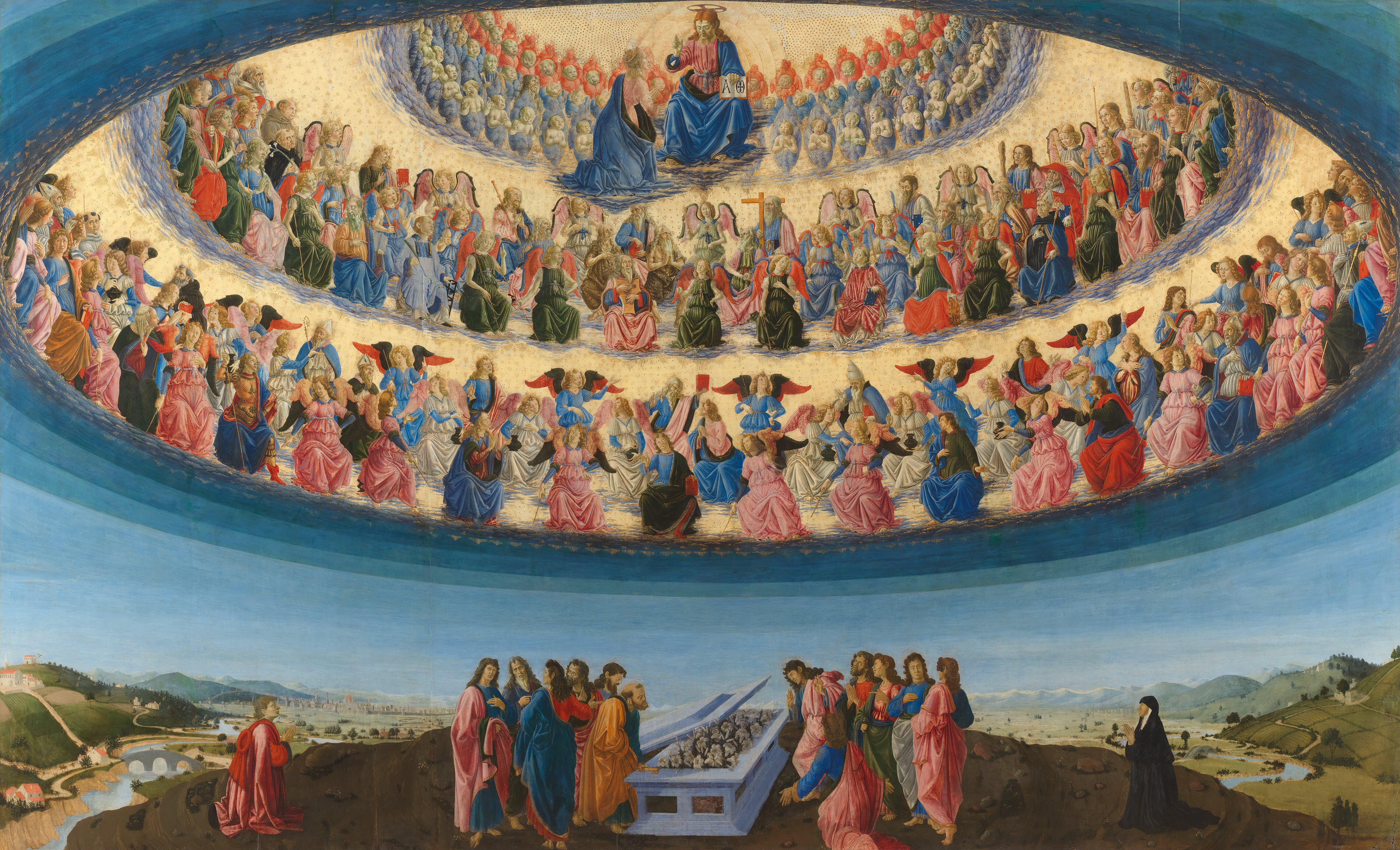
"Voorstelling van de hemel", door Francesco Botticini

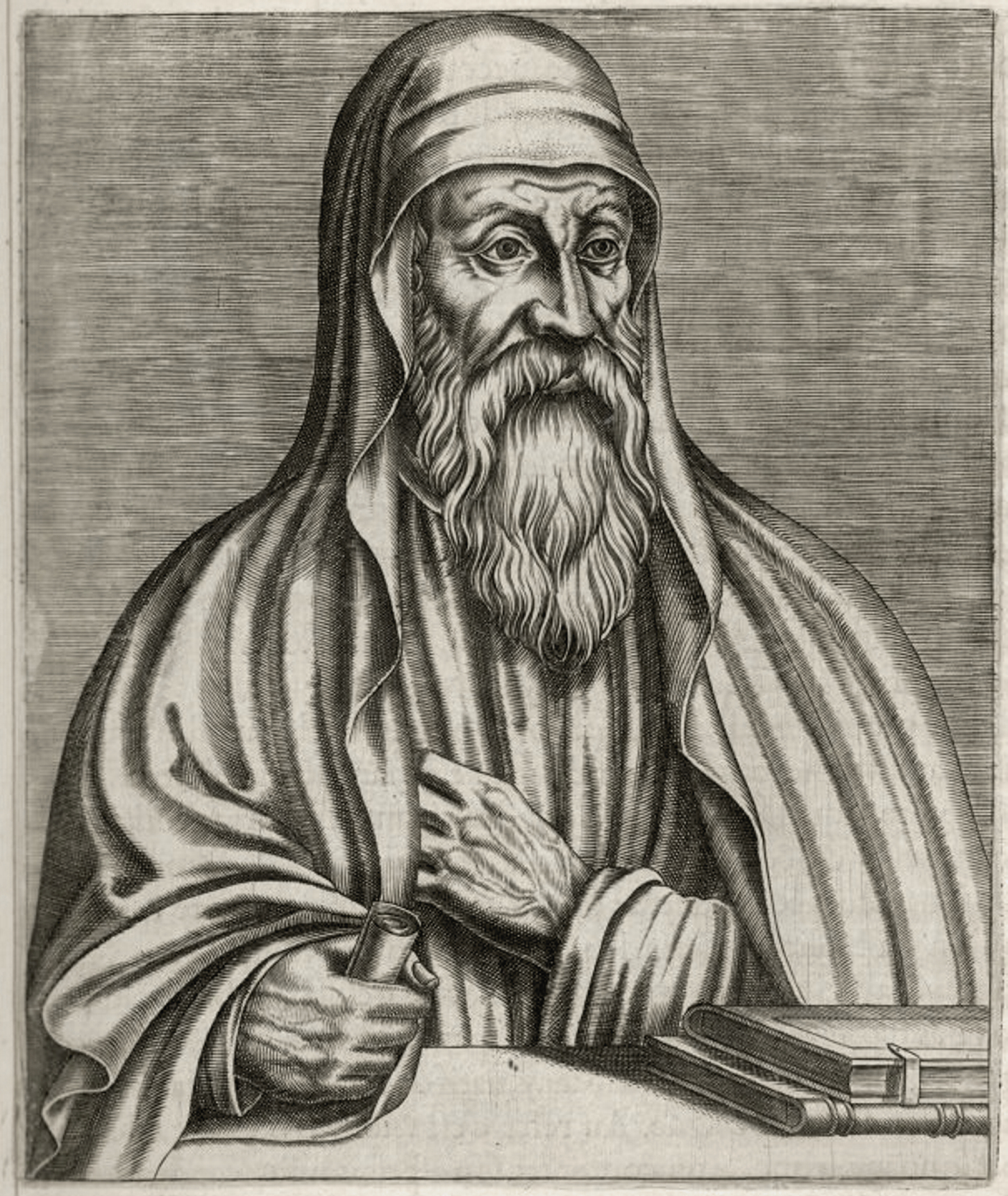
Origenes

De Katholieke Kerk leert dat zij die in staat van genade sterven verenigd zullen worden met Christus in de hemel, waarbij de hemel als een vereniging met Christus moet worden verstaan. Zij echter die in een toestand van doodzonde (= een zware zonde in volledige vrijheid en met volledige kennis begaan) die niet is vrijgekocht door een volmaakt berouw (= een berouw uit liefde) of een onvolmaakt berouw en het sacrament van boete en verzoening blijven tot in de eeuwigheid gescheiden van de goddelijke liefde in de hel.
Naast de hel erkent de Katholieke Kerk het bestaan van het vagevuur, een periode van loutering na de dood waarin de begenadigde zijn tijdelijke straffen (= de wanorde die reeds vergeven zonden in de mens hebben aangericht) uitboet en door Christus omgevormd wordt alvorens het eeuwig leven binnen te gaan. Het gaat hier dus om een tijdelijk proces. Het verblijf in het vagevuur kan verkort of opgeheven worden door de gebeden, aalmoezen en offers van de kerk of door middel van aflaten die voortvloeien uit de overvloedige verdiensten van de Kerk. De gewone voorwaarde voor een aflaat is het ontvangen van het sacrament van boete en verzoening (de biecht), de communie, een gebed voor de paus, aangevuld met een werk van boete (bijvoorbeeld een dagelijks gebed of een pelgrimage). Daarnaast stelt zij dat het mogelijk is dat men onmiddellijk verenigd zal worden met Christus als men op aarde deze straffen reeds heeft uitgeboet (bijvoorbeeld in het geval van een martelaarschap). Ten slotte gelooft de Katholieke Kerk in de wederkomst van Christus, waarin hij definitief over de wereld zal oordelen en zijn schepping zal voltooien.
Binnen de katholieke kerk is sprake geweest van een minimalistische heilsverwachting (Augustinus) en een maximalistische (Origenes, Theresia van Lisieux, Gregorius van Nyssa, paus Johannes XXIII, Hans Urs von Balthasar, Karl Rahner en volgens sommigen ook paus Johannes Paulus II). Deze laatste groep wordt verweten te geloven in een Alverzoening (ook wel: Apokatastasis of universalisme). Deze leer betekent dat alle mensen, al dan niet na een tijdelijke straf, uiteindelijk door de genade van Christus gered zullen worden. Hoewel deze opvatting niet tot de kerkelijke leer behoort, heeft de kerk geen uitspraak gedaan over wie (concreet persoon) het eeuwig leven zullen binnengaan. Wel heeft zij naar voren gebracht dat alle mensen van goede wil uiteindelijk naar de hemel kunnen gaan. Ook paus Benedictus XVI heeft in zijn encycliek Spe Salvi (In hoop gered) uit 2007 zich uitgesproken over de toekomstverwachting. Hij stelt dat er heiligen zijn en zondaars die alle liefde in hun leven hebben vertrapt, maar dat 'de ervaring leert dat noch het één, noch het ander het normale geval is in het menselijk bestaan. Bij verreweg de meeste mensen, zo mogen we aannemen, blijft er een laatste, innerlijke openheid voor de waarheid, voor de liefde, voor God, aanwezig in het diepste van hun wezen.' De ontmoeting met God zal ongetwijfeld een pijnlijke ontmoeting zijn, zo stelt de paus, maar:
in de pijn van deze ontmoeting, waarin ons het onreine en zieke van ons bestaan geopenbaard wordt, is redding. Zijn blik, de aanraking van Zijn hart, geneest ons in een ongetwijfeld pijnlijke omvorming “om zo te zeggen, door het vuur heen”. Maar het is een zalige pijn, waarin de heilige macht van Zijn liefde ons brandend doordringt, zodat wij eindelijk geheel onszelf worden en daardoor geheel aan God toebehoren.
Benedictus XVI geeft hiermee een positieve uitleg van het vagevuur, waarin met name de reddende (soteriologische) kracht van Christus centraal komt te staan.

### Diaconie en caritas

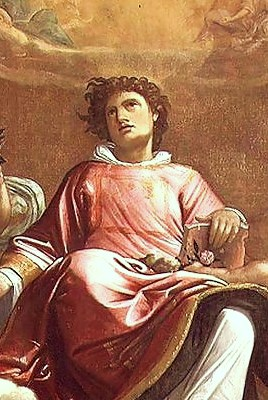
Stephanus, een van de eerste zeven diakens, geschilderd door Giacomo Cavedone (1601)

In het hart van de Kerk staat de caritas, de liefde tot de naaste, die onder meer tot uiting moet komen in de diaconie. Het woord diaconie is afgeleid van het Griekse 'diakonia', wat 'dienst' betekent, in het bijzonder de dienst aan de mensen. Sinds de middeleeuwen spelen in het kerkelijk denken over diaconie de zogenaamde Zeven Werken van Barmhartigheid een bijzondere rol (de hongerigen spijzen, de dorstigen laven, de naakten kleden, de vreemdelingen herbergen, de zieken bezoeken, de gevangenen bezoeken, en de doden begraven), waarbij een onderscheid wordt gemaakt tussen geestelijke en lichamelijke werken, fysieke en geestelijke noden. Naast de verkondiging van Gods woord (kerygma-martyria) en het vieren van de sacramenten (leiturgua) behoort de dienst aan de naasten tot de kernopdrachten van de Kerk. Vanaf het begin van heeft de Kerk het daarom als een voorname taak (opus proprium) gezien te zorgen voor armen, zieken en weduwen.
De Diaconie is een opdracht aan alle gelovigen, maar tevens aan de kerk in zijn geheel, zodat er van organisatie sprake kan zijn. De diaconie is enerzijds gericht op de koinonia, de kerkelijke gemeenschap. Immers 'in de gemeenschap van de gelovigen mag er geen armoede bestaan in de zin dat iemand verstoken is van de goederen die voor een menswaardig bestaan noodzakelijk zijn'. Anderzijds strekt zij zich uit tot buiten grenzen van de kerk. Met name de Gelijkenis van de barmhartige Samaritaan wordt daarbij vaak als uitgangspunt genomen (Luc. 10:25-37). In de encycliek Sollicitudo rei socialis (1987) bracht paus Johannes Paulus II naar voren dat katholieken bereid moeten zijn met andere charitatieve instellingen samen te werken. Kenmerkend voor de katholieke diaconie moet echter zijn dat zij belangeloos is en onafhankelijk van partijen en ideologieën. Daarnaast moet worden vermeden dat de gever zich als hoger geplaatst zal beschouwen, de ontvanger mag de diaconie op geen enkele wijze als vernederend ervaren. Daarom moet er binnen de katholieke diaconie een zekere wederkerigheid bestaan, waarin de gever als persoon betrokken is en zichzelf ook als zwakke erkent.
Andere documenten die van belang zijn voor de diaconie zijn de encyclieken Rerum Novarum van paus Leo XIII, Mater et Magistra van paus Johannes XXIII en Populorum Progressio van paus Paulus VI. In deze laatste encycliek stelt de paus dat het sociale vraagstuk nu een internationaal vraagstuk geworden is en dat de nood van vele volkeren een appel doet op de Kerk:
hongerlijdende volken doen thans een dramatisch appèl op de welvarende volken. De Kerk voelt zich als het ware opgeschrikt door deze angstkreet en doet daarom een beroep op iedereen om met liefde gehoor te geven aan deze noodkreet van zijn broeders
Ook de Pauselijke Raad voor Gerechtigheid en Vrede (Pontificium Consilium de Iustitia et Pace) is van betekenis voor ontwikkeling van de sociale leer van de Kerk. Deze raad werd op 6 januari 1967 bij motu proprio Catholicam Christi Ecclesiam door paus Paulus VI opgericht. De Commissie heeft tot doel:
bij heel het volk Gods het volle bewustzijn te wekken van de plicht, die het in deze tijd heeft te vervullen, de plicht namelijk om de vooruitgang van de arme volken te stimuleren, de sociale rechtvaardigheid onder de volken te bevorderen en aan de minder ontwikkelde volken de hulpmiddelen te verschaffen, waardoor deze zelf hun vooruitgang kunnen verwezenlijken
Caritas moet echter onderscheiden worden van het streven naar (politieke) rechtvaardigheid. Ideologieën die beloven dat een rehtvaardige samenleving hier op aarde bereikt kan worden, zoals het communisme, zijn door de kerk afgewezen. Benedictus XVI wees erop dat een rechtvaardige staat een utopie is en dat de mensheid altijd aangewezen zal blijven op vrije daden van barmhartigheid en belangeloze liefde. Daarnaast stelt hij dat de katholieke caritas geen middel kan zijn om bepaalde doelen mee te bereiken. 'De liefde is om niet (...) Wie in de naam van de Kerk liefdadigheid beoefent, zal nooit proberen de ander het geloof op te dringen'. Dit betekent niet dat het geloof geen rol in de diaconie kan spelen, want 'liefde in haar zuiverheid en onbaatzuchtigheid' is het beste getuigenis 'voor de God waarin wij geloven en die ons tot liefde brengt'.
Binnen de diaconie vervult het ambt van diaken een bijzondere rol. Hierbij moet een onderscheid gemaakt worden tussen een transeunt diaken, een 'overgangsdiaken' (een diaken die na zijn diakenwijdig een priesterwijding zal ontvangen) en een permanent diaken (een diaken die niet tot priester gewijd zal worden en bevestigd kan worden in zijn huwelijkse staat). Het permanent diakenschap is door het Tweede Vaticaanse Concilie nieuw leven ingeblazen. Ook verschillende ordes en congregaties hebben zich door de eeuwen heen toegelegd op de caritas. Daarnaast heeft de Kerk door de eeuwen heen weeshuizen, gestichten, ziekenhuizen, verpleeghuizen en onderwijsinstellingen gesticht. Ook kloosters waren vaak een veilig toevluchtsoord voor behoeftigen.

## Geschriften
In het katholicisme staan drie boeken centraal: de Bijbel, het missaal, dat de Schriftlezingen, gebeden en vaste gezangen van de Mis bevat, en het getijdenboek of brevier (= een boek met lezingen, gebeden, psalmen, lofzangen en antifonen die monniken, priesters en vaak ook leken dagelijks bidden). Naast deze drie boeken zijn er nog vele andere boeken en documenten van wezenlijk belang: de pauselijke encyclieken en apostolische exhortaties (bul), de Codex Iuris Canonici (= het canoniek wetboek) en de teksten van de kerkvaders en heiligen. Ook de documenten van de verschillende Roomse congregaties en de Catechismus van de Katholieke Kerk zijn van betekenis. De huidige officiële catechismus verscheen in 1993 onder het pontificaat van Johannes Paulus II. De toenmalige prefect van de Congregatie van de geloofsleer Joseph Kardinaal Ratzinger was voorzitter van de commissie die verantwoordelijk was voor de samenstelling ervan. Naast de officiële catechismus zijn er verschillende catechismussen in omloop die goedgekeurd zijn door de lokale bisschoppen.
De constituties, decreten en verklaringen van de concilies werden in de 19e eeuw verzameld door de Duitse katholieke theoloog Heinrich Joseph Dominicus Denzinger (1819-1883) in de Enchiridion Symbolorum et Definitionum (eerste editie 1854), ook wel kortweg de 'Denzinger' genoemd. Dit werk, met name de editie van Adolf Schönmetzer, S.J., geldt tot de dag van vandaag als een referentiewerk voor de katholieke leer.

## Goddelijke eredienst en sacramenten

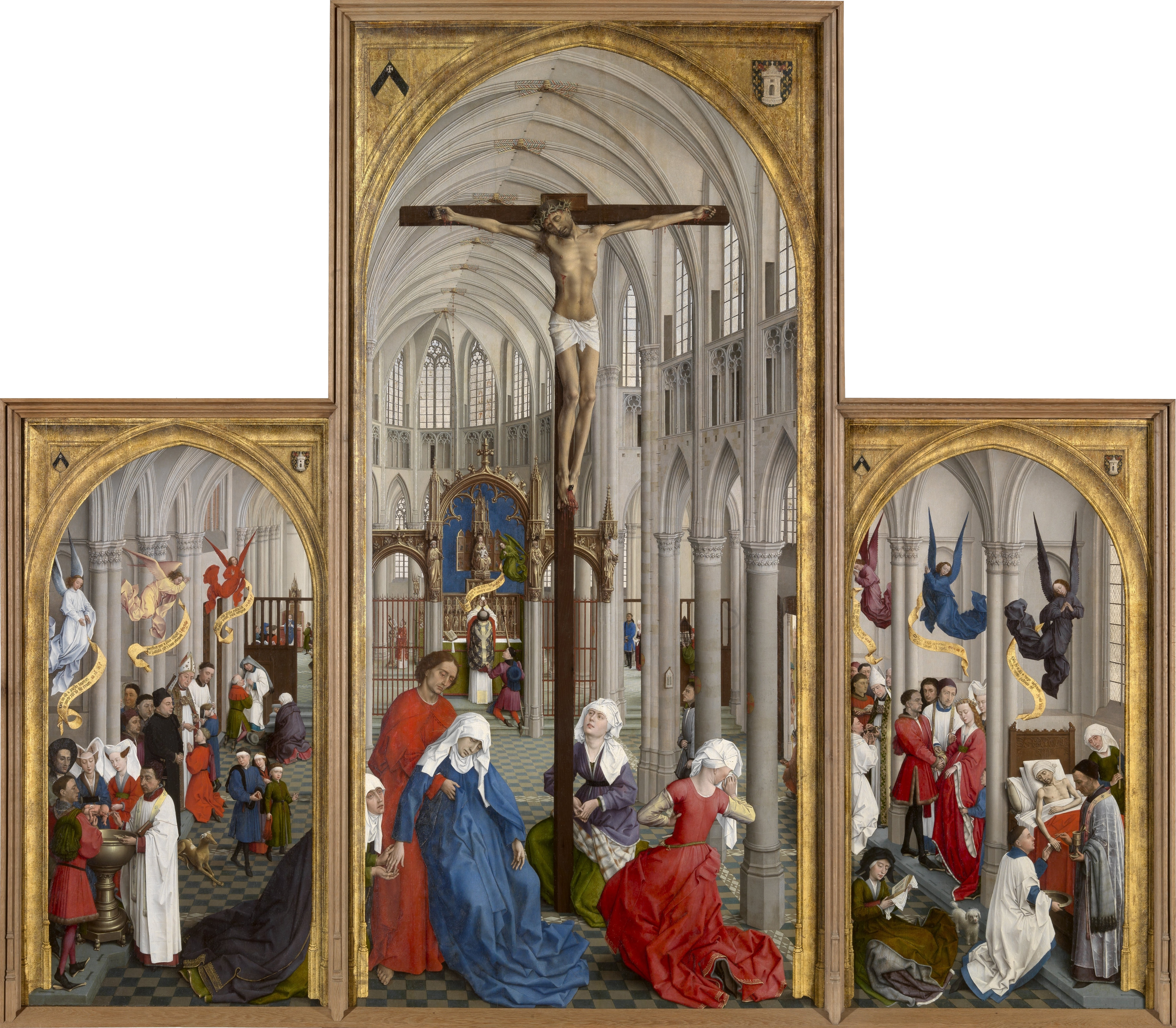
De Zeven Sacramenten door Rogier Van der Weyden, ca. 1445-1450 (KMSKA, Antwerpen)

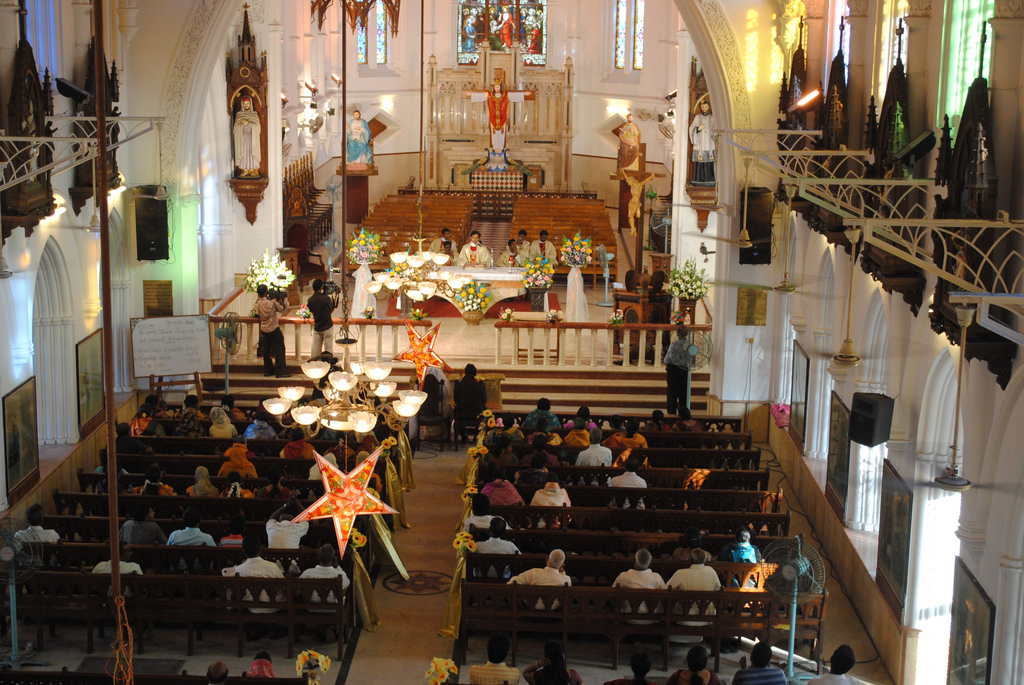
Heilige Mis in de Thomasbasiliek in het Indiase Chennai

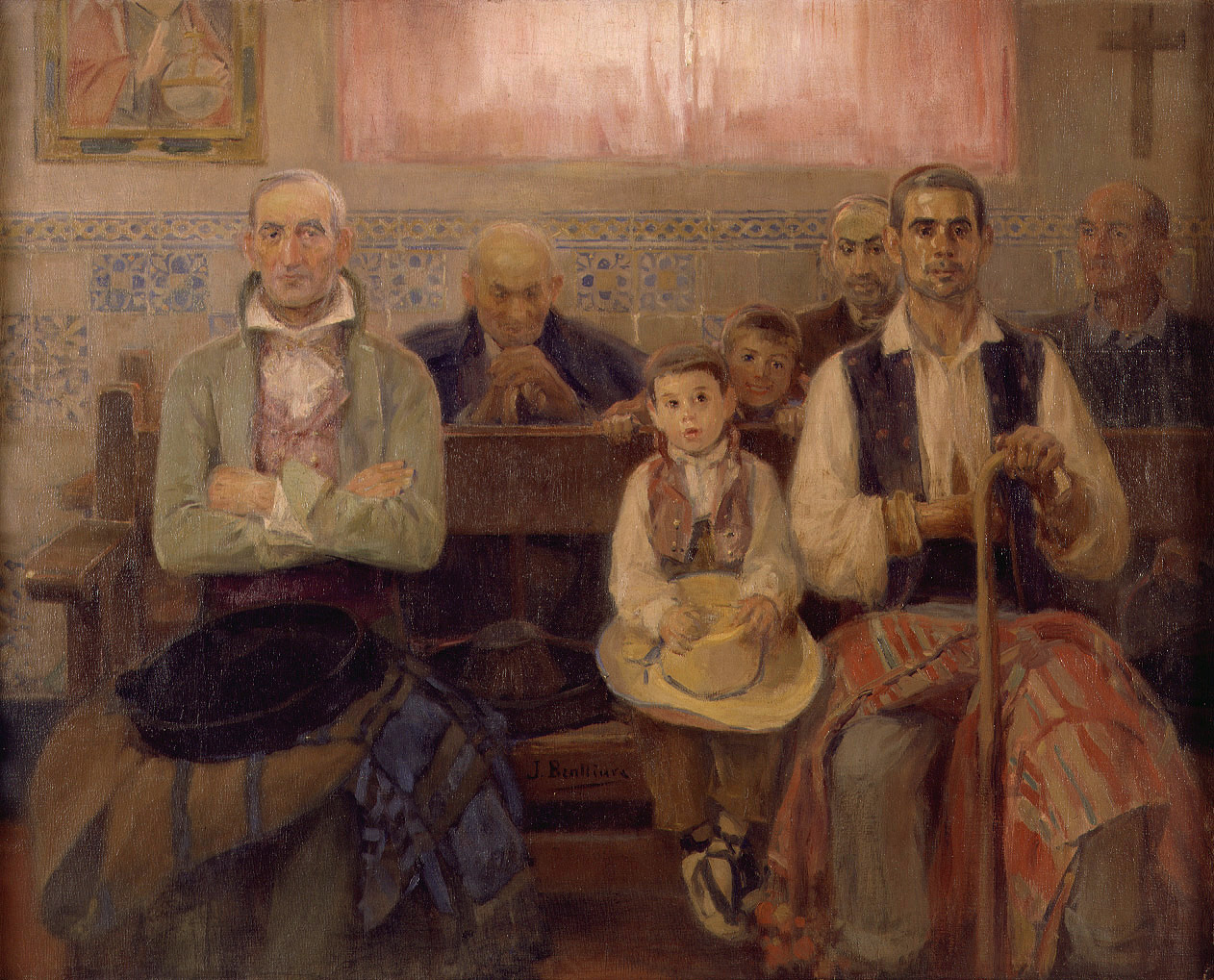
Gelovigen tijdens de Mis, geschilderd door Josep Benlliure i Gil (1855-1937)

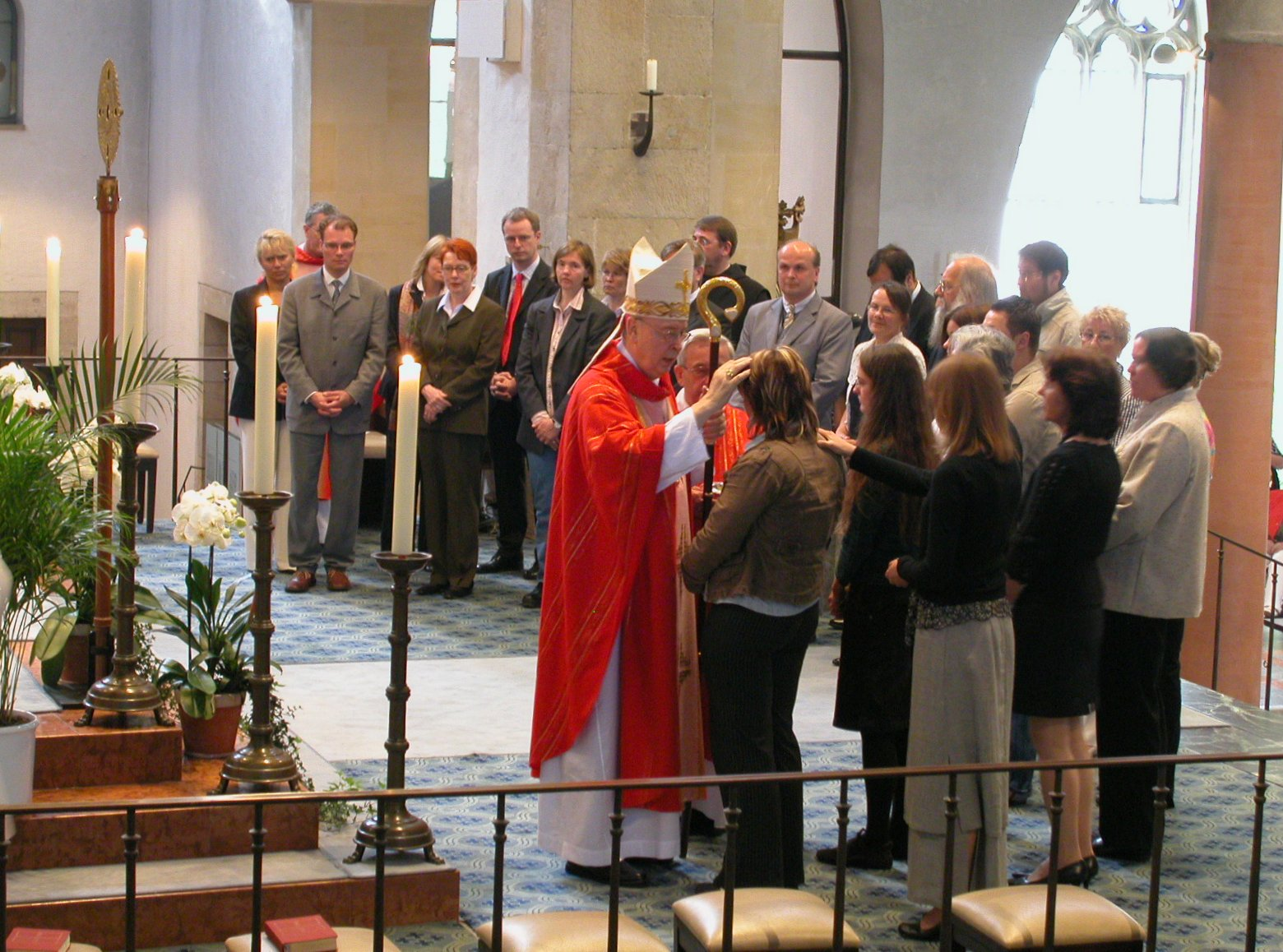
Toediening van het Vormsel door bisschop Trelle in de dom van Hildesheim

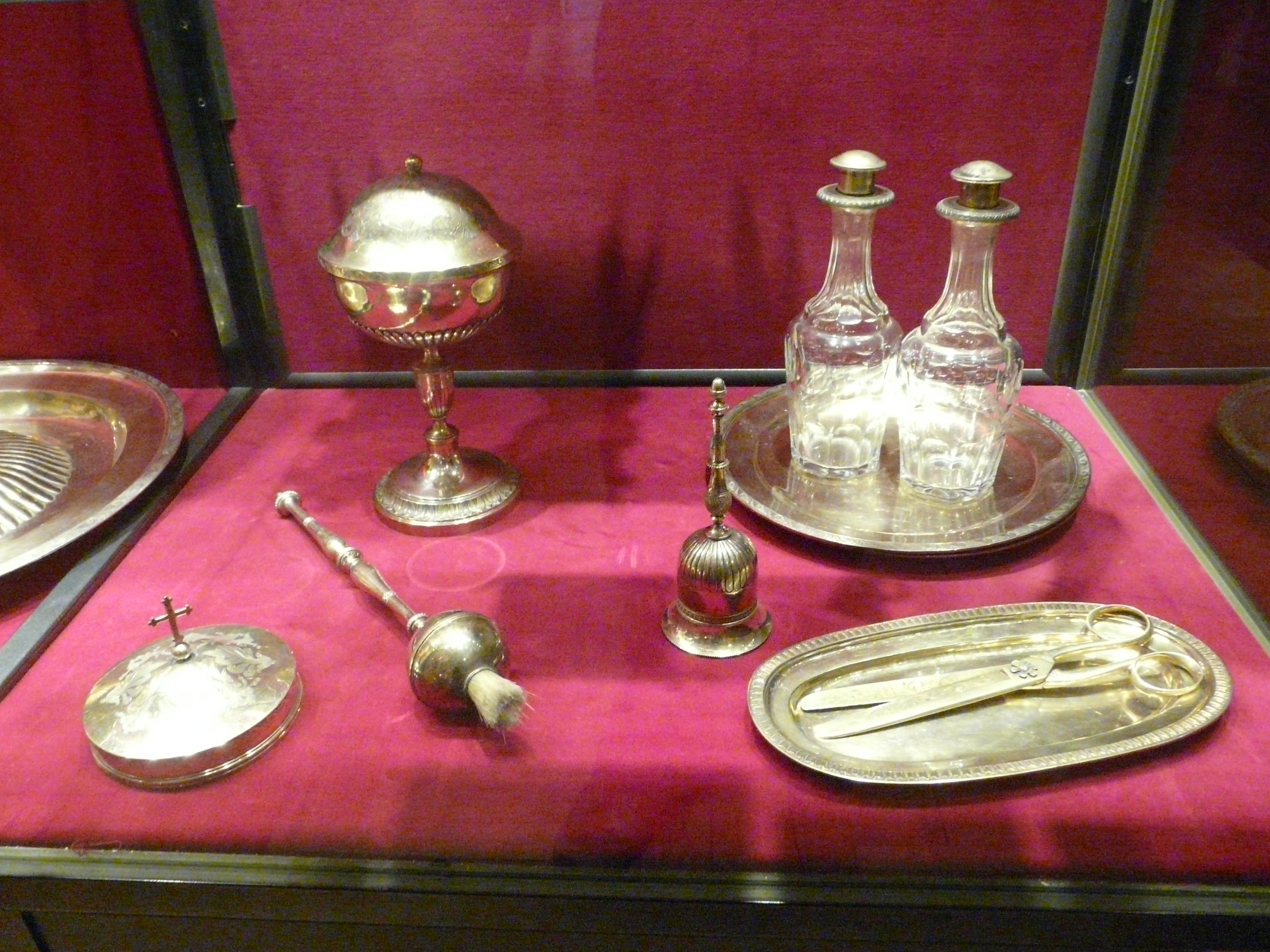
Religieus vaatwerk voor de katholieke eredienst in het Poolse Gniezno (19e eeuw)

De Katholieke Kerk beschouwt Christus als het oersacrament, de enige en volmaakte middelaar tussen God en de mensen, die door zijn mystiek lichaam, de Kerk (het grondsacrament) reddend, troostend en helend aanwezig wil zijn in de menselijke geschiedenis teneinde deze van binnenuit te verlossen. De oersacramentaliteit vindt zijn actualisering in de zeven kerkelijke sacramenten, die gedefinieerd worden als heilige tekenen die bewerken wat zij aanduiden (zo duidt de doop niet alleen de verlossing van de erfzonde en de opname in het Lichaam van Christus aan, maar brengt zij deze ook werkelijk tot stand). De sacramenten gaan terug op het woord en leven van Jezus Christus zelf: het doopsel, de eucharistie, met als belangrijk onderdeel de Heilige Communie, het vormsel, het sacrament van boete en verzoening (= de biecht), het Heilig Oliesel, de wijding tot diaken, priester of bisschop en het huwelijk. Doopsel, eucharistie en vormsel vormen samen de sacramenten van de christelijke initiatie.
De sacramenten, met name de Eucharistie, zijn nauw verbonden met het priesterschap. In tegenstelling tot de protestantse kerken waar het ambt in de eerste plaats gericht is op het verkondigen van Gods woord (de prediking), ontleent het katholiek priesterschap in eerste instantie zijn betekenis aan de bediening van de sacramenten.

### Eucharistie
De eucharistie, het sacrament van het altaar, wordt beschouwd als het bron en hoogtepunt van het kerkelijk geloofsleven omdat men de verrezen Heer hierin werkelijk en lijfelijk aanwezig weet (= presentia realis) en men door het ontvangen van het sacrament wordt opgenomen in de kruisdood en verrijzenis van Christus. Dit geloofsmysterie heeft de men later inzichtelijk willen maken met de transsubstantiatieleer, waarbij men heeft teruggegrepen op de metafysica van Aristoteles en de scholastiek van Thomas van Aquino. Volgens deze leer veranderen de tekenen van brood en wijn na de priesterlijke consecratie op substantieel niveau (= wezensniveau), hoewel de 'attributen' of (uiterlijke) gedaanten (zoals geur, kleur, vorm, enzovoorts) ongewijzigd blijven. Centraal in de consecratie staan de instellingswoorden:
Neemt en eet hiervan, gij allen, want dit is mijn Lichaam, dat voor u gegeven wordt. Neemt deze beker en drinkt hier allen uit, want dit is de beker van het nieuwe, altijddurende verbond, dit is mijn Bloed, dat voor u en alle mensen wordt vergroten tot vergeving van de zonden. Blijft dit doen om Mij te gedenken.
De katholieke sacramentsopvatting werd later fel bestreden door sommige reformatoren (Luther bleef echter vasthouden aan een werkelijke aanwezigheid, hoewel hij deze scheidde van het priesterlijk offer) die meenden dat het misoffer op het altaar een verloochening was van de ene, onherhaalbare offerande aan het kruis en van mening waren dat de sacramenten slechts een symbolische waarde hadden en dat de Mis daarom beschouwd moet worden als een 'vervloekte afgoderij' (dit uit zich bijvoorbeeld in de wijze waarop men met het brood en de wijn omgaat: waar in de katholieke kerk de hostie (= het lichaam) ('het Allerheiligste') na de Heilige Mis zorgvuldig wordt bewaard in een tabernakel en door de gelovigen in een monstrans aanbeden kan worden, verliest het brood in de protestantse dienst na de maaltijd des Heren haar sacramentele betekenis en kan daarom voor andere profane doeleinden worden gebruikt). Deze opvatting is echter gebaseerd op een vereenvoudiging van de katholieke sacramentenleer, daar deze het misoffer niet ziet als een relativering van de ene volmaakte offerande, maar als een actualisering daarvan in de geschiedenis, zodat de mensen die in historisch en lijfelijk opzicht verwijderd zijn van het kruisoffer op Golgotha toch in het verlossingswerk kunnen worden opgenomen. Naast de zeven genoemde sacramenten kent de Kerk ook vele sacramentalia: zegeningen en handelingen om het leven te heiligen, in navolging van de sacramenten. Verder zijn er de getijden, de kerkelijke uitvaart, de verering van heiligen, heiligenbeelden en relieken en de gelofte en de eed tot de goddelijke eredienst (= cultus divinus).

### Het doopsel

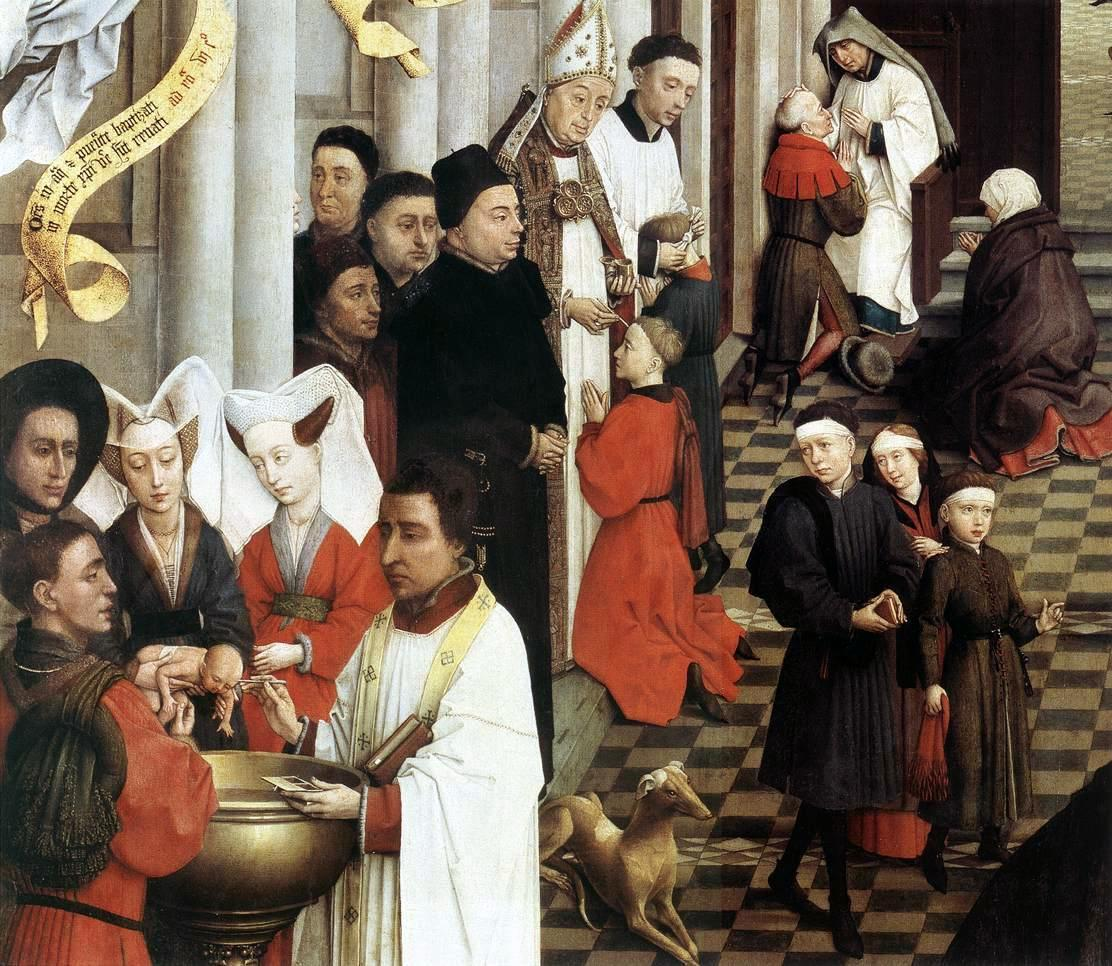
Doopsel, vormsel en biecht uit De Zeven Sacramenten, altaarstuk (detail linkervleugel) door Rogier van der Weyden

De vergeving van zonden speelt een centrale rol in het leven van Jezus en de Kerk. Het eerste en belangrijkste sacrament van vergeving is het doopsel, waarin de dopeling met Christus sterft en verrijst. Dit sacrament verlost de mens van de erfzonde en wist al zijn voor het doopsel bedreven zonden uit. Hij ontvangt de heiligmakende genade (habituele genade) en een onuitwisbaar merkteken op de ziel. Tegelijkertijd wordt hij opgenomen in het lichaam van de Kerk. Dit gebeurt bij voorkeur in de paasnacht. De bedienaar giet driemaal doopwater op en over het hoofd van de dopeling zeggende:
Ik doop u in de naam van de Vader en de Zoon en de Heilige Geest.
De juiste doopformule is essentieel voor de geldigheid van de doop.
De katholieke kerk kent een kinderdoop. Voorwaarde voor zo'n doop is dat bij de ouders de bereidheid moet bestaan hun kind een katholieke opvoeding te geven. Het doopsel wordt toegediend door de priester, maar in geval van nood mag iedereen dopen, zolang dit maar in de naam van de vader, Zoon en Heilige geest gebeurt. De katholieke kerk kent tevens het doopsel van begeerte. Dit betekent dat iemand die buiten zijn schuld niet gedoopt kan worden of zich terstond zou laten dopen als hij Christus zou kennen, zich als gedoopte mag beschouwen. De Katholieke Kerk erkent de doop van de meeste andere Kerken.

### Het vormsel
Het vormsel (in het Latijn confirmatio, van het werkwoord firmare = bevestigen) is een sacrament waardoor een gedoopte de kracht van de Heilige Geest ontvangt om zijn geloof standvastig te kunnen belijden en verdedigen. Samen met het doopsel en de eucharistie vormt het sacrament van het vormsel het geheel van de drie initiatiesacramenten van de Katholieke Kerk. De wezenlijke ritus van het vormsel is de zalving met het heilig chrisma van het voorhoofd van de gedoopte, daarna volgt het handoplegging. In de nieuwe Romeinse ritus worden de volgende woorden gesproken:
Accipe signaculum doni Spiritus Sancti
Ontvang het zegel van de heilige Geest, de gave Gods
Vaak volgt dan een slag tegen de wang, ter bemoediging.
De oorspronkelijke bedienaar van het vormsel is de bisschop, waarmee wordt aangeduid dat dit sacrament de band met de Kerk versterkt en verdiept. Indien er de noodzaak toe is, kan de bisschop de bevoegdheid om te vormen aan priesters overdragen. Het sacrament van het vormsel wordt doorgaans aan de gelovigen rond het bereiken van de jaren van het verstand (rond 7 jaar) toegediend, tenzij de bisschoppenconferentie een andere leeftijd vastgesteld heeft of er stervensgevaar dreigt of een ernstige reden het anders wenselijk maakt. Christenen die vanuit andere kerken overstappen naar de katholieke kerk en reeds een erkende doop hebben ontvangen, worden meestal meteen gevormd. Daarna ontvangen ze de eerste communie.

### De biecht

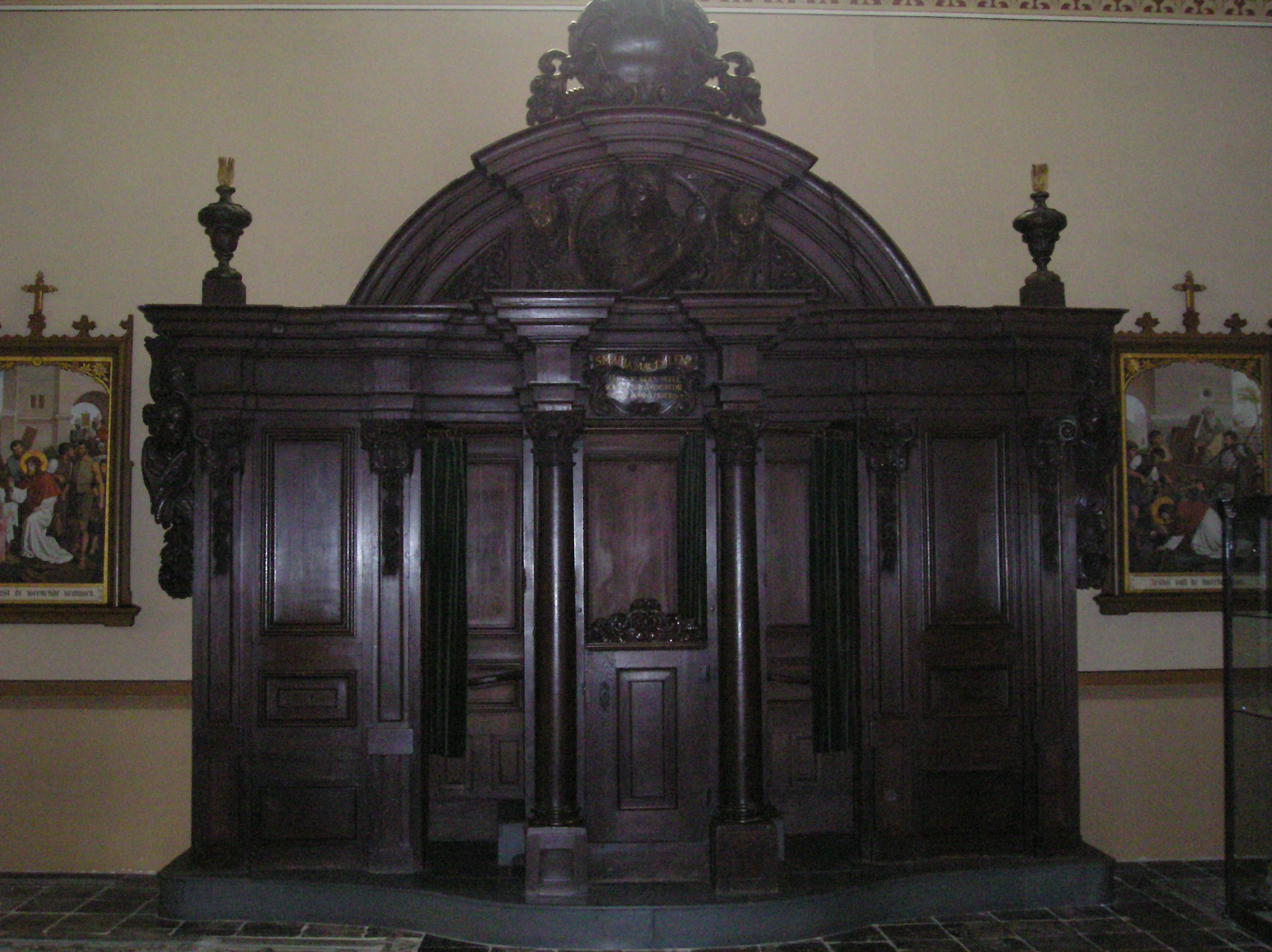
Biechtstoel in de Sint-Elisabethkerk te Grave

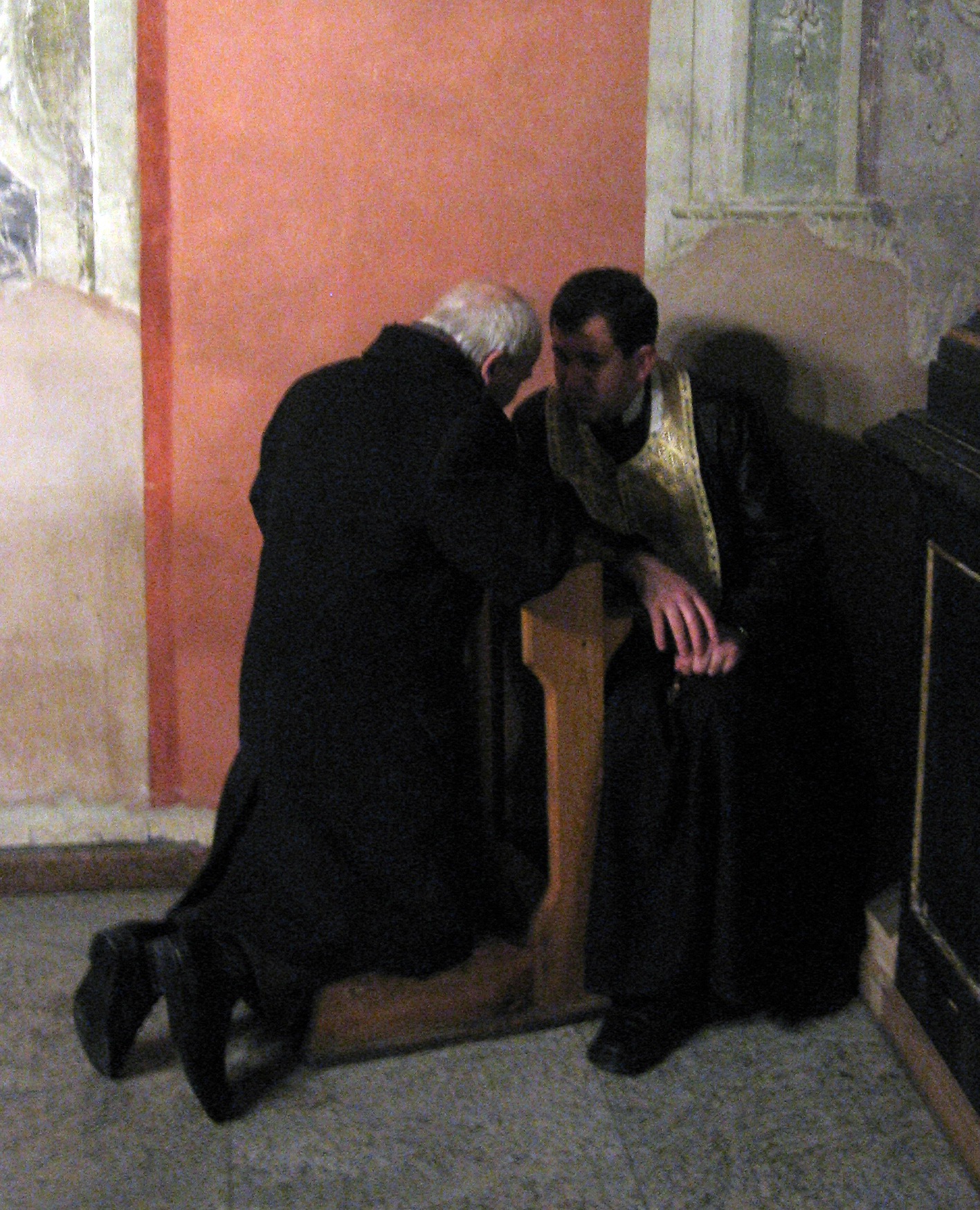
Afname van de biecht in de Oekraïens-katholieke Bernardijnenkerk in Lviv

Voor mensen die na hun doopsel opnieuw tot zware zonden vervallen is de gebruikelijke manier van vergeving het sacrament van boete en verzoening (de biecht). De Katholieke Kerk stelt dat deze vergeving een sterke kerkelijke dimensie heeft. Immers door de zonde verwijdert de mens zich niet alleen van God, maar ook van de gemeenschap van God: de Kerk. Daarom, zo stelt de Kerk, zullen in de vergeving van zonden deze twee dimensies tot hun recht moeten komen: de vergeving zal van God én zijn Kerk moeten komen. Zij baseert zich daarbij onder meer op de woorden uit de Bijbel 'Wier zonden gij vergeeft, hun zijn ze vergeven, en wier zonden gij niet vergeeft, hun zijn ze niet vergeven' (Joh. 20:23), waarin de Kerk de volmacht leest die Christus aan de vertegenwoordigers van de Kerk heeft geschonken om in zijn naam zonden te vergeven. De plaatsvervangende zondevergeving wordt uitgedrukt in de absolutieformule van het sacrament van boete en verzoening:
God, de barmhartige Vader, heeft de wereld met zich verzoend door de dood en de verrijzenis van zijn Zoon en de heilige Geest uitgestort tot vergeving van de zonden; Hij schenke u door het dienstwerk van de kerk vrijspraak en vrede. En ik ontsla u van uw zonden in de naam van de Vader en de Zoon en de heilige Geest.
De Kerk is ervan overtuigd dat er geen zonde is die zij niet kan vergeven. In geval van een doodzonde is men verplicht het sacrament van boete en verzoening (de biecht) te ontvangen. Voorwaarde is dat men oprecht berouw heeft over het begane kwaad en dat men voornemens is zich te beteren en de gevolgen van het kwaad, wanneer mogelijk, te herstellen. Daarnaast moeten alle doodzonden in de biecht genoemd worden. De Kerk maakt onderscheid tussen twee vormen van berouw: een volmaakt en onvolmaakt berouw. Van een volmaakt berouw (contritie) wordt gesproken als het berouw voortkomt uit liefde voor God. Deze vorm van berouw bewerkt automatisch vergiffenis van zonden, hoewel men daarna wel verplicht is de zonde in de biecht te belijden. Een onvolmaakt berouw is een berouw uit afschuw of angst voor de hel (attritie). Deze vorm van berouw wordt in de biecht aangevuld, waarna men is vergeven. Dagelijkse zonden hoeven niet in de biecht genoemd te worden, doch dit wordt door de Kerk wel aanbevolen. Een belijdenis van dagelijkse zonden wordt ook wel een devotiebiecht genoemd. De Kerk stelt dat, wanneer men zich bewust is van een zware zonde, men de Communie niet kan ontvangen. Ook in geval van een openbare zonde (bijvoorbeeld ongehuwd samenwonen, het onderhouden van een homoseksuele relatie) moet men zich van de communie onthouden. Ten slotte zijn er zeer ernstige zonden (die vaak leiden tot excommunicatie) die slechts door de lokale bisschop of door een rechtbank van het Vaticaan kwijtgescholden kunnen worden.
Het sacrament van boete en verzoening bestaat uit verschillende delen. Na de begroeting van de boeteling, belijdt deze zijn zonden en legt de priester de penitentie op en verstrekt goede raad, zodat de penitent de fouten in de toekomst kan vermijden. Vervolgens bidt de biechteling een akte van berouw:
Heer mijn God, ik heb echt berouw. Ik betreur het dat ik kwaad heb gedaan en het goede heb nagelaten. Door mijn zonden heb ik U beledigd die mijn hoogste goed zijt, en alle liefde waardig. Het is mijn vaste voornemen, mij, met de hulp van uw genade, te bekeren, niet meer te zondigen en te vermijden wat tot zonde kan leiden. Amen
Vervolgens verleent de priester de boeteling "vrijspraak en vrede" door de sacramentele absolutie, de vorm waardoor de genade van vergiffenis geschonken wordt. Hoewel de priester in principe overal biecht kan horen, gebeurt dit volgens de kerkorde meestal in een biechtstoel in de Latijnse Kerk.
De biechtvader is geroepen tot absolute geheimhouding. Deze geheimhouding duldt dus geen uitzonderingen. Wanneer hij zijn biechtgeheim desondanks schendt is hij automatisch geëxcommuniceerd.

### Het huwelijk
Het huwelijksverbond, waardoor man en vrouw met elkaar een algehele levensgemeenschap vormen, die uit haar natuurlijke aard gericht is op het welzijn van de echtgenoten en op het voortbrengen en opvoeden van kinderen, is door Christus de Heer tussen gedoopten verheven tot de waardigheid van Sacrament.
— Can. 1055, §1 Codex Iuris Canonici

Het huwelijk is in de Katholieke Kerk een sacrament: een onuitwisbaar merkteken. De wezenlijke eigenschappen van het huwelijk zijn de eenheid en de onontbindbaarheid. Het katholieke huwelijk kan alleen door de dood ontbonden worden, behoudens de uiterst uitzonderlijk gevallen van het paulijns privilege en het petrijns privilege. Het katholieke huwelijk drukt een totaliteit uit, in de zin dat zij de totale mens betreft. De Catechismus van de Katholieke Kerk stelt:
Het totale karakter van de echtelijke liefde omvat alle componenten van de persoon: appel van het lichaam en van het instinct, kracht van het gevoel en van de affectiviteit, aspiratie van de geest en van de wil. Deze liefde streeft naar een diep persoonlijke eenheid die, boven de vereniging in een vlees uit, een van hart en ziel maakt; zij vereist de onontbindbaarheid en de trouw aan de wederzijdse definitieve overgave en stelt zich open voor de vruchtbaarheid. Kortom, het gaat om de normale kenmerken van iedere natuurlijke huwelijksliefde, maar met een nieuwe zin; kenmerken die de christelijke huwelijksliefde niet alleen zuivert en bevestigt, maar zodanig verheft dat ze uitdrukking worden van echt christelijke waarden.
Het huwelijk is een sacrament dat niet door een priester wordt toegediend. De huwelijkskandidaten dienen elkaar in het bijzijn van een priester het sacrament toe door hun vrije wilsinstemming. Als deze vrije wilsinstemming ontbreekt of als een van de partners de wederzijds over te dragen rechten en plichten van het huwelijk niet of onvoldoende kent, is er van een huwelijk geen sprake en kan het door een kerkelijke rechtbank met terugwerkende kracht nietig worden verklaard, hetgeen betekent dat er nooit een huwelijk heeft plaatsgevonden (van echtscheiding is dan geen sprake). Verder is belangrijk dat de kandidaten open staan voor nieuw leven en dat er geen andere huwelijksbeletselen zijn: zo kan er geen huwelijk gesloten worden tussen bloedverwanten in de rechte lijn (vb. vader en dochter, grootmoeder en kleinzoon) of tussen broers en zusters. Huwelijken tussen bloedverwanten in de zijlijn in de derde of in de vierde graad (vb. broer en zus, oom en nicht, neef en nicht) zijn in principe ongeldig, maar hiervoor kan de plaatselijke ordinaris een dispensatie verlenen.
De Katholieke Kerk erkent het huwelijk tussen een katholiek en een gedoopte niet-katholiek. Wanneer een katholiek met een protestant wil trouwen, heeft hij daar wel de toestemming van de bisschop voor nodig. De niet-katholieke partij moet beloven dat hij de kinderen katholiek zal opvoeden en dat hij geen pogingen zal doen de ander van het katholiek geloof af te brengen. Daarnaast moet hij op de hoogte zijn van de katholieke huwelijksopvatting. Verder moet bij de huwelijkssluiting in een andere christelijke gemeenschap een priester als getuige aanwezig zijn. Wanneer aan deze voorwaarden wordt voldaan wordt over het algemeen toestemming gegeven. Mits bijzondere toestemming kan een katholiek zelfs met een niet-gedoopte trouwen, maar dit huwelijk is geen sacrament.
Voor katholieken is het huwelijk een band tussen een man en een vrouw. De Kerk verzet zich tegen huwelijken van mensen van gelijk geslacht. Een ‘homohuwelijk’ kan niet vruchtbaar zijn zoals wanneer een man en een vrouw hun liefde delen in hun seksuele relatie waaruit van nature kinderen kunnen voortkomen. Binnen de Katholieke Kerk gingen wel stemmen op het huwelijk van homoseksuelen te zegenen. Binnen de officiële leer is daar geen ruimte voor. De kerk neemt mensen die homoseksuele gevoelens hebben zonder voorbehoud op. Tegelijkertijd acht de kerk alle vormen van gelijkgeslachtelijk seksueel contact niet in overeenstemming met de scheppingsorde.
Hoewel uit uitlatingen van paus Franciscus wel werd afgeleid dat de katholieke kerk een tolerantere houding ten opzichte van homoseksuelen begon in te nemen, kwam het Vaticaan in maart 2021 toch met een door Franciscus goedgekeurde verklaring van de Congregatie voor de Geloofsleer die priesters verbiedt huwelijken of partnerschappen tussen mensen van gelijk geslacht in te zegenen. “God zegent geen zonde”, schrijft het Vaticaan.

### Het sacrament van de wijding

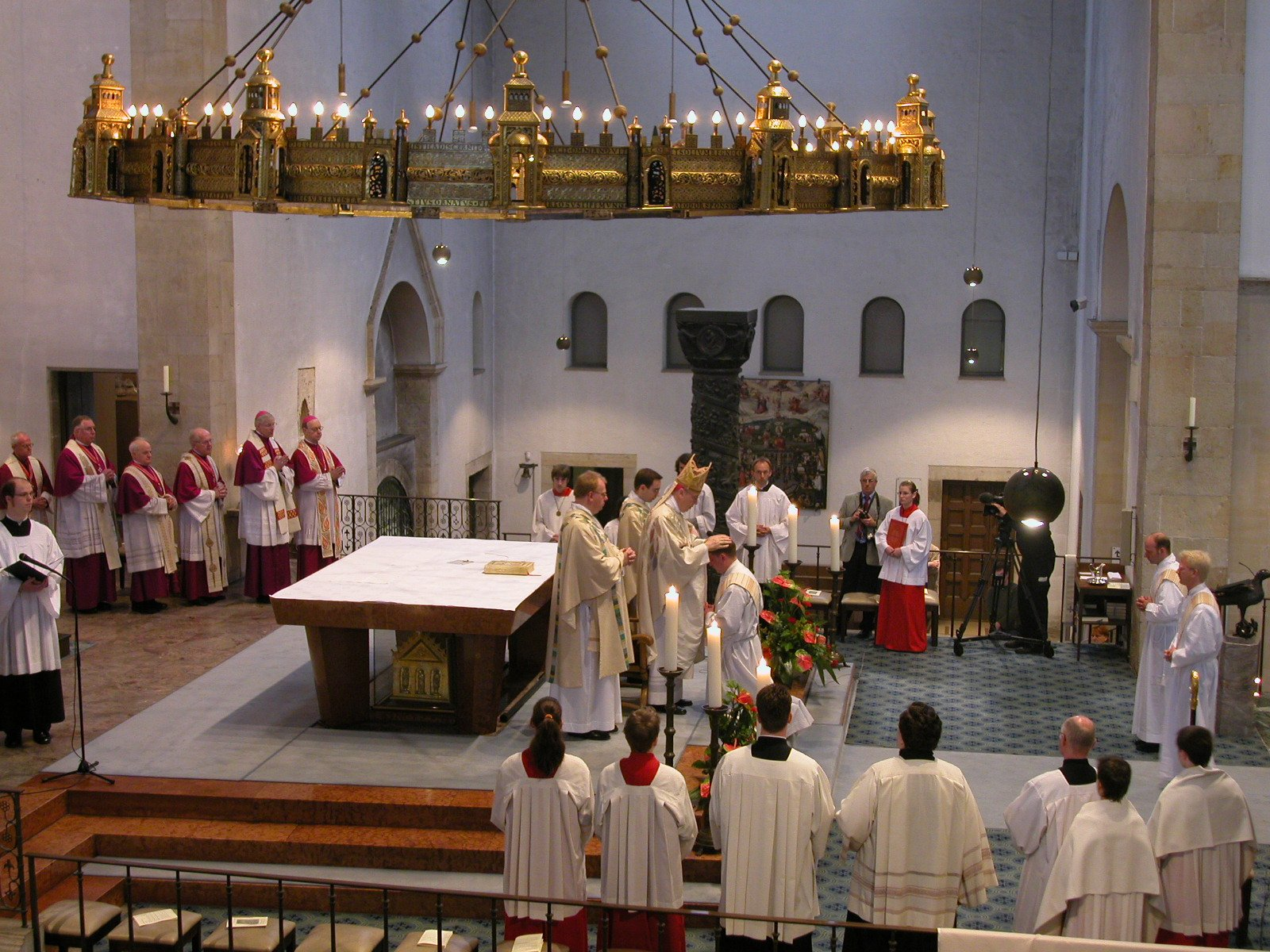
Een bisschop wijdt een priester volgens de Romeinse ritus

Het ambt komt in de katholieke kerk tot stand door het sacrament van de wijding. Er is sprake van drie wijdingen, namelijk die tot diaken, priester of bisschop (de paus en de kardinalen worden niet gewijd). Aan de wijding tot priester en bisschop is de verplichting verbonden celibatair te leven. Permanente diakens worden bevestigd in hun levensstaat. Dit betekent dat, wanneer men als diaken getrouwd is, het huwelijk wordt erkend. Wanneer men als diaken echter ongetrouwd is, is het niet langer mogelijk te trouwen.
Aanvankelijk kende de Kerk zeven wijdingsgraden, namelijk achtereenvolgens de ostiarius (= deurbewaarder/koster of kerkbewaarder), lector (= lezer), acoliet (= misdienaar), exorcist (= bezweerder), subdiaken, diaken en priester.
De wijding tot bisschop wordt gezien als de volheid van het priesterschap, en dus ingedeeld onder de noemer priester. Soms wordt de bisschopswijding apart genoemd, en dan zijn er acht wijdingsgraden. In de Katholieke Kerk worden de vijf laagste wijdingsgraden (tot en met subdiaconaat) sinds het motu proprio Ministeria quaedam van paus Paulus VI op 1 januari 1973 doorgaans achterwege gelaten. De wijdingen van acoliet en lector werden vervangen door een plechtige ‘aanstelling’. In plaats van het subdiaconaat, waarmee de wijdeling de verplichting tot het celibaat en tot het brevier aanging, kwam een extra gelofte van zuiverheid bij het ontvangen van de wijding tot diaken.
Het sacrament wordt toegediend door de bisschop. Veelal vindt de wijding plaats in de hoofdkerk (kathedraal) van het bisdom. Kenmerkend voor de liturgie, die ingepast wordt in de Heilige Mis zijn de keuze van de kandidaat of kandidaten, de beloften van de wijdelingen, het inroepen van de voorspraak van de heiligen tijdens de litanie van alle Heiligen (de wijdeling ligt daarbij plat ter aarde), de handoplegging in stilte, het wijdingsgebed, de bekleding met liturgische gewaden, de eventuele zalving met het Heilig Chrisma, overhandiging van de bij de functie behorende instrumenten (bijvoorbeeld miskelk en pateen) en de verwelkoming in deze of gene geestelijke stand. In de katholieke kerk kunnen alleen mannen een sacramentele wijding ontvangen.
Naast het sacrament van de wijding kent de Rooms-Katholieke Kerk nog de abtswijding (beter is te spreken van abtszegening) en de maagdenwijding. Dit zijn geen eigenlijke sacramenten, maar sacramentalia (zie bij "Eucharistie").

### Het sacrament van de zieken
Het sacrament van de zieken (de ziekenzalving) wordt door de priester toegediend aan ernstig zieken en zij die in doodsgevaar verkeren; zij worden op het voorhoofd en op de handen (in oude ritus op voorhoofd, neus, oren, ogen, mond, handen en soms voeten) gezalfd met speciaal hiervoor gezegende pure olijfolie (materie: oleum infirmorum, zijnde ziekenolie), waarbij tegenwoordig slechts eenmaal deze woorden worden uitgesproken:
Per istam sanctam unctionem et suam piissimam misericordiam adiuvet te Dominus gratia Spiritus Sancti, ut a peccatis liberatum te salvet atque propitius allevet.
Moge onze Heer Jezus Christus door deze heilige zalving en door Zijn liefdevolle barmhartigheid u bijstaan met de genade van Zijn Heilige Geest. Moge Hij u van zonden bevrijden, u heil brengen en verlichting geven.
De oude ritus bestaat in het herhalen van een hieraan gelijk gebed bij de zalving van de verschillende ledematen en zintuigen (vorm).
Het sacrament is Bijbels gefundeerd onder meer op de Brief van Jakobus:
Is iemand onder u ziek? Laat hij de presbyters van de gemeente roepen; zij moeten een gebed over hem uitspreken en hem met olie zalven in de naam des Heren. En het gelovige gebed zal de zieke redden en de Heer zal hem oprichten. En als hij heeft begaan, zal het hem vergeven worden. Belijdt daarom elkander uw zonden en bidt voor elkaar, opdat gij genezing moogt vinden. (Jac. 5:14-16).
Soms wordt gesproken van laatste sacramenten. Hiermee worden naast de ziekenzalving ook de (laatste) biecht en de (laatste) communie (het viaticum) bedoeld. Andere benamingen voor deze combinatie van biecht, sacrament van de zieken en communie zijn: sacramenten der stervenden en sacramenten der zieken.

### Liturgie
De liturgie van de Mis gebruikt voornamelijk de Romeinse ritus. Deze kent sinds 1969 twee vormen: de Mis van Paulus VI (= de nieuwe vorm) en de Tridentijnse ritus (= de traditionele vorm). De nieuwe vorm heeft de volgende opbouw:
Openingsriten (Ritus initiales)
- intredezang (Introïtus);
- begroeting van het altaar en de gemeenschap (Salutatio altaris et populi congregatio);
- schuldbelijdenis (Actus poenitentialis);
- gebed om ontferming (Kyrie), maar dit wordt weggelaten als er een lofzang wordt gezongen;
- lofzang (Gloria);
- openingsgebed;

Woorddienst (Liturgia verbi)
- eerste lezing, uit het Oude Testament (Lectio prima);
- tussenzang of psalm (graduale);
- tweede lezing, uit de Handelingen of de Brieven van de apostelen (Lectio secunda);
- Alleluia (Acclamatio ante lectionem Evangelii);
- Evangelielezing (Evangelium);
- Homilia of overweging;
- Credo of geloofsbelijdenis (Professio fidei);
- voorbeden (Oratio universalis);

Eucharistische dienst (Liturgia Eucharistica)
- bereiding van de gaven (Praeparatio donorum);
- gebed over de gaven;
- prefatie (Oratio super oblata);
- Heilig of Godsverheerlijking;
- eucharistisch gebed (Prex eucharistica);
- Onze Vader (Pater Noster);
- gebed om vrede (Ritus Pacis);
- broodbreking (Fractio Panis) met Agnus Dei;
- communie (Communio);
- communielied/slotlied (soms);

Slotritus (Ritus Conclusionis)
- wegzending en zegen (Ite Missa Est);

Naast de viering van de heilige eucharistie zijn ook het getijdengebed (= het ochtendgebed, het middaggebed, het avondgebed en het slotgebed) en de Eucharistische aanbidding belangrijke elementen van de katholieke liturgie. Priesters en kloosterlingen zijn geroepen het getijdengebed dagelijks te bidden. Ook leken echter wordt aanbevolen hieraan deel te nemen.

### Liturgisch jaar

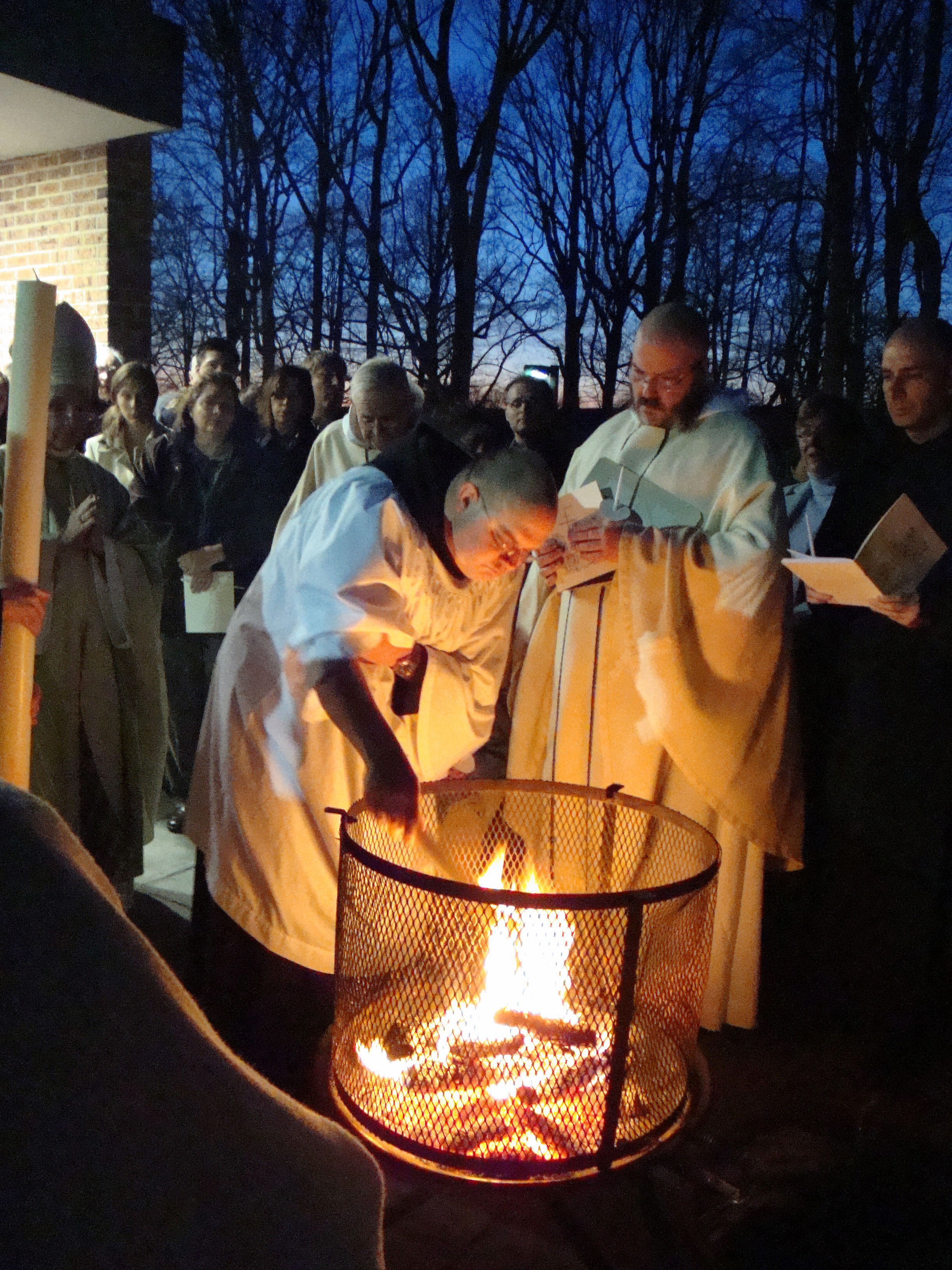
Benedictijnen tijdens de paaswake

In de liturgie van de Mis volgt men de indeling van het liturgisch jaar, dat niet in de pas loopt met het 'burgerlijk jaar'. Het liturgisch jaar vangt aan met de eerste zondag van de Advent en wordt ingedeeld in kringen rond de grote feestdagen zoals Kerstmis en Pasen. Naargelang van de dag van het jaar worden door de priesters verschillende liturgische kleuren voor de liturgische gewaden gebruikt: wit (voor de feesten van Christus, Maria en heilige niet-martelaren), rood (voor Pinksteren en martelaren), groen (voor gewone (zon)dagen), paars (voor boetedagen als Advent en Vastentijd, maar ook het huwelijk), zwart (voor rouw en de Goede week) of roze (voor de derde zondag van de Advent en vierde zondag van de Vasten). De kerk kent een A, B en C-jaar, waarin steeds een ander synoptische evangelie, dit wil zeggen dat van respectievelijk Marcus, Mattheüs en Lucas, centraal staat. Het Johannesevangelie neemt een eigen plaats in.
Het liturgisch jaar omvat ook hoogfeesten, feesten en gedachtenissen. Er zijn eveneens een aantal verplichte feestdagen. De katholieke kerk kent nog maar twee verplichte Vastendagen Aswoensdag en Goede vrijdag. Daarnaast worden de gelovigen opgeroepen boete te doen tijdens de veertigdagentijd. In navolging van de vroege kerk worden de grote feestdagen 's nachts gevierd (bijvoorbeeld de Paaswake en de nachtmis tijdens kerst). In het algemeen geldt ook dat de zaterdagavond wordt beschouwd als een zondag.

## Kloosterleven, ordes, congregaties, prelaturen en bewegingen

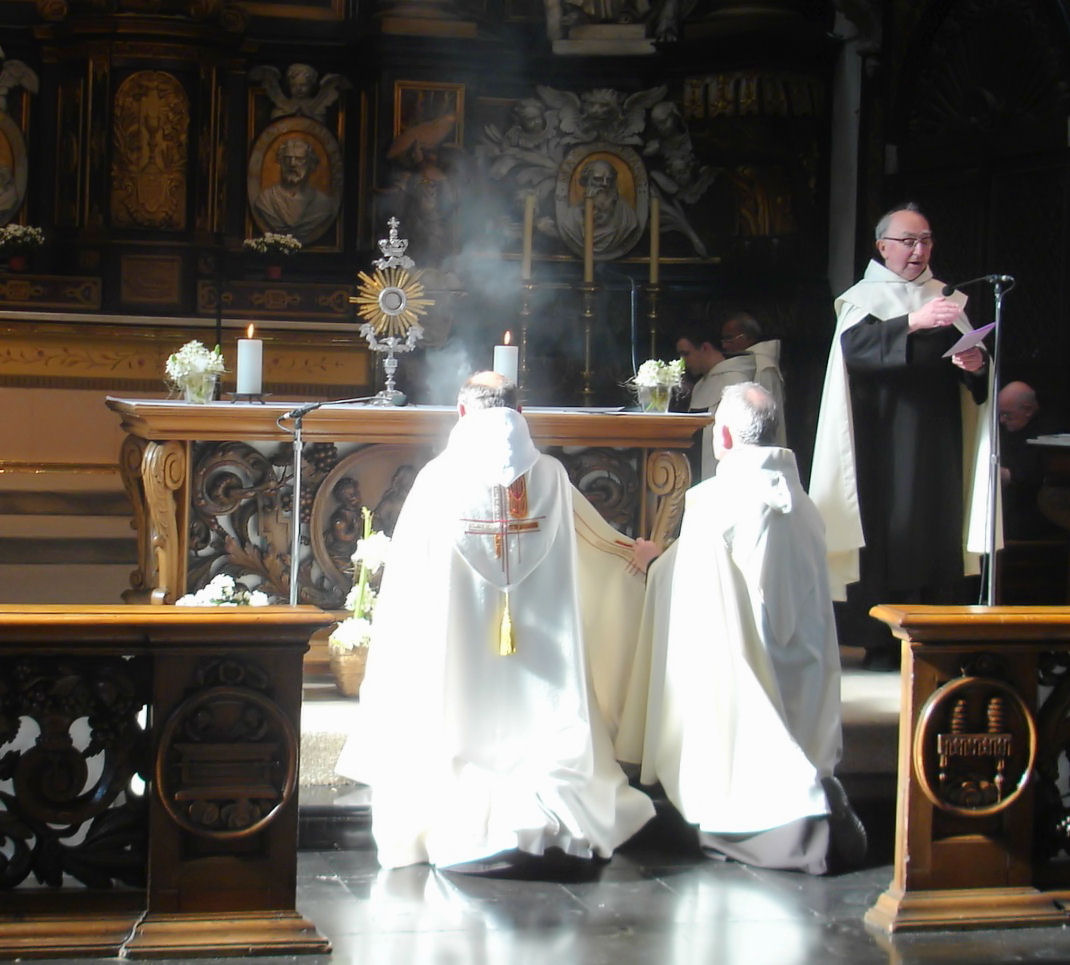
Karmelieten te Gent

De Katholieke Kerk kent een grote verscheidenheid aan ordes, congregaties, prelaturen en bewegingen. Veelal zijn deze gesticht door een bekende heilige. Bekende ordes en congregaties zijn: jezuïeten, dominicanen, benedictijnen, trappisten, franciscanen, kapucijnen, karmelieten, augustijnen, norbertijnen, kartuizers en sacramentijnen. Meestal vallen deze ordes niet onder het gezag van de plaatselijke bisschop, maar zijn ze via een generaal-overste verbonden met Rome. Daarnaast kent de Kerk sinds 1965 ook de rechtsvorm van een personele prelatuur, een niet-territoriaal gebonden kerkrechtelijke organisatiestructuur waarin leken geïncorporeerd en seculiere priesters geïncardineerd kunnen zijn, met een prelaat aan het hoofd die direct onder het gezag van de paus valt. Op dit ogenblik is het Opus Dei de enige personele prelatuur. In de recente geschiedenis kwamen ook nieuwe (leken)bewegingen op, zoals het Focolare (opgericht in 1943), Foyers de Charité (gesticht in 1936), de katholieke charismatische vernieuwing en Sant'Egidio (ontstaan in 1968).
De meeste leden van ordes en congregaties leven in kloosters om zich toe te leggen op gebed, vaak in combinatie met werk (= "ora et labora", oftewel "bid en werk"). Een klooster wordt geleid door een abt of een abdis. Onder hem of haar staat de prior. Er zijn aparte kloosters voor mannen en vrouwen.

## Seksueel misbruik
Sinds de jaren 1990 zijn gevallen van seksueel misbruik binnen de Rooms-Katholieke Kerk bekend geworden, waarbij in veel landen priesters en ander kerkelijk personeel zich vergrepen aan minderjarigen. De Kerk heeft lange tijd degenen die het misbruik pleegden de hand boven het hoofd gehouden, bijvoorbeeld door daders over te plaatsen naar een andere parochie.

## Geloofsbelijdenissen
In de Katholieke Kerk worden twee geloofsbelijdenissen gebruikt. Het credo van Nicea-Constantinopel wordt meestal in het Latijn gezongen.

### Apostolische geloofsbelijdenis, de twaalf artikelen van het geloof

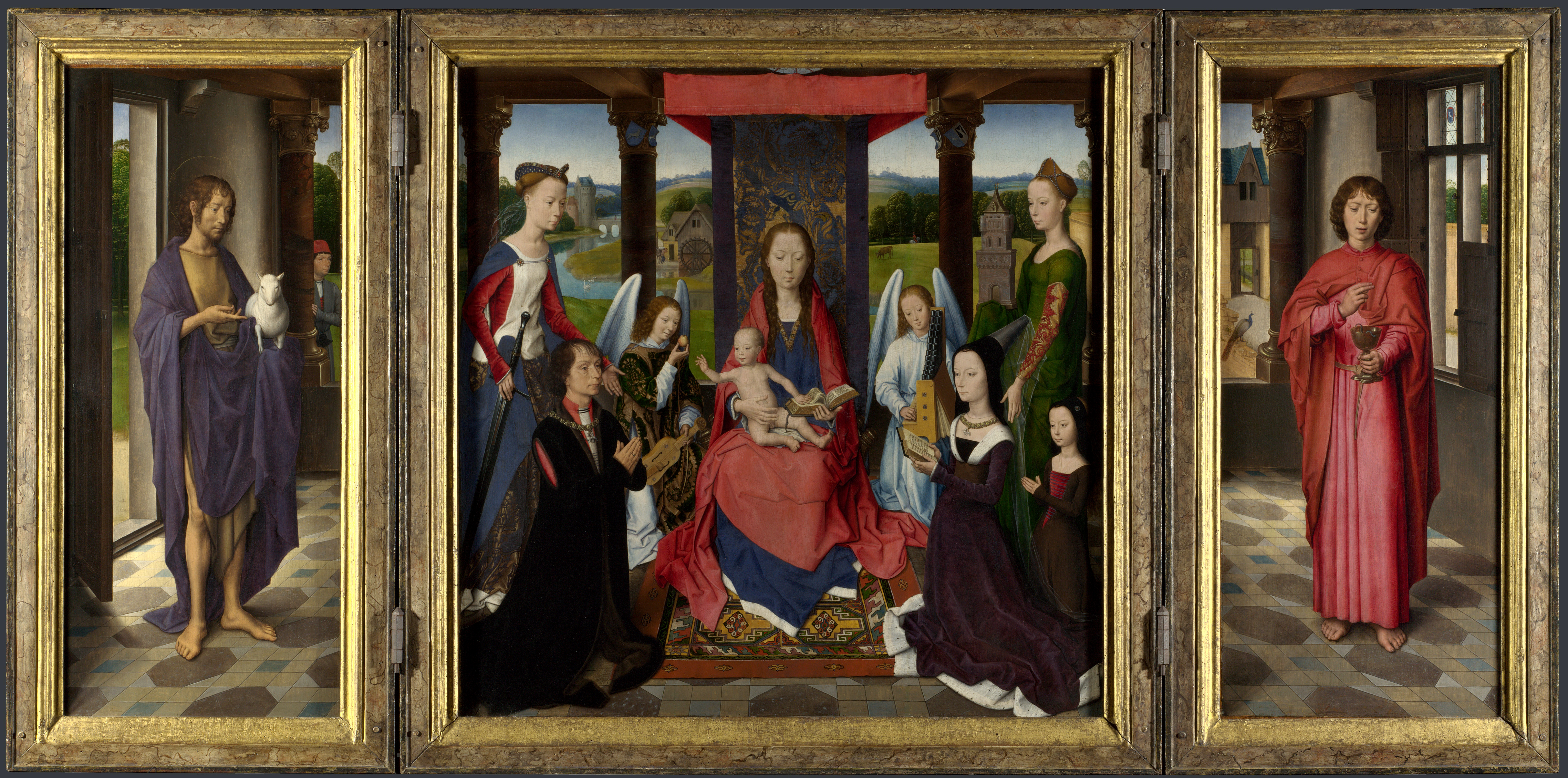
Drieluik van Hans Memling

Ik geloof in God, de Almachtige Vader, Schepper van hemel en aarde.
En in Jezus Christus, Zijn enige Zoon, onze Heer,
Die ontvangen is van de Heilige Geest, geboren uit de Maagd Maria,
Die geleden heeft onder Pontius Pilatus, is gekruisigd, gestorven en begraven,
Die nedergedaald is ter helle, de derde dag verrezen uit de doden,
Die opgestegen is ten Hemel, zit aan de rechterhand van God de Almachtige Vader,
Van daar zal Hij komen oordelen de levenden en de doden.
Ik geloof in de Heilige Geest;
De heilige katholieke Kerk, de gemeenschap van de Heiligen;
De vergeving van de zonden;
De verrijzenis van het lichaam;
Het eeuwig leven. Amen.

### Geloofsbelijdenis van Nicea-Constantinopel

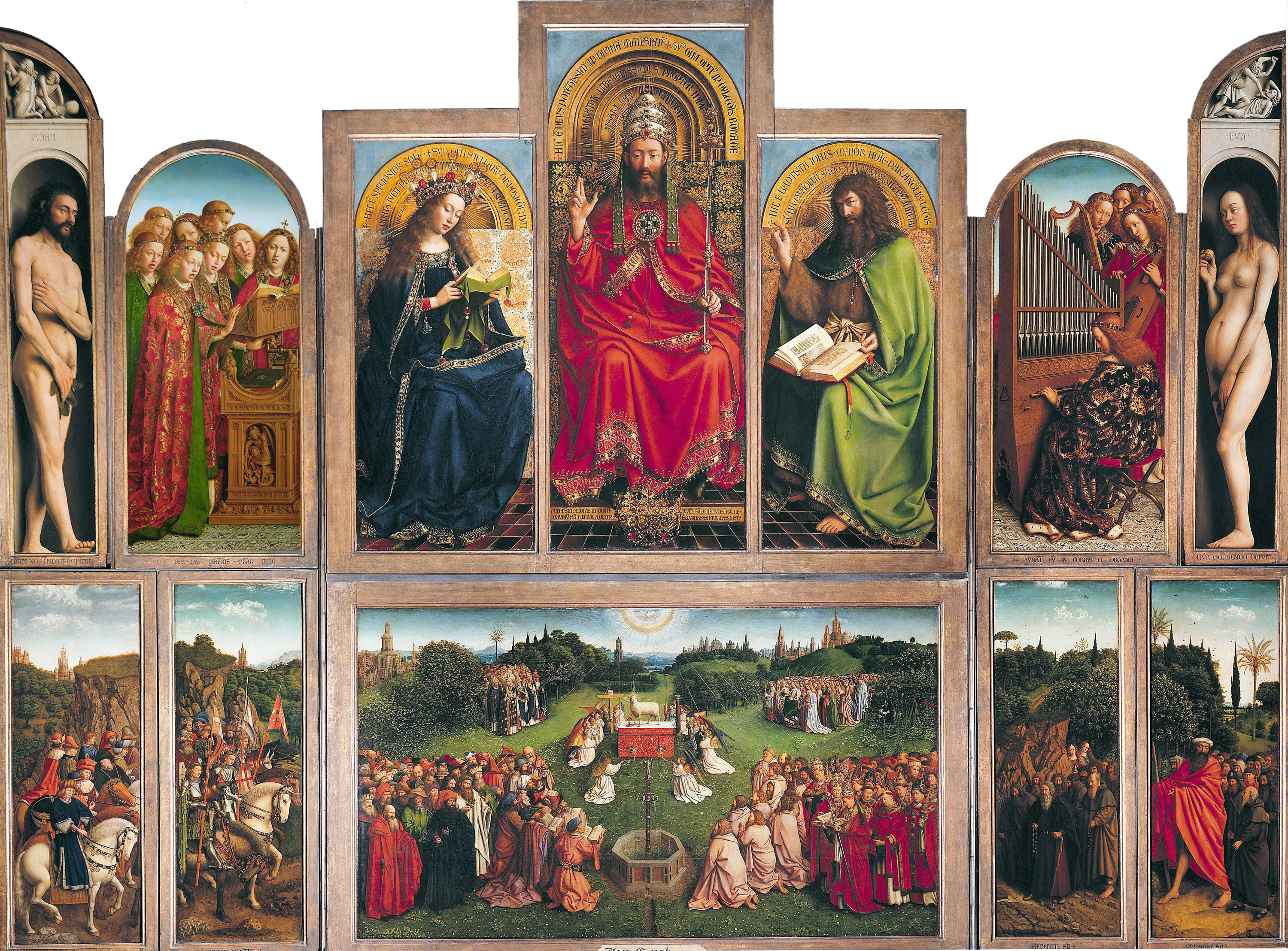
Het Lam Gods van de (Gebroeders Van Eyck)

Ik geloof in één God, de almachtige Vader,
Schepper van hemel en aarde, van al wat zichtbaar en onzichtbaar is.
En in één Heer, Jezus Christus, de eniggeboren Zoon van God, vóór alle tijden geboren uit de Vader.
God uit God, Licht uit Licht, ware God uit de ware God.
Geboren, niet geschapen, één in wezen met de Vader: door wie alles geschapen is.
Die voor ons mensen en omwille van ons heil uit de hemel is neergedaald.
En het vlees heeft aangenomen door de heilige Geest uit de Maagd Maria: en mens is geworden;
die voor ons ook werd gekruisigd; onder Pontius Pilatus heeft geleden en is begraven.
Ook is hij volgens de schriften verrezen op de derde dag;
Hij is opgeklommen ten hemel; zit aan de rechterhand van de Vader.
En hij zal wederkomen in heerlijkheid om levenden en doden te oordelen.
Hij wiens rijk geen einde zal hebben.
En in de heilige Geest, de Heer die levend maakt;
die voortkomt uit de Vader en de Zoon;
die met de Vader en de Zoon samen wordt aanbeden en verheerlijkt;
die gesproken heeft door de profeten.
En in de éne, heilige, katholieke en apostolische Kerk.
Ik belijd één doopsel tot vergeving van de zonden.
En ik verwacht de opstanding van de doden.
En het toekomstig eeuwige leven.
Amen.''